# Guerre de Canudos
La guerre de Canudos ou campagne de Canudos est un conflit armé survenu à la fin du XIXe siècle entre, d’une part, les troupes régulières de l'État de Bahia d’abord, de la république du Brésil ensuite, et d’autre part, un groupe de quelque 30 000 colons établis en communauté autonome dans un village fondé par eux dans le nord-est de Bahia près de l’ancienne ferme de Canudos, et rebaptisé Belo Monte.
Le fondateur de ladite communauté, Antônio Conselheiro, prophète millénariste ambulant, prêchait une morale d’abstinence et considérait la République tout juste proclamée comme création du Diable ; après un quart de siècle d’errance et de prédication dans les sertões du Nordeste brésilien, au cours desquels il acquit un grand prestige et fit de nombreux adeptes, il entra en rébellion ouverte et violente contre les autorités républicaines, et fut dès lors contraint de se sédentariser dans un lieu des plus écartés, entraînant avec lui ses disciples. La nouvelle colonie, composée d’habitations de fortune, connut une expansion rapide et compta bientôt plusieurs dizaines de milliers d’habitants ; sorte de théocratie, organisée autour de rites singuliers et, dans une certaine mesure, selon le principe collectiviste, la communauté vivait de son propre travail, — mettant en culture la fertile plaine alentour, vendant des peaux de chèvre, ou prêtant sa force de travail aux fermes environnantes —, mais aussi de dons offerts par la population sertanejo, admiratrice du prophète. Loin de fonctionner en vase clos, la colonie autorisait les allées et venues et s’interdisait nullement d’entretenir des relations commerciales et autres avec les villages et hameaux circonvoisins. S’y retrouvaient toutes les composantes sociales et anthropologiques de la population du sertão (avec certes une surreprésentation de noirs, dont nombre d’esclaves affranchis et anciens nègres marrons) et toutes les classes d’âge, y inclus de jeunes personnes blanches issues de familles respectées du littoral.
Les soupçons de conspiration monarchiste qui pesaient sur Canudos, et la menace que la communauté faisait planer sur la pérennité du système socio-politico-économique local du fait en particulier de l’exode massif de main-d’œuvre hors des grands domaines agricoles de la région (bien davantage que la supposée nuisance que représentaient les jagunços, éléments armés de la communauté, accusés à tort de vols de bétail et de déprédations), portèrent le pouvoir politique à intervenir militairement. Qu’il ne fallut pas moins de quatre expéditions pour venir à bout des Canudenses s’explique par un ensemble d’erreurs tactiques et stratégiques commises à répétition par les forces régulières : méconnaissance du terrain, sous-estimation de l’adversaire, structure de commandement rigide, organisation militaire et matériel de guerre conçus pour une bataille rangée classique et donc totalement inadaptés, et surtout logistique d’approvisionnement défaillante sinon absente ; en face, les agiles jagunços, parfaitement acclimatés à la caatinga — maquis aride, aux conditions climatiques extrêmes —, pratiquant une épuisante guerre de harcèlement, faite d’embuscades et d’attaques-surprise, se dérobant sans cesse, et sachant tirer parti avec souplesse de leur vaste réseau de tranchées-abris. En particulier, la 3e expédition, lancée en février 1897, tourna à la catastrophe : si les deux corps expéditionnaires précédents durent rebrousser chemin avant d’atteindre Canudos, cette 3e expédition risqua une offensive contre le village, lors de laquelle les formations de combat, diluées et désorganisées dans le dédale des venelles, durent affronter une âpre guérilla urbaine et furent massacrées. Dans la débandade qui s’ensuivit, l’armée abandonna aux jagunços un riche butin d’armes automatiques modernes et de munitions en abondance. La 4e expédition enfin, qui mobilisa près de 10 000 hommes, finit, à l’issue d’un pénible siège de plusieurs mois et après avoir pilonné le village à l’artillerie lourde, par s’emparer du village, en dépit d’une résistance farouche occasionnant de grandes pertes côté gouvernemental. Les Canudenses, dont quasiment aucun ne consentit à se rendre, furent presque tous tués, soit au combat, soit par des exécutions sommaires, et leur village totalement anéanti.
Si Canudos, surtout après l’échec de la deuxième expédition, fut abusivement interprété comme pilier d’une ample conspiration monarchiste bénéficiant de soutiens à l’étranger, c’est par la suite une autre version, portée par les élites brésiliennes eurotropes et positivistes du littoral, et guère plus exacte que la précédente, qui prévalut : celle d’un groupe de campagnards arriérés et superstitieux, accablés d’un lourd atavisme racial et culturel, qu’un illuminé déviant, fanatique et intraitable réussit à empaumer et à entraîner avec lui dans une expérience irrationnelle et extrême. Des recherches historiques ultérieures ont cependant mis à mal cette vision biaisée et démontré que, même si les motivations religieuses furent importantes, le départ pour Canudos a pu représenter pour des gens traumatisés par les privations, par les bouleversements politiques récents, et par les vicissitudes de la sécheresse, des querelles de clan et de la précarité économique, une décision rationnelle et pragmatique, dont ils escomptaient qu’elle leur apporterait sûreté et stabilité dans un périmètre sécurisé et régulé, moyennant l’observance de préceptes religieux et moraux stricts ; du reste, Conselheiro ne s’écarta pas de l’orthodoxie catholique et garda en général de bons rapports avec le clergé local.
Cet épisode violent de l’histoire brésilienne, qui vit périr entre 15 000 et 30 000 personnes, et fut par la suite diversement interprété, fera la matière de plusieurs créations littéraires, dont on relèvera plus particulièrement Os Sertões (trad. fr. Hautes Terres), d’Euclides da Cunha, l’un des maîtres-livres de la littérature brésilienne, et la Guerre de la fin du monde, roman à succès de Mario Vargas Llosa.

« Le plus grand scandale de notre histoire. »

— Euclides da Cunha.

## Mise en contexte

### Arrière-plan historique
Entre 1888 et 1889, le Brésil traversa une période de transformation révolutionnaire et de bouleversements sociaux, économiques et politiques les plus profonds de son histoire depuis la découverte par les Portugais en l’an 1500. Le 13 mai 1888, l’esclavage fut aboli par l’empereur régnant Dom Pedro II, au moyen d’un acte signé par sa fille, la princesse Isabelle. Plus de cinq millions de noirs, qui du jour au lendemain s’étaient retrouvés sans travail, abandonnèrent les domaines agricoles pour aller gonfler les rangs des gens en extrême pauvreté dans les villes et les campagnes. Des dizaines de milliers de fermiers furent ruinés et, pendant un temps, l’activité agricole s’était presque arrêtée, plus particulièrement dans les cultures à forte intensité de travail, telles que le café, le coton, le tabac et la canne à sucre, qui constituaient les piliers de l’économie brésilienne à cette époque.
D’autre part, le 15 novembre 1889, l’empereur fut déposé par un coup d’État militaire et la république proclamée, ajoutant un surcroît d’instabilité et de dissension dans un pays déjà en proie à l’effervescence politique et sociale. Le rôle de l’empereur comme arbitre entre les élites dirigeantes, lesquelles avaient grosso modo la même vision de la vie économique et sociale et ne s’opposaient que sur quelques sujets spécifiques, avait satisfait la plupart des membres des classes supérieures. L’avènement de la république ne modifia pas cette attitude et, les querelles entre les différentes factions et entre militaires et civils ne baissant pas en intensité, certains en vinrent à penser hardiment que le Brésil devait restaurer la maison de Bragance. Bientôt, la jeune république eut à faire face à une série de rébellions : celle, dite révolte de l'Armada, impliquant certaines unités de la marine (1893-1894), puis, presque simultanément, dans le Rio Grande do Sul, la dénommée Révolution fédéraliste (1893-1895), qui déboucha sur une sanglante guerre civile, enfin, quelques années plus tard, la sédition de Canudos. (Il est intéressant de noter que le colonel Antônio Moreira César, à qui sera confié le commandement de la — désastreuse — troisième expédition de Canudos, avait pris part déjà, avec succès, à la répression des deux premières insurrections.) Vu que le nouveau régime républicain peinait à se consolider, et vu la crainte que l’agitation monarchiste pût être préjudiciable aux efforts de São Paulo d’obtenir des prêts de l’étranger, l’armée décida d’assumer le rôle de défenseur de l’unité nationale et dirigea le pays de façon dictatoriale de 1889 à 1894. Ainsi le gouverneur de São Paulo, Manuel Campos Salles, résolut-il en octobre 1896 d’écraser le parti monarchiste de l’État de São Paulo ; la police fit irruption dans les domiciles privés pour interrompre des réunions monarchistes pacifiques et reçut l’ordre d’empêcher les rassemblements publics. Eduardo Prado, chef de file du parti monarchiste à São Paulo, était la principale cible.
La transition de la monarchie à la république amena une série de changements sociaux et politiques qui, conjointement avec le marasme économique, ajoutèrent au désarroi psychologique de la population des sertões et peuvent par là aider à comprendre pourquoi tant de campagnards eurent le désir rationnel de se mettre sous la protection d’un chef religieux charismatique dans l’environnement sécurisé et régulé de la fazenda de Canudos. Outre la séparation de l’église et de l’État, qui bouleversa une situation et des habitudes séculaires, la chute de la monarchie déboucha sur une fédéralisation très poussée de l’État brésilien. Chacune des anciennes provinces pouvait désormais taxer ses exportations, lever ses propres forces armées, et dans la limite de ses ressources fiscales, aménager ses propres infrastructures. En conséquence, les entités fédérées les plus dynamiques de la fédération (Rio Grande do Sul, Minas Gerais, São Paulo) firent un bond en avant du point de vue tant de la prospérité matérielle que de l’ascendant politique au sein du nouvel État, alors que le reste du pays, ne bénéficiant plus de la redistribution automatique des ressources naguère garantie par un État centralisateur, tendaient à s’alanguir. L’État fédéré qui, dans ce contexte, perdit le plus en influence nationale était Bahia, mais de façon générale, la majeure partie du pays continua à s’empêtrer dans la stagnation économique et connut une longue période d’appauvrissement. Des flux de migrants se mirent en mouvement en quête d’emploi et de moyen de subsistance, mais peu trouvèrent l’un ou l’autre. Les propriétaires terriens, considérant les campagnards de race mixte comme étant peu aptes à travailler durement contre salaire, tentèrent, par une politique de colonisation subventionnée, de recruter des travailleurs agricoles d’Europe du Nord. La recette que l’on s’employa à appliquer pour imposer le progrès national fut de combiner le libéralisme économique avec des mesures tendant à étouffer l’expression populaire et à bloquer toute mobilisation sociale. Les élites politiques du littoral et du sud, dédaignant les difficultés des campagnes de l’intérieur, s’accordèrent à laisser le pouvoir aux mains de l’oligarchie foncière locale traditionnelle et à se reposer sur le système des coroneis (cf. ci-dessous).
Le nord-est du Brésil connut en 1877 l’une des sécheresses périodiques les plus calamiteuses de son histoire. Cette sécheresse, qui dura deux ans, eut un effet dévastateur sur l’économie principalement agraire de cette région semi-aride et provoqua la mort par déshydratation et inanition de plus de 300 000 paysans. De nombreux villages furent complètement abandonnés et l’on assista même à des cas de cannibalisme. Des groupes de flagellants affamés parcouraient les routes en quête de secours de l’État ou d’aide divine ; des bandes armées voulurent instaurer la justice sociale « par leurs propres mains » en attaquant les fermes et les petites localités, car dans l’éthique des désespérés « voler pour tuer la faim n’est pas un crime ». Dans le sertão bahianais plus spécifiquement, la sécheresse la plus cruelle eut lieu entre 1888 et 1892, c'est-à-dire en pleine période de transition de la monarchie à la république, donc à une époque où personne ne savait dans quelle mesure les États autonomes nouvellement créés, frustrés désormais de la solidarité fédérale automatique, seraient capables de se porter financièrement au secours des régions affligées.

### Milieu naturel
À double titre au moins, l’environnement naturel de Canudos mérite qu’on s’y attarde : d’abord, le milieu naturel a pu, directement ou indirectement, contribuer à moduler la structure mentale de la population locale, et ensuite, les caractères physiques de la région (et surtout leur méconnaissance de la part des troupes républicaines) ont pu avoir des conséquences militaires parfois déterminantes. Da Cunha en donne une description saisissante et spectaculaire, mais en général adéquate, quoiqu'une certaine tendance à la boursouflure gongorienne l’amène à voir en tout la démesure et l’extrême : les montagnes ne sont pas si hautes en réalité, et les ravins pas si encaissés.

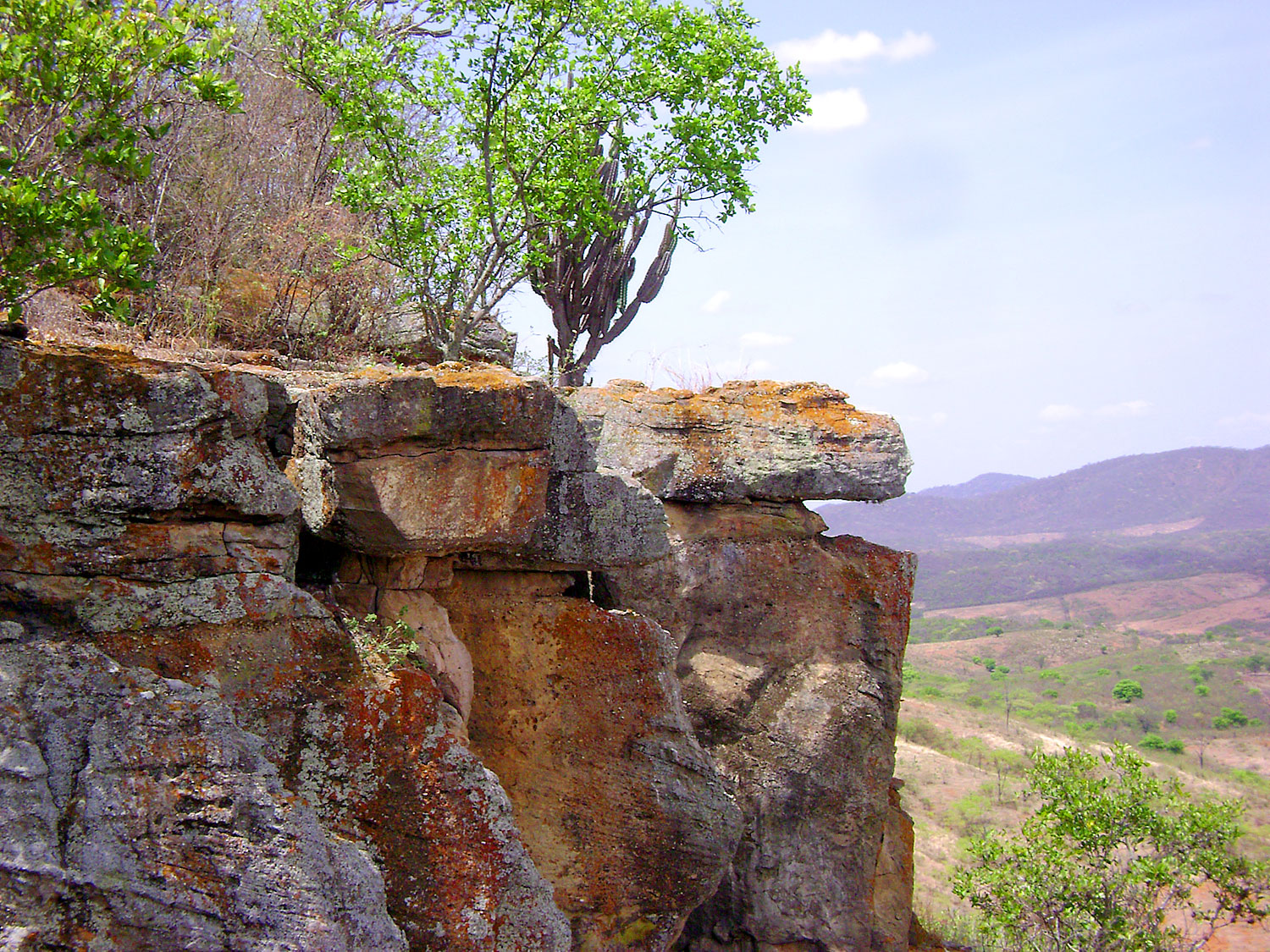
Paysage de caatinga.

Canudos se situe dans le sertão du nord de l’État de la Bahia, dans une zone comprise entre le fleuve Itapicuru au sud et le cours inférieur du Rio São Francisco au nord, ou, plus précisément, dans une étendue particulièrement aride sise au nord de la petite ville de Monte Santo, ville à partir de laquelle en effet, si l’on va du sud vers le nord, se succède au sertão habituel une zone de tertres dénudés, aux pentes glissantes, à la terre parcimonieuse, dont le couvert végétal est caractéristique de la caatinga, c'est-à-dire une zone où la plupart des plantes voient leurs feuilles tomber et leurs tiges blanchir et s’entortiller durant la période sèche. La végétation est ainsi composée d’arbuscules presque sans prise sur le sol, aux branches entrelacées, au milieu desquels surgissent, solitaires, quelques cactus rigides. 
Bien que la caatinga ne possède pas les espèces rabougries des déserts et qu’elle se montre riche de végétaux divers, ses arbres, vus dans leur ensemble, semblent ne former qu’une seule famille, quasiment réduite à une espèce invariable, et ne diffèrent que par la taille, ayant tous la même conformation, la même apparence de végétaux mourants, presque sans troncs, avec des branches qui surgissent à même la terre, donnant à l’ensemble l’apparence d’une zone de transition vers le désert. Lors des périodes de sécheresse, cette végétation pourtant offre les dernières ressources à qui en connaît les secrètes possibilités ; ainsi les gardiens de bétail du sertão (les vaqueiros) savent-ils que découper en morceaux le mandacaru permet de s’hydrater même en période d’extrême sécheresse, et connaissent-ils le quixabeira, dont les feuilles peuvent servir de fourrage au bétail. Si le mot sertão vient de desertão, 'grand désert', l’on voit néanmoins qu’il ne s’agit aucunement d’un désert de sable, et Canudos plus particulièrement, ainsi que la zone environnante, se trouvait en fait bien arrosée de cours d’eau saisonniers, et par conséquent était la plupart des années nettement plus habitable que les étendues du sertão situées plus au nord et plus à l’ouest dans les États de Ceará, de Rio Grande do Norte et de Pernambouc.
Euclides da Cunha note :

« Si le voyageur va vers le nord (au-delà de Monte Santo), de très fortes transitions le surprennent : la température augmente ; le bleu des cieux s’assombrit ; les airs se troublent ; et les rafales soufflent, désorientées, dans tous les quadrants, face au tirage intense des terrains inabrités qui s’étendent à partir de là. En même temps se manifeste le régime excessif : le thermomètre oscille entre des degrés disparates, passant, dès le mois d’octobre, d’une chaleur diurne de 35° à l’ombre aux froideurs des petits matins. Lorsque l’été avance, le déséquilibre s’accentue. Les maxima et les minima croissent en même temps, jusqu’à ce qu’une intermittence insupportable de jours brûlants et de nuits glacées sévisse au plus fort des sécheresses. »

Mais le contraste plus saisissant encore si l’on part de la côte et que l’on se déplace vers l’occident : la nature s’appauvrit bientôt, et au-delà des montagnes côtières, se dépouille de ses forêts et se mue en sertões dénués où ne coulent que d’éphémères rivières. Ces contrastes de milieu physiques déterminent des conditions de vie tout à fait opposées.
À l’extrême sécheresse des airs en été, s’ajoute un fort écart entre les températures diurnes et nocturnes, dû à la perte instantanée, la nuit, de la chaleur absorbée de jour par les roches exposées aux soleils ardents. Le jeu des dilatations et des contractions qu’induit l’alternance des hausses et des chutes thermométriques brusques (la nuit venant en effet d’un coup, sans crépuscule, permettant à toute cette chaleur de se dissiper intensément à travers l’espace) peut expliquer l’état de fragmentation du sol et l’aspect fracturé des montagnes quasi dénudées, sol et roches se disjoignant suivant les plans de moindre résistance. La réverbération sur les parcelles de silice fracturée qui couvrent ces montagnes et les flancs des coteaux est, à la lumière crue des journées, aveuglante et psychologiquement éprouvante.
Le sol âpre, dans la composition duquel la terre meuble intervient pour peu, est jonché d’éclats de roche. Les formations rocheuses, même dans leurs parties planes, sont impraticables pour le marcheur. Euclides da Cunha relève :

« Dans les parties où ces formations (à l’aspect ruiné) s’étalent, planes, sur le sol, (…) elle se criblent et se scarifient de cavités circulaires et de cannelures profondes, petites mais innombrables (…) angles aux rebords coupants, des pointes et des listels fort durs, qui rendent la marche impossible. »

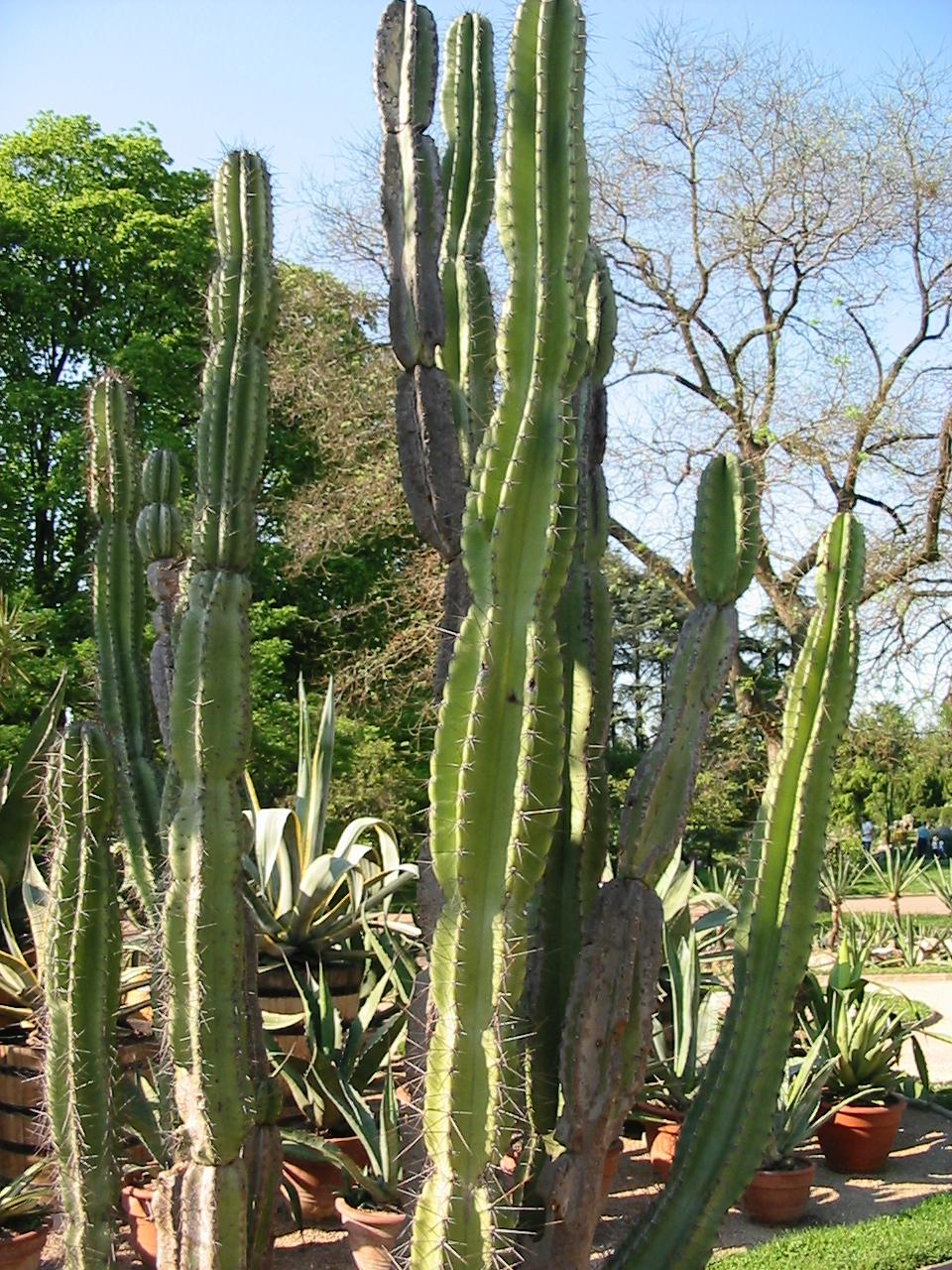
Le mandacaru, dernière ressource en cas de grande sécheresse.

Les flancs des montagnes sont bordés d’alignements de matériaux fracturés, et peuvent se terminer par des sortes de plateaux délimités par des talus à pic, rappelant des falaises, et sur lesquels l’on verra des jagunços (rebelles armés) se tenir en embuscade.
Le paysage est entaillé de profondes vallées encaissées, où s’étirent les lits de ruisseaux le plus souvent à sec, qui ne se remplissent passagèrement que pendant les courtes saisons de pluies et ont principalement une fonction de canaux d’écoulement que creusent au gré du hasard les averses torrentielles saisonnières. Les légers filets d’eau qui serpentent entre d’épais blocs de pierre, à quoi ces ruisseaux se réduisent la plupart du temps, ne sont pas sans rappeler les oueds qui bordent le Sahara. Ces vallées sont d’autre part le siège d’anciens lacs transformés depuis en étendues marécageuses, appelées ipueiras, qui servent de haltes obligatoires aux vaqueiros. Nonobstant leur aspect lugubre, ces ipueiras constituent, avec les puits et les caldeirões (puits naturels dans la roche où s’accumule l’eau de pluie), les seules ressources d'eau pour le voyageur.
Le fleuve Vaza-Barris, qui sans source à proprement parler, dépourvu de véritables affluents hormis quelques petits tributaires aux eaux passagères, traverse la région de part en part et se présente le plus souvent sous l’aspect d’un chapelet de mares stagnantes, ou se trouve être carrément sec évoquant alors une large route poussiéreuse et tortueuse. Jusqu’à la ville de Jeremoabo, à l’est, il se tord en de nombreux méandres et présente un cours encaissé par intermittence. Lors de ses crues, recueillant les eaux sauvages qui ruissellent des pentes qui le longent, il roule durant quelques semaines des eaux tumultueuses et boueuses, mais ne tarde pas à s’essouffler complètement en s’égouttant — phénomène qui valut au fleuve son nom actuel (s’égoutter se disant vazar en portugais). Cette configuration a été en partie bouleversée par la construction d’un barrage dans les années 1960.
Le climat du sertão de Canudos est façonné en premier lieu par la mousson du nord-est, qui naît de la forte aspiration des plateaux intérieurs jusqu’au Mato Grosso. Les premières ondées qui se déversent des hauteurs n’atteignent tout d’abord pas la terre, mais tendent à s’évaporer à mi-chemin entre les couches d’air brûlantes qui s’élèvent. Si cependant des pluies régulières viennent y succéder, les sertões revivent et se transfigurent en une vallée fertile. D’autre part, ces pluies adoptant le plus souvent l’allure d’un cyclone tropical, la région retrouve peu de temps après, par le rapide drainage du terrain et par l’effet de l’évaporation qui suit aussitôt, ses habituelles aridité et désolation.
Tous les dix ans environ, à intervalles assez réguliers, la région est frappée de sécheresses, dont celle de 1877 fut particulièrement calamiteuse. Le fait que ces épisodes de sécheresse présentent une cadence dont, telles une loi naturelle, elles ne dévient que rarement, et qu’elles surviennent toujours entre deux dates reconnues et notées depuis longtemps par les sertanejos, à savoir du 12 décembre au 19 mars, permet de prédire leur apparition de façon fiable et précise. Si une période sèche se prolonge au-delà de ces dates, elle s’étendra fatalement tout au long de l’année, jusqu’à ce que s’ouvre un nouveau cycle.
Selon Da Cunha, la configuration du réseau routier, qui ne comportait guère d’embranchement traversant cette région sinistre et désolée, semble indiquer que les voyageurs (explorateurs ou commerçants, s'organisant sous la forme d’entradas, expéditions au départ de la côte) s’efforçaient de contourner cette région, redoutant une traversée harassante. Par suite, les deux lignes de pénétration classiques à partir du littoral, qui atteignaient le fleuve Sao Francisco en deux points écartés l’un de l’autre – Juazeiro et Santo Antônio da Glória – formaient de fait (toujours selon Da Cunha), depuis des temps éloignés, les frontières d’un désert. En réalité, la zone de Canudos n’était pas, et n’avait sans doute jamais été, totalement isolée ; elle avait été peuplée par des Européens dès le début du XVIe siècle. La ville de Juazeiro, d’où partira la première expédition contre Canudos en novembre 1896, se situe à 160 km environ (à vol d’oiseau) à l’ouest-nord-ouest de Canudos et se trouve au milieu d’une zone verdoyante sur les bords du fleuve Sao Francisco.
L’ancienne fazenda (exploitation agricole) de Canudos, délaissée par ses propriétaires (et non désertée, comme l’affirme Da Cunha) à l’arrivée des rebelles conselheiristes, composée d’un corps de logis et de quelques masures, occupait le versant nord de la colline de la Favela, laquelle bordait une courbe du Vaza-Barris, sur sa rive droite. Vue du sommet de cette colline, l’étendue en contrebas, au sol non moins perturbé que le reste de la caatinga, où viendrait se construire la ville de Canudos, pouvait donner l’illusion d’une vaste plaine ondoyante, la perspective effaçant pour un instant les innombrables mamelons rocheux dont elle était parsemée. « Là se trouvait le Ciel », diront les nouveaux arrivants quand, depuis la Favela, ils apercevront Canudos pour la première fois.
Enfin, il y a lieu de relever cette caractéristique de la caatinga, qui la distingue de la steppe ou de la pampa du sud brésilien et de l’Argentine, et qui n’est pas sans portée militaire : le voyageur, et le soldat, ne jouit pas d’un large horizon et de la perspective des franches plaines ; la caatinga, au contraire, restreint le regard et entrave sa marche par sa trame végétale, hérissée d’épines et de feuilles urticantes, et le torture psychologiquement en déroulant devant lui, sur d’infinies distances, comme le note Da Cunha, « un aspect invariablement désolé d’arbres sans feuilles, aux branches tordues et desséchées, crochues et entrecroisées, se dressant avec rigidité vers l’espace ou s’étirant souplement sur le sol (…) ».

### Aspects anthropologiques
La portion de territoire circonvoisinant la fazenda de Canudos apparaît, même selon les normes du sertão, comme très faiblement peuplée, avec une densité de population de seulement 0,6 habitant par km2 (selon le recensement de 1890), et confinait vers le nord-ouest au Raso da Catarina, étendue très aride et quasi inhabitable. La partie du sertão et de l’agreste qu’Antônio Maciel parcourut pendant ses vingt années de pérégrinations, appelée pour cette raison sertão du Conselheiro, et dans laquelle se situe aussi Canudos, s’étendait dans les États contigus de la Bahia et du Sergipe, englobait une dizaine de communes (les municípios de Pombal, Soure, Conde, Inhambupe, Entre Rios, Alagoinhas, Itapicuru, Tucano, Monte Santo et Jeremoabo), et comptait près de 220 000 habitants (pour 1,9 million d’habitants dans l’ensemble de l’État de la Bahia). En 1872, soit 16 ans avant l’abolition de l’esclavage, le pourcentage d’esclaves dans cette même région s’établissait à 10,75 % en moyenne ; à Jeremoabo, ce chiffre était faible (moins de 4 %), mais fort élevé à Monte Santo (12,7 %) et à Entre Rios (23,7 %).
Que la prédication de Conselheiro ait eu un tel retentissement dans les sertões de la Bahia peut sans doute s’expliquer en partie par certaines particularités historiques, culturelles et psychologiques de la population locale. Celle-ci, isolée, vivant en un cercle étroit jusqu’à la fin du XIXe siècle, avait évolué et s’était multipliée largement à l’abri de tout élément étranger trois siècles durant ; plongée dans un abandon quasi complet, la population demeura tout à fait étrangère aux destinées du Brésil central et conserva intactes les traditions du passé. Selon Da Cunha (auquel l’on ne peut se dispenser de faire référence en ces matières, attendu que sa vision des choses, exprimée dans son célèbre ouvrage, conditionnera pendant des décennies la version dominante de cette guerre) se serait établi dès l’aube de l’histoire du Brésil, au XVIe siècle, un riche peuplement mixte, où cependant l’Indien prédominait, s’amalgamant certes au Blanc (incarné par des individus échappés à la justice ou par des aventuriers entreprenants) et au Noir (représenté par quelques nègres marrons), mais sans que ces derniers fassent nombre au point d’annuler l’indéniable influence indigène ; en effet, à l’instar des populations sertanejas qui s’étaient constituées auparavant plus au sud-ouest, sur le cours moyen du fleuve São Francisco, une population se serait formée également, toujours selon Da Cunha, dans le sertão de Canudos avec une dose prépondérante de sang tapuia. L’isolement, et une longue période de vie en vase clos faisant suite au mélange originel, auraient, toujours selon Da Cunha, produit une remarquable uniformité chez ces habitants, lesquels offrent des visages et des statures qui varient légèrement autour d’un modèle unique, au point de donner l’impression d’un type anthropologique invariable, donc inconfondable de prime abord avec le métis du littoral atlantique, qui présentait un aspect beaucoup plus varié ; partout, affirme Da Cunha, les mêmes caractères physiques — même teint bronzé, cheveux lisses et durs, ou doucement ondulés, carrure athlétique — s’alliaient aux mêmes caractères moraux, se traduisant par les mêmes superstitions, les mêmes vices et les mêmes vertus. En réalité, il semble que la population du sertão ait été très variée racialement et ethniquement, et non homogène comme le laissait supposer Da Cunha et, avec lui, d’autres auteurs. Les caboclos  (métis de Blanc et d’Indien) composaient certes la majorité de la population, mais n’étaient assurément pas les seuls habitants de la région. Les auteurs qui écrivaient sur Canudos notèrent non seulement la pigmentation sombre de la plupart des adeptes de Conselheiro, mais soulignèrent aussi que nombre de sertanejos des classes supérieures étaient de teint olivâtre ou sombre. À Jeremoabo p.ex., les registres de paroisse font état en 1754 de ce qu'un cinquième seulement des résidents permanents de la paroisse étaient des Blancs, le reste étant catalogués comme pardos (mulâtres sombres), métis, Indiens et Noirs. La présence de ces derniers était plus importante que supposée initialement, spécialement dans les lieux isolés, naguère recherchés par des Noirs fugitifs, et de petits établissements d’anciens esclaves, y compris de nègres marrons, parsemaient encore le paysage. Les élites du littoral, de la vision desquelles Da Cunha était imprégné, tendaient à déprécier la vie campagnarde comme étant rustique et primitive, attitude qui n’était pas sans refléter un certain embarras devant le fait que le Brésil était alors peuplé en majorité écrasante de gens de couleur.
Sur le plan culturel et psychologique, on trouvait alors dans la société rustique des sertões, par un cas remarquable d’atavisme, nous affirme Da Cunha, un riche héritage constitué d’un mélange d’anthropomorphisme indien, d’animisme africain, mais aussi de certaines croyances et superstitions portugaises qui avaient gardé (le temps s’étant ici en quelque sorte immobilisé) la forme qu’elles avaient à l’époque de la découverte et de la colonisation. Le Portugal à l’époque de l’Inquisition connut en effet plusieurs superstitions extravagantes, avait l’obsession des miracles, recherchait, dans le pressentiment d’une ruine prochaine, son salut dans les espérances messianiques, et de fait vit entrer en scène plusieurs prophètes et illuminés. De surcroît, le mysticisme politique du sébastianisme, disparu au Portugal, survivait alors encore intégralement, de façon particulièrement impressionnante, dans les sertões du nord brésilien,. Quant au spiritisme africain, il fleurissait surtout sur la côte et n’avait pénétré l’intérieur des terres que faiblement, dans des poches habitées par d’anciens esclaves et leurs descendants. En revanche, les pratiques religieuses populaires empruntaient largement aux croyances indiennes anthropomorphiques et animistes, notamment sous la forme de personnages surnaturels ambulants etc.

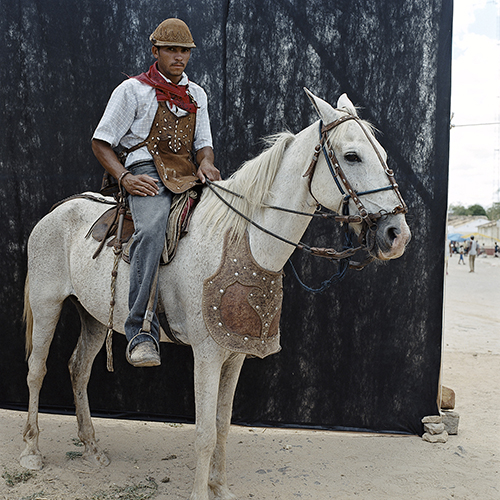
Photographie de vaqueiro pernamboucain.

Se superposait à ces atavismes une psychologie particulière induite par le milieu naturel : le sertanejo en effet vit en fonction directe de la terre, dont la productivité dépend du seul caprice des éléments, sur lesquels le sertanejo est conscient de n’avoir aucune prise. Il était donc d’autant plus enclin à en appeler au merveilleux, à ressentir la nécessité d’une tutelle surnaturelle et à se vouloir un sujet docile de la divinité. Les campagnards croyaient que le malheur résultait de la non-acceptation par les individus de leur destin prédéterminé, et que les mauvaises fortunes, la maladie, les intempéries dévastatrices étaient une rétorsion divine consécutive à de mauvaises actions individuelles ; cela cependant ne les empêchait pas de lutter avec acharnement pour surmonter les obstacles. Ils voyaient les saints particuliers comme des protecteurs ou comme des patrons et affirmaient la nature paternelle de Dieu, qui savait dispenser protection et bienveillance, mais aussi infliger un sévère et juste châtiment, à l’instar du propriétaire-patron dans son rôle traditionnel. De la même manière donc, la sujétion politique et sociale était en général acceptée sans protester ; la croyance populaire dans l’intervention surnaturelle diminuait ainsi la nécessité de mise en œuvre de moyens politiques et légaux de contrôle social. Les visiteurs décrivaient la population locale comme docile et assoiffée de préceptes religieux (évangéliques) pour guider leur vie. Par ailleurs, 80 à 90 pour cent des habitants ne savaient ni lire ni écrire, car aucun fonds ou presque n’était alloué à l’instruction publique. Cet état d’esprit, auquel s’associe une indifférence fataliste envers l’avenir et une propension à l’exaltation religieuse, a pu rendre le sertanejo réceptif aux prédications de toutes sortes d’hérésiarques et prophètes ambulants. À signaler également un impressionnant culte des morts incitant le sertanejo à enterrer les morts à distance des hameaux, au bord des routes, de façon à les faire bénéficier à tout le moins de la compagnie épisodique des voyageurs.
L’économie de ces sertões s’appuyait principalement sur l’élevage de bovins. C’est celui-ci en effet qui constituait autrefois dans ces régions le travail le plus profitable à l’homme et à la terre. Si l’on excepte les quelques cultures vivrières de crues sur le bord des rivières, l’activité du sertanejo se limitait à remplir l’office de vaqueiro, littéralement de vacher, le gardian des régions septentrionales du Brésil, et le pendant du gaucho des États du sud et de la pampa argentine. Le vaqueiro, dont Da Cunha tend à faire une figure centrale et emblématique de cette partie du sertão, mais dont il brosse un portrait assez fidèle, constituait en quelque sorte l’élite des classes inférieures et était loin d’être majoritaire. Au contraire des estancieiros du sud, les fazendeiros des sertões, dont les titres de propriété étaient un héritage du système de donation colonial, vivaient sur le littoral, loin de leurs vastes domaines et, pour certains d’entre eux, ne s’y rendaient jamais, se contentant de recueillir en parasites l’usufruit des rentes de leurs terres. Les vaqueiros, d’une infaillible fidélité, au statut semblable à celui des serfs, leur étaient liés par un contrat qui leur assurait un certain pourcentage de la production et restaient toute leur existence sur le même morceau de terre, tenus de prendre soin toute leur vie, avec abnégation, de troupeaux qui ne leur appartenaient pas, sans que les propriétaires ne songeassent jamais à les contrôler. Revêtus de leur caractéristique tenue de cuir, les sertanejos possédaient l’art de dresser prestement leur cabane de pisé au bord d’une mare et à tirer le plus grand parti possible des maigres ressources de la caatinga. L’un des temps forts de leur activité est la vaquejada, ensemble de manœuvres visant à regrouper le troupeau, et où il faisait montre de tout son savoir-faire de meneur de bétail et de cavalier.
Lorsque même, dans la plénitude des sécheresses, les sertões ne se distinguaient plus guère du désert, le vaqueiro ne se résignait à l’exode, et encore seulement de façon temporaire, qu’en dernière extrémité ; jusque-là, il aura résisté avec les réserves emmagasinées pendant les jours de prospérité.

### Organisation socio-économique du sertão
Si Da Cunha donne une description assez fidèle de la vie quotidienne dans le sertão, il est frappant qu’il ne s’attarde guère aux structures sociales et aux rapports économiques. Pourtant, ces aspects sont sans doute les plus à même d’expliquer l’exode d’une partie de la population vers Canudos. En outre, Da Cunha tend à caractériser comme pastorale la population sertanejo tout entière, alors que la majorité de la population vivait en réalité d’agriculture sédentaire et de petit commerce.
L’élément central de l’organisation sociale du sertão était la grande propriété terrienne. Au cours des siècles précédents, la couronne portugaise avait octroyé des sesmarias, vastes étendues de terre (jusqu’à six lieues, soit plus de trente kilomètres de profondeur) à un certain nombre d’individus. Quelques familles, notablement le clan Garcia d’Ávila, acquirent ainsi des domaines atteignant parfois plus de 200 lieues dans la Bahia. Au milieu du XIXe siècle, moins de 5 pour cent à coup sûr, et probablement moins de un pour cent de la population rurale était propriétaire de terres. Une catégorie à part sont les propriétaires absentéistes, contents de laisser leurs propriétés entre les mains de régisseurs, afin de mener de préférence une vie citadine sur la côte. Les propriétaires fonciers, et aussi les élites politiques, étaient les plus farouches à combattre la moindre menace du statu quo, et de ce point de vue, le phénomène Canudos, qui ébranlait la relation traditionnelle travail-terre (rien que par le fait qu’il avait pour effet de débaucher du personnel des grandes exploitations agricoles), devait inévitablement susciter une réaction hostile de la part de la grande propriété terrienne.
Les propriétaires fonciers occupent le sommet de la pyramide sociale, en compagnie des grands négociants, des gens d’église et des fonctionnaires (représentant ensemble environ 3 % de la population). Le 2e niveau de cette pyramide était composé des marchands et gens d’affaires d’importance moindre et des petits fonctionnaires. Vient ensuite le 3e niveau, correspondant aux échelons supérieurs du peuple des campagnes : petits propriétaires, muletiers, artisans, indépendants, vaqueiros. Il y avait dans le sertão bahianais une façon de classe moyenne campagnarde, composée de métayers, dont quelques-uns possédaient quelques esclaves, et d'une poignée d’artisans et de commerçants vivant dans les bourgs de campagne. Le vaqueiro jouissait sans doute du statut le plus élevé parmi les classes inférieures ; il travaillait aux conditions de contrats qui lui accordaient l’usage d’une étendue de pâturage, la liberté totale dans la gestion du troupeau confié à ses soins (généralement pour une période jusqu’à un an, avant la venue d’un agent chargé par le propriétaire de dénombrer les têtes de bétail), et parfois la propriété de chaque quatrième veau mis bas ; les vaqueiros vivaient toute leur vie sur la même portion de terre et pouvaient dans quelques cas devenir fermiers eux-mêmes. Au bas de l’échelle sociale se retrouvaient : les métayers les moins fortunés, dits moradores, payant une rente à la fois en nature et sous forme de travail, et pouvant être expulsés à tout moment, groupe de plus en plus nombreux que venaient gonfler les petits propriétaires ayant perdu leur terre à cause des sécheresses et à la suite de la fédéralisation du pays et des nouvelles taxes sur la terre perçues par les États fédérés ; les journaliers, en particulier ceux autorisés à cultiver un lopin en échange de travaux de défrichement, ce qui dispensait les propriétaires de payer des salaires ; les ouvriers agricoles ; les occupants illégaux de terres ; les sans-terre etc., — soit environ 70 % de la population.
De façon générale, les écarts entre riches et pauvres étaient bien moins grands dans le sertão que dans les villes côtières, où des miséreux côtoyaient une aristocratie huppée. La plupart des sertanejos vivaient en tant que métayers dans des conditions certes misérables, mais gardaient une liberté de mouvement limitée et un farouche esprit d’autonomie. Dans les lieux aux mains de propriétaires absents, où tous les résidents partageaient une sorte de pauvreté généralisée, la société était rudimentairement structurée de façon vaguement égalitaire, effet que renforçait l’isolement géographique. Le système exigeait la docilité et menaçait constamment de violence les habitants. Les jeunes gens — en particulier les esclaves affranchis — étaient régulièrement enrôlés de force dans l'armée, tant dans les troupes de l’État fédéré que dans celles fédérales. Si, dans le tabuleiro (plateau côtier) et dans le sertão, même les citoyens les plus pauvres jouissaient de certaines formes d’indépendance — liberté de mouvement, disponibilité de terres pour le fermage à bail, rapports contractuels entre métayer et propriétaire — peu propices au comportement docile, les sertanejos en étaient cependant réduits, en l’absence de structures horizontales pour les fédérer, à une relation verticale client/patron, plus contraignante à mesure que le développement économique, avec son besoin de plus grande spécialisation, augmentait. Cultiver hors fermage et sans payer un bail au propriétaire était malaisé, en particulier à cause de l’accès limité à l’eau potable. Les cultivateurs sauvages étaient généralement chassés après quelques saisons. La plupart des ruraux demeuraient sur leur sol natal toute leur vie durant, quelles que fussent les conditions qu’on leur imposait, et sous ce rapport l’exode de milliers de sertanejos vers Canudos fait donc figure d’événement remarquable. En général, la population restait stable, grâce à un fort taux de natalité.
Dans les municípios ruraux, qui constituaient la subdivision administrative la plus petite et étaient virtuellement autonomes, les oppositions politiques ne reflétaient pas des désaccords proprement idéologiques, mais plutôt des rivalités entre factions de l’élite luttant pour l’hégémonie, certes sur fond de consensus selon lequel il importait de tenir les rênes au bas peuple pour son propre bien. Les institutions étaient étroitement liées à des structures informelles mais incontournables, basées sur les liens familiaux, les amitiés politiques, les rapports personnels, l’entregent. La vie politique étant dominée par les luttes de clan, une loyauté à toute épreuve était exigée des subordonnés. La figure dominante du município était le coronel, en règle générale le principal propriétaire terrien ou son client. Dans le système du coronélisme, le pouvoir privé s’exerçait au moyen d’une éventail gradué de contraintes, allant du patronage au meurtre. Les coroneis se garantissaient l’impunité à travers le choix, décidé par leurs soins, des juges locaux et du chef de la police locale. Dans ce système, l’honneur personnel jouait un rôle central, donnant lieu souvent à des éclatements de violence et à des vendettas. Une liberté d’action quasi illimitée leur était accordée par les fonctionnaires de l’État fédéré moyennant qu’ils assurent lors des élections le racolage de voix (par l’intimidation et la manipulation) en faveur d’hommes politiques. Ces élites locales maintenaient un contrôle quasi absolu sur leur zone d’influence ; en échange de ce rôle, elles obtenaient l’appui de l’État sous forme de l’allocation de ressources budgétaires et de prises de décision favorables dans des matières telles que les investissements publics, le tracé des voies ferrées, l’envoi de troupes s’il y a lieu. Certains coroneis exerçaient leur pouvoir par procuration, d’autres adoptaient des postures plus flamboyantes, occupant parfois des postes plus élevés (de député etc.) tout en gardant leur município comme fief ; c’est ainsi que des coroneis propriétaires de Jeremoabo, commençant à ressentir, à travers le débauchage de leur personnel, les effets de l’exode vers Canudos, purent jouer de leur influence à l’assemblée de l’État de Bahia pour faire décider la première expédition contre les conselheiristes.
La main-d’œuvre agricole était maintenue bon marché d’abord par l’emploi d’esclaves (jusqu’à l’abolition), puis par des journaliers sans attaches et par la forte mobilité des sans-terre. Les journaliers n’avaient aucun moyen d’acquérir de la terre, abstraction faite de quelques petits métayers qui réussissaient à acheter du terrain, allant ainsi constituer le germe d’une classe de petits propriétaires. Mais la grande majorité passait sa vie comme métayer ou comme agregado (cultivateur illégal), sans jamais pouvoir entrer en possession de terre, aussi bon marché que fût cette terre, ou encore comme travailleur ambulant, constamment en quête de travail. Les employeurs avaient toute licence d’embaucher et de licencier, de définir les salaires, et de réprimer les mécontentements. L’abolition modifia peu la situation régionale : l’émancipation des esclaves ne conduisit qu’à ce que les planteurs en vinrent à réclamer de nouvelles lois sur le vagabondage et une extension des pouvoirs de police, sans qu’il y eût pourtant d’accroissement des taux de délinquance. Le système donc se maintenait intact ; une raison en a pu être le malaise général dans lequel vivaient les sertanejos, qui souffraient par millions de maladies infectieuses et de malnutrition chronique. Le taux de mortalité infantile du Brésil était parmi les plus élevés du monde. En l’absence de médecins formés, toutes sortes de charlatans sillonnaient le sertão. En cas de calamité naturelle, il y avait peu à attendre des autorités : celles-ci internaient alors les migrants, enrôlaient de force dans le service militaire, et empêchaient les familles campagnardes en détresse de pénétrer dans le périmètre des villes. La vie était stressante et incertaine pour quasi tous les sertanejos.
Les forces de police, pauvrement équipées, mal dirigées, étaient peu nombreuses : en 1870, seuls 283 gardes champêtres patrouillaient l’ensemble du sertão bahianais. Pour renouveler les effectifs, l’on recourait souvent à l’enrôlement de force de jagunços, jusqu’à leur désertion.
Le système judiciaire fonctionnait comme un outil de domination sociale, non de justice sociale. Le Brésil ne possédant pas, jusqu’à la fin du XIXe siècle, de codes civil et pénal, l’application de la justice laissait la voie ouverte à un arbitraire des plus extrêmes dans le traitement de l’accusé. Les juges, même diplômés de prestigieuses écoles de droit, opéraient dans les strictes limites du système patriarcal clanique. Les gens du commun n’avaient que peu de droits, quand déjà ils en avaient. Les lois provinciales permettaient de détenir quelqu’un en l’absence d’inculpation formelle, sur la seule base d’un soupçon, ou pour vagabondage (dont on élargissait la définition extralégale jusqu’à inclure tous ceux qui, bien que jugés aptes au travail, ne travaillaient pas), mendicité, prostitution, ivrognerie, ou atteinte à l’ordre public.
Au Brésil, à la fin du XIXe siècle, la principale source de recettes fiscales était la vente de timbres fiscaux, suivie par les droits sur les transferts de propriété, les patentes professionnelles et commerciales, et les taxes à l’exportation. L’impôt foncier était inexistant, de même que l’impôt sur le revenu et les droits de succession. Tout projet public devait être financé par des bons du trésor ou par des emprunts à l’étranger renouvelables annuellement. Avec l’avènement de la république et de la fédéralisation du pays, et la subséquente autonomie fiscale, entraînant la nécessité de nouvelles recettes propres, l’on entreprit de combattre l’évasion fiscale et de taxer les transactions commerciales dans les foires rurales et d’instaurer des droits de place — un jour, Antônio Conselheiro défendit avec véhémence contre les autorités une marchande de foire incapable de payer sa patente. La méfiance de la population des campagnes à l’égard de la nouvelle législation fédérale des poids et mesures (avec calibrage obligatoire), — méfiance qui vint à s’exprimer parfois avec violence, notamment à travers la révolte dite du Quebra-Quilos —, s’explique par la crainte, au demeurant justifiée, de voir instaurées encore de nouvelles taxes.
Au milieu du XVIIIe siècle, la paroisse sertaneja de Jeremoabo ne comptait que 252 habitants et n’abritait sur son vaste territoire que 152 fazendas et sítios, la plupart avec deux ou trois esclaves ; il était rare qu’une fazenda abrite plus de 20 personnes. La grande majorité des domaines agricoles connaissaient une sécheresse saisonnière, manquaient de puits, voire de trous d’eau pour le bétail, et l’eau de pluie était simplement recueillie dans des mares. Quelques grandes fazendas en revanche, au nombre d’une douzaine, bordaient l’un ou l’autre des petits fleuves locaux, et étaient donc privilégiées. L’indépendance ne changea guère cette situation, la plupart des terres restant en l’espèce aux mains des héritiers du clan Garcia d’Ávila. Au cours du XIXe siècle, la politique impériale tendit à rendre davantage de terres disponibles à l’achat, mais les droits sur l’eau étaient jalousement gardés par les propriétaires terriens traditionnels. En tout état de cause, les terres étaient rarement inventoriées. Afin de préserver leurs droits légaux sur la terre et pour prévenir des occupations indésirées, les propriétaires donnaient à bail des parcelles à des membres de leur famille ou à des clients, ou leur en permettaient l’usage à long terme. De plus en plus de terres publiques passaient aux mains des grands propriétaires, tandis que les petits fermiers ne florissaient pas, attendu que toute étendue de terre ayant accès à l’eau était toujours détenue par de gros propriétaires, du reste souvent absents car préférant résider dans les villes côtières. Les petites fermes indépendantes étaient situées dans des oasis (brejos) ayant des précipitations suffisantes, ou dans le sertão, le long des cours d’eau saisonniers. Au XIXe siècle, jusqu’à 80 % des terres arables détenues par des fazendeiros étaient inutilisées sauf pour y faire paître le bétail. En raison de l’aridité, 10 ha au moins étaient nécessaires pour soutenir une seule tête de bétail.
L’économie agricole consistait en une monoculture de plantation, qui dominait tout le Brésil du nord au sud et écoulait ses produits sur les marchés d’exportation du XIXe siècle. La partie occidentale du sertão bahianais était la région d’élevage du Brésil ; c’est le royaume des vaqueiros, qui chaque année rassemblaient leurs troupeaux et les menaient vers les abattoirs situés près des centres de marché. Dans une très large mesure, le sertão bahianais était resté d’un caractère strictement rural : il n’y avait pas d’industrie, en particulier pas d’industrie agro-alimentaire, pas de secteur de transport, pas d’activité professionnelle du bâtiment. La plupart des familles construisaient leur maison eux-mêmes, de même que les femmes confectionnaient à domicile et à la main tous leurs vêtements. La bourgade de Monte Santo, dotée d’un sol rocailleux et moins fertile, possédait un artisanat (fabrication de hamacs) et quelques tanneries. Elle abritait aussi une prison dont les gardiens, ne pouvant s’offrir un logis, vivaient avec les prisonniers. Les foires (feira) représentaient un véritable système économique et étaient une institution vitale pour l’économie locale : elles étaient ouvertes à tous, se déplaçaient de ville en ville, selon un roulement hebdomadaire fixe (les gros bourgs revendiquant les samedis), fonctionnaient comme des lieux d’échange, d’exposition, de marchandage, de socialisation et de divertissement pour toute la région. Si la survie dans le sertão nécessitait un haut degré d’autosuffisance, même la zone la plus écartée ne restait toutefois pas entièrement coupée de tout contact avec le système de marché. Cependant, en la quasi-absence de chemin de fer, une plaque tournante commerciale moderne était encore inexistante. Du reste, les chemins de fer étaient souvent perçus comme une manifestation du mal, voire comme la preuve que la fin du monde était imminente, et firent peu pour réduire l’isolement psychologique des arrière-pays. La modernisation, là où elle eut lieu, entraîna une mobilité sociale vers le bas en divisant par deux la quantité de main-d’œuvre nécessaire, ce que l’arrivée de nouvelles activités économiques ne parvint pas à compenser.
La stagnation économique générale et un niveau de vie invariablement bas dans le sertão faisaient que peu de familles menaient une vie aisée. L’alimentation, qui consistait surtout en féculents et comprenait très peu de viande, ne permettait pas en moyenne de garantir un apport calorique suffisant (restant en deçà des 3 000 calories nécessaires), et moins encore en cas de sécheresse (l’apport tombant alors sous les 1 000 calories). Les observateurs faisaient état d’effets très délétères sur les enfants et les femmes enceintes.
Telle quelle, l’économie du sertão à l’époque de Canudos en était donc essentiellement une de subsistance, dont les maigres surplus — surtout haricots et maïs, ainsi que les produits de l’élevage intensif de bovins, de caprins et d’ovins, dans une moindre mesure de porcins et d’équidés — s’écoulaient dans un circuit commercial régional. Les exportations restaient fort modestes et concernaient surtout le bétail sur pied, le cuir, le tabac, et par endroits aussi le sucre de canne et l’eau-de-vie de canne. Tous les produits finis — outillage, objets ménagers et superfluités — devaient être importés, à l’exception des vêtements à texture grossière tissés sur place et les articles de poterie. Il est remarquable pourtant qu'en dépit de la supposée infertilité de la zone, les Canudenses réussirent à cultiver sur les rives du Vaza-Barris des agrumes, des melons, de la canne à sucre et divers types de légumes ; la condition préalable d’existence de telles cultures était cependant une pluviosité satisfaisante et suffisamment bien répartie ; la non-réalisation fréquente de cette condition s’aggravait de l’absence ou de l’insuffisance d’infrastructures hydrologiques propres à réduire cette dépendance vis-à-vis du climat. Un rapport de la municipalité de Bom Conselho soulignait que « les barrages existants se trouvaient en possession de particuliers, tandis que ceux publics étaient totalement délabrés », la parcimonie de la nature se combinant ainsi à l’incurie politique pour rendre impossible une agriculture d’exportation. Significativement, dans le discours qui sera construit à propos du sertão par les élites du centre, les dramatiques sécheresses prolongées apparaîtront non comme un phénomène cyclique hors norme, mais au contraire comme la normalité du sertão. L’historien Dawid Danilo Bartelt conclut que le sertão renferme un réel potentiel économique, le sol étant à beaucoup d’endroits incontestablement fertile et propice à une culture diversifiée, pour autant qu’il soit suffisamment arrosé. La pluviosité est le grand facteur déterminant de l’économie et décide de la réalisation dudit potentiel, à moins qu’il ait été d’autre façon pourvu à une irrigation suffisante. À l’agriculture de subsistance répondait un commerce qui n’était que partiellement monétarisé et ne dépassait guère les limites régionales.
La prostitution était endémique et concernait une proportion considérable de la population féminine. En effet, aucun autre moyen de subsistance ne s’offrait aux femmes des classes inférieures illettrées lorsqu’elles avaient été abandonnées ou étaient devenues veuves.

## La communauté de Canudos

### La figure d’Antônio Conselheiro

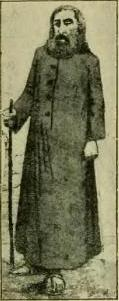
Antônio Conselheiro.

Antônio Conselheiro, fondateur et chef spirituel jusqu’à sa mort de la communauté de Belo Monte, naquit en 1830, sous le nom d’Antônio Maciel, dans une bourgade de la caatinga de l’État de Ceará, dans le nord du Brésil. Il avait le teint olivâtre, attribué plus tard à une ascendance en partie indienne. Ses parents, éleveurs et négociants, appartenant à la classe conservatrice, soumettaient leurs enfants à une stricte discipline religieuse et destinaient Antônio à l’état de prêtre. La mort prématurée de sa mère en décida autrement, mais Antônio Conselheiro reçut néanmoins quelque instruction de son grand-père instituteur. Après avoir abandonné, pour insuccès, le commerce qu’il avait hérité de ses parents, il gagna sa vie comme instituteur, puis comme avocat sans titre, au service des démunis. Il contracta un mariage malheureux avec une sienne cousine, âgée de 15 ans ; à la suite de l’adultère de celle-ci avec un milicien, et placé, selon le code d’honneur sertanejo, devant le choix soit de se venger (c'est-à-dire d’assassiner femme et amant), soit d’une humiliation interminable, il choisit la 3e option, la fuite. Il quitta donc la contrée natale et s’en alla séjourner dans les sertões du Cariri pour y travailler comme enseignant rural, mais manifesta bientôt un penchant pour le mysticisme chrétien.
Il entama au milieu des années 1860 une période de pérégrinations à travers les sertões du nord-este brésilien, exerçant divers métiers et accompagnant les missionnaires itinérants qui prêchaient dans les foires hebdomadaires. Avare de paroles, s’infligeant pénitences et mortifications, d’une grande maigreur et d’un bizarre accoutrement, avec son invariable tunique bleue, il faisait forte impression auprès des sertanejos, et des fidèles se mirent à le suivre, sans qu’il les y eût incités. Peu à peu, il se mua en ermite ambulant et en prédicateur, prêchant ce qui pouvait paraître un obscur méli-mélo de morale chrétienne et de visions apocalyptiques, chantant des litanies et récitant des chapelets et, à l’issue de ses homélies, ordonnait des pénitences. Son passage profitait bien souvent aux bourgs visités, Antônio Conselheiro prenant soin de laisser une trace palpable de chacun de ses passages : des cimetières à l’abandon étaient réparés — l’enterrement était un rite extrêmement important dans la société du sertão —, des citernes d’eau construites, des églises restaurées, des temples ruinés remis en état, ou de nouvelles églises et chapelles érigées ; tandis que les nantis livraient sans compensation les matériaux nécessaires, les maçons et charpentiers fournissaient bénévolement leur force de travail et leur savoir-faire, et le peuple se chargeait d’acheminer les pierres. Des légendes se tissaient autour de sa personne et on lui attribuait des miracles, que lui-même se gardait de revendiquer, tenant en effet pour devise que seul Dieu est grand (só Deus é grande) et ne signant ses écrits que par Antônio Vicente Mendes Maciel, jamais par Santo ou Bom Jesus, ou même par Conselheiro. Il est peu de localités, dans toute la région de Curaçá, où on ne l’ait pas aperçu, accompagné de son cortège d’adeptes, faisant son entrée solennelle dans le bourg à la tête d’une foule recueillie et silencieuse, arborant des images, des croix et des bannières religieuses ; les activités normales s’interrompaient, et la population convergeait vers le village, où Antônio Conselheiro éclipsait alors les autorités locales durant quelques jours. Une tonnelle de feuillage était dressée sur la place pour donner place aux dévots qui venaient y faire leurs prières, de même que l’on montait une estrade pour permettre à Conselheiro de prononcer ses prêches, dont l’assistance se montait parfois jusqu’à trois mille personnes. Avant de parler, il gardait le regard fixe pendant quelques minutes, comme en trance, dans le but sans doute d’accrocher le public et de renforcer l’impact de ses sermons — comportement qui sera volontiers outré par les chroniqueurs contemporains, et aussi par Da Cunha, pour accréditer l’idée de démence. Parmi les témoins oculaires à qui il fut donné d’entendre Conselheiro parler, quelques-uns seulement ont décrit leurs réactions ; la plupart cependant étaient prédisposés à ne voir en lui que ce qu’ils voulaient y voir : des signes de déséquilibre mental et de fanatisme. En réalité, il n’y a rien dans ses écrits qui indique quelque type de manie ou de comportement déséquilibré que ce soit. Des témoins plus objectifs s’émerveillaient au contraire de son affabilité et de sa sollicitude envers les victimes des vexations politiques et de l’arbitraire policier.
Si ses sermons développaient souvent des thèmes apocalyptiques, ils les empruntait à des sources liturgiques reconnues, en particulier à Missão Abreviada du prêtre et prédicateur itinérant portugais Manoel Couto ; le texte de ses homélies et de ses prêches, nonobstant leur insistance sur le péché individuel, la pénitence et l’imminence du jugement dernier, reflétaient une vision théologique en accord avec les enseignements de l’église au XIXe siècle, lors même qu’ils étaient susceptibles de choquer ceux qui avaient coutume de prendre moins littéralement les mises en garde apocalyptiques de la bible. La base de sa prédication étaient des homélies familières, insistant sur l’éthique, la moralité, les vertus du dur travail, et la piété, flétrissant tout autant les employeurs qui trompaient leur personnel que les employés qui commettaient des vols. Il fulminait contre le protestantisme, la franc-maçonnerie, la laïcité, les juifs etc. mais le plus souvent prônait la pénitence, la moralité, la droiture et la dévotion, sans s’interdire de donner des contenus pratiques à sa prédication.
Millénariste, craignant et pressentant l’avènement de l’Antéchrist, et convaincu que la fin du monde était proche, laquelle serait précédée d’une série d’années de malheurs, Antônio Conselheiro esquissait une morale en accord avec l’imminence de la catastrophe finale et du jugement dernier subséquent : il était vain en particulier, dans cette perspective, de vouloir conserver fortunes et possessions, et le prédicateur exhortait donc ses fidèles à renoncer à leurs biens terrestres, voués de toute manière à sombrer dans une apocalypse prochaine. De même, il fallait abjurer les joies fugaces, repousser la plus légère pointe de vanité, et transformer sa vie sur terre en un rigoureux purgatoire. La beauté, visage tentateur de Satan, était à proscrire, spécialement la coquetterie féminine. Il préconisait la chasteté et en vint à éprouver une horreur absolue pour la femme, sur lesquelles il se refusait même à porter le regard. Paradoxalement, la vertu était comme une forme supérieure de la vanité, une manifestation d’orgueil, et du reste, il importait peu que les hommes commissent les pires excès ou qu’ils agissent vertueusement. Si l’on en croit Da Cunha, ces conceptions devaient aboutir à quasiment abolir le mariage et à ce qu’une promiscuité et une débauche effrénées régnaient aussitôt à Canudos, faisant pulluler les enfants illégitimes. Dans cette même logique, le Conselheiro négligeait, lors des conseils quotidiens, d’aborder les aspects de la vie conjugale et de fixer des normes pour les couples nouvellement constitués : les derniers jours du monde étant comptés, il était superflu en effet de les gâcher par de vains préceptes, alors que le cataclysme imminent allait bientôt dissoudre pour toujours les unions intimes, disperser les foyers et emporter dans un même tourbillon vertus et infamies. Pour Antônio Conselheiro, il était plus expédient de s’y préparer par les épreuves et par le martyre, notamment par des jeûnes prolongés. Entre-temps, ses adeptes s’efforçaient de soulager, dans la mesure de leurs moyens, l’extrême souffrance des pauvres, s’assurant ainsi un nombre sans cesse croissant d’admirateurs et d’affiliés à leur groupe.
C’est vers le milieu des années 1870 qu’il fut nommé Conselheiro (litt. conseiller), titre plus élevé que beato — le beato, formellement consacré comme tel par un prêtre, mendiait en faveur des pauvres, là où un conselheiro était jugé apte à prêcher et à dispenser des conseils en matière tant spirituelle que profane, p.ex. au sujet de mariages difficiles ou d’enfants désobéissants. Il sut aussi se faire de nombreux adeptes parmi les restants de la population indienne.
Sa présence dans les bourgs finit par être source de tension et d’irritation chez les propriétaires fonciers et chez les autorités, quoique ses rassemblements ne fussent jamais — du moins jusqu’à l’incident de Bom Conselho (actuelle Cícero Dantas) — entachés d’aucun débordement ; il prévenait au contraire contre la désobéissance civique et religieuse. Il avait des idées très arrêtées sur la justice sociale et s’opposa personnellement et vigoureusement à l’esclavage, tant dans ses prêches que dans ses écrits, s’attirant la colère des grands fermiers et des autorités. Par suite de l’abolition, le nombre de ses ouailles s’accrut considérablement, et il est estimé que plus de 80 % en étaient d’anciens esclaves.
Bien que de doctrine orthodoxe, il marqua son opposition à la hiérarchie de l’Église catholique romaine, qui avait selon lui terni la gloire de l’Église et faisait allégeance au démon, et vint, par ses prédications, à faire de l’ombre aux capucins ambulants des missions catholiques. Plus précisément, Conselheiro, comme du reste la majorité du clergé campagnard local, se rebiffait contre les tentatives entreprises par l’Église de restaurer l’autorité du Vatican, craignant que les campagnes visant à introduire la néo-orthodoxie dans le sertão fussent dommageables à la tradition locale et à l’autonomie des paroisses rurales. Il pensait que la monarchie était une émanation de Dieu et que la république fraîchement proclamée, instituant la séparation de l’Église et de l’État et le mariage civil, était moralement répréhensible et appelée à ruiner le pays et la famille, représentant donc une sorte de nouvel Antéchrist. Il intensifia sa critique politique et sut ainsi, autour de ces positions, rallier à lui tout le mouvement social, exacerbant jusqu’à la terreur hystérique la nervosité générale qui régnait chez les grands propriétaires terriens, les ecclésiastiques et les autorités gouvernementales.
Antônio Conselheiro finit donc par attirer sur lui l’attention des autorités, tant ecclésiastiques que politiques. Constatant avec dépit qu’il était venu à passer pour un saint homme et pour un messie, et finissant par s’irriter de ses prédications dans les petites églises des arrière-pays et de ses critiques de plus en plus acerbes envers l’église officielle, l’archevêque de Bahia décida de mettre un terme à la bienveillance de l’église rurale vis-à-vis de « l’hérésiarque » et adressa en 1882 à tous les curés de paroisse une note circulaire épinglant les doctrines superstitieuses et la morale « excessivement rigide » par lesquelles Conselheiro « trouble les consciences et affaiblit en conséquence l’autorité des Pères des paroisses de ces lieux », interdisant aux prêtres de laisser Antônio Conselheiro approcher leurs ouailles et qualifiant Antônio Conselheiro d’apostat et de dément.
Son opposition politique monta en puissance en 1893, lorsque, à la faveur de l’autonomie communale octroyée par la nouvelle autorité centrale, et comme il se trouvait alors à Bom Conselho, apparurent, sur les panneaux d’affichage communaux, des édits annonçant le recouvrement des impôts ; selon la version de Da Cunha, Conselheiro, irrité, rassembla les habitants un jour de marché et ordonna de faire un bûcher de ces panneaux, prêchant ouvertement, au milieu des cris séditieux, la désobéissance aux lois. Mais peut-être ne fut-il que le témoin (sans être l’instigateur) de la destruction par le feu de ces placards fiscaux républicains, acte de défi qui, au demeurant, n’en était qu’un parmi d’autres et faisait partie alors d’une campagne d’opposition politique à l’échelle de tout l’État de Bahia ; en effet, des incidents similaires avaient eu lieu dans nombre d’autres villes et villages, dont certains furent même entièrement pillés par des bandes d’émeutiers, déprédations auxquels ne se livrèrent jamais les adeptes d’Antônio Conselheiro. En tout état de cause, cet incident le mit directement dans le collimateur des forces de répression du nouveau régime.
À Canudos, il exerça une influence apaisante sur ses adeptes. En 1893, une fois terminés les travaux de réfection qu’il avait engagés sur l’église ancienne, celle-ci fut reconsacrée par le curé de Cumbe, le père Sabino, avec accompagnement musical et feu d'artifice : il semble donc qu’il ait, une fois installé à Belo Monte, relâché quelque peu son austère rigorisme moral.

### Belo Monte: genèse et expansion
La violence éclata finalement en 1893, quand les conselheiristas, après qu’ils se furent rebellés ouvertement à Bom Conselho et protesté contre les impositions décidées par le nouveau gouvernement républicain, puis, mesurant la gravité de leur forfait, eurent pris le parti de quitter la localité en prenant la route du nord en direction de Monte Santo, furent pris en chasse par une importante force de police, partie de la capitale de l’État, où l’on avait eu connaissance des événements de Bom Conselho. Maciel/Conselheiro et ses sectateurs, dont le nombre n’excédait pas alors les deux cents hommes et femmes, furent rejoints par ledit détachement de police à Maceté, entre Tucano et Vila do Cumbe (dans l'actuelle municipalité de Quijingue). Les trente policiers bien armés et sûrs d’eux-mêmes se heurtèrent pourtant à de vaillants jagunços, par qui ils furent mis en déroute et contraints de fuir. Antônio Conselheiro et ses adeptes, redoutant des persécutions plus énergiques, préféraient à présent éviter les endroits peuplés et se dirigèrent vers le « désert », vers la caatinga, certains d’y trouver un abri sûr dans la nature sauvage et difficilement accessible. Ce raisonnement se confirma, car les 80 soldats d’infanterie dépêchés de Salvador ne dépassèrent pas Serrinha, où ils firent demi-tour sans avoir osé s’aventurer plus avant dans le sertão.
En 1893, las peut-être de tant de pérégrinations à travers les hautes terres de l’intérieur, et se trouvant alors hors-la-loi, Conselheiro résolut d’établir, sur la rive nord du fleuve Vaza-Barris, un foyer de peuplement permanent pour sa troupe sans cesse grandissante de quasi-insurgés. La raison pour laquelle il décida de se fixer demeure peu claire ; il est communément admis qu’il cherchait à se soustraire aux poursuites en se retranchant dans un lieu situé très à l’écart ; cependant, le lieu choisi, Canudos, ne remplissait cette condition, comme nous le verrons, que partiellement ; néanmoins, la thèse de la recherche d’une planque paraît plausible, car s’il avait poursuivi sa vie d’errance, il eût été entraîné sur la pente de conflits toujours plus nombreux et plus virulents, à cause de son ascendant toujours croissant sur la population et de la consécutive irritabilité toujours plus grande qu’il eût suscitée chez les autorités tant ecclésiastiques que civiles. S’y ajouta qu’il avait, avec sa possible participation aux déprédations de propriétés de l’État à Soure, fourni motif à arrestation et corroboré la réputation de meneur de bande qu’on lui avait accolée ; s'il avait continué sa vie publique antérieure, il eût été donc assuré de subir des poursuites policières. Il est à signaler ici que Maciel avait déjà fondé, sous l’égide du curé (et futur député fédéral) Agripino Borges, vers la fin de la décennie 1880, la colonie-refuge de Bom Jesus, dans la municipalité d’Itapicuru, ce qui est considéré comme sa première tentative de créer une communauté sédentaire ; toutefois Maciel ne s’y fixa point lui-même et reprit bientôt son bâton de pèlerin. La colonie de Bom Jesus devint indépendante d’Itapicuru en 1962 (après plusieurs tentatives antérieures) sous le nom de Crisópolis. L’église bâtie par Antônio Conselheiro existe toujours et serait en bon état.
Le lieu que choisit Maciel en 1893 pour fonder un nouveau village se situait à 70 km environ (à vol d’oiseau) au nord du bourg de Monte Santo, dans l’extrémité nord-est de l’État de Bahia, au milieu des montagnes, et se nommait Canudos, du nom d’une exploitation agricole (fazenda), abandonnée par ses propriétaires, que jouxtait un hameau d’une cinquantaine de masures de torchis éparpillées, lequel hameau, quand Antônio Conselheiro y arriva vers 1893, était (selon la vision traditionnelle) au dernier degré de délabrement, avec des abris à l’abandon, des cabanes vides ; outre une vieille église, subsistait également, sur le flanc nord du mont de la Favela, à mi-pente, l’ancienne demeure du propriétaire, en ruine, privée de sa toiture, réduite aux murs extérieurs. Le nom du lieu s’explique par la présence de canudos-de-pito, solanacées qui proliféraient le long de la rivière et pouvaient fournir des pipes jusqu’à un mètre de long.
Cependant, cette vision traditionnelle doit être nuancée. En effet, contrairement à une légende tenace, Canudos n’était nullement un domaine abandonné, à la dérive, mais menait, avant l’arrivée d’Antônio Maciel, une existence en qualité de hameau, peuplé d’un certain nombre d’habitants et pouvant faire état d’une école, fondée en 1881, et d’une chapelle vouée à saint Antoine. Dans ce qui sera plus tard appelé la vieille église (Igreja Velha), le père Vicente Sabino, prêtre attaché à la paroisse civile (freguesia) de Cumbe, située à une centaine de km au sud, venait lire de temps à autre une messe et y baptisait les enfants nés dans l’entre-temps de ses visites et, s’il y avait lieu, mariait par la même occasion leurs géniteurs.
La même légende veut d’autre part, conformément au topos d’une communauté fanatisée, mystérieuse et coupée du monde extérieur, que Canudos fût géographiquement et économiquement écartée et isolée. Pourtant, il n’en est rien : dans cette petite localité convergeaient plusieurs routes commerciales importantes, qui reliaient la région aux grandes voies de communication du fleuve São Francisco, ainsi qu’aux sertões du Pernambouc, du Piauí et du Ceará, et aux zones côtières de la Bahia et du Sergipe. Voyageurs de commerce et muletiers passaient la nuit à Canudos, qui pouvait héberger deux marchands avec leur cargaison.
À l’époque coloniale, le domaine et les terres environnantes faisaient probablement partie des immenses sesmarias dévolues à la famille Casa da Torre au XVIe siècle. Au milieu du XIXe siècle, selon un document ecclésiastique, plusieurs propriétaires se partageaient déjà le territoire autour de Canudos. En 1890, la fazenda de Canudos était aux mains d’un certain Dr Fiel de Carvalho, propriétaire de plusieurs autres fazendas limitrophes, mais avait déjà cessé à ce moment-là d’être exploitée comme ferme d’élevage. Lorsque Maciel fonda Belo Monte, le domaine se trouvait formellement en possession de Mariana, fille de Fiel de Carvalho, et la fazenda de Canudos n’était donc « abandonnée » que pour autant qu’elle se trouvait en jachère et que son propriétaire, qui n’y demeurait pas, avait cessé de s’en servir aux fins d’élevage. La fondation de Belo Monte s’accompagna certes de l’occupation de terres d’autrui, mais les terres concernées étant alors non productives, les propriétaires légitimes ne pouvaient donc pas se tenir pour lésés. Au demeurant, dans le sertão du XIXe siècle, une telle pratique était usuelle et considérée comme légitime, à telle enseigne que cette démarche d’occupation ne sera jamais par la suite, dans le torrent de griefs qui leur seront adressés, imputée à crime aux Canudenses.
La fazenda se situait dans une zone fortement sujette aux sécheresses, mais bénéficiait de quelques conditions relativement favorables, dont en particulier le fait que de l’eau se trouvait à tout moment à la disposition en quantités suffisantes. En effet, si la pluviosité, de 600 mm en moyenne annuelle, classait la zone dans le peloton de queue du sertão, la fazenda était sise dans une boucle du Vaza-Barris, lequel, s’il ne charriait des eaux sur toute la durée de l’année qu’à partir de la localité de Jeremoabo, située à plus d’une centaine de km en aval, à Canudos en contrepartie se rejoignaient plusieurs bras de son cours supérieur, et une poche d’eau, qu’abritait la roche souterraine, faisait en sorte que de l’eau était disponible tout au long de l’année. Il est à souligner que les quatre années d’existence de Belo Monte s’inscrivent dans une fenêtre de normalité entre les sécheresses de 1888/1889 et de 1898.
Quant à l’arabilité des terres autour de Canudos, l’historien Pedro Jorge Ramos Vianna soutient que celles-ci, en raison de leur composition faite de « sédiments montagneux, d’alluvions de rivière et de vestiges d’un haut plateau », sont à considérer comme l’une des zones les plus fertiles du sertão nordestin et que, renfermant de l’argile et se déployant dans un paysage légèrement vallonné, elles se prêtent particulièrement bien à la mise en valeur agricole. Ce point de vue est confirmé d’abord par les témoignages de Canudenses survivants, puis postérieurement par trois études topographiques menées entre 1955 et 1986, qui firent état dans les environs de Canudos de terres d’une fertilité moyenne à haute. Les principales cultures étaient le manioc, les haricots et le maïs ; mais sur les rives du fleuve croissaient également patates douces, pommes de terre, courges, melons et cannes à sucre. Des témoignages, tel celui d’un participant à la 3e campagne, qui déclara avoir aperçu dans les masures d’amples provisions de fromage, de farine de manioc, de café moulu etc., semblent indiquer que la population de Canudos ne vivait pas dans le besoin ; le contre-témoignage du capucin Marciano, envoyé par la hiérarchie catholique, reste sans doute sujet à caution. Il demeure toutefois qu’à Canudos, comme dans la plupart des lieux du sertão, les conditions de vie étaient rudes et des plus rudimentaires, que la pauvreté était la règle, et qu’une nourriture riche et abondante restait l’exception.
Il convient ici de noter que la documentation conventionnelle d’archive concernant la colonie de Canudos est peu abondante et dans certains cas suspecte. Les documents subsistants comprennent les deux livres de prières du Conselheiro, rédigés dans une écriture et un style fluides et exercés ; environ neuf dixièmes de leur texte sont constitués d’interpolations de prières et d’homélies puisées directement dans la bible ou d’autres sources liturgiques. Quelques-unes des chroniques écrites avant Os Sertões (Hautes Terres) sur Antônio Conselheiro mentionnent des lettres envoyées par lui ou par d’autres habitants de Canudos à des personnes extérieures, mais une seule source les reproduit toutes. Quant aux comptes-rendus militaires (par le commandant de la 6e région militaire à Salvador), ils restent largement limités à des spécifications techniques sur l’approvisionnement. Les quelques témoignages directs de témoins oculaires apparaissent tous tendancieux.

La réputation de Canudos, que Conselheiro avait aussitôt rebaptisé Belo Monte, et que les adeptes tenaient pour un « lieu saint », se répandit rapidement à travers tout le nord-est du Brésil. Le lieu passa bientôt pour la terre promise et pour un pays de cocagne ; ces singulières espérances, partagées par beaucoup des arrivants, s’expliquent par le travail de persuasion des recruteurs de Canudos, en effet : 

« les recruteurs de la secte s’efforcent de persuader le peuple que tous ceux qui veulent le salut de leur âme doivent aller à Canudos, car ailleurs tout est contaminé et perdu par la République. Mais là-bas il n’est même pas besoin de travailler, c’est la Terre Promise où coule une rivière de lait, et ses rives sont en gâteau de maïs. »

De toutes parts arrivaient des caravanes de fidèles, — individus, familles au complet, parfois des portions entières de localités voisines —, qui avaient tous quitté leurs foyers, vendu parfois leur propriété, peu importe ce qu’avait rapporté cette vente, et transportaient maintenant avec eux leurs possessions, mobilier, autels portatifs, vers la nouvelle colonie. D’anciens esclaves noirs, des Indiens déracinés et des métis appauvris et privés de terre affluaient en grand nombre. Deux églises et une école furent édifiées, et le commerce et l’agriculture étaient de mieux en mieux organisés. Selon des estimations qui ont longtemps prévalu, établies sur la foi de chiffres fournis par l’armée (et reprises sans autre examen par l’historien Robert Levine), Canudos comptait déjà, un an seulement après sa fondation, 8 000 nouveaux habitants ; en 1895, sa population aurait augmenté à plus de 30 000 personnes (chiffre probablement plus proche de 35 000 à son apogée en 1895, après deux ans d’existence), qui occupaient 5 000 logements, ce qui en aurait fait, après Salvador, la plus grosse agglomération urbaine de l’État de la Bahia, qui à la fin du XIXe siècle était le deuxième État le plus peuplé du Brésil. Ces chiffres sont mis en doute par Bartelt ; cependant, ainsi que nous le verrons, ces effectifs de population sont probablement à revoir à la baisse.

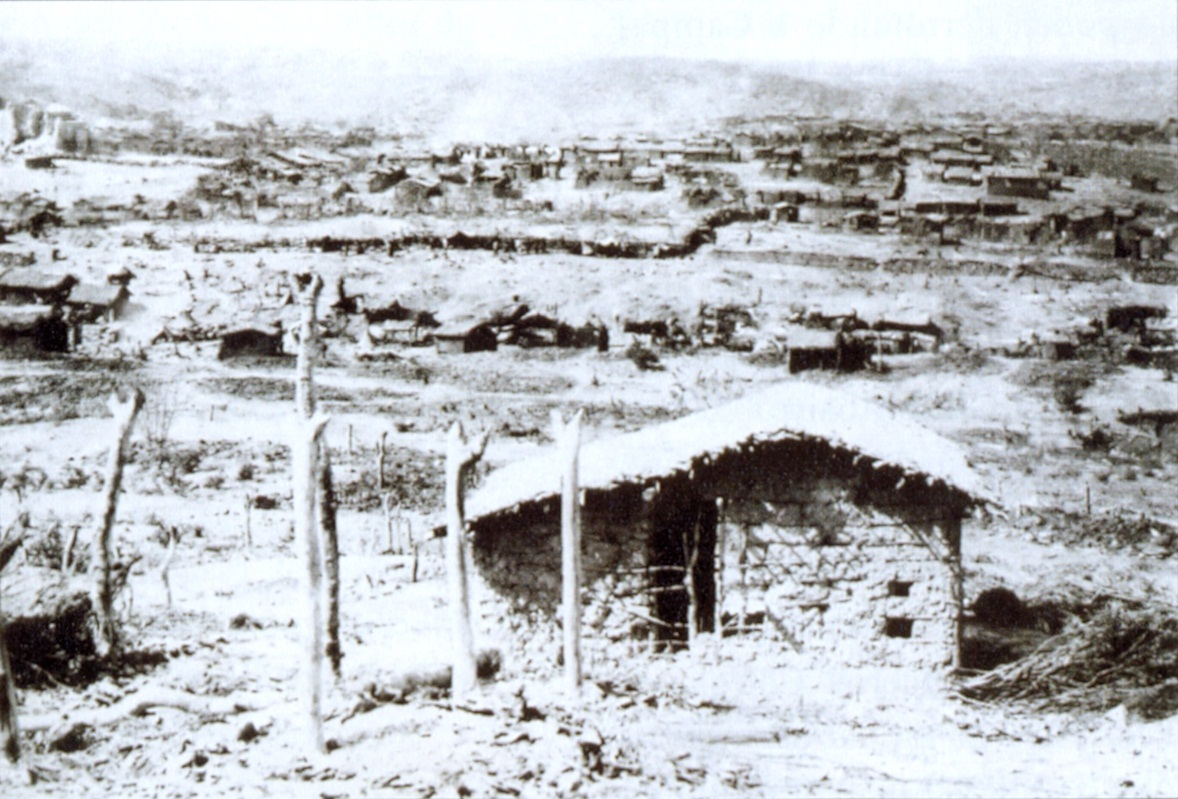
Vue du village de Canudos, avec à l'avant-plan l'une de ces maisonnettes de pisé élevées à la hâte. Photographie de Flávio de Barros.

Selon un témoignage, « quelques-unes des localités de cette commune et des communes avoisinantes, et cela jusqu’à l’État de Sergipe, restèrent sans le moindre habitant, si puissant fut cette alluvion de familles qui montaient vers Canudos, endroit choisi par Antônio Conselheiro comme centre de ses opérations. Et l’on souffrait de voir mise en vente sur les marchés une quantité si extraordinaire de bétail, de chevaux, de bœufs, de chèvres, etc., sans parler d’autres biens, offerts pour une bagatelle, comme des terrains, des maisons, etc. Le désir le plus grand était de vendre, d’obtenir de l’argent et d’aller le partager avec le saint Conselheiro. »
L’on parvenait, mettant en œuvre des moyens rudimentaires de construction, à bâtir jusqu’à douze maisonnettes par jour. L’agglomération, mélange chaotique de masures de fortune bâties au hasard avec des façades tournées de tous côtés, dépourvue de tout ordonnancement, se présentait comme un dédale inextricable de venelles fort étroites et tortueuses menant partout et tenant lieu de réseau de rues. Il n’y avait qu’une seule rue, au sens conventionnel du terme, dans le nord-ouest de l’agglomération. Les maisons, faites en pisé et se composant de trois pièces minuscules, et la plupart du temps aussi d’une cave, étaient chacune entourées de clôtures de broméliacées et d’un fossé, et pouvaient donc, en cas de besoin, faire fonction de réduit de défense. De plus, beaucoup de maisons étaient reliées entre elles par des tunnels souterrains, qui ont pu servir de casemates pendant le conflit. Ces constructions, dont les murs étaient passés à la chaux et les toitures couvertes de plâtre, s’échelonnaient le long des chemins, puis s’éparpillaient sur les monts environnants. L’emplacement le plus bas de la ville était la place de l’église, qui jouxtait la rivière. De là, la ville s’étendait en montant, vers le nord et l’est. Enfin, la ville était cernée, dans toutes les directions, d’une couronne de tranchées creusées à même le sol, dissimulées par la végétation ; ces tranchées étaient appelées à jouer un rôle important lors des assauts successifs de l’armée républicaine.
Le fleuve, au lit creux et profond comme un fossé, ceinturait le village. Venaient y converger ces ravins aux versants escarpés, déjà évoqués ci-haut, qu’avait créés un vif processus d’érosion, et où coulaient en cascade, pendant la saison des pluies, d’éphémères affluents. Dans les hauteurs environnantes s’ouvraient des gorges étroites où passaient les chemins : celui d’Uauá, vers l’ouest ; de Jeremoabo, vers l’est ; des montagnes du Cambaio, vers le sud-ouest ; et de Rosario, vers le sud.
L’ameublement des habitations se limitait à un banc rudimentaire, deux ou trois escabeaux, quelques caisses de cèdre et paniers, et des hamacs. Le ménage n’avait à sa disposition que quelques ustensiles rares et grossiers. Une panoplie d’armes complétait l’équipement : le jacaré (grand couteau à large lame), la parnaíba (coutelas long comme une épée), l’aiguillon (long de trois mètres et à pointe ferrée), des gourdins (creux, remplis à moitié de plomb), des arbalètes et des fusils. Parmi ces derniers, on note la canardière à grenaille, le tromblon (lançant pierres et cornes), la carabine, et l’escopette (au canon évasé).
Des vêtements crasseux et en lambeaux composaient tout l’habillement des habitants. Les poitrines se garnissaient de chapelets, de scapulaires, de croix, d’amulettes, de dents d’animaux, de reliques et de phylactères.

### Composition et origine sociale de la population canudense
La plupart des migrants, qui ne furent que quelques centaines au début, n’avaient que peu à perdre ; mais même pour ceux-là, rejoindre Canudos requérait de la hardiesse, car peu de sertanejos quittaient jamais leur terre de façon permanente sauf en cas de dure nécessité. De façon générale, les habitants de Canudos présentaient un éventail socio-ethnique beaucoup plus large qu’il est admis traditionnellement. Les adeptes de Conselheiro étaient loin d’être tous pauvres et de teint foncé, comme l’affirme Da Cunha. Certains habitants avaient même été riches dans leur vie antérieure : un homme avait vendu trois maisons avant de rejoindre la colonie avec sa famille, et l’on connaît aussi le cas de deux propriétaires de ferme chez qui Antônio Conselheiro s’était arrêté quelques années auparavant et qui avaient vendu leur bien pour rejoindre la communauté.
Pour rappel, la population du sertão nordestin est le fruit du métissage brutal des ethnies indigènes avec l’envahisseur portugais (et leurs descendants) et, dans une moindre mesure, avec les esclaves d’origine africaine. Selon le recensement de 1890, cette population se composait à 23,9 % de blancs, à 17,5 % de noirs, à 6 % de mamelucos ou caboclos (métis de blanc et d’Indien) et à 52,6 % de mulâtres (mestiços). La composition ethnique de Canudos concordait largement avec cette répartition, sans doute mieux que n’étaient prêts à l’admettre la presse et les élites du littoral. Y étaient majoritaires en effet les gens de couleur, à la peau cuivrée. Canudos comptait de nombreux mamelucos, venus de villages avoisinants à prédominance aborigène, créés par les missions catholiques à l’époque coloniale. Occasionnellement, des Indiens Kiriri, Kaimbe et Tuxá s’installaient dans les zones périphériques de l’agglomération, et allaient plus tard se battre « à l’arc et à la flèche » aux côtés des Canudenses. S’y rencontraient aussi des gens originaires des villages de nègres marrons implantés sur les rives du fleuve Itapicuru ; on se rappellera à ce propos l’opposition d’Antônio Conselheiro à l’esclavage, et le fait qu’il suggéra dans ses écrits que la république avait été infligée à la monarchie comme un châtiment pour avoir tant tardé à affranchir les esclaves. Attendu que beaucoup de résidents de Canudos étaient de peau très sombre, il est hautement probable que parmi ceux qui rejoignirent le sanctuaire d’Antônio Conselheiro figuraient de nombreux esclaves affranchis à la suite de l’abolition de 1888, mais qui avaient opté pour Canudos comme solution de rechange à la vie misérable généralement dévolue aux anciens esclaves,. La colonie ne comprenait donc pas que des caboclos, mais un large échantillonnage de groupes ethniques, raciaux et sociaux. Un observateur releva une différence entre les logis construits par les caboclos et ceux bâtis par d’anciens esclaves. Les femmes noires se seraient habillées selon la coutume africaine.
La population de Canudos, loin donc d’être ethniquement et socialement homogène, reflétait assez fidèlement, à l’exception sans doute d’une couche supérieure blanche, la réalité du sertão à la fin du XIXe siècle, c’est-à-dire un territoire caractérisé par une croissance démographique au-dessus de la moyenne, que peuplaient quelques vestiges des anciennes populations indigènes, une forte majorité de travailleurs agricoles peu ou pas formés, une mince couche moyenne de négociants et de commerçants ainsi que de vaqueiros, et quelques bonnes familles aisées, en plus de servir de terre d’attache pour anciens esclaves. Quelques-uns des marchands de Belo Monte possédaient des quantités notables d’argent et de terres. Les jeunes gens n’étaient pas seuls à migrer vers Canudos ; des familles dans leur totalité, sans exclure les vieillards, s’y résolvaient. Dans ceux qui faisaient cortège à Maciel peu avant la fondation de Belo Monte, l’élément féminin était en nette majorité, même si plusieurs hommes seuls, tels que Pajeú ou João Abade, avaient aussi rejoint la troupe.
Tout au long de l’existence normale de Canudos, les habitants apparaissaient en somme peu différents des autres habitants du sertão. Si les femmes pouvaient sembler décrépites aux visiteurs dès l’âge de vingt ans, cela n’est pas imputable à quelque fanatisme ; l’espérance de vie dans les campagnes du Nordeste ne dépassait guère 27 ans dans les années 1890, pour les femmes comme pour les hommes. Globalement, le nombre de femmes était supérieur à celui des hommes dans une proportion de 1 pour 2. Que les femmes veuves ou abandonnées par leur mari, qui en règle générale connaissaient une vie très difficile, à moins d’avoir de solides liens familiaux, aient cherché massivement refuge à Canudos fournit une explication possible de ce phénomène. Vers la fin, les femmes se retrouvèrent plus nettement encore en surnombre, par suite de la désertion de nombreux hommes dans les derniers mois, abandonnant souvent femme et enfants, et par le fait que les femmes étaient plus fidèles (paradoxalement, eu égard à la misogynie du chef) à Antônio Conselheiro. Une photo des survivants du siège, prise par le photographe professionnel Flávio de Barros, montre que la plupart des femmes étaient jeunes, non de vieilles mégères, comme l’insinue Da Cunha. Certes, la plupart des personnes sur cette même photo sont des noirs ou des caboclos, mais plusieurs sont blanches, autant que l’était Da Cunha lui-même. Certaines femmes étaient des femmes blanches de bonne famille, et quelques-unes même amenèrent avec elles de l’argent, des bijoux, et d’autres objets de prix ; la piété, plus que tout autre mobile, les attachait à la ville sainte. Dans les fiches du Comité Patriótico, organisation caritative fondée durant la dernière phase de la guerre, 41 sur les 146 femmes et enfants qui purent être sauvés sont décrits comme étant blancs, souvent avec la mention « blanc, blond et de bonne famille ». Ces constats suffisent à invalider la vision qui prévalait alors et selon laquelle les adeptes d’Antônio Conselheiro étaient tous des paysans caboclo.
Il y avait parmi les Canudenses un millier environ de sertanejos qui avaient été vaqueiro ; certains ont pu être des déserteurs de l’armée ou de la police, d’autres avaient été, avant l’abolition, des esclaves fugitifs ou des serfs. Da Cunha, et avec lui d’autres auteurs, les désigna collectivement du terme péjoratif de jagunços, lequel signifie membre d’une milice privée de grand propriétaire, ou plus vaguement individu métissé, virile, aventureux, imprévisible, querelleur et turbulent de caractère, alors que même à Canudos, seul un petit nombre (les gardes du corps d’Antônio Conselheiro et quelques-uns de ses combattants) eussent mérité ce qualificatif. C’est dans leurs rangs qu’Antônio Conselheiro recrutait ses combattants ; ceux-ci étaient invariablement munis de couteaux et de carabines et possédaient une connaissance intime de la topographie. Les vaqueiros, ayant à faire paître leur bétail, parcouraient des espaces larges et ouverts, où ils devaient affronter un terrain rocailleux recuit par le soleil, les maladies épizoötiques du bétail, l’alternance de pluies torrentielles et de sécheresses, et, au besoin, se défendre contre les voleurs de bétail et les maraudeurs. Ces gardians vêtus de cuir avaient une farouche résilience au combat, attachaient peu de prix à leur vie, et, lorsqu’enrôlés dans les forces armées, n’avaient pas leur pareil comme cavaliers et comme fantassins.
Une mention particulière doit être faite d’un certain nombre de commerçants qui, dès l’époque de la prédication itinérante d’Antônio Conselheiro, avaient perçu le potentiel économique de son mouvement. Aussi les deux marchands qui résidaient à Canudos en 1893 n’avaient-ils aucune raison de choisir le large quand Antônio Conselheiro vint s’y installer avec sa suite. En effet, il emmenait avec lui des centaines de gens qui, quelque pauvres que fussent la plupart d’entre eux, avaient malgré tout besoin de produits de consommation de base, et étaient aptes à fabriquer des produits susceptibles d’être vendus ensuite. Les marchands ambulants firent bientôt figurer Belo Monte sur leur itinéraire habituel. Vu qu’aucun impôt n’était prélevé à Canudos, les commercants canudenses bénéficiaient d’un avantage concurrentiel par rapport à leurs collègues.
Géographiquement, les Canudenses étaient pareillement d’origine fort diverse, venant dans une mesure égale de zones rurales et urbaines, et de toutes les parties du Nordeste, et pas seulement des villages et hameaux du haut sertão ; il en arrivait aussi du Recôncavo, des localités du tabuleiro côtier, d’Alagoinhas, et de hameaux sis à plusieurs centaines de km de distance dans le Pernambouc et dans la Paraíba, et parfois de lieux aussi éloignés que Fortaleza, dans le Ceará, et Itabaianinha, dans le Sergipe. Des troupeaux de bétail affluaient de la région de Jeremoabo, de Bom Conselho et de Simão Dias. Toutefois, la majorité des Canudenses était formée de campagnards venus des localités circonvoisines. L’aire de recrutement des immigrants canudenses peut, schématiquement, être subdivisée en trois zones : 
1. une première, constituée d’une proche couronne de 20 km de diamètre, à partir de laquelle des sympathisants de Canudos pouvaient faire la navette vers la colonie sans nécessairement s’y fixer à titre permanent ou définitif ;
2. une deuxième, qui correspond au territoire où Maciel avait naguère accompli ses missions de prédication et où il était personnellement connu des habitants. Cette zone s’étend depuis la frange littorale dans le nord de Bahia et le sud du Sergipe, jusqu’au bourg de Jeremoabo, et comprend une dizaine de communes. Après la fondation de Canudos, cette zone tendit à s’agrandir vers le nord et vers l’ouest, au fur et à mesure que les Canudenses, et Maciel lui-même, y nouait des contacts ;
3. une troisième zone de recrutement enfin, s’étendant au sud jusqu’à la Chapada Diamantina, à l’ouest jusqu’au fleuve São Francisco, et au nord et au nord-est jusqu’au Pernambouc et au Ceará[114].

Un millier de personnes environ (800 « compères résolus » et 200 « femmes et enfants », dont parla le capucin Marciano dans son rapport) formaient le noyau dur, et probablement la majorité de la population fixe de Canudos : ce sont ceux qui observaient les règles de la communauté, ce qui impliquait e.a. qu’ils cédassent une grande partie de leurs possessions. D’autre part, une population flottante prenait part à la vie religieuse de la communauté, sans pour autant résider à titre permanent à Canudos ; au contraire, ils gardaient leurs huttes (même si l’on peut supposer qu’une partie d’entre eux disposait de gîtes temporaires dans la colonie) et leur lopin de terre donné à bail dans les environs immédiats et continuaient de s’insérer comme auparavant dans la structure socio-économique traditionnelle autour du coronel. Ils ont pu être attirés dans Canudos par les pratiques religieuses, par la figure du Conselheiro, ou parce qu’ils y voyaient la perspective de quelque petit négoce. Si le noyau central et une partie de la population partageaient, en dépit de mobiles divergents, le même engagement pour le projet Belo Monte, avec une même ardeur et le même esprit de sacrifice, le gros des Canudenses en revanche ne s’engageait guère autrement qu’en paroles, souvent s’en servaient comme alibi d’une attitude intéressée, et n’étaient pas disposés à prendre un quelconque risque. Du reste, cette hétérogénéité des attitudes ne pouvait surprendre que ceux qui voulaient croire à une secte monolithique et fanatique. En fait, Belo Monte était une structure sociale ouverte, et il suffisait, pour y être admis librement, de manifester un anti-républicanisme suffisamment crédible.
Les flux de migrants vers Canudos finirent par se répercuter sur les chiffres de population de quelques bourgs voisins. Ainsi, Queimadas déclina de 4 500 habitants env. en 1892, à seulement trois maisons habitées en septembre 1897. Jusqu’à 5 000 adultes masculins d’Itapicuru auraient élu domicile à Canudos, de même que 400 de Capim Grosso, un grand nombre de Pombal, 300 d’Itabaianinha dans le Sergipe, et un fort contingent d’Itiúba en Bahia. Une pénurie de main-d’œuvre commençait à se faire sentir avec acuité.
Beaucoup d’habitants s’enfuirent dans les derniers mois de la bataille, et tout à la fin, il ne restait plus que quelques centaines de femmes et d’enfants.

### Effectifs
Canudos n’était, administrativement parlant, qu’un arraial, un hameau à l’intérieur d’un município, une commune, mais ce nonobstant était l’une des agglomérations les plus peuplées de la Bahia. Le nombre d’habitants de Canudos fut et reste l’objet de controverses et les estimations de ses effectifs de population oscillent entre 10 000  et   35 000 habitants. Il est à noter tout d’abord que le chiffre de population de Canudos a fortement varié au cours de ses quatre années d’existence.
Également controversé est le nombre des accompagnateurs d’Antônio Conselheiro avant la fondation de Belo Monte en 1893. Un correspondant du Jornal de Noticias de Salvador estima ce nombre, peu avant la fondation de Canudos, à 3 000 hommes, femmes et enfants ; un autre observateur dénombra vers la même époque une à deux centaines de combattants, en constatant que les femmes comptaient pour deux tiers dans le groupe entier. Si on comptabilise les femmes et les hommes inaptes au combat, ce sont quelque 800  à   1 000 personnes qui se fixèrent dans la fazenda de Canudos, où ils trouvèrent, en supposant fiables les données de Da Cunha sur ce point, un groupe de 250 résidants déjà installés.
La population de la colonie, qui dans les années qui suivirent connut un afflux continuel, fut chiffrée par le capucin Marciano, seul témoin à avoir séjourné plusieurs jours dans la communauté, à « un millier de compères résolus, parmi lesquels 800 hommes toujours en armes, et leurs femmes et enfants ». Sur cette base, la population de Canudos fut ensuite estimée, en postulant pour chaque homme une famille de cinq membres, à un effectif total de 5 000.
Les estimations les plus anciennes de la population de Canudos s’alignaient sur les chiffres fournis par l’armée. Le major Febrônio de Brito, commandant de la deuxième expédition, estima le nombre des hommes armés d’abord à 3 000, puis à 4 000, et l’ensemble de la population masculine adulte entre 5 000  et   8 000. On a toutes les raisons de soupçonner que les chiffres de population furent délibérément gonflés par les commandements militaires successifs afin d’inciter le public à chercher l’explication de leurs déplorables échecs dans la puissance de l’adversaire plutôt que dans leur propre impéritie. Il est vrai aussi que la tactique de guérilla, faisant intervenir de petites unités mobiles « invisibles », peut donner à l’armée régulière l’impression d’avoir affaire à un nombre plus important d’adversaires et les porter à surestimer involontairement leur nombre.
À la fin des hostilités début octobre 1897, le général Arthur Oscar, commandant en chef de la dernière expédition, nomma une commission chargée de dénombrer les maisons de Canudos ; cette commission aboutit au chiffre de 5 200 maisons, sur la foi de quoi la population totale de Canudos fut établie à 25 000 personnes. Manoel Benício, reporter du Jornal do Commercio, qui eut vis-à-vis de l’armée une attitude critique et qui fut d’ailleurs bientôt éconduit sous la pression du Clube Militar, entreprit pour sa part, avec l’aide de quelques autres, de faire le décompte des maisons et serait arrivé à un résultat ne dépassant pas les 1 200, à quoi il fallait certes ajouter deux centaines situées dans les différents prolongements de l’agglomération ; précisant qu’« à coup sûr, il n’y a pas plus de 2 000 maisons », il aboutit à un chiffre de population de 7 500  à   8 000, dont, peut-être, 1 500 combattants. Le colonel Carlos Telles, qui combattit à Canudos, écrivit : « Canudos n’a qu’un millier de maisons, ou un peu plus, mais certainement pas 4 000  à   5 000, ainsi qu’on l’affirme généralement ; j’estime le nombre initial des jagunços à 600 au maximum. De ceux-là, il n’a pas dû rester plus de 200 après l’offensive du 18 juillet. » En outre, des recherches plus récentes ont soulevé des doutes quant à la capacité de Canudos de nourrir une population de 25 000  à   30 000 personnes.
La colonie de Canudos hébergeait aussi tout un peuplement temporaire. Si Canudos connaissait un afflux continuel, il y eut en même temps un va-et-vient incessant, en particulier de personnes venant d’une couronne proche, d’une vingtaine de kilomètres de diamètre, qui avaient donc la possibilité de maintenir des liens avec la communauté et prendre part à la vie communautaire, mais sans nécessairement y fixer domicile de manière durable.
Quoi qu’il en soit, même en admettant seulement 10 000 habitants, Canudos eut un impact considérable sur la structure sociale et économique de la région. En peu de temps y surgit en effet un acteur économique important, qui non seulement fit naître des opportunités de marché, d’échanges et de débouché, mais agit aussi comme une pompe aspirante, prélevant du potentiel dans d’autres lieux et y créant des pénuries, en particulier de main-d’œuvre, susceptibles d’entraîner à leur tour des conséquences économiques et politiques.

### Motivations

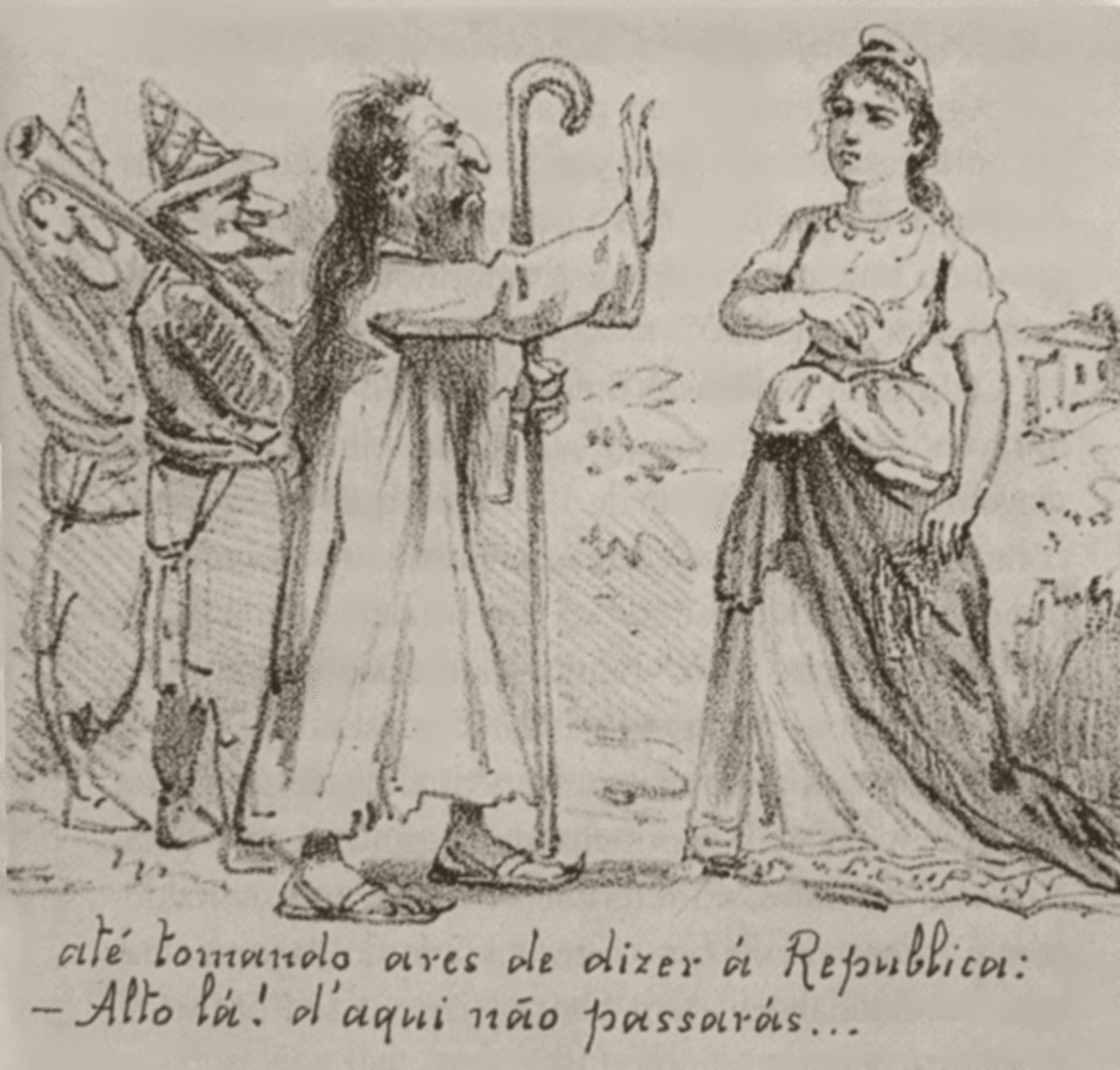
La revue Revista Ilustrada, d’Angelo Agostini, vecteur de propagande républicaine sous l’Empire, représenta le Conselheiro de manière caricaturale, avec ici une suite de bouffons armés d’antiques tromblons, s’efforçant de faire barrage à la République. Exemple de la façon dont la presse de l’époque réagit au messianisme de Maciel.

Pour rendre compte d’un exode aussi massif vers la colonie de Canudos, la seule privation matérielle, aussi fortement que les Canudenses eussent eu à en souffrir dans leur vie antérieure, n’est un facteur explicatif ni nécessaire ni suffisant. Le facteur déterminant propre à déclencher la mobilisation millénariste et à pousser à l’exode fut sans doute ce que Robert Levine appelle la déroutinisation générale de la vie quotidienne, le fait que, par un changement politique profond, les catégories normales à travers lesquelles la réalité sociale était jusque-là appréhendée ne s’appliquaient plus désormais. Nombre de ruraux se méfiaient du nouvel ordre laïc républicain, et d’aucuns ont même pu interpréter les nouvelles pratiques d’état civil et certaines questions du recensement relatives à l’ascendance raciale comme une menace de restauration de l’esclavage, aboli par la monarchie un an avant la chute de celle-ci. Par ses efforts à étendre ses pouvoirs jusque dans les terres intérieures les plus écartées, le nouvel État républicain représentait un bouleversement structurel proprement cataclysmique. Même l’élection d’un président au lieu de l’investiture à vie d’un monarque paternel suscita des craintes. La prédication de Conselheiro comportait une critique de cet ordre républicain existant et offrait l’alternative d’un univers symbolique (potentiellement explosif) différent. Beaucoup de sertanejos choisirent donc de chercher refuge à Canudos, colonie collectiviste dirigée par un patriarche protecteur, et d’y mener une vie collective structurée, comme moyen d’atteindre la rédemption individuelle. La plupart des prédications d’Antônio Conselheiro exigeaient simplement une moralité personnelle et un travail assidu, en échange d’une protection spirituelle contre le monde temporel corrompu et en proie à la crise économique. Les croyants pouvaient y mener une vie disciplinée en accord avec les préceptes catholiques, à l’abri à la fois des infamies modernes et de la faim et du besoin. Canudos n’attira pas les déviants et les fanatisés, mais des hommes et femmes rationnels qui, se sentant désormais aliénés dans leur société, recherchaient la rédemption en allant volontairement vivre dans un environnement pénitentiel régulé et sécurisé, en acceptant volontairement un ensemble de préceptes à même de donner à leur vie une structure et une direction rassurantes. À leur arrivée à Canudos, les résidents se voyaient assigner un travail et vivaient selon une routine qui dut apporter un sentiment de sécurité à des gens traumatisés par les privations et par les vicissitudes de la sécheresse, des querelles de clan et de la précarité économique.
Les succès de Canudos face aux attaques militaires agirent comme un aimant sur les populations du sertão. Un article du Diário da Bahia du 31 janvier 1897 indiqua : « Des personnes du sertão nous rapportent qu’à la nouvelle de la défaite de l’expédition, on a tiré des feux d'artifice et sonné les cloches dans de nombreuses localités, et que des familles entières ont inconditionnellement tout abandonné derrière elles ou tout vendu pour se joindre au saint homme ». Le correspondant de Gazeta de Notícias (31 janvier 1897) rapporta que « la moitié de la population de Tucano et d’Itapicuru avait transféré sa résidence vers Canudos ».
Cependant, la décision de partir à Canudos avec la famille entière ne se prenait pas toujours après rupture de tous les ponts, comme le voulait le topos contemporain en vigueur dans le littoral. La guerre terminée, il apparaîtra qu’en réalité beaucoup de prisonnières canudenses « avaient gardé par devers elles des biens, dont elles se proposaient de vivre après les combats ; d’autres, ayant toujours l’avenir en vue, avaient laissé leurs biens sous la tutelle de membres de leur famille ou d’amis (…). Ainsi que cela nous fut confirmé par beaucoup d’officiers, la majorité des papiers découverts à Canudos consistaient en contrats d’achat de maisons et de terres ».
Sans conteste, Antônio Conselheiro était ouvertement monarchiste et prêchait contre la République. Sa pensée politique reposait sur le principe que tout pouvoir légitime est l’émanation de la toute-puissance éternelle de Dieu et reste soumis à une règle divine, tant dans l’ordre temporel que spirituel, de sorte que, en obéissant au pontife, au prince, au père, à celui qui est réellement ministre de Dieu en vue de l’accomplissement du Bien, c’est à Dieu seul que nous obéissons. Il reconnaissait la légitimité de la monarchie en tant que mandataire du pouvoir divin, à l’opposé de l’illégitimité de la République : le digne prince, dom Pedro III, affirmait-il, détient le pouvoir légitimement constitué par Dieu pour gouverner le Brésil ; c’est le droit de son digne grand-père, dom Pedro II, qui doit prévaloir, nonobstant qu’il ait été trahi, et par conséquent sa famille royale seule est habilitée à gouverner le Brésil. Au frère capucin Marciano, qui visita Canudos en 1895, Antônio Conselheiro déclara : « du temps de la monarchie, je me suis laissé emprisonner parce que je reconnaissais le gouvernement ; aujourd’hui, je ne le ferai pas, car je ne reconnais pas la République. » Cependant, comme le souligne Da Cunha, « il n’y a pas là la moindre intention politique ; le jagunço est aussi inapte à comprendre la forme républicaine que celle de la monarchie constitutionnelle. Toutes deux sont à ses yeux des abstractions inaccessibles. Il est spontanément l’adversaire de l’une et de l’autre. Il se trouve dans la phase de l’évolution où seule peut se concevoir la domination d’un chef sacerdotal ou guerrier. » Antônio Conselheiro prêchait le salut pour l’âme prise individuellement, non pour la société rurale, ou à fortiori, brésilienne tout entière. Il ne cherchait pas à imposer ses visions à d’autres et sa doctrine ne représentait donc pas une menace du point de vue du comportement social général. La violence fut portée contre Canudos ; elle n’avait pas été exportée depuis Canudos vers la région circonvoisine.
C’est donc à tort que les autorités de Rio de Janeiro voulurent faire de Canudos un élément d’un vaste complot monarchiste contre le nouveau régime, bénéficiant de complicités dans la capitale, voire de soutiens à l’étranger, en particulier d’Angleterre. Ce qui en effet ressort des lettres, des écrits de toutes sortes, des vers qui furent découverts à Canudos après sa liquidation par l’armée, est une religiosité diffuse et incongrue, dont les tendances messianiques n’avaient pas de portée politique bien affirmée. Les Canudenses ne s’opposaient à l’ordre républicain nouvellement établi que dans la mesure où, croyant à l’imminence du règne promis de Dieu, ils percevaient dans la République le triomphe temporaire de l’Antéchrist. Da Cunha, par un parti-pris propre aux élites républicaines du littoral, voudra voir dans Canudos, en substance, la révolte d’une société anachronique, restée, par son isolement géographique et culturel séculaire, à l’abri des évolutions et des mouvements de civilisation extérieurs, et refusant violemment l’irruption brutale de la modernité incarnée par la République. Ce qu’exprime Da Cunha en ces termes :

« Nous reçûmes à l’improviste la République, comme un héritage inattendu. Soudain, nous nous élevâmes, entraînés par le torrent des idéaux modernes, et laissant, dans la pénombre séculaire où ils gisent au centre du pays, un tiers de nos gens. Trompés par une civilisation d’emprunt, moissonnant, dans un travail aveugle de copistes, tout ce qui existe de meilleur dans les codes organiques des autres nations, nous sommes parvenus, en usant de révolutions et en refusant de transiger si peu soit-il avec les exigences de notre propre nationalité, à aggraver le contraste entre notre façon de vivre et celle de ces rudes compatriotes, qui sont plus étrangers dans ce pays que les immigrants d’Europe. Car ce n’est pas la mer qui les sépare de nous, ce sont trois siècles (…). »

### Structures de pouvoir et centres de décision
Les recherches récentes ont mis au jour la présence à Canudos de stratifications sociales et fonctionnelles, et d’un système hiérarchique de répartition des pouvoirs, notamment au sein du groupe dirigeant, lequel n’était pas exempt de tendances divergentes et de frictions.
Le mouvement de Canudos était porté par un noyau fonctionnellement différencié d’individus haut placés. Dans le domaine strictement religieux, Maciel avait sous ses ordres un groupe restreint de beatos et beatas (dévots), qui formaient une manière de confrérie laïque nommée Companhia do Bom Jesus, qui était chargée de prendre soin du sanctuaire, où vivait Maciel et où étaient conservées les images de saints, de protéger Maciel contre l’extérieur, de l’assister dans la liturgie, de sonner les cloches et d’organiser des collectes d’aumônes dans les environs. La plus considérée parmi les beatas se voyait confier l’alimentation du Conselheiro et, en qualité de sage-femme diplômée, aidait aussi à mettre au monde les enfants de Canudos.
Religion et économie formaient à Canudos les deux piliers du pouvoir, auxquels s’ajoutait, surtout après le déclenchement de la guerre, le pilier militaire. Les négociants appartenaient, tant dans l’ancienne que dans la nouvelle Canudos, à la strate dirigeante. Cela valait en premier lieu pour les deux vieux de la vieille Antônio da Mota et Joaquim Macambira. Tous deux pouvaient s’appuyer sur des rapports de clientèle et de parentèle avec les coronels de la région. Le nouveau venu Antônio Vilanova, qui avait fui sa province natale du Ceará pour la Bahia à la suite de la sécheresse de 1877 et s’était fixé à Canudos non pour des motifs religieux, mais par esprit de lucre, ayant en effet perçu dans la nouvelle colonie un potentiel marché en expansion, sut se hisser au rang de figure économique dominante de Canudos, notamment en éliminant, avec l’appui de l’autorité militaire conselheiriste, toute concurrence indésirable. Pendant la guerre, il réussit à se rendre indispensable comme pourvoyeur de munition et même à faire partie du commandement militaire de Canudos.
Il n’est pas inutile de s’attarder à ces trois grandes figures de l’élite économique de Canudos — Antônio da Mota, Joaquim Macambira et Antônio Vilanova —, en touchant aussi un mot sur le frère de ce dernier, Honório Vilanova. Antônio da Mota était le plus important habitant du hameau de Canudos quand Antônio Conselheiro vint s’y installer en juin 1893. Commerçant en cuirs et paillasses, il écoulait sa marchandise sur les marchés de Cumbe et de Monte Santo. Il exploitait une boutique, qui lui servait également de logis, sur la place des Églises, non loin de la Nouvelle Église, et donc près du sanctuaire, où résidait le Conselheiro, et détenait aussi un lopin de terre sur la rive droite du Vaza-Barris. Il avait de la famille dans le sertão bahiannais, notamment le colonel Ângelo dos Reis, riche propriétaire de fazenda, et le major Mota Coelho, officier de la police bahiannaise, et comptait parmi ses ascendants Joaquim da Mota Botelho, le découvreur de la météorite de Bendegó. Il s’était fait l’ami et l’affidé de Maciel dans les années 1880, dès la première apparition de celui-ci dans le hameau ; à cette occasion, Da Mota pria le Conselheiro d’ériger une nouvelle chapelle à Canudos, pour remplacer l’ancienne, trop petite et délabrée ; le Conselheiro promit d’honorer cette requête, et, la promesse remplie, la nouvelle église Saint-Antoine fut bénie par le curé de Cumbe, ce qui donna lieu à une journée festive, avec feu d'artifice. Lors de la 1re expédition contre Canudos, le bruit courut que le vieux Da Mota avait envoyé quelqu’un prévenir la troupe qu’une attaque conselheiriste était imminente, ce qui, d’après les témoignages qu’a pu recueillir José Calasans, était une calomnie. Da Mota et plusieurs de ses proches furent massacrés en plein jour, sous les yeux du Conselheiro, et sur ordre de João Abade ; c’est en vain qu’ils en appelèrent à la protection du Conselheiro, lequel, quoiqu’il eût ordonné de cesser la tuerie, ne fut pas obéi. Du clan Da Mota, seuls rescapèrent les femmes et les enfants, qui trouvèrent refuge dans la maison de Joaquim Macambira, autre commerçant de la localité, qui réussit ensuite à les exfiltrer vers d’autres lieux, sous l’hostilité des plus acharnés. La maison de commerce de Da Mota fut pillée.
Antônio Vilanova, originaire du Ceará, joua un rôle prééminent tant dans l’économie que dans la politique de Belo Monte. Ses billets à ordre avaient valeur de devise, et parallèlement à son négoce, il se chargeait aussi de résoudre les litiges locaux, faisant ainsi office de juge de paix. Il s’était ligué avec João Abade, commandant de la Garde catholique et donc chargé du maintien de l’ordre, connivence qui lui permit de mieux asseoir son pouvoir. Tous deux d’ailleurs demeuraient sur la même place des Églises, dans des maisons à tuiles, symbole de puissance. Vilanova n’était qu’un surnom — il s’appelait de son vrai nom De Assunção —, dont il avait été affublé pour avoir séjourné quelque temps à Vilanova, aujourd’hui Senhor do Bonfim, pour ses affaires. Poussé par la sécheresse qui sévissait dans sa terre natale, il arriva dans la Bahia en 1877, en partageant le sort d’un grand nombre de ses concitoyens. C’est l’appât du gain, non la foi, qui l’incita à rejoindre Belo Monte, où il accordait des rabais au Conselheiro. Du reste, les deux hommes étaient d’anciennes connaissances, puisque vers 1873, le beato Antônio était passé par Assaré, où les De Assunção possédaient un bout de terrain. Vilanova transféra donc vers Canudos son fonds de commerce, en emmenant aussi sa parentèle. Il n’eut pas de mal à faire prospérer ses affaires, sachant en effet, avec l’aide de João Abade et de sa troupe, tenir à distance ses concurrents. Son prestige ne fit que croître tout au long de la guerre, et son magasin servit bientôt à entreposer armes et munitions, qu’il distribuait aux combattants en accord avec les chefs de piquet. Au fur et à mesure que périssaient les chefs de guerre, et que dans le même temps le Conselheiro restait claustré dans son sanctuaire, Vilanova tendra à concentrer dans ses mains de plus en plus de pouvoirs. Dans la dernière phase de la guerre, lorsque tout était perdu, il prépara habilement sa retraite, non sans en avoir sollicité l’autorisation auprès du Conselheiro alors moribond. Celui-ci décédé, Vilanova réussit à faire sortir de l’enfer de Canudos toute sa parentèle, précautionneusement, par petits groupes, avec l’aide de quelques jagunços de ses amis. Selon son frère Honório, il lui fallut abandonner quatre tonneaux d’argent, qu’il enterra sur place, mais emporta avec lui pour le Ceará, où il alla vivre quelque temps, trois ou quatre kilos d’or et des bijoux. Il mourut à l’âge de 50 ans.
Joaquim Macambira enfin était issu d’une des deux grandes familles qui habitaient à Canudos avant l’arrivée du Conselheiro (l’autre étant les Da Mota ; les Vilanova ne vinrent que plus tard). Ces deux familles entretenaient du reste de bons rapports, témoin le fait qu’après le massacre des Da Mota, les Macambira accueillirent chez eux les mineurs d’âge de cette famille. Joaquim était agriculteur et commerçant, non un homme de combat à proprement parler, encore que pendant la guerre il aima à tramer des embuscades. Il joua un rôle de premier plan dans la communauté par ceci qu’il était un homme de confiance, un commerçant respecté, d’une probité reconnue au-dehors, qui entretenait des relations commerciales avec ses confrères des localités circonvoisines, et qui, de surcroît, était lié d’amitié avec le colonel João Evangelista Pereira de Melo, propriétaire aisé de Juazeiro, à qui il passa commande de bois d’œuvre pour l’église nouvelle de Canudos, transaction avortée devenant l’étincelle qui déclenchera la guerre. Il eut une progéniture nombreuse, et l’un de ses fils s’était mis en tête, lors de l’un des épisodes les plus fameux de la guerre de Canudos, de s’emparer des canons de la 4e expédition, mais sera sacrifié en même temps qu’une poignée de ses camarades (Francisco Mangabeira lui consacrera un poème, inspiré d’un reportage d’Euclides da Cunha). La guerre terminée, une de ses filles, Maria Francisca Macambira, âgée de 10 ans, tomba d’abord aux mains d’officiers républicains à Salvador, avant d’être recueillie par le journaliste Lélis Piedade (voir ci-dessous).
Signalons encore Honório Vilanova, frère d’Antônio, venu comme lui du Ceará, où il avait appris l’office de sellier-bourrelier, et d’où il partit pour Canudos en compagnie de son frère, après un passage par Bonfim. Si l’on sait très peu de choses sur ses faits et gestes durant la guerre, il se fera plus tard le mémorialiste de Canudos et du Conselheiro, se remémorant en effet avec précision les faits, les coutumes, la vie quotidienne et les notables de Belo Monte, et retraçant en particulier la personnalité du Conselheiro, qu’il avait connu d’abord à Assaré vers 1873 et aux côtés duquel il resta presque jusqu’à la fin de la guerre ; du reste, il parlera toujours en bien du Conselheiro. Ses souvenirs ont été rassemblés par Nertan Macêdo (pt) dans un ouvrage paru en 1964, Memorial de Vilanova. À Canudos, il s’occupa surtout à aider le « compère Antônio », son frère commerçant, dans la boutique bien approvisionnée de celui-ci, et n’exerça jamais son état de bourrelier. Il combattit dans la phase finale du conflit, et fut blessé au pied. Il mourut dans son Ceará natal à l’âge de 105 ans.
L’état de guerre imprégna la vie à Canudos bien avant que la guerre ouverte n’éclatât trois ans et demi après la fondation de la communauté. Belo Monte en effet, apparue dans le sillage d’un accrochage sanglant entre les hommes de Maciel et un détachement de la police bahianaise lancé à leurs trousses par les autorités, était initialement conçue comme une planque, et les responsables, à qui rien ne permettait de supposer qu’ils resteraient à l’abri de poursuites, devaient se tenir toujours parés au combat. En conséquence, l’organisation militaire eut, aussi bien dans les centres de décision de la communauté que dans la vie quotidienne, une importance considérable. Des exercices militaires étaient quotidiens, et les habitations étaient en partie doublées d’une cave en guise d’abri contre l’artillerie.
Belo Monte était gouverné sur le mode oligarchique ; le groupe dirigeant ne tirait pas sa légitimité d’un choix populaire, mais du prestige individuel de ses membres, prestige dérivé de l’accomplissement d’actes notables, de la possession de biens, ou de la proximité avec Antônio Conselheiro. Celui-ci semble avoir constitué, autour de João Abade et d’Antônio Vilanova, un cercle dirigeant, qui, selon la presse contemporaine, apparaissait en public sous la dénomination de « Douze Apôtres ». Abade avait la haute main sur le domaine policier et militaire, tandis que toute l’administration civile était à la charge de Vilanova. De ce même noyau central faisaient partie également le grand propriétaire terrien Norberto das Baixas et quelques chefs militaires, dont Pajeú, João Grande et José Venâncio. Les soins de santé furent confiés au guérisseur Manuel Quadrado, versé dans les plantes médicinales. Ainsi, les soins médicaux, mais aussi l’enseignement scolaire, étaient-ils assurés par des institutions quasi-étatiques.
Que Maciel, en sa qualité de Conselheiro, « ne renonça jamais au privilège d’avoir le dernier mot », comme l’affirme l’historien José Calasans, doit être mise en doute, plus particulièrement en ce qui concerne la phase finale de la guerre. La presse de l’époque le dépeignait comme le chef de guerre suprême, comme un despote doté d’un pouvoir de commandement illimité et global. Certes, dans les premiers temps du mouvement, Antônio Conselheiro était la figure déterminante, et c'était lui qui composait le groupe dirigeant ; pour cela, il s’autorisait notamment de ses liens de parentèle, liens qui déterminaient ses rapports avec une large part de la population de Canudos, Maciel étant, ainsi qu’il appert du registre baptistaire, le parrain de presque tous les enfants nés dans la colonie. En outre, il pouvait s’appuyer sur un réseau, tissé pendant ses vingt années d’errance, de relations personnelles avec des fazendeiros, commerçants et politiciens de la région. Cependant, comme le souligne D. D. Bartelt, le meurtre dont furent victimes son confident Antônio da Mota et une partie de la famille de celui-ci, sur le soupçon d’avoir mis la police au courant de l’attaque d’Uauá lors de la première expédition, semble indiquer le contraire, vu que le meurtre aurait été perpétré sous les yeux mêmes de Maciel, sans qu’il fût en mesure de l’empêcher. Certes, la guerre avait alors commencé, et la loi martiale était de rigueur ; toutefois, que le soupçon eût été fondé ou non, ou que les preuves eussent été ou non fabriquées par Vilanova pour se débarrasser d’un rival, l’incident tend à prouver que Maciel ne détenait plus alors dans les affaires militaires (stratégiques ou disciplinaires) l’autorité suprême. Selon José Aras, « le Conselheiro craignait João Abade… c’était lui le véritable chef », et Sousa Dantas fait état d’une déchéance morale, d’une prostitution et d’une violence intérieure croissantes, que Maciel n’était plus capable d’endiguer ; la volonté du chef spirituel était contrecarrée par l’arbitraire de caïds arrogants ; Maciel aurait même enjoint à ses adeptes de retourner dans leurs villages d’origine.
La Guárdia Católica, la garde prétorienne d’Antônio Conselheiro et corps de police de Canudos, portait un uniforme de coton bleu, avec béret de même couleur. Les contentieux de droit civil se réglaient la plupart du temps en interne, tandis que les infractions pénales graves étaient déférées devant la juridiction municipale.

### Moyens de subsistance
À l’encontre de ce qui transparaît de la description dramatique donnée par Da Cunha, la zone de Canudos n’était pas à ce point aride qu’elle n’eût offert que très peu de ressource à l’activité agricole et commerciale ; au contraire, le site fut choisi justement en raison de sa capacité à soutenir l’agriculture. Belo Monte en effet se situe à l’endroit où l’afflux d’eau par le bassin versant supérieur du fleuve Vaza-Barris était au maximum. De l’eau pouvait être extraite non seulement du fleuve, mais aussi — rareté pour la région — du sous-sol, moyennement creusement de puits dans le roc poreux. Accessoirement, par la configuration accidentée du terrain, les facultés de défense de la ville se trouvaient démultipliées, facilitant en particulier les embuscades et attaques surprise de la part des Canudenses ; les commandants militaires de Conselheiro devaient d’ailleurs se montrer adroits à attirer et piéger les troupes régulières dans des labyrinthes naturels exempts d’eau.
Les berges du fleuve étaient plantées de légumes, de maïs, de haricots, de pastèques, de canne à sucre, de pommes de terre, de courges, etc. Du manioc et autres plantes étaient cultivées dans les étendues humides limitrophes de la colonie. Canudos possédait un abattoir, et les réserves de nourriture étaient stockées dans des entrepôts. Dans chaque logis de la ville, l’on gardait de la viande séchée et des fruits secs dans des jarres d’argile. Dans le voisinage de la colonie on pratiquait l’horticulture, et il y avait de l’élevage de moutons, de caprins, et (en quantité faible) de bovins. Des denrées alimentaires faisaient l’objet dans Canudos d’un commerce de détail régulier.
La colonie de Canudos disposait de plusieurs sources de revenus. Les habitants fabriquaient du cuir, des paillasses, des cordages et des articles de vannerie, qui étaient ensuite écoulés sur les marchés de la région. La vente des peaux de chèvre en particulier fournissait une bonne part des fonds nécessaires pour acquérir des biens à l’extérieur. Les émissaires d’Antônio Conselheiro faisaient des affaires directement avec le plus grand négociant de Juazeiro. Lorsque les finances s’amenuisaient, Antônio Conselheiro écrivait des lettres à ses contacts au-dehors ou envoyaient des émissaires, p.ex. Zê Venâncio et Joaquim Macambira, pour requérir des dons de bétail,.
Les ventes de peaux ne rapportant que des recettes peu abondantes, et la communauté n’ayant pas d’autre source régulière de revenus, Antônio Conselheiro était contraint de se montrer flexible et d’envoyer ses gens travailler sous contrat dans des fermes et fazendas proches — dans une mesure moindre cependant que Padre Cícero p.ex., qui voulait par cette mesure donner satisfaction aux propriétaires terriens voisins ; Antônio Conselheiro, moins au fait des combinaisons politiques, était enclin à maintenir sa ville sainte dans un plus grand isolement et paya finalement les frais de sa relative intransigeance. Mais cet isolement ne fut certes jamais absolu, car les échanges ne s’interrompaient jamais, à telle enseigne que même durant le conflit armé, des sympathisants liés à la faction Viana du parti républicain de Bahia continuaient de livrer du matériel à la colonie. Le fait à lui seul que la communauté de Canudos put fonctionner pendant quatre ans atteste de l’aptitude organisationnelle de Conselheiro et de ses aides. Canudos était éloigné, mais jamais isolé, ce qui lui permit de survivre économiquement ; le miracle logistique que représente Canudos ne put avoir lieu que parce que Canudos était bien raccordé à l’économie de la région.
Antônio Conselheiro non seulement exigeait que les Canudenses effectuassent un dur labeur agricole, mais il embauchait également des journaliers des fermes voisines. Il s’en remettait aussi en partie aux ressources offertes par ses admirateurs et envoyaient ses sectateurs leur demander des contributions en argent et en matériaux, principalement pour les besoins de la nouvelle église. Certaines familles cédaient, sans qu’on leur fît obligation en ce sens, tout ce qu’ils possédaient à la communauté, en guise d’acte volontaire de pénitence.
Enfin, les nouveaux-venus étaient sollicités, mais non contraints, de céder à la communauté une partie de leurs avoirs — argent ou objets. L’existence de cette règle portera quelques-uns à qualifier l’économie canudense de « communiste ». Cependant, il ne sera jamais question d’abolir la propriété privée ; il est vrai que le terrain à bâtir était octroyé aux habitants gratuitement, mais ils devaient par ailleurs financer eux-mêmes leur maison ou leur cabanon. La maison, au même titre que les objets personnels, restait librement aliénable, et il y avait à Canudos un commerce immobilier fort animé. Faire des bénéfices n’était ni interdit, ni condamné moralement. Le commerçant Antônio Vilanova, l’un des hommes les plus influents de Belo Monte, était un homme fortuné lorsqu’il déserta la localité peu avant la fin de la guerre.
L’économie de Canudos était par conséquent organisée sur une base mercantile et monétaire. Canudos ne vivait aucunement en autarcie et selon des règles qui lui étaient propres, mais se trouvait à divers titres et intensément intégrée dans un système commercial régional interconnecté. Il a été affirmé qu’un marché hebdomadaire se tenait à Belo Monte même.

### Vie sociale et pratiques religieuses
Les journalistes, les prêtres étrangers diligentés par l’évêché pour inspecter les lieux, certains membres de l’élite dirigeante, certains curés de paroisse et nombre de chroniqueurs et témoins contemporains appelèrent les conselheiristes des fous, criminels, ci-devant esclaves, et, plus que tout, des fanatiques religieux. Cette vision, véhiculée et renforcée par le chef-d’œuvre de Da Cunha, doit assurément être nuancée.
Belo Monte était une façon de théocratie, dont le régime politique et social, de type clanique, était modelé par la vision religieuse particulière du Conselheiro, et où les lois procédaient de l’arbitraire du chef. Celui-ci, se faisant assister par un comité local de gouvernement (déjà évoqué ci-haut) composé de 12 apôtres ou anciens, mit en place un système social d’allure communiste, basé sur la division du travail et de la production, et sur la propriété commune. N’était permise en effet que la propriété privée des seuls objets mobiliers et des maisons, tandis que restait de rigueur la communauté absolue de la terre, des pâturages, des troupeaux et des rares produits des cultures, dont les propriétaires touchaient une quote-part dérisoire, et reversaient le reste à la Companhia do Bom Jesus. Tous obtenaient l'accès à la terre et au travail sans avoir à subir les brimades des contremaîtres des fazendas traditionnelles. Le mariage civil et la monnaie officielle républicaine furent abolis, les tavernes, les boissons alcoolisées et la prostitution interdites ; la criminalité y était rigoureusement bridée, et la pratique religieuse y était obligatoire. À propos de la monnaie, il y a lieu d’apporter quelques réserves à la thèse d’un Canudos bastion monarchiste, où l’on brûlait les billets de banque républicains et où seule avait cours l’ancienne monnaie impériale. Certes, faire usage de la monnaie impériale en interne faisait partie sans doute des pratiques symboliques du noyau central de Canudos, et peut-être aussi Maciel répugnait-il à prendre en main la monnaie républicaine. Cependant, la monnaie impériale ayant cessé d’avoir la moindre valeur d’échange sur les marchés de la région, cette réticence ne pouvait donc pas être partagée par les marchands, paysans et journaliers présents à Belo Monte. Du reste, la pratique du troc (non monétaire) était encore courante sur les marchés du sertão, de sorte que l’on pouvait aisément se satisfaire d’une faible quantité de numéraire.
Si donc le commerce n’était aucunement de type socialiste, l’agriculture en revanche avait des traits indéniablement collectivistes. Les travaux des champs étaient accomplis sur le mode coopératif, et la propriété privée de champs et de pâturages était semble-t-il inexistante, quoique Benício signale que de petits paysans de Canudos détenaient dans les environs de petits potagers et vergers, voire désignaient comme leur appartenant telle ou telle petite ferme où ils élevaient des chèvres, mais peut-être s’agissait-il là des paysans qui vivaient sur les lieux avant l’arrivée de Maciel et qui n’avaient donc pas été expropriés. Il est à souligner que cette orientation collectiviste ne prenait pas sa racine ni dans le christianisme primitif, ni dans l’idéologie communiste, mais tient plutôt de certaine vieille tradition paysanne du sertão, dénommée mutirão (mot d’origine tupi). Ce mode de travail communalisé, hérité des indigènes, mais pratiqué également dans d’autres cultures rurales d’Europe et d’Afrique, était à la base de l’entraide de proximité dans les économies en rareté monétaire, et s’appliquait quand p.ex. on se proposait d’édifier une maison ou quand il fallait entrer la moisson, ou, surtout, pour entretenir et développer les terrains communaux, ainsi que pour défricher, aménager des routes et garder en bon état les puits. La possession et l’utilisation en commun de pâturages (fundo de pasto) appartenait également aux traditions villageoises du sertão, et était indispensable aux petits détenteurs de bétail. Enfin, l’on n’aura garde d’oublier la valeur symbolique du mutirão, qui codéterminait la perception extérieure de Belo Monte, le mutirão mettant en œuvre en effet des rapports de production horizontaux, par opposition à la stricte verticalité des relations de travail dans le système seigneurial coronéliste.
Les sans-abri du sertão et les victimes de la sécheresse étaient reçus à bras ouverts par Antônio Conselheiro. Venaient en nombre également d’anciens éleveurs, naguère encore riches, qui n’avaient pas hésité à abandonner leurs troupeaux. Contrairement à ce qu’affirme Da Cunha, les nouveaux-venus n’étaient pas tenus de remettre au Conselheiro quatre-vingt-dix-neuf pour cent de ce qu’ils apportaient, y compris les saints destinés au sanctuaire commun, lors même que beaucoup de familles se prêtèrent de bonne grâce à ce sacrifice. Le prophète leur ayant enseigné à craindre le péché mortel du plus minime bien-être, ils se disaient heureux du peu qui leur restait et s’en satisfaisaient. En même temps, Antônio Conselheiro admettait la présence dans le village d’individus dont le tempérament et les antécédents apparaissaient peu compatibles avec sa placide personnalité ; Canudos en effet servit aussi de refuge à un certain nombre de malfaiteurs, dont quelques-uns étaient célèbres, qui pensaient se soustraire ainsi à la justice, et qui paradoxalement devinrent bientôt les favoris de Maciel, ses hommes de main préférés, qui garantissaient son autorité inviolable, se muant même en ses meilleurs disciples.
La communauté, une fois établie dans son nouveau milieu et laissée à ses propres moyens, réussit à s’organiser et fonctionnait avec un savoir-faire et une énergie étonnants. Ainsi p. ex., les éleveurs de Canudos surent-ils, dans des conditions pourtant extrêmement difficiles, exploiter leurs élevages de bovins et de caprins. Non seulement, il fut construit plus de 2 000 maisons en très peu de temps, mais les conselheiristes bâtirent des citernes à eau, une école, des entrepôts, des ateliers de fabrication d’armes, et la nouvelle église. Les masures de pisé à toit de chaume construites en rangs serrés, dépeintes comme misérables et rudimentaires par Da Cunha, ne faisaient en fait que reproduire à l’identique, en taille et en conception, un modèle d’habitation paysan répandu à travers tout le sertão. Canudos apparaît comme une communauté exerçant une pleine gamme de fonctions, en mesure d’héberger et de gérer une vaste population avec un éventail d’âges allant du nouveau-né à des hommes et femmes trop âgés pour travailler, voire impotents. La réalité de Canudos était donc différente de la vision exprimée par Da Cunha, selon qui la population du village, ainsi « constituée par les éléments les plus disparates, depuis l’adepte fervent, qui avait déjà, dans sa vie antérieure, renoncé de lui-même à tous les conforts de la vie, jusqu’au hors-la-loi sans attache qui arrivait le fusil à l’épaule en quête de nouveaux terrains d’exploits », finit néanmoins au bout d’un temps à former une « communauté homogène et uniforme, une masse inconsciente et brutale, qui croissait sans évoluer, sans organes et sans fonctions spécialisées, par la seule juxtaposition mécanique des bandes successives, à la façon d’un polypier humain ».
Cependant que la promiscuité sexuelle était commune dans le sertão, Antônio Conselheiro imposa une morale publique rigoureuse, sans doute en rapport avec son malaise vis-à-vis des femmes. Les adolescentes surprises à badiner étaient punies, et la prostitution, massive ailleurs dans le sertão, était proscrite. Même les journalistes les plus cyniques notaient que, à l’inverse de toutes les autres localités du sertão, la prostitution n’existait pas à Belo Monte, ni l’ivrognerie ne constituait un problème public, ni la prison de la ville n’était remplie de vagabonds ou de truands. Maciel donnait l’exemple de l’idéal ascétique, ne portant sur la peau qu’une tunique lacérée et ne prenant qu’un seul repas par jour, composé de maïs, de manioc et de haricots, sans viande ; de façon générale pourtant, la population de Canudos ne le suivait pas sur ce point, et limitait la privation de viande aux vendredis et aux fêtes religieuses. En ce qui concerne plus particulièrement l’alcool, la condamnation morale par Antônio Conselheiro de sa consommation peut apparaître contraire au pragmatisme. L’alcool en effet jouait un rôle important, attendu que les eaux stagnantes du sertão étaient souvent contaminées et que les sertanejos s’efforçaient de boire le moins possible d’eau. L’usage et la vente de la cachaça (sorte d’eau-de-vie) restait prohibé. Levine note que, sous ce rapport, Canudos s’apparentait davantage à la Genève calviniste qu’à une Jérusalem ou une ville brésilienne type. Da Cunha en revanche affirme qu’une débauche effrénée régnait à Canudos et que les rues regorgeaient d’enfants illégitimes.
Si à quelques-uns des rôles traditionnels de la femme dans la société ont pu être substitués de nouveaux à Canudos, ce ne fut que dans une mesure limitée. Nonobstant qu’elles fussent séparées physiquement des hommes par suite de la misogynie de Conselheiro, elles étaient en même temps plus indépendantes qu’elles ne l’eussent été en dehors de la colonie. Des tâches leur furent assignées aussi difficiles que celles des hommes, et leurs filles étaient admises à fréquenter l’école primaire au même titre que leurs fils. Les femmes, de même que les enfants et les personnes âgées, accomplissaient des travaux manuels pénibles, au demeurant à l’image de ce qui se passait partout ailleurs dans les campagnes brésiliennes.
La pratique religieuse structurait et ponctuait la vie à Canudos mais n’atteignait pas tous les habitants dans une mesure égale. Le lieu central était le sanctuaire, où Antônio Conselheiro passait des heures chaque jour à la méditation et où les beatas s’exerçaient dans la prière et la litanie. Chaque journée commençait à l’aube par l’office et se terminait le soir avec la tierce, à l’image de l’emploi du temps monacal et suivant la tradition missionnaire instaurée par le père Ibiapina. L’intensité de la participation religieuse cependant était inégale : les hommes fréquentaient moins l’office que les femmes, et même certains membres du groupe dirigeant ne prenaient pas tous forcément part à la vie religieuse. À l’inverse, l’auto-flagellation, vieille tradition du sertão, était réservée à la gent masculine.
Belo Monte célébrait les fêtes religieuses, qui, comme ailleurs dans le sertão, connaissaient des prolongements profanes, avec musique africaine, feu d'artifice et alcool en quantité modérée, coutume que le Conselheiro dut se résigner à tolérer. La vie cérémonielle était assurée par une élite religieuse, la Companhia do Bom Jesus. Les principales structures de l’organisation séculière renvoyaient, par leurs dénominations mêmes, à la superstructure religieuse : les Douze Apôtres (le comité exécutif) et la Garde catholique (le haut commandement militaire).
Maciel non seulement défendait l’Église officielle, mais s’attachait aussi à faire respecter l’autorité de celle-ci. Se considérant comme un distingué prédicateur laïc, il s’abstint absolument d’administrer les sacrements, tâches réservées aux prêtres consacrés. Les baptêmes, mariages et enterrements étaient pris en charge par le père Vicente Sabino, curé de Cumbe, qui disposait à Canudos de son propre logis.
Selon ce qu’en relate Da Cunha, la justice à Canudos était, comme tout le reste, paradoxale, se traduisant par une inversion totale du concept de crime : si elle s’exerçait avec une grande rigueur pour les vétilles, elle se dérobait pour les plus grands méfaits. De fait, toutes sortes de malversations étaient permises, dès lors qu’elles augmentaient le patrimoine de la communauté. En 1894, des attaques lancées dans les localités circonvoisines, que commandaient des fiers-à-bras connus, finirent par alarmer la région. Dans un vaste rayon autour de Canudos, toujours selon Da Cunha, des fazendas furent dévastées, des villages saccagés, des bourgs pris d’assaut. À Bom Conselho, une horde téméraire de Canudenses réussit à s’emparer de la ville et à en disperser les autorités, à commencer par le juge de paix Arlindo Baptista Leoni, qui en gardera rancœur au Conselheiro. Ce fut, cette année-là, une telle recrudescence de déprédations et de rapines qu’elle finit par préoccuper les pouvoirs établis, donnant même lieu à une interpellation et à une discussion véhémente à l’assemblée de l’État de Bahia. Pour un temps même, Canudos devint le quartier général de groupes de combat politiques, qui, suivant des directions fixées à l’avance, s’en allaient participer, à coups de bâton et de fusil, aux échauffourées électorales, en soutien à quelque potentat des environs. Pourtant, jusqu’à la première expédition, Antônio Conselheiro continua de collaborer avec la police locale.
Grâce notamment à sa stature vigoureuse, Antônio Conselheiro dominait le campement, et s’employait à corriger ceux qui s’écartaient des chemins par lui tracés. Toute trahison à ses principes était passible de mort — comme l'atteste (selon Levine ; cet incident a été diversement interprété) l’exécution en plein jour d’Antônio da Motta et de ses fils, qui étaient parmi les rares marchands autorisés à faire des affaires à Canudos, sur l’accusation d’avoir communiqué des informations à la police bahianaise. Une petite prison fut aménagée, dans laquelle étaient conduits tous les jours, par les hommes de main du prophète, ceux qui avaient perpétré quelque infraction aux préceptes religieux, p.ex. avaient manqué aux prières. Parmi ces obligations religieuses figurait aussi le rituel fétichiste du baiser des images, institué par Antônio Conselheiro, où le mysticisme de chacun se donnait libre carrière. Du reste, lors des rassemblements religieux sur la place du village, la foule des fidèles se divisait selon les sexes, en deux groupes distincts.
Pour autant, la communauté de Canudos était loin d’être un monde hermétiquement clos. Vu que les sentiers et chemins allant à, et partant de, Canudos restaient ouverts et que le lieu saint était d’un accès libre, il est possible, sinon probable, que seule une partie de la population se pliait à l’ensemble des œuvres et rituels de prière tels que prescrits par Antônio Conselheiro. Cependant, la dictature utopiste de Conselheiro touchait tous les habitants de sa ville sainte au moins à un certain degré.
Antônio Conselheiro fonda à Canudos une école, qu’il dirigeait lui-même et pour laquelle il engageait des instituteurs. Moyennant acquittement d’un droit d’inscription mensuel, garçon et filles étaient admis à la fréquenter ensemble, ce qui eût heurté les traditionalistes hors de Canudos. Les Canudenses étaient encouragés à faire donner une instruction régulière à leurs enfants, privilège dont aucun n’eût bénéficié dans leurs villages d’origine. Il y avait classe tous les jours, et les enfants étaient nombreux à assister aux leçons. Il semble que de façon générale Antônio Conselheiro ait fait grand cas de l’enseignement des enfants. Dans la communauté qu’il fonda vers 1890 dans le hameau de Bom Jesus, actuel Cristópolis, il avait déjà ouvert une école primaire, que venaient fréquenter les enfants de l’endroit et ceux des environs, mais qui dura peu de temps en raison de l’incurie du maître d’école. À Canudos, le premier instituteur recruté, originaire de Soure, fut bientôt remplacé par une jeune femme de 23 ans, diplômée de l’École normale de Bahia, mulâtresse un peu farouche, que (selon une version) sa famille voulait empêcher d’épouser un garçon de modeste extraction et qui s’était enfuie avec lui à Canudos. Elle habitait dans la partie basse du village, dans une rue appelée pour cette raison rua da Professora. Lui succédera ensuite une autre enseignante, qui réussit à échapper au massacre final et vint se fixer à Salvador, où elle mourut en 1944, à l’âge de 78 ans.

### Garde prétorienne et chefs militaires
Il s’était constitué autour d’Antônio Conselheiro une sorte de garde prétorienne, appelée Garde catholique (« Guarda católica »), ou Companhia do Bom Jesus, vigoureux groupe de sertanejos armés, en uniforme de combat, qui était maintenu sur pied par le Conselheiro lui-même, au moyen de contributions financières qu’il allait recueillir auprès des fidèles. Certains de ces hommes étaient déjà célèbres, auréolés du prestige de leurs aventures anciennes, enjolivées par l’imagination populaire ; quelques-uns devaient bientôt jouer un rôle de premier plan dans les opérations militaires qui allaient suivre, et certains seront appelés dans les dernières semaines de la guerre à prendre la direction politique de la communauté. Antônio Conselheiro, interrogé sur son escorte armée par le rapporteur capucin João Evangelista, lui répondit : « C’est pour ma défense que j’ai avec moi ces hommes armés, car Votre Révérence doit savoir que la police m’a attaqué et voulu me tuer dans un endroit appelé Masseté, où il y a eu des morts des deux côtés ». Si cette déclaration de Maciel est véridique, la compagnie du Bon Jésus aurait été créée à la suite de l’accrochage évoqué, en mai 1893. À l’arrivée du Conselheiro à Belo Monte, la garde était déjà constituée, et les anciens habitants de la fazenda appelaient les membres de cette garde « les hommes de la compagnie ». Il incombait à ceux-ci de garantir la sécurité personnelle du Conselheiro et aussi d’assurer la défense de la citadelle de Canudos. Un groupe montait la garde nuit et jour devant le sanctuaire, résidence du Conselheiro, et chaque fois que celui-ci franchissait le seuil de son logis, il était accueilli « par de sonores acclamations et des vivats à la Sainte Trinité, au Bon Jésus et au Divin Esprit Saint ».
Le commandant en chef de cette garde, João Abade, s’il était appelé « chef du peuple » (chefe do povo) et qu’en temps de paix le commandement de ce groupe armé reposait sur lui seul, il se vit dans la nécessité, avec l’éclatement de la guerre, de déléguer une partie de son autorité à des chefs de piquets, détachements chargés de missions de surveillance et de vigie à différents points stratégiques des alentours, notamment à Uauá, sur les hauteurs du Cambaio, dans le défilé de Cocorobó, à Umburanas etc. Le commandement de ces piquets était confié à des jagunços à la vaillance avérée, dont quelques-uns avaient une expérience de lutte armée et de guérilla. L’on connaît les noms et antécédents de plusieurs de ces chefs de piquet, e.a. par Euclides da Cunha, qui en consigna les noms, et par les dépositions d’Honório Vilanova, recueillies par Nertan Macêdo et par José Calasans,.
João Abade était l’un des hommes forts de Belo Monte, ainsi qu’en témoignent les titres de « chef du peuple » et de « commandant de la rue » qu’on lui attribuait (et qui furent saisis au vol par João Evangelista lors de sa visite). Comme son ami et autre homme fort du village, le commerçant Antônio Vilanova, il logeait dans une maison à toit de tuiles, signe extérieur d’un statut social élevé. Selon Honório Vilanova, Abade se rendait souvent au logis du Conselheiro, même en temps de guerre. Les théories sur le lieu de naissance de messire Abade (Seu Abade), ainsi qu’il était appelé, varient : selon les uns, il naquit dans une bonne famille de Tucano, en Bahia, selon Honório Vilanova, des alentours de Natuba (actuelle Nova Soure), sur le littoral ; d’après José Aras, il grandit à Buracos, dans la commune de Bom Conselho, et commença sa vie de cangaceiro (brigand) sous la direction des célèbres bandits João Geraldo et David, dans la région de Pombal. La nouvelle, selon laquelle João Abade était né à Ilhéus, avait fait des études et avait assassiné sa fiancée, courut pendant la guerre, mais fut démentie par d’autres. Il était devenu un personnage de premier plan dans l’entourage du Conselheiro dès avant l’arrivée à Canudos. C’est lui qui commanda, en mai 1893 lors de la rencontre de Masseté qui mit les jagunços aux prises avec les hommes de la police bahiannaise. La création de la Garde catholique, qui intervint au lendemain de l’occupation de l’ancienne fazenda sur le Vaza-Barris, permit au meneur Abade de renforcer encore sa position, puisqu’il tenait en ses mains désormais une troupe aguerrie, soldée et disciplinée. Respecté et obéi, sonnant le rassemblement de ses jagunços à l’aide d’un sifflet, il dirigea à Uauá l’attaque contre le lieutenant Pires Ferreira lors de la première expédition contre Canudos, puis, maintenu au commandement et ne cessant de combattre, verra son nom cité à diverses occasions, y compris dans le combat du Comboio. D’après les écrits de José Aras, il trouva la mort quand il fut frappé d’un fragment de pierre sur le parvis d’une des deux églises, comme il traversait la place en direction du sanctuaire, où demeurait le Conselheiro.
Le chef de guérilla Pajeú, Antônio de son prénom, comptait aussi parmi les « hommes forts » de Canudos, sans doute le plus perspicace, et aurait supposément été l’un des « apôtres » de Belo Monte. Noir originaire d’un endroit nommé Pajeú (d’où son surnom), sur la rivière pernamboucaine Riacho do Navio, il commença sa vie professionnelle comme soldat de ligne ou comme policier. Selon Manoel Benício, il déserta et fut impliqué, dans les débuts de la république brésilienne, dans la révolte d’Antônio Diretor à Baixa Verde, toujours dans le Pernambouc, où il fut accusé de plusieurs crimes et pourchassé par la police. Après qu’il eut rejoint la suite d’Antônio Conselheiro, et une fois arrivé à Canudos, il sut mettre à profit ses connaissances militaires pour devenir un des chefs les plus rusés de la guerre, se signalant en particulier par son habileté à imaginer des embuscades, et dirigea le combat contre la seconde expédition, notamment en organisant des embuscades aux alentours de la Favela. D’une « bravoure insurpassable et d’une rare férocité », selon les mots de Da Cunha, Pajeú créait de constantes difficultés aux troupes républicaines lors de la quatrième expédition. S’il l’on en croit João Siqueira Santos, Pajeú aurait ordonné la destruction de plusieurs fazendas proches de Canudos, parmi lesquelles celles du colonel José Américo Camelo de Souza Velho, au motif que celui-ci avait retenu et tué des sertanejos qui se rendaient à Canudos. Après la mort des principaux chefs, vers la fin de la guerre, Pajeú prit sur lui le commandement général des opérations, « le grossier Pajeú émergeant alors », d’après ce qu’écrivit Da Cunha, « avec le faciès dominateur de Cathelineau », et aurait été tué au combat en juillet 1897, encore que cette information fût contestée en septembre par le journaliste Lélis Piedade, qui estimait sans fondement la nouvelle de sa mort.
José Venâncio, dit Zê Venâncio, jagunço connu et redouté, qui passait pour être l’auteur de huit meurtres, était, avec João Abade, l’un des deux seuls chefs militaires dont le nom fut cité par João Evangelista. Pendant la guerre, quelques journaux de Salvador affirmèrent que le jagunço avait fait partie, dans la décennie 1890, du groupe cangaceiro de Volta Grande, qui opérait dans les Lavras Diamantinas. Jouissant de la confiance du Conselheiro, il était un de ceux chargés de collecter les dons pour la construction de la nouvelle église. Il se vit aussi confier, dans le sillage du combat de Uauá, la tâche de détruire les petites fazendas et habitations afin que l’ennemi ne pût s’y abriter durant sa marche sur Canudos, et détruisit ainsi une quarantaine de maisons. José Aras, confirmant que Venâncio était originaire de Volta Grande, ajouta à ses états de service le fait d’avoir emmené à Canudos, alors qu’était annoncée la venue de la 3e expédition, quelques-uns de ses anciens compagnons de brigandage, munis de carabines et de fusils Comblain pris sur les forces policières bahiannaises. Il combattit jusqu’à la fin, et ne périra qu’après que furent tombés Pajeú, João Abade et Macambira.
Pedrão, surnom de Pedro Nolasco de Oliveira, appelé aussi Pedro José de Oliveira, était, selon la conviction de l’historien Calasans, qui eut une conversation avec lui peu avant ses 70 ans, « la plus forte personnalité de l’éphémère empire de Belo Monte ». Né en août 1869 à Várzea da Ema, il connut le Conselheiro dans sa ville d’origine en 1885, et devint bientôt son adepte. Cependant, il ne s’incorpora dans le proche entourage du Conselheiro qu’après son arrivée à Canudos. De son mariage, célébré dans l’église de Canudos, naquirent 17 enfants. Le chef politique Honório Vilanova affirma à Calasans que son frère Antônio remit à Pedrão l’autorité sur « trente hommes et trente caissons de cartouches », soit un piquet nettement plus important que les autres, habituellement constitué de 20 combattants. Attendu qu’il était membre de la Garde catholique, il lui échut nombre de fois de monter la garde devant la porte du sanctuaire, demeure du Conselheiro ; cette garde était relevée de quatre heures en quatre heures. Il se vit confier d’autres missions, notamment celle de recueillir des fonds pour les travaux aux églises, mission pour laquelle Conselheiro le rétribuait à raison de mille réaux par voyage. C’est lors d’une de ces missions que survint l’attaque d’Uauá ; de retour au village, il se plaignit de ce que beaucoup des jagunços tués n’avaient pas été inhumés, et en blâma João Abade (les deux hommes d’ailleurs ne s’aimaient guère) ; le Conselheiro eut vent de l’affaire et chargea Pedrão d’y remédier ; aidé de 22 hommes de confiance, il s’employa donc à enterrer 74 personnes, y compris des ennemis. Plusieurs mois après, ce sera lui aussi qui donnera sépulture au colonel Antônio Moreira César, démentant plus tard, devant Calasans, le fait alors largement admis que le cadavre du colonel eût été brûlé. « Mamelouc froid et discret », selon le mot de José Aras, Pedrão fut selon ses propres dires à la tête de 40 hommes dans le combat de Cocorobó, et non dans celui de Canabrava, comme il est indiqué dans le livre de Da Cunha. Sa femme et l’une de ses filles furent blessées dans l’ultime phase de la guerre, mais sans gravité ; Pedrão du reste ne perdit aucun de ses enfants. Il réussit à quitter Canudos avec sa famille quand déjà le Conselheiro se trouvait mourant. Il se réfugia dans l’État de Piauí, puis erra quelque temps dans le Nordeste avant de revenir à Várzea da Ema, puis de se fixer dans le campement de Cocorobó, où un abri lui fut construit et où il mourut, à près de 90 ans, en juin 1958 ; selon ce qu’affirme José Aras, il fut enterré en grande pompe à Nova Canudos. Avant cela, dans les années 1930, il se laissa recruter par le capitaine Juraci Magalhães pour aller combattre le bandit de grand chemin Lampião, mais sa brigade volante de quinze hommes n’eut jamais l’occasion de l’affronter directement.
Bernabé José de Carvalho joua un rôle dramatique dans la phase finale de la guerre. Ce jagunço célibataire, accusé d’avoir commis un homicide à Salvador à la suite de quelque incident dans une maison de jeu, avait des antécédents mystiques, ayant en effet été beato du père José Vieira Sampaio de Riacho de Casa Nova. Il refusa de prendre le commandement d’un piquet, ainsi que l’en prièrent quelques-uns de ses camarades de combat. Le 2 octobre 1897, il se présenta devant le général Artur Oscar, s’offrant d’aller, en compagnie du timide Antônio Beato (dit Beatinho), parlementer avec les jagunços qui s’obstinaient à poursuivre la lutte et de les convaincre de se rendre. Tous deux revinrent au campement militaire en traînant derrière eux des centaines de leurs compagnons de combat, une masse famélique, dépenaillée, blessée, mourant de soif. Les versions divergent quant au dénouement de cet épisode ; selon le journaliste Fávila Nunes, Bernabé put retourner dans sa région d’origine, selon Euclides da Cunha, il ne le put ; Alvim Martins Horcades pour sa part, sans mentionner le nom de Bernabé, parle d’Antonio Beatinho et de ses deux compagnons, chargés de la mission d’amener à se rendre les jagunços récalcitrants, sur la foi de ce que le général Artur Oscar garantissait la vie sauve à tous. Les trois émissaires toutefois furent égorgés à 8 heures du soir le 3 octobre 1897, et avec eux quinze combattants conselheiristes,.
Le jagunço Antonio Marciano dos Santos e Viera, homme aisé originaire de Riachão do Dantas, dans le Sergipe, habitait la fazenda Samba, aujourd’hui dans la commune de Bonfim. Il avait épousé Maria Jesus dos Santos, qui devait mourir de la variole à Alagoinhas, après la guerre, et de qui il eut deux enfants, qui seront recueillis par le Comitê Patriótico de Lélis Piedade. Selon ce dernier, Marciano dos Santos était parent du lieutenant-colonel José de Siqueira Menezes, l’un des hauts gradés de la 4e expédition, et s’appliquait à pourvoir Canudos de quantité de ressources. C’est le même Lélis Piedade qui relate dans son rapport du Comitê Patriótico la fin héroïque et tragique de Marciano du Sergipe, mort par décollation à Canudos. Vers la fin de la guerre, Honório Vilanova, blessé et informé de la mort du Conselheiro, souhaita quitter le village et convoqua quelques chefs jagunços pour aviser sur la conduite à tenir. Ainsi réunis en conseil, ces combattants aguerris, quasiment tous de Natuba, s’enfermèrent dans leur mutisme tandis qu’Honório Vilanova défendait l’idée de retraite, seule option après la mort d’Antônio Conselheiro. L’un des présents cependant, Marciano du Sergipe, répliqua posément, les yeux dirigés vers le sol : « Si le Conselheiro est mort, je veux mourir moi aussi ». D’après Honório Vilanova, il mourut atrocement supplicié par les soldats républicains.
À mentionner encore le noir Estevão, couvert de tatouages, qui étaient autant de souvenirs de ses nombreux combats ; Quinquim de Coiqui, qui allait remporter la première victoire sur la troupe régulière ; Antônio Beato, mulâtre grand et maigre, déjà mentionné, très proche du Conselheiro et espionnant pour le compte de celui-ci.

### Réactions hostiles

#### Griefs des autorités ecclésiastiques
Avant qu’il ne fondât Belo Monte, Maciel/Conselheiro s’occupa, en sus de son activité de prédication, de réparer les églises et cimetières du sertão, et tenta ainsi de remédier au véritable état de délabrement des infrastructures de l’Église, à laquelle celle-ci n’était pas matériellement en état de faire face. Conselheiro et les quelques hommes de métier qui l’accompagnaient étaient donc accueillis favorablement dans les paroisses rurales, et même l’archevêque de Salvador n’eut au tout début rien à redire sur les activités de Maciel. Pourtant, dès 1875, l’archevêque interdit strictement la prédication du laic Maciel ; lorsque le curé d’Aporá lui fit part de cette interdiction, Maciel quitta docilement le hameau, mais pour autant ne voulut pas renoncer à prêcher, ni à l’extérieur ni à l’intérieur des églises. Quand en avril 1876, trois personnes perdirent la vie lors d’un de ses sermons, dans la localité d’Abrantes (aujourd'hui district de Camaçari), les autorités, exhortées en cela par l’archevêque, décidèrent d’intervenir contre Maciel et le mirent en état d’arrestation à Itapicuru, sur une accusation qui devait s’avérer sans fondement.
Dans les années 1880, ses activités continueront de susciter les mêmes réactions : quelques prêtres favorisèrent son zèle de réparateur et de bâtisseur, en dépit de l’interdiction épiscopale, mais certes peu allèrent aussi loin que le curé d’Inhambupe qui accueillit par une sonnerie de cloches et un feu d'artifice la mission sous forme de neuvaine que Maciel devait effectuer dans la paroisse ; ailleurs, la plupart du temps, les prêtres se mettaient en travers de son chemin et s’efforçaient de l’éloigner, avec plus d’insistance encore après que l’archevêque de Salvador, Luís dos Santos, eut en février 1882 formellement interdit, par la voie d’une circulaire, aux prêtres de laisser Antônio Conselheiro exercer ses activités et rassembler autour de lui les fidèles. Rien de tout cela ne put empêcher l’auditoire de Maciel de grandir encore et à ceux qui lui faisaient cortège de continuer à croître en nombre. En 1886, il fut chassé tour à tour, par une action concertée des curés des freguesias concernées, hors de Patrocínio do Coité, de Simão Dias et de Lagarto. Les mêmes prêtres se montrèrent intraitables quand Maciel s’avisa de revenir deux ans plus tard, et surent de plus s’assurer le soutien de la police. Cependant, attendu que Maciel chaque fois s’inclinait pacifiquement, il n’y eut jamais d’altercations violentes entre les forces de l’ordre et les compagnons de Maciel, qui devaient être alors au nombre de 54. En 1888, l’archevêque de Bahia se vit derechef contraint d’expédier une circulaire à tous ses subordonnés leur proscrivant tout contact avec le Conselheiro, car il lui « était venu à la connaissance que quelques éminents prêtres avaient chargé Maciel de réparer des églises et de construire des cimetières ».
Au début, la théologie de Maciel concordait avec la doctrine officielle du Vatican de la fin du XIXe siècle, et par conséquent avec celle de l’Église catholique brésilienne, mais il en était plus de même au moment de la fondation de Belo Monte, survenue quatre ans après la proclamation de la république. Dès 1890, Rome reconnut la république du Brésil, et les autorités ecclésiastiques faisaient désormais profession de neutralité vis-à-vis des systèmes politiques, s’inclinant ainsi devant l’inexorable et ayant à tâche à présent de renégocier, sur une position d’acceptation et de conciliation, les droits politiques et sociaux de l’Église brésilienne. Maciel était au fait de cette position adoptée par la hiérarchie catholique, ne serait-ce parce que le capucin Marciano le confronta directement avec le point de vue du pape. Maciel n’accepta pas ce compromis et se plaça dès lors en dehors de la ligne officielle de l’Église, dont cependant il ne contestera jamais l’autorité. Par l’effet de ce contexte politico-religieux modifié, la pratique religieuse conselheiriste, qui pourtant s’inscrivait dans une longue tradition religieuse populaire et qui certes se heurtait sur certains points de doctrine à l’enseignement catholique officiel, devait maintenant apparaître comme un fondamentalisme religieux.

#### Griefs des autorités civiles
Sur le chapitre de l’ordre public, les autorités municipales n’avaient que peu de griefs à faire valoir contre les jagunços armés. Ceux-ci en effet n’effrayaient pas outre mesure les sertanejos, attendu qu’il existait dans la région une tradition de services de protection pour les prêtres et autres personnalités religieuses. Les plaintes de fazendeiros se limitaient le plus souvent à des accusations selon lesquelles des voleurs de bétail utilisaient Canudos comme sanctuaire pour se soustraire aux poursuites. Selon Levine, il n’y avait pas en réalité de criminels recherchés parmi les ouailles d’Antônio Conselheiro, comme on l’en accusa ultérieurement. Cependant, selon ce même auteur, à un autre endroit de son ouvrage (p. 165), il y avait bien à Canudos quelques individus recherchés par la justice, en nombre limité sans doute. Pour sa part, l’historienne Katia de Queirós Mattoso indique : Tous s’installent au lieu-dit Belo Monte, qui se transforme très vite en une ville de 30 000 habitants, qui vit des ressources agricoles du lieu, dans un système de production semi-communautaire, et du commerce du bétail et du cuir. Mais, souvent, lorsque les vivres manquent, des fazendas et de petits bourgs sont envahis par les jagunços du Conselheiro qui y cherchent des vivres. La peur s’installe dans toute la région (communication au séminaire la Découverte du Brésil par les Brésiliens tenu à Paris à l’occasion du centenaire d’Os Sertões le 22 novembre 2002, et reproduite dans le Brésil face à son passé, p. 68). Selon l’historien Bartelt au contraire, le stéréotype journalistique selon lequel Canudos fourmillait de bandits n’était pas totalement dénué de fondement. L’existence d’une planque au plus profond du sertão, où les autorités ne s’aventuraient guère et dont la proximité avec le Raso da Catarina augmentait encore l’attrait, eut l’effet d’attirer vers Canudos un certain nombre de véritables jagunços et de délinquants fichés. Les commandants les plus notables de Belo Monte, notablement João Abade, Pajeú et José Venâncio étaient recherchés par la police, pour certains d’entre eux-mêmes pour homicide. L’accusation de soustraction de délinquants à la justice, si elle eût été portée contre Maciel, aurait assurément été justifiée.
Les comptes-rendus contemporains faisant état de razzias et de pillages systématiques, et de meurtres occasionnels, apparaissent fortement exagérés, et en règle générale obtenus de deuxième ou de troisième main, voire constituent des falsifications. La documentation de l’après-guerre corrobore le soupçon que les crimes allégués se limitaient à des faits isolés survenus lors de la phase chaude du conflit et devant être compris comme des réactions de défense dans le cadre d’une menace proprement existentielle. Il n’y avait pas là de quoi justifier une intervention policière ou militaire de la part des autorités de l’État fédéré.
D’autre part, le boycott fiscal instauré par Antônio Conselheiro était incontestablement illégal. La constitution brésilienne sanctionnait explicitement celui qui pour motifs religieux cherchait à se soustraire aux obligations civiles découlant des lois de la république. De la même façon, la décision des Canudenses de ne contracter mariage que devant le prêtre, sans passer par l’état civil, contrevenait aux nouvelles dispositions législatives républicaines.
Au milieu de la décennie 1890, les propriétaires terriens commençaient à se plaindre en privé, souvent avec véhémence, de cet exode massif à destination de Canudos. Canudos en effet menaçait l’ordre établi, en ce qu’il faisait vaciller deux piliers majeurs de la structure de pouvoir oligarchique rurale : d’une part le système de main-d’œuvre flexible, et d’autre part le vote arrangé, par lequel les chefs locaux captaient tous les suffrages placés sous leur tutelle pour les livrer ensuite aux politiciens républicains, en contrepartie de l’exercice du pouvoir local. La première plainte officielle contre le Conselheiro, émise pour atteinte à l’ordre public et émanant d’un policier local, date de mars 1876, mais fut laissée sans suite.
Canudos, en décidant souverainement quelles normes étatiques devaient avoir cours à Canudos, et lesquelles non, violait le monopole de pouvoir de l’État. Bartelt a tenu à souligner que dans le sertão de la fin du XIXe siècle, l’État apparaissait davantage comme une chose virtuelle que comme une réalité institutionnelle palpable. Les institutions, pour autant qu’elles existaient, étaient occupées et agissaient en fonction des critères des élites traditionnelles. Le système coronéliste et ses codes propres tenaient lieu de facto d’institutions publiques et s’appuyaient sur l’exercice de la force privée. En conséquence, selon Bartelt, Belo Monte ne doit pas être considéré comme un État dans l’État, mais bien plutôt comme une tentative de substitut d’État social. L’État de droit républicain, sous-tendu par la constitution, était une coquille vide, et le discours y afférent un vain exercice. Cet état de fait déteint sur la question de savoir si Antônio Conselheiro menait une opposition politique délibérée. En réalité, il ne s’agissait pas tant pour lui de la forme républicaine en elle-même, que de certains contenus particuliers (catholicisme d’État, mariage religieux, etc.) naguère garantis par la monarchie mais que la république abrogea. Belo Monte n’était ni monolithique, ni en opposition radicale et intransigeante avec son entourage. La république ne pouvait se sentir menacée par un mouvement religieux géographiquement circonscrit, aussi longtemps que le territoire concerné n’était pas de facto sous la tutelle républicaine.
Les principaux griefs contre Maciel se situent sans doute ailleurs et ont peu de rapport avec son anti-républicanisme. Bien qu’il ne mît pas l’ordre établi fondamentalement en question, et qu’il fût conscient de ses marges de manœuvre, il avait fait irruption dans le système de pouvoir coronéliste régional, et se heurta aux codes de pouvoir privés traditionnels du sertão. Toléré pendant un temps, Belo Monte sera victime d’une double dynamique qui mettra fin à ce fragile équilibre : l’afflux massif de gens, qui sera à l’origine d’un problème de main-d’œuvre, et le fait que Canudos, par sa seule taille, était devenu un facteur de puissance dans la région. Canudos menaçait un système de pouvoir régional, mais à aucun moment la république en tant que telle.

#### Griefs de l’aristocratie foncière du sertão
Antônio Conselheiro provoqua un bouleversement social majeur dans cette partie du sertão : il désarticula l’organisation économique, perturba profondément la hiérarchie catholique, et fut à l’origine d’une tourmente sociale. En particulier, les grands fermiers locaux et leurs affidés voyaient avec accablement se produire, dans un court laps de temps, de la mi-1893 jusqu’à 1895, un soudain exode de centaines, puis de milliers de familles, qu’Antônio Conselheiro soustrayait ainsi à leurs foyers. Chaque hameau et chaque municipalité d’une vaste zone du sertão vit des contingents entiers de pèlerins quitter leur ancienne résidence, dans une région qui avait déjà une densité de peuplement très faible. Le système traditionnel d’agriculture et d’élevage obligeait les propriétaires terriens à exploiter, comme cultivateurs irréguliers ou journaliers déshérités, une grande masse de manouvriers sédentaires, tandis que le système politique avait besoin de s’appuyer sur des classes inférieures dociles. La soudaine croissance de Canudos vint tout à coup compromettre ces arrangements et finit par ébranler l’équilibre précaire du sertão. Il est certainement exagéré de dire que Canudos menaçait la république, mais, en bouleversant le statu quo rural, la communauté se mit à dos les intérêts locaux, lesquels se sentaient justifiés d’entreprendre des démarches contre elle.
Antônio Conselheiro cependant n’avait pas l’intention de défier ou de renverser l’ordre social établi dans la région. Plutôt, il voulait que Canudos pût servir de refuge à ceux désireux de vivre dans une communauté d’observance, à l’écart des tentations temporelles — d’où sa consigne de laisser derrière soi ses possessions et de se retirer pacifiquement dans cette « nouvelle Jérusalem » qu’était Belo Monte. Les Canudenses menaient une existence très réglementée et protégée, selon des règles établies par Conselheiro, mais pour le reste fort normale ; même, pour une localité en plein milieu du sertão, au XIXe siècle, Canudos pouvait être qualifiée de prospère. La vie y était pastorale, centrée sur l’élevage, les cultures saisonnières et les cérémonies religieuses quotidiennes.
Jusqu’à leur premier engagement contre les forces gouvernementales, les Canudenses étaient d’un comportement plutôt calme et passif et la colonie coexistait pacifiquement avec ses voisins. Hormis quelques émeutes brèves et anecdotiques, déclenchées entre autres par des modifications du règlement des marchés, leur comportement au quotidien ne dénotait aucune haine ni aucun durable antagonisme de classe ; au contraire, une sorte de fatalisme mystique amenait les pauvres des campagnes à accepter leur condition sans rechigner. Les coutumes locales profondément enracinées, les représentations traditionnelles autour de la race, et aussi la piètre image de soi des pauvres, minaient leur capacité d’action collective et empêchaient que leurs doléances et leurs malheurs ne débouchent sur une attitude revendicative ou sur une lutte active, et produisaient plutôt un repli psychologique plus profond encore. Sous la direction d’un chef charismatique du type d’Antônio Conselheiro, une éventuelle tentation à la révolte spirituelle prenait alors la forme d’une espérance messianique, se manifestant par la résolution de quitter le monde temporel et de chercher refuge dans une communauté abritée et disciplinée.
Contrairement à Padre Cícero, qui permit à ses lieutenants de conclure des accords politiques et fit par là de sa communauté théocratique une force notable dans la politique du Nordeste, Antônio Conselheiro était à cet égard trop inflexible pour faire alliance avec quelque mouvance politique que ce fût, même si son soutien initial aux partisans de Luís Viana incite à penser que, pour un temps du moins, et probablement sous l’influence de ses lieutenants, il ait pu être tenté de se plier aux usages politiques locaux.

#### Mise en place d’un discours dénigrant
Le premier texte sur Maciel/Conselheiro jamais paru dans la presse, l’article du journal satirique O Rabudo de novembre 1874, sera aussi le premier jalon du processus de construction d’un discours stéréotypé contre le prédicateur itinérant et son mouvement. Parmi les qualificatifs employés à l’endroit de Maciel dans ce premier article, on relève ceux de « charlatan », « fanatique », « délinquant » et « ascète » ; à propos de ses adeptes, issus du petit peuple, les termes utilisés sont : « sans instruction », « crédule », « fanatique ». L’article se clôt par un appel à l’arrestation du prédicateur.
Le discours sur Maciel et ses adeptes, puis sur Belo Monte, s’édifiera et se déploiera par la suite selon un ensemble de paradigmes porteurs, dont l’historien Bartelt s’est attelé à faire le recensement. Ce sont : en lien avec Antônio Conselheiro : piété/ascèse, charlatanerie/hypocrisie, hérésie, fanatisme, subversion/non-respect de l’autorité, criminalité (bandit, voleur, assassin), maladie mentale ; en lien avec la foule de ses suiveurs : crédulité/facilité à séduire/superstition, ignorance (absence d’instruction), fanatisme, criminalité. Le peuple fait figure ainsi de corrélat fonctionnel du Conselheiro. Les différents paradigmes, reliés entre eux (hérésie avec maladie mentale, insubordination avec criminalité etc.), composent une matrice discursive, une grille appliquée, tout ou partie, de façon récurrente, au mouvement conselheiriste et à son chef spirituel.
L’une des armes les plus redoutables de l’Église était la stigmatisation comme hérétique. Bien que les faits et gestes de Maciel fussent insuffisants à étayer une telle accusation, et en dépit que notamment le curé d’Inhambupe eût tenté de convaincre sa hiérarchie que les pratiques de Maciel « n’étaient autres que la véritable loi de Dieu, et sa vie rien d’autre qu’une véritable pénitence », le discours de l’Église et la sémantique utilisée continueront de se situer dans le champ de l’hérésie. D’abord, l’on dénigra la pratique religieuse de Maciel comme étant exagérément rigoureuse, pour ensuite lui reprocher « d’enseigner des doctrines superstitieuses et une morale excessivement sévère, et de faire naître la confusion dans les esprits et de saper ainsi sensiblement l’autorité des prêtres de ces lieux ».
La seule gardienne de la vraie doctrine est l’Église officielle. En 1886, c’est-à-dire encore sous l’Empire, le théologien Julio Fiorentini fut missionné par l’épiscopat de Salvador pour soutenir, instruire et, s’il y avait lieu, discipliner les curés locaux. Ses lettres de compte-rendu à l’évêque contiennent tous les principaux éléments de la susnommée matrice discursive, établissant en particulier un lien entre le paradigme du non-respect du monopole de l’Église (en matière doctrinaire et disciplinaire) et celui de l’infraction aux lois civiles par une conduite criminelle, et soulignant également à plusieurs reprises une corrélation entre fanatisme et criminalité. La conclusion (« il est de la plus haute importance que cet homme et ses capangas soient expulsés ») s’imposait alors d’elle-même. Il est à rappeler que sous l’Empire, le catholicisme était religion d’État, et que par conséquent Église et État sont toujours lésés conjointement. Le lien est rendu tout à fait explicite dans une lettre de l’archevêque Dos Santos aux présidents de province, où Maciel est accusé de répandre des « doctrines subversives de l’ordre », dans une confusion entre hiérarchie ecclésiastique et ordre public, confusion bien opportune dans une situation où les moyens des prêtres locaux ne suffisaient pas à endiguer l’influence croissante du Conselheiro. Sont ainsi assimilés hérésie/usurpation du statut de prêtre d’une part et subversion/fomentation de troubles/désorganisation du système de travail/délinquance de l’autre.
Le paradigme de la pathologisation de Canudos, l’une des valences du paradigme fanatisme, est un sous-produit des théories positivistes, évolutionnistes et racialistes qui avaient fait leur entrée au Brésil vers 1870 et avaient fourni de nouveaux concepts. En témoigne la lettre envoyée par le président de province Bandeira de Mello à l’archevêque Dos Santos, où il propose de faire admettre Antônio Conselheiro dans une clinique de malades mentaux à Rio de Janeiro, cataloguant ainsi Maciel comme problème pathologique, relevant de la médecine moderne.
Ce discours hostile ne sera que faiblement contrebalancé par quelques prises de position plus complaisantes envers les Canudenses. Lors du débat au parlement de Bahia en 1894, déjà évoqué ci-haut, l’opposition tenta, pour des raisons de pure tactique politicienne, de dépeindre les adeptes de Maciel/Conselheiro comme des victimes innocentes captives d’un aliéné mental, tout en soulignant que la vie de ces malheureux pourrait être mise en péril par la politique répressive menée par le gouverneur Viana. Ainsi l’opposition bahianaise présenta-t-elle pendant quelque temps les Canudenses comme des victimes de la répression de l’État, dans le désir de pouvoir transférer sur eux-mêmes ce statut de victime. Rui Barbosa, depuis la capitale fédérale, avait fait siens les usuels paradigmes du fanatisme, de la crédulité et du primitivisme des Canudenses, mais récusa vigoureusement l’idée que Canudos fît partie d’une ample organisation monarchiste structurée : 

« À cette imputation inepte, qui fait d’Antônio Maciel l’incarnation des revendications du monarchisme, le libelle, dont la férocité se nourrit de flammes et de sang, ne prend jamais la peine, pour la valider, d’apporter ne serait-ce que l’ombre du début d’une preuve. Nul jusqu’ici n’a réussi à signaler le plus léger indice d’une immixtion des restaurateurs [de l’Empire] dans les événements de Canudos. Il n’y a pas en ce sens un seul fait, un seul témoignage, une seule apparence concluante, ou un seul soupçon. »

— Rui Barbosa, 24 mai 1897.
Ce fut, ironiquement, la presse monarchiste, en particulier le quotidien paulista Gazeta da Tarde, qui prit à tâche de rappeler que les droits fondamentaux institués par la république devaient aussi s’appliquer aux Canudenses. La Gazeta da Tarde, qui ne se lassait pas de mettre en évidence la supériorité politique, économique et morale de la monarchie (par opposition au chaos, à l’anarchie, la corruption, la tyrannie, l’inflation etc. du régime républicain), prit la défense d’Antônio Conselheiro, le décrivant comme « un homme d’un esprit supérieur, qui par sa parole et par l’exemple de sa vie ascétique acquit une influence puissante et irrésistible sur les masses ». Si l’on vit ici également surgir les mêmes clichés dominants, ce fut pour les retourner en leurs contraires, ou les faire changer de récipiendaire : p.ex. les épithètes de « héros » et de « martyrs », habituellement accolés aux soldats de l’armée républicaine, revinrent ici aux jagunços, et l’étiquette de « monstre », réservée aux conselheiristes, passa aux militaires de l’armée régulière. Cependant, après les attentats anti-monarchistes de mars 1897, la voix du monarchisme politique s’éteignit abruptement.
L’écrivain Joaquim Machado de Assis, qui tint entre 1892 et 1897 une chronique régulière dans le journal Gazeta de Noticias de Rio de Janeiro, fournit une autre voix discordante. Assis traita les paradigmes et topos du discours dominant sur le mode ironique en les utilisant à contre-sens, et s’érigea en farouche défenseur du droit à la liberté d'opinion, laquelle incluait selon lui la liberté d’avoir des visions religieuses et d’en faire part à autrui. Mais ici aussi, les Canudenses restent en règle générale sans consistance et sans personnalité, et Assis fait intervenir le Conselheiro comme un signe fonctionnel pour les besoins d’une démonstration faisant s’opposer romantisme et modernité urbaine. Néanmoins, Assis s’employa à démonter l’appareil discursif dominant dans presque tous ses aspects, et ses deux derniers billets, bien que rédigés en février 1897, c’est-à-dire peu avant la troisième expédition, mettaient en garde contre la catastrophe humanitaire à venir. Cependant, la parole littéraire restera impuissante face à l’opinion politique, et les sarcasmes de l’écrivain ne seront d’aucun effet.

#### Formation d’un consensus favorable à la destruction de Canudos
En mai 1894 un vif débat eut lieu à la chambre des représentants de l’État de la Bahia au sujet de Canudos et d’Antônio Conselheiro. Le point de vue des élites du littoral fut défendu par Antônio Bahia da Silva Araújo, député natif de Salvador, qui eut recours aux stratégies de criminalisation et de fanatisation/pathologisation et lança des allégations non vérifiées selon lesquelles Maciel disposerait de ses propres effectifs de police, procéderait à des arrestations dans les villages alentour, édicterait ses propres lois, disposerait d’un important pouvoir politique par le biais des 10 000  à   12 000 électeurs potentiels qu’il avait à sa disposition et dont il était inconcevable qu’il ne fît pas usage et jouirait d’un pouvoir financier considérable. Canudos constituant un « État dans l’État », il menacerait l’ordre du sertão et la lutte contre lui transcende le clivage entre les partis politiques car les partis rivaux ont tous deux des fazendeiros dans leurs rangs. En face, la position sertaneja périphérique était incarnée dans le débat par le député José Justiniano Pereira, originaire du sertão, au même titre que les figures dirigeantes José Gonçalves et Luís Viana. Après avoir déploré la prédominance de la métropole côtière, Justiniano fit les mises au point suivantes : 1) Maciel bénéficie du soutien des prêtres locaux ; 2) il accomplit un travail que ni le gouvernement ni l’Église n’ont été en mesure d’accomplir ; 3) l’accusation de délinquance a été officiellement réfutée ; 4) Maciel est un homme vertueux, un véritable ascète, non un hypocrite, même s’il est sans conteste un fanatique ; 5) le peuple, dans sa crédulité et son manque d’instruction, croit que Maciel dit la vérité ; 6) Canudos est certes à cataloguer comme facteur de désordre, mais non de sédition, et aucune action pénalement répréhensible n’a pu être constatée ; 7) la perception de Canudos est altérée par les combats meurtriers en cours dans le sud de la Bahia (la Terreur). Étant donné que dans le sertão, poursuivit Justiniano, la religion joue un grand rôle, il conviendra de dissoudre le mouvement par des moyens religieux, et de ne faire appel qu’en dernier recours aux moyens militaires, afin d’éviter le sacrifice inévitable de femmes et d’enfants. Justiniano proposa donc de dépêcher sur les lieux un missionnaire — proposition qui ne sera pas retenue.
En 1895, un an avant le déclenchement des opérations militaires, le moine capucin João Evangelista de Monte Marciano, un de ces ecclésiastiques européens auxquels l’Église brésilienne crut bon de devoir faire appel pour son projet de remise au pas doctrinal et disciplinaire, fut dépêché à Canudos par l’évêque de Bahia Jerônimo Tomé da Silva, sur sollicitation et proposition du gouverneur Joaquim Manoel Rodrigues Lima. La personnalité de celui qui fut chargé de cette « sainte mission » ne se prêtait guère à une entreprise de persuasion et de conciliation ; Marciano en effet se proposait de « proclamer la vérité évangélique » et de « rappeler les sectaires à leurs devoirs de catholiques et de citoyens ». Marciano eut une conversation avec Maciel, lors de laquelle il lui représenta que « l’Église condamne toute révolte et accepte toutes les formes de gouvernement » ; il en est même ainsi en France, où « le peuple tout entier, y compris les monarchistes locaux, obéissent aux autorités et aux lois » ; quant à l’Église brésilienne, « nous reconnaissons, de l’évêque jusqu’au dernier des catholiques, le gouvernement actuel. Vous seul ne voulez pas vous soumettre ». Le terme République est à prendre ici comme le signe de l’ordre et de l’autorité étatiques, dont l’Église officielle avait entre-temps pris son parti. Le rapport que rédigea Marciano connut une grande fortune et restera jusqu’en 1897 le texte sur Canudos le plus diffusé. Dès l’orée de son exposé, Marciano s’applique à amalgamer les domaines État et Église en associant les paradigmes de l’hérésie et de la criminalité, et à la fin de son rapport résume son point de vue de la manière suivante :

« La secte politico-religieuse qui s’est installée et retranchée à Canudos n’est pas seulement un foyer de superstition et de fanatisme, et un petit schisme au sein de l’Église bahianaise, mais aussi et surtout un germe, en apparence accessoire, mais en réalité dangereux et funeste, de résistance téméraire et d’hostilité contre le gouvernement constitutionnel du pays — l’on pourrait dire un État dans l’État —, où les lois ne sont pas observées, les autorités ne sont pas reconnues, et la monnaie républicaine est interdite de circuler. […] En ce triste lieu, la loi est sans pouvoir, et les libertés publiques sont considérablement restreintes. Pour la cause de la religion, de la paix sociale et de la dignité du gouvernement, des mesures sont nécessaires, propres à rétablir dans la localité de Canudos l’autorité de la loi et nos droits en tant que peuple civilisé, et à permettre que la religion catholique puisse à nouveau s’exercer sans restriction. »

— João Evangelista de Monte Marciano
L’on aura noté que Marciano s’exprime à la fois au nom de l’État et de l’Église, qui, quoique constitutionnellement séparés, se doivent ici de s’unir contre une menace commune. Un énoncé central du texte est l’affirmation que Canudos héberge une opposition militaire organisée, dirigée contre la République et contre l’Église ; l’image de la population tout entière constituée en armée, son attitude agressive, Canudos comme camp militaire retranché, la surmilitarisation (où même les femmes et les enfants sont appelés sous les armes) sont autant d’éléments avancés à l’appui de cette thèse. Ainsi l’hérésie religieuse de Maciel se trouve-t-elle démasquée comme paravent d’une subversion politique. Le mouvement est à présent caractérisé essentiellement comme organisation rebelle militaire, comme puissance militaire ennemie. Le rapport de Marciano permit de faire la jonction entre le discours religieux et celui politico-juridique, et de subsumer la religiosité de Canudos sous le paradigme politique, et préfigure, compte tenu de l’échec de cette mission pacifique, l’inévitable consensus à venir sur la nécessité de destruction de Belo Monte. Marciano quitta Canudos en envoyant à la communauté les paroles suivantes :

« Tu n’as pas voulu reconnaître les émissaires de la vérité et de la paix et tu n’as pas accepté ton salut. Mais des jours viendront sur toi, où des forces invincibles t’assailliront, de vigoureux bras te maîtriseront et araseront tes remparts, désarmeront tes sicaires et éparpilleront à tous vents la mauvaise secte qui t’a humilié sous son joug. »

Ce texte est la dernière prise de position de l’Église sur Canudos, laquelle restera dans la suite largement muette sur ce sujet.
Dans l’une des compartiments de l’appareil discursif anti-Canudos, Belo Monte était regardé comme un adversaire militaire et (après 1896) apte à la guerre. Ce paradigme (celui de Canudos comme outil manipulé ou comme partie intégrante et délibérément participante d’une conjuration monarchiste visant à un reversement du régime) commença à jouer un rôle porteur dans le discours sur Canudos à partir de mars 1897. En réalité, le monarchisme comme force politique militante et intellectuelle était somme toute resté insignifiant en dehors de Rio de Janeiro et de São Paulo, et dans la Bahia, la production journalistique monarchiste ne mérite guère mention. La nouveauté consistait en ce qu’une relation était à présent établie entre une hypothétique conjuration monarchiste et le Nordeste.
Le 19 mars 1897, des étudiants de différents établissements d’enseignement supérieur de la Bahia publièrent un manifeste conjoint à l’attention des « collègues et républicains des autres États fédérés », qui sera publié tel quel, souvent sans commentaire, dans nombre de journaux bahianais et des autres États, dans un tiré à part de sept pages. Conçu comme un plaidoyer en faveur de Bahia, le manifeste s’attache à expliquer l’apparition de Canudos et le fanatisme des conselheiristes par des considérations médico-psychologiques et anthropologiques. La conclusion vers laquelle s’acheminaient les rédacteurs du manifeste tenait que les Canudenses ne souhaitaient pas un autre État, mais voulaient s’affranchir de toute influence étatique. Envisager que les sertanejos puissent vouloir lutter contre tel système politique et lui en désirer tel autre apparaît absurde, pour la raison simple qu’il leur manque toute notion et toute représentation de l’État, de la nation et de la patrie. Pourtant, à rebours de ce que l’on pouvait attendre, la conséquence finale tirée par les auteurs ne sera pas que le sertão « a besoin d’écoles plutôt que de canons », selon l’expression de Da Cunha, mais que le « fanatisme séditieux [devait] être éliminé immédiatement et complètement » », rejoignant ainsi le consensus général d’anéantissement.
Après l’échec de la troisième expédition, peu nombreux furent ceux qui n’adhérèrent pas au susnommé consensus de destruction. Significativement, une lettre de Gonçalves à Prudente de Morais laisse entendre que les conselheiristes se sont doublement placés en dehors de l’État : d’abord comme citoyens, par quoi le devoir des citoyens républicains est d’œuvrer à leur destruction, puis comme Bahianais, car la Bahia doit être sauvée d’eux. Ce texte touche indirectement à l’un des points du discours sur Canudos le plus lourd de conséquences : la question de savoir si Maciel et ses partisans tombaient sous la protection des principes de la constitution et des directives de l’État, et s’ils sont encore à considérer et à traiter comme des citoyens brésiliens.
Entre mars et octobre 1897, l’opinion publique brésilienne, portée par tous les paradigmes évoqués ci-haut (hérétisation, fanatisation, criminalisation, pathologisation, militarisation, politisation), auxquels s’étaient ajoutés ceux de la naturalisation et de la bestialisation (Canudos étant hissé au rang d’antithèse de la civilisation), sera finalement unanime à réclamer la destruction de Canudos.

#### Décision de l’intervention militaire
Ce qui finalement mit en branle la série d’événements qui détermineront, doublés chacun de leur résonance discursive, la chaîne de causalité et l’escalade de violence devant aboutir onze mois plus tard à la destruction complète de Canudos, fut la fabrication délibérée en octobre 1896 d’une fausse menace. Antônio Conselheiro avait commandé (et payé d’avance) une quantité de bois de charpente chez un coronel de Jazueiro, et, sa marchandise tardant à venir, décida d’envoyer quelques-uns de ses hommes pour prendre la commande. Il n’est pas établi que la rumeur selon laquelle les conselheiristes s’apprêtaient à attaquer Jazueiro fut lancée par le juge Arlindo Baptista Leoni, lequel avait en 1895 dû fuir de Bom Conselho devant les Canudenses et se tenait à l’affût d’une occasion de couper les relations commerciales entre Canudos et Juazeiro ; toujours est-il qu’il sollicita aussitôt des troupes auprès du gouverneur Viana, au motif que les hommes de Maciel marchaient en armes sur Juazeiro, bien que cette rumeur fût démentie par le susmentionné coronel ainsi que par d’autres citoyens. Viana, qui n’avait alors aucun intérêt à une confrontation avec Canudos, se montra tout d’abord réticent, mais sur les instances renouvelées de Leoni, qui avait en outre mobilisé la presse régionale, consentit finalement à envoyer à Juazeiro par le chemin de fer un détachement de 113 soldats alors stationnés à Salvador. Arrivés sur place, les soldats, placés sous les ordres du lieutenant Manoel da Silva Pires Ferreira, attendirent en vain pendant cinq jours l’ordre d’attaque en provenance de Salvador, jusqu’à ce que Pires Ferreira impatienté prit lui-même l’initiative de marcher sur Canudos, en totale méconnaissance des conditions du terrain.

## Déroulement de la guerre

### Prélude et élément déclencheur
Les opérations armées contre Conselheiro et ses suiveurs commencèrent dès les premières années de la République, c'est-à-dire dès avant son installation à Canudos. Quand le bruit courut qu’il excitait la population contre le nouveau régime, une force de police d’une trentaine d’hommes bien armés partit de Bahia à l’effet de disperser les quelque deux cents insurgés, mais furent mis en fuite par les jagunços près de Masseté. Une deuxième incursion eut lieu qui fit cependant long feu dans les environs de Serrinha, les conselheiristes possédant l’art de se rendre invisibles dans la caatinga, où nul ne s’aventurait à les suivre. Ces descentes de police furent l’une des raisons pour lesquelles Conselheiro résolut de se sédentariser dans un endroit qu’il connaissait de longue date, la ferme abandonnée de Canudos.
Outre le soupçon (injustifié) de participation à une sédition monarchiste de grande envergure qui pesait sur les Conselheiristes, un autre élément rendait impératif pour les autorités centrales de pacifier le sertão de Canudos. L’État de la Bahia en effet se trouvait alors confronté à une série d’autres insurrections : la petite ville de Lençóis, à quelque 400 km au sud-ouest de Canudos, avait été attaquée par une troupe armée, dont les incursions du reste portaient jusque dans l’État de Minas Gerais voisin ; d’autres bandes s’étaient emparées du hameau de Brito Mendes ; plus au sud encore, à Jequié, des groupes armés commettaient toutes sortes d’attentats. L’action de ces bandes n’était pas sans lien avec la présence de grandes richesses minières, qui faisaient de ces sertões depuis deux siècles des destinations privilégiées pour de nombreux aventuriers. S’y ajoutaient les désordres et déprédations, d’ampleur croissante, à l’origine desquels se trouvaient des tyranneaux et potentats locaux, auxquels des jagunços, y compris ceux de Canudos, avaient pris l’habitude, comme indiqué ci-dessus, de vendre leurs services. Ce désordre du banditisme discipliné, selon le mot d’Euclides da Cunha, s’inscrivant ou non dans le cadre de campagnes électorales, prenait la forme de combats aventureux et de petites batailles rangées, menés par des jagunços fiers de leur bravoure et non exempts d’une certaine noblesse d’âme, et ne manquait jamais de déboucher sur l’incendie et la mise à sac de villes et villages tout au long du cours moyen du fleuve São Francisco. Enfin, la force numérique des Canudenses et le puissant empire moral de Conselheiro devaient achever d’inquiéter les autorités. L’extraordinaire pèlerinage d’un quart de siècle qui avait mené Antônio Conselheiro à travers tous les recoins du sertão et lui avait fait accumuler les bienfaits lui valait à présent un grand ascendant sur les populations sertanejas, et il n’y avait pas un seul bourg où il n’eût pas de fervents partisans. En 1895, il fit capoter la mission apostolique dépêchée à Canudos par l’archevêque de Bahia ; dans le rapport rédigé à ce sujet par Frère João Evangelista, le missionnaire affirmait que sans compter les femmes, les enfants, les vieillards et les malades, la communauté de Canudos comprenait un millier d’hommes robustes et téméraires, armés jusqu’aux dents. Non seulement l’accès à la citadelle où il s’était retranché était des plus ardues, notamment en raison du dévouement inconditionnel de ses sectateurs, mais encore Antônio Conselheiro régnait sur une étendue fort vaste alentour, où il pouvait compter partout sur la complicité volontaire ou forcée de ceux qui le vénéraient ou le craignaient.
En octobre 1896 se produit l’incident qui devait déclencher la guerre de Canudos proprement dite. Antônio Conselheiro avait commandé un lot de bois d’œuvre en provenance de la ville de Juazeiro voisine, en vue de la construction d’une nouvelle église ; le bois cependant ne fut pas livré, nonobstant qu’il fût déjà payé. La rumeur se mit alors à circuler que les conselheiristes viendraient chercher le bois par la force, ce qui porta les autorités de Juazeiro à requérir l’assistance du gouvernement de l’État de Bahia.
Le détachement que les autorités envoyèrent alors à Canudos sera la première d’une série de quatre expéditions, lesquelles eurent ceci de remarquable, que dans chaque nouvelle expédition furent répétées les erreurs de la précédente. Ces erreurs étaient essentiellement de trois ordres : premièrement, la sous-estimation des difficultés géographiques et climatologiques, les hauts gradés de l’armée régulière, formés dans les grandes villes aux théories militaires européennes, n’ayant aucune idée de la configuration du terrain dans le sertão ; deuxièmement, la méconnaissance de l’adversaire, les militaires s’obstinant à pratiquer une tactique s’appuyant sur des corps de bataille fermés, à l’européenne, alors qu’ils avaient à affronter une guerre d’escarmouches, menée par des guérilla insaisissables, familiers avec le terrain, en mesure de monter embuscade sur embuscade, sans grand risque pour eux ; troisièmement, la mésestime de Conselheiro, qui s’était, au cours d’un quart de siècle d’errance dans le sertão, acquis auprès des populations un ascendant et une vénération considérables, y compris d’ailleurs auprès des guides mis à contribution par l’armée, ce qui permit aux conselheiristes d’être au fait du moindre mouvement des troupes gouvernementales. Mais de façon générale, les provinces du nord-est (Goiás, Bahia et Pernambouc), et moins encore leurs arrière-pays, ne figuraient guère sur la carte mentale des élites de la jeune république brésilienne. Ces élites, établies dans la capitale Rio de Janeiro et à São Paulo, férues de positivisme, acquises à l’idée de progrès, totalement alignées sur les conceptions et usages occidentaux, ignoraient tout du mode de vie des populations très mélangées habitant le sertão ou tout au plus les considéraient comme des arriérés atavistes, selon le mot d’Euclides da Cunha. Le pouvoir central ne pouvait donc voir dans une rébellion telle que celle de Canudos qu’une sédition anti-républicaine qu’il convenait de réprimer.

### Première expédition (novembre 1896)
Début novembre 1896, peu de temps après l’incident du bois d’œuvre, le magistrat de la ville de Juazeiro finit par donner l’alerte, affirmant dans un télégramme au gouverneur de la Bahia que les sectateurs de Conselheiro se trouvaient à deux journées de marche de la ville. Un détachement de troupe régulière d’une centaine d’hommes, qui avait été réquisitionné auparavant auprès du général commandant du district et était prêt à partir pour Juazeiro dès que parviendrait le message du juge de cette commune, fut placé sous le commandement du lieutenant Manuel da Silva Pires Ferreira et partit en train express pour Juazeiro. Arrivée à destination le matin du 7 novembre, la petite troupe ne put pourtant empêcher l’exode, déjà en cours, d’une grande partie de la population, désireuse d'esquiver un assaut supposé imminent. Le lieutenant Manuel da Silva Pires Ferreira, après plusieurs jours passés à attendre à Juazeiro, voyant que la rumeur d'une algarade de Conselheiro était sans fondement, convint cependant avec le magistrat d’aller au-devant des bandits, afin d’éviter qu’ils envahissent la ville.
Le soir du 12 novembre 1896, le détachement de police, accompagné de deux guides embauchés à Juazeiro, se mit donc en route pour Canudos, situé à quelque 200 km de distance, entreprenant ainsi de traverser à pied une zone aride et dépeuplée, mais sans les ressources indispensables à une telle traversée. Da Cunha souligne que dans le sertão, et ce avant même les mois les plus chauds, des hommes portant l’équipement militaire, ployant sous le poids de leurs sacs à dos et de leurs gourdes, ne peuvent plus guère, sous une température des plus élevées, avancer après dix heures du matin sur ces plateaux dépourvus de la moindre ombre, et commencent alors à souffrir de soudains accès de fatigue. En outre, cette portion de l’État de la Bahia, la plus dévastée par les sécheresses, était à cette époque l’une des régions parmi les plus mal connues du Brésil. Peu de voyageurs l’avaient affrontée et seules de petites constructions éparses la parsemaient de loin en loin. Le premier jour, la petite expédition eut à parcourir, sans s’arrêter, une quarantaine de kilomètres de route dans le désert, jusqu’à atteindre un étang minuscule, où subsistait un peu d’eau. Se succédèrent ensuite des escales solitaires ou des fazendas, dont certaines étaient abandonnées, les rares habitants des lieux ayant en effet, vu que tout présageait une période de sécheresse, pris la fuite vers le nord en emportant leurs troupeaux de chèvres.
Le 19 novembre, la troupe épuisée parvint finalement à Uauá, un village d’aspect morose situé environ aux deux tiers du trajet et constitué alors de seulement deux rues qui débouchaient sur une place irrégulière et que bordaient une centaine de maisons mal bâties et de pauvres remises. Les jours de marché, il répudiait son aspect de village abandonné et devenait l’endroit le plus animé de cette partie du sertão, avec ses deux ou trois boutiques et sa baraque du marché, où étaient vendus les produits d’une maigre industrie locale (peaux de chèvre, hamacs etc.). La troupe se proposait de se servir du bourg comme halte transitoire et partit aux renseignements, mais ne réussit qu’à recueillir des informations contradictoires, impropres à une évaluation correcte de la situation. En tout état de cause, la décision fut prise d’attaquer le plus tôt possible.
Uauá, comme les localités circonvoisines, se trouvait sous la domination de Canudos et abritait plusieurs adeptes d’Antônio Conselheiro ; ceux-ci, à peine la troupe avait-elle fait halte sur la place, s’étaient précipités vers Canudos et, arrivés à l’aube du 20 novembre, y donnèrent l’alarme. Parallèlement, à la tombée de la nuit, la population de Uauá s’enfuit subrepticement presque dans sa totalité, par petits groupes furtifs, en se faufilant entre les postes avancés de la troupe.
Le lendemain à l’aube, la troupe fut réveillée par une foule d’un millier de jagunços d’Antônio Conselheiro, lesquels, dirigés par Pajeú et João Abade, portant croix et bannières et ne semblant pas avoir d’intentions guerrières, annoncèrent leur arrivée par des Kyrie Eleison et des louanges en l’honneur de leur chef, à la manière d’une procession de pénitents. Dissimulés parmi cette foule de croyants désarmés qui arboraient des statues, des images de saints, et des palmes desséchées, se tenaient les combattants équipés de vieux fusils, d’aiguillons de vaqueiro, de piques et de faux. À l’approche de cette multitude, les sentinelles des postes de garde les plus avancés, surprises et encore tout ensommeillées, ripostèrent par des coups de carabine tirés au hasard, puis se replièrent précipitamment vers la place du village, contraints d’abandonner aux mains des assaillants un de leurs compagnons, qui fut poignardé sauvagement. L’alarme fut ainsi donnée, et aussitôt la paisible Uauá se transforma en violent champ de bataille. Subitement confrontés aux jagunços, qui avaient promptement débouché sur la place, les soldats ne purent pas se déployer en formation de bataille et eurent tout au plus le temps d’ébaucher hâtivement une bancale ligne de tir, que commandait un sergent. Lors du combat, d’une âpreté inouïe mais très inégal qui s’engagea alors brutalement, furent utilisées par les rebelles, dans des combats au corps-à-corps au milieu des tirs de pistolet et de revolvers, des armes telles que des sabres d’abattis à lame large, des aiguillons de bouvier, des piques de trois mètres de longueur, des faux, des bâtons et des fourches. La ligne fragile de défense de la troupe régulière céda bientôt, et la horde fanatisée des Canudenses déferla sur la place aux cris de Vive le Conselheiro ! et Vive le bon Jésus !. Le lieutenant Pires Ferreira, dans sa description de l’attaque, soulignera « l’incroyable férocité » des assaillants et la manière peu conventionnelle dont ils effectuaient leurs manœuvres, notamment par l’usage de sifflets. L’effet de surprise et la vélocité du combat permit aux Conselheiristes de prendre l’avantage dans un premier temps. Cependant, la plupart des hommes de troupe se retranchèrent ensuite dans les maisons, pratiquèrent des meurtrières dans les murs de pisé, et se cantonnèrent dans la défensive. La lutte alors devint inégale pour les matutos (paysans), car malgré leur avantage numérique, la logique des armes avait repris le dessus : les soldats du 9e bataillon d’infanterie, armés et munis d’équipements les plus modernes et les plus meurtriers, dont des fusils automatiques, infligèrent de lourdes pertes aux Belomontenses, qui, regroupés sur la place autour de leurs symboles sacrés, et pris sous le feu des soldats, commencèrent à tomber en masse, fauchés par les fusillades d’armes à répétition, auxquelles ils ne pouvaient opposer qu’un seul coup de tromblon à la fois. La bataille se poursuivit ainsi pendant près de quatre heures, sans épisodes valant d’être signalés, et sans que fût esquissé le moindre mouvement tactique, chacun se battant pour son propre compte, selon les circonstances. Commandés par João Abade, les jagunços sillonnaient les rues, contournaient le village, puis se rabattaient sur la place, en vociférant des imprécations et des vivats. Reconnaissant finalement l’inutilité de leur combat, ils délaissèrent peu à peu le champ de bataille, se dispersèrent dans les environs et ramenèrent la bannière sacrée à Canudos.
Les soldats toutefois, épuisés, n'étaient pas en état d’engager aucune poursuite. Au terme de quatre à cinq heures de combat, après que les Canudenses eurent résolu de se retirer, l’on put comptabiliser les pertes des deux camps, le bilan indiquant alors une indiscutable victoire militaire des troupes gouvernementales ; dans son rapport officiel, Pires Ferreira nota que dans la bataille périrent, dans les rangs des Conselheiristes, « cent-cinquante hommes, blessés non inclus », chiffre à mettre en regard des dix morts (un caporal, un sergent, six soldats et les deux guides) et des seize blessés dans le corps expéditionnaire. Ces pertes, encore que considérées comme « insignifiantes numériquement », motivèrent néanmoins le commandant, qui disposait pourtant de 60 hommes valides, à renoncer à poursuivre l’entreprise et à entamer la retraite. En dépit de la victoire apparente, l’expédition était de fait vaincue, car épuisée et hébétée, stupéfiée par cet assaut d'un type inhabituel, et n’ayant plus ni la force, ni le courage d’attaquer Canudos, nonobstant que le détachement avait déjà alors parcouru les deux tiers de la distance séparant Juazeiro du village rebelle ; le médecin militaire fut même pris de démence. À peine les soldats morts eurent-ils été inhumés dans la chapelle d’Uauá que la troupe, après avoir pillé puis incendié le village, s’en retourna ce même après-midi à Juazeiro, qu’elle atteignit, à marches forcées, en quatre jours. La population, à la vue de la troupe, qui offrait l’image de la déroute, crut que les jagunços étaient lancés sur leurs traces et reprit de plus belle son exode.

### Deuxième expédition (janvier 1897)

#### Préparatifs

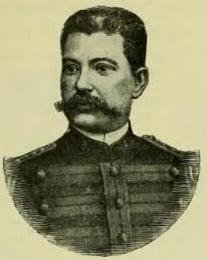
Le major Febrônio de Brito, commandant de la deuxième expédition.

La défaite de Pires Ferreira à Uauá et les récits sur la férocité et le fanatisme des insurgés provoquèrent un grand tollé national et appelaient une réaction radicale. L'armée nationale était désormais mise en demeure de soumettre le village, qui ne cessait entre-temps de grossir et avait déjà atteint une population de 30 000 habitants. Cependant, une divergence de point de vue existait entre le gouverneur de l’État de Bahia, qui tendait à y voir un désordre banal, maîtrisable par de simples forces de police, et le chef des troupes fédérales, pour qui il s’agissait d’un mouvement plus redoutable, capable de véritables opérations de guerre. Pourtant, le gouvernement de Bahia, attaché à sa souveraineté en tant qu’État fédéré et longtemps réticent à accepter l’intervention fédérale, finit par céder, comprenant que le désordre de Canudos, encore ponctuel pour l’heure, était susceptible de devenir par contagion le foyer d’une déflagration dans tout l’arrière-pays du Nordeste brésilien, qu’il s’agissait par conséquent d’une question qui concernait le pays tout entier et exigeait la collaboration de tous les États fédérés.

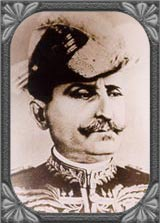
Le général Argolo.

Aussi est-ce sous la direction du ministre de la Guerre, le général Francisco de Paula Argolo (en), que fut mis sur pied une nouvelle expédition. Le deuxième corps expéditionnaire, placé sous les ordres du major Febrônio de Brito, commandant du 9e bataillon d’infanterie, et composé de 543 hommes de troupe, 14 officiers, 3 médecins, 2 canons Krupp de campagne et 4 mitrailleuses Nordenfelt, s’organisa sans plan précis ni responsabilités bien circonscrites et partit le 25 novembre 1896 pour Queimadas, localité qui se trouvait être dotée d’une gare de chemin de fer et était distante de 70 km environ au sud de Monte Santo. Le chef de l’expédition, longtemps hésitant entre Queimadas et Monte Santo, ne partit résolument pour Monte Santo qu’en décembre, après que la controverse entre souveraineté de Bahia et intervention fédérale eut été tranchée.
Le commandant du district avait un moment envisagé d’attaquer les rebelles en deux points distincts, en faisant avancer vers un seul objectif non pas une mais deux colonnes, sous la direction générale du colonel du 9e d’infanterie, Pedro Nunes Tamarindo. Ce plan de campagne, en adéquation avec la configuration humaine et géographique du conflit, aurait visé à mettre en place tout d’abord un cercle autour de Canudos, à distance du village même, d’affaiblir les rebelles en fractionnant leurs forces, pour permettre ensuite à des troupes régulières peu nombreuses mais bien entraînées de les enserrer dans des mouvements enveloppants. Ce plan toutefois ne fut pas mis en œuvre.

#### Cantonnement à Monte Santo
La bourgade de Monte Santo, distante d’une soixantaine de kilomètres (à vol d’oiseau, mais de près de 100 km par la route) au sud du village rebelle, se dresse au centre d’une zone fertile exiguë, de seulement quelques kilomètres de diamètre, sillonnée de petits cours d’eau réfractaires aux sécheresses, et incomparablement plus verdoyante que les étendues désolées de la région alentour. La localité doit cet avantage au fait qu’elle se trouve au pied d’une courte chaîne de montagnes d’où jaillit l’unique source permanente de cette contrée, et sur le sommet le plus élevé de laquelle fut construite pour cette raison un sanctuaire, l’église du Calvaire, que permet d’atteindre un raide sentier jalonné de vingt-cinq chapelles. Mais ce qui surtout justifiait le choix de cette localité comme lieu de cantonnement était sa position stratégique au regard des objectifs de l’imminente campagne militaire, ainsi que sa valeur logistique, par ses liaisons avec la gare de chemin de fer de Queimadas, laquelle permettait les communications les plus rapides avec Salvador et le littoral.
Une maison donnant sur la place du Marché, et se distinguant de toutes les autres en ce qu’elle était seule pourvue d’un étage, fut choisie comme quartier-général des troupes. Du reste, l’expédition reçut un accueil triomphal de la part des autorités ; la présence de la troupe donna lieu à d’enthousiastes festivités. Nul ne doutait que l’expédition allait l’emporter ; malencontreusement, cette certitude eut pour effet de l’immobiliser pendant quinze jours à Monte Santo, alors qu’il eût fallu, ainsi que le commandait une saine conscience du danger, au contraire se mobiliser sans délai et mener une attaque à l’improviste contre l’adversaire.
Entre-temps, tandis que les vaqueiros examinaient les pièces d’artillerie sur la place, quelques-uns parmi eux, émissaires d’Antônio Conselheiro, s’en retournaient ensuite furtivement vers le nord, à destination de Canudos, après avoir, sans que nul ne s’en aperçût, observé, recueilli des renseignements, dénombré les effectifs, et examiné tout l’équipement de guerre. En outre, la troupe, en dépit du secret le plus absolu de ses délibérations, allait être accompagnée dans sa marche par les espions conselheiristes.

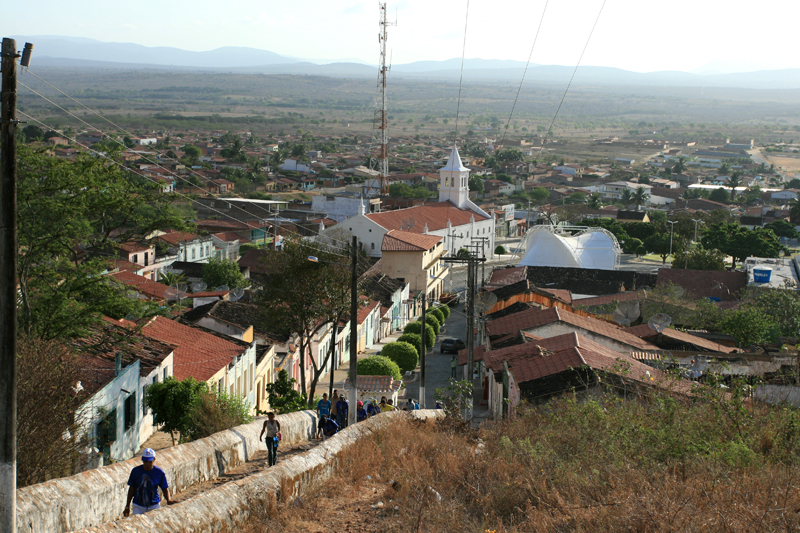
La petite ville de Monte Santo, base arrière de la deuxième expédition. À l'avant-plan, raidillon conduisant à l'église du Calvaire.

Le commandant de l’expédition pourtant s’était initialement proposé de lancer un assaut foudroyant, comme en témoigne le fait qu’il avait laissé à Queimadas une bonne partie des munitions, pour ne pas retarder davantage la marche et pour ne pas donner à l’ennemi le loisir de se renforcer. En effet, irrité par les atermoiements des autorités politiques, et outré par les diverses difficultés auxquelles il eut à faire face, dont l’absence presque totale de moyens de transport, il avait résolu de rejoindre au plus vite le village rebelle, en n’emportant que les seules munitions que les hommes pourraient transporter dans leurs gibernes. Par la suite cependant, les attardements intempestifs à Monte Santo anéantirent les bénéfices du preste départ de Queimadas. De surcroît, le commandant, se berçant d’illusions, négligea de faire venir de Queimadas le reste du matériel militaire. Ainsi, après une longue inactivité à Monte Santo, l’expédition partit-elle encore moins bien équipée que quinze jours auparavant, laissant derrière elle encore une partie de ce qui restait du matériel militaire.
Le temps ainsi perdu, tant à Queimadas qu’à Monte Santo, fut mis à profit par l’adversaire pour élaborer et mettre à exécution un plan de défense draconien. Sur un rayon de trois lieues autour de Canudos, les jagunços s’ingénièrent à créer un désert en incendiant, dans toutes les directions et le long de toutes les routes, les fazendas et les lieux d’étape, afin d’isoler le village rebelle au centre d’un vaste périmètre de ruines calcinées.
Euclides da Cunha, à qui il fut donné d’examiner l’ordre du jour de la troupe, observe :

« Pas un seul mot sur les inévitables attaques soudaines, rien qui visât à une distribution des unités, en accord avec les caractères spécifiques de l’adversaire et du terrain. Se bornant à quelques rudiments de tactique prussienne transplantés chez nos ordonnances, le chef de l’expédition — comme s’il menait un petit corps d’armée vers un quelconque champ défriché de Belgique — divisa ce corps en trois colonnes, et sembla le disposer en prévision de rencontres où il pourrait observer une répartition entre tirailleurs, renforts et appuis. Rien de plus, donc, que la soumission à un certain nombre de modèles rigides d’anciens préceptes classiques de guerre. »

Cependant, il n’allait y avoir à aucun moment la moindre possibilité de déployer quelque ligne de combat que ce fût, ni d'organiser le plus rudimentaire ordre de bataille. Il n’était pas même envisagé que le conflit pût adopter la forme d’une guerre d’escarmouches et d’embuscades, consister en un enchaînement d’attaques-surprise féroces et de guet-apens fourbes, de mêlées soudaines et d’accrochages éclair, voire s’apparenter davantage à une chasse à l’homme, à une série de battues acharnées, c'est-à-dire un conflit où le déroulement d’une bataille classique, avec ses différentes phases, ne jouerait pas le moindre rôle. L’on ne semblait pas s’aviser que l’on s’apprêtait à affronter des guérilleros, dont la tactique consisterait en un harcelant va-et-vient d’avancées et de replis, de courtes attaques aussitôt suivies de dispersions au cœur de la nature protectrice.
Il eût donc été expédient de substituer à un commandement unique une stratégie plus efficace tendant à donner l’initiative à des commandants d’unités plus petites et autonomes, capables de définir leur action militaire en fonction des circonstances du moment ; notamment, il eût fallu fractionner la troupe en plusieurs colonnes de marche et faire ainsi pendant aux méthodes de l’adversaire, au lieu qu’au contraire l’on s’obstina à se déplacer unis, en une classique structure compacte.

#### Marche vers Canudos et franchissement du Cambaio

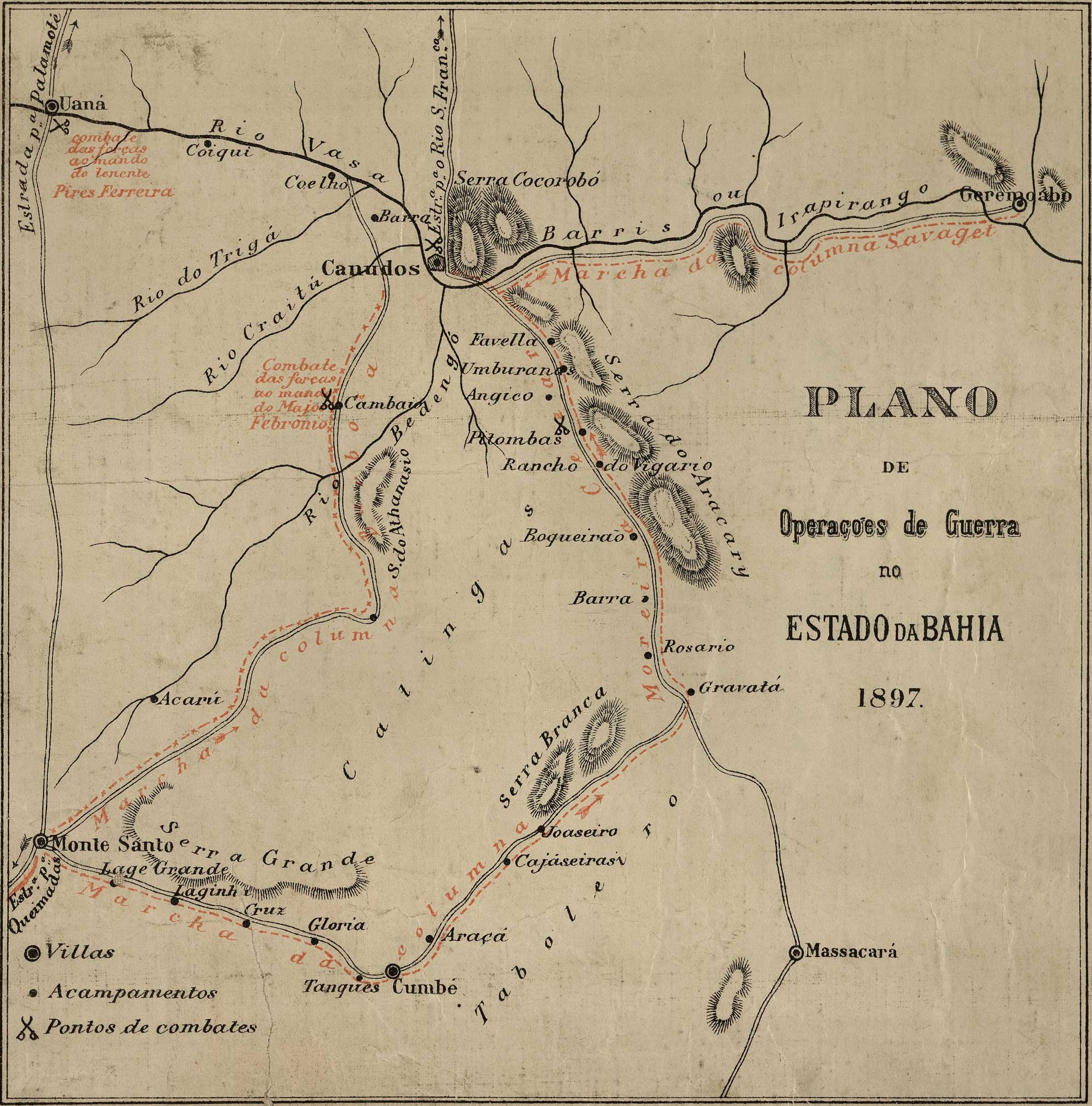
Opérations de guerre dans l'État de Bahia (1897).

Le corps expéditionnaire se mit en route le 12 janvier 1897, en une seule colonne, au départ de la base de Monte Santo, en empruntant l’itinéraire du Cambaio, le plus court mais aussi le plus accidenté. La route, après avoir fait illusion pendant quelque temps en traversant une plaine verdoyante, se perdait après seulement quelques kilomètres dans un paysage fort accidenté, puis devenait vers la moitié du trajet de plus en plus mauvaise, exposée au soleil, dépourvue d’ombre, sillonnée de crevasses, serpentant sur les collines en alternant rampes et dépressions de terrain, et se muant en un chemin rocailleux de moins en moins praticable à mesure que l’on s’approchait des contreforts de la chaîne de l’Acarú. Au pied de cette chaîne, la route s’infléchit vers l’est et entreprend alors de gravir les montagnes par une succession des trois montées, jusqu’à accéder au lieu-dit Lajem de Dentro, à 300 mètres au-dessus de la vallée, que la troupe mit deux jours à atteindre. Les pièces d’artillerie, tirées par des mules, n’escaladèrent que péniblement les pentes et ralentissaient la progression, obligeant les sapeurs, à l’avant, de réparer d’abord la route, de la déblayer des troncs d’arbre, ou d’aménager des détours pour éviter aux lourds canons Krupp les tronçons trop escarpés.
C’est au cours de cette marche que la configuration du terrain devait pour la première fois jouer un rôle déterminant, la caatinga se révélant en effet, selon l’expression de Da Cunha, être un allié fidèle du sertanejo révolté : alors que les caatingas s’entrelacent devant l’étranger et se font impénétrables, limitant la vue, elles s’ouvrent en de multiples sentiers pour le matuto qui naquit et grandit dans la région. Au long de sa marche, la troupe subit de la part des rebelles, embusqués derrière les maigres buissons et se dérobant sans cesse, d’occasionnels tirs de fusils, peu nombreux, mais insistants et bien calculés. Les sections de l’avant-garde, essuyant de tels coups de feu, plongées dans un désordre subit, s’emmêlaient et tendaient à un reflux instinctif vers l’arrière-garde. En réaction, la troupe détacha des unités de combat qu’elle échelonna tout au long de l’étroite route et qui se précipitaient vers les endroits d’où partaient les détonations, mais ce faisant se heurtaient à la barrière flexible mais impénétrable des juremas, s’enchevêtraient dans les lianes, et s’infligeaient la douleur infernale des feuilles urticantes.
Ainsi harcelée tout au long du trajet, torturée par l’attente des assauts imprévus lancés avec précision à intervalles réguliers par un ennemi insaisissable qui voit sans être vu, la troupe se découragea totalement et fut, avant même d’arriver à Canudos, psychologiquement épuisée par l’angoisse et la crainte des guet-apens. Le matin du 17 janvier, après cinq jours de marche, alors que l’expédition se trouvait empêtrée dans les montagnes, sur une position bien en deçà de l’objectif fixé, les provisions de bouche vinrent à s’épuiser. Les deux derniers bœufs furent abattus, pour sustenter plus de 500 combattants. La marche apparaissait dès lors comme un combat perdu d’avance.
La route de Canudos, pour franchir le Serro do Cambaio, petit massif montagneux d’aspect ruiné, gravit de fortes pentes, se resserre entre des escarpements, puis plonge dans la gorge étroite d’un défilé. Les colonnes y progressaient lentement, embarrassées par les canons, auprès desquels devaient se relayer les hommes de troupe pour aider les mules dans les versants escarpés.
C’est dans ce massif que se produisirent, le 18 janvier, les premières échauffourées et premiers combats ouverts de l’expédition. Les jagunços, jusque-là tapis dans les plis du terrain, enfoncés dans les crevasses, surgirent en masse dans une soudaine déflagration de coups de feu. Promptement mis en batterie, les canons firent feu à bout portant sur les matutos, qui bientôt se débandèrent. Profitant de ce reflux, une centaine de soldats engagea aussitôt la contre-attaque. La frêle ligne d’assaut ainsi constituée cependant s’étira et se fragmenta bientôt contre les obstacles du terrain, tandis que les sertanejos faisaient leur réapparition en quelque point plus élevé, disposés cette fois en groupes embusqués de trois ou quatre hommes, qui se relayaient pour recharger leurs vétustes carabines. Sans doute conscients de l’infériorité de leur armement rudimentaire, les jagunços désiraient-ils seulement que fussent brûlées là une grande part des cartouches destinées à Canudos. João Grande, leur meneur, était à la commande et prenait l’initiative de ces opérations. Ce fut un va-et-vient incessant d’attaques suivies de fuites, en ordre dispersé ou groupé, jusqu’à ce que finalement les derniers rebelles défenseurs du Cambaio s’échappassent au loin, pourchassés par la troupe.
Après trois heures de combat, la troupe s’était rendue maître du Cambaio, et la traversée du massif était achevée. Abstraction faite des dépenses en munitions, et des bêtes de somme parties au galop durant l’accrochage, les pertes étaient, côté gouvernemental, minimes : quatre morts et un peu plus de vingt blessés. Les sertanejos de leur côté laissaient 115 cadavres, selon un dénombrement rigoureux.

#### Bataille à Canudos
Les troupes régulières parvinrent l’après-midi du 18 janvier à trois kilomètres du village rebelle. Exténués par le combat, à court d’eau potable et privés de nourriture depuis la veille, les soldats ne purent qu’étancher leur soif dans l’eau insalubre du minuscule étang de Cipó, avant de dresser leur campement.

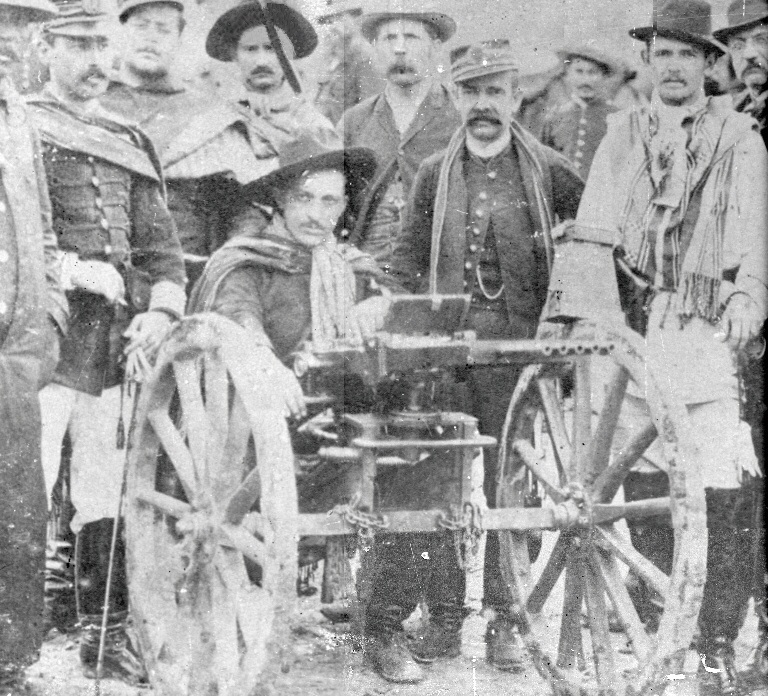
Mitrailleuse Nordenfelt utilisée par l'armée brésilienne (ici tombée aux mains de rebelles de la Révolution fédéraliste).

La nouvelle de l’offensive avait atteint le village en même temps que les fuyards. Pour tenter d’endiguer l’invasion imminente, de nombreux guerriers quittèrent Canudos pour s’insinuer furtivement dans les caatingas et prendre à pas de loup position aux abords du campement. À l’aube du 19 janvier, les colonnes, pendant qu’elles se disposaient pour le dernier assaut, furent brutalement assaillies par toute la troupe des guerriers rebelles, lesquelles rééditèrent l’épisode d’Uauá : armés de piques, de barres de chariot, de faux, de fourches, de longs aiguillons et de coutelas, ils surgirent en champ ouvert, tous au même moment, en poussant des hurlements, et submergèrent les troupes gouvernementales par des vagues de plus de 4 000 insurgés. La prompte riposte des membres de l’expédition, consistant à mitrailler les matutos par un feu roulant des plus nourris, ne put faire reculer les jagunços que leur élan emportait, ni empêcher une lutte au corps-à-corps et à l’arme blanche de s’engager. En dépit de l’effet de surprise et de la stupéfaction des soldats, et grâce notamment à la présence d’esprit du commandant de l’expédition qui encouragea vaillamment ses compagnons et donna l’exemple en se précipitant contre la masse des adversaires, les jagunços purent être refoulés. Sitôt repoussés, les jagunços, non sans avoir tenté de s’emparer d’un canon, exécutèrent subitement un repli, par lequel, loin de vouloir s’enfuir, ils se redéployèrent dans les bois clairsemés d’alentour et, éparpillés et redevenus insaisissables, reprirent leur coutumière tactique du combat à distance, décochant sur leurs adversaires les projectiles rustiques de leurs obsolètes tromblons. C’était là, nonobstant que la troupe régulière disposât d’armes automatiques et que les rebelles subissent de lourdes pertes, un système de guerre susceptible de se prolonger indéfiniment, plaçant les officiers devant une situation sans issue. Il restait à ceux-ci deux recours possibles : soit déplacer, dans une attitude offensive, le champ de bataille vers le village en l’attaquant, mais au risque d’être harcelés sur les flancs tout au long d’une marche de 3 km, puis de se heurter à d’autres renforts avant même d’avoir pu, après épuisement des munitions en chemin, atteindre Canudos, et cela en outre sans pouvoir escompter quelque appréciable effet d’un bombardement préliminaire, vu qu’il ne restait que vingt tirs d’artillerie, — soit la retraite.

#### Retraite
Après convocation d’une réunion des officiers, l’option de la retraite fut proposée et, bien que la troupe n’eût à déplorer pendant toute cette journée que quatre morts et une trentaine de blessés — à mettre en regard des trois centaines de cadavres canudenses dénombrés par le docteur Edgar Henrique Albertazzi —, fut plébiscitée par les officiers, sous la condition expresse de ne pas laisser aux mains de l’ennemi ne fût-ce qu’une seule arme, ni d’abandonner un seul blessé, ni de laisser un seul cadavre sans sépulture.
Entre-temps dans le village de Canudos, jusqu’où parvenait l’impressionnant vacarme des fusillades dans la montagne, la préoccupation concernant le sort des compagnons porta João Abade à mobiliser le reste des hommes valides, soit près de 600 personnes, et à les conduire en renfort vers les hauteurs. Cependant, à mi-chemin environ, une pluie de balles perdues, que tiraient, sans guère avoir le loisir d’ajuster leurs tirs, les soldats de l’armée contre leurs premiers agresseurs, et qui passaient par-dessus les combattants pour s’en aller tomber plus bas sur le versant, accueillit inopinément la colonne de João Abade. Les jagunços, sans possibilité de se mettre à couvert, pris d’une terreur superstitieuse, se replièrent précipitamment sur Canudos, où ils déclenchèrent une panique généralisée. Déjà, des groupes de fuyards entreprenaient de quitter le village.
Enfin, l’on apprit à Canudos la nouvelle que la troupe reculait, ce qui fut aussitôt interprété comme un miracle. Les jagunços, commandés désormais par Pajeú, métis redoutable par sa bravoure et sa férocité, décidèrent de suivre la troupe à la trace. Le corps expéditionnaire, qui n’avait pas pu s’alimenter depuis deux jours, avait entièrement perdu sa structuration militaire (c’est ainsi un sergent qui dirigeait l’avant-garde, pendant que les officiers se mêlaient aux hommes de troupe) et n’appliquait plus aucun de ces préceptes tactiques classiques qui veulent qu’une formation se déployât en échelons, permettant aux unités combattantes de se relayer dans la défense. Pendant que la troupe franchissait le Cambaio dans le sens opposé, les jagunços les suivaient, mais, évitant pour l’heure le combat ouvert, se tenaient en contre-haut des ravins et se bornaient à détacher des blocs de pierre pour les faire se précipiter sur les soldats.
Vers la tombée de la nuit, les jagunços, dans une tentative de s’emparer de l’artillerie de la troupe, lancèrent une ultime attaque à Bendengó de Baixo, court plateau où la route s’aplanit et où la colonne était arrivée au bout de trois heures de marche. La configuration du site permit aux mitrailleuses de faire leur œuvre et de repousser les rebelles par des rafales depuis les hauteurs. Ceux-ci durent refluer en laissant un surcroît d’une vingtaine de morts.
Le lendemain de bonne heure, l’expédition, qui n’avait plus un seul homme valide, se dirigea vers Monte Santo, où elle fut reçue en silence par la population.

### Troisième expédition (février 1897)

#### Préliminaires et entrée en scène de Moreira César
La nouvelle victoire des insurgés, complaisamment amplifiée et romancée par ceux qui la racontaient, eut pour effet d’attirer quantité de nouveaux adeptes à Canudos, dont la population connut en trois semaines un accroissement considérable. Des groupes de nouveaux pèlerins, emportant souvent toutes leurs possessions, vinrent s’installer dans ces lieux qui passaient pour légendaires. C’étaient, comme les années précédentes, des gens de toutes catégories : petits éleveurs ou vaqueiros crédules, à côté des différents types de sertanejos — bandits libérés, sicaires en disponibilité ou en mal de nouvelles aventures etc., venus se porter au secours du « saint homme ». S’y dirigeaient également, souvent portés dans des hamacs, une foule de malades, de moribonds désireux de dormir de leur dernier sommeil sur le sol de Belo Monte, d’aveugles, de paralytiques, ou de lépreux, qui espéraient un miracle et une prompte guérison par le thaumaturge Antônio Conselheiro. Les arrivants n’étaient pas que des Bahianais mais aussi des natifs de tous les États environnants. D’autre part, la localité vit converger vers elle, tout au long des journées et venant de toutes les directions, des chargements remplis de toutes sortes de vivres, expédiés par des adeptes qui ravitaillaient le village de loin, y faisant ainsi régner une véritable abondance.

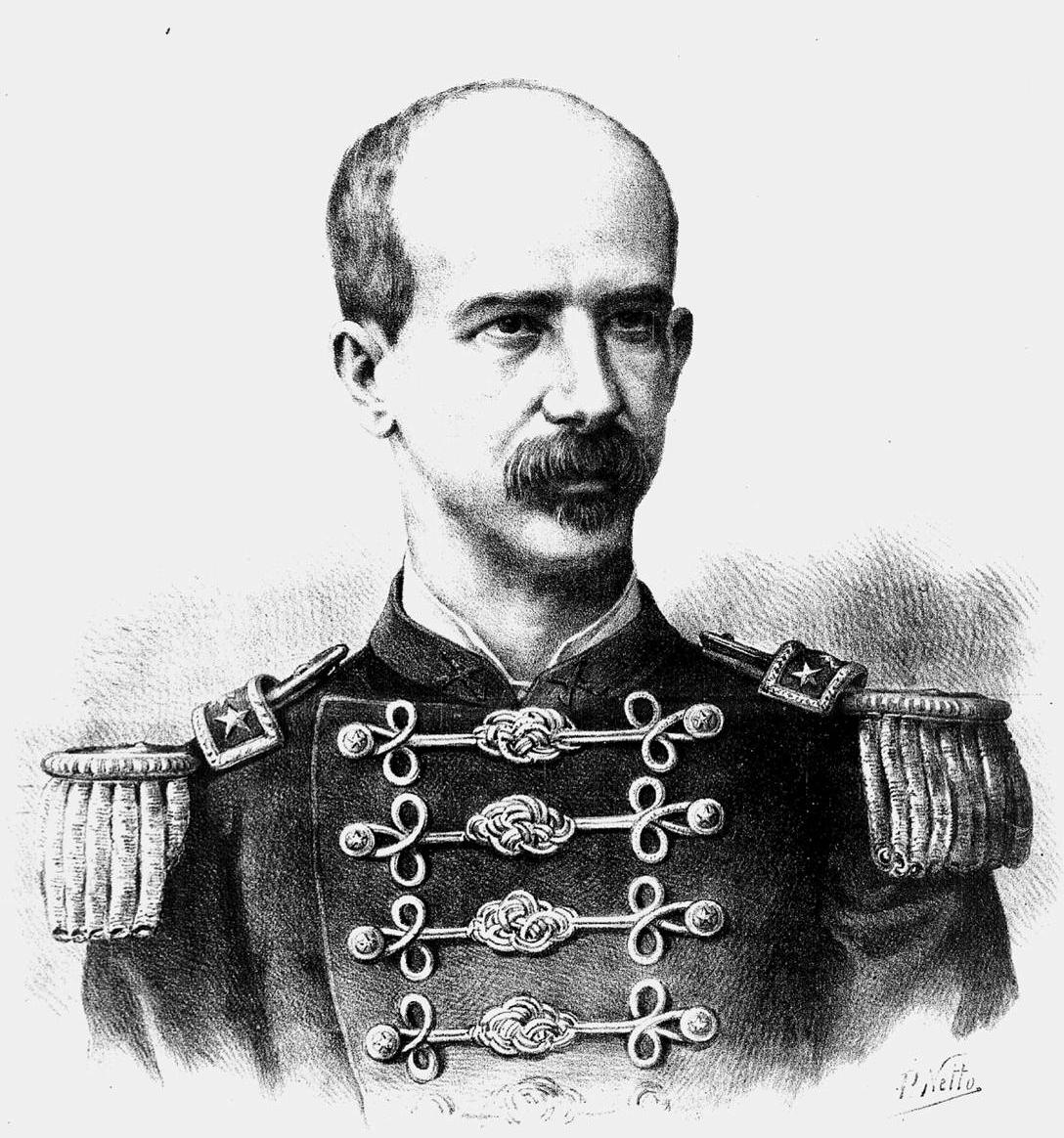
Le colonel Antônio Moreira César, commandant en chef de la troisième expédition.

Dans la capitale Rio de Janeiro, où l’on avait enfin pris pleinement conscience du sérieux et de l’ampleur de l’affaire, le gouvernement fédéral, cédant aux pressions des politiciens florianistes, lesquels voyaient en Canudos un dangereux foyer monarchiste, décida d’envoyer une armée composée de trois bataillons d'infanterie et d'un bataillon d'artillerie (soit 1 300 hommes), tous équipés à neuf et entraînés, disposant de 15 millions de cartouches, appuyés de quatre canons Krupp, et dont le gouvernement confia le commandement au colonel d’infanterie Antônio Moreira César, grand dompteur de révoltes, considéré par les militaires comme un héros de l’armée brésilienne, connu et redouté pour son caractère impulsif et autoritaire, n'agissant jamais qu'à sa guise, et surnommé familièrement Corta-cabeças (« Coupe-têtes ») en souvenir de ce qu’il eut donné l’ordre d’exécuter de sang froid plus de cent personnes lors de l’écrasement de la révolution fédéraliste à Santa Catarina en 1894. Réputé idéaliste, peu intéressé par l’argent, par les honneurs ou même par le pouvoir, il était un nationaliste dévoué qui faisait grand cas du progrès technique et pensait que l’armée était seule en mesure d’instiller l’ordre et de préserver le pays du chaos existant et de la corruption propre à l’époque impériale. Euclides da Cunha esquissa son tempérament comme suit : « Dans cette singulière personnalité s’entrechoquaient et s’opposaient des monstruosités et des qualités supérieures, à un degré maximal d’intensité. Il était tenace, patient, dévoué, loyal, impavide, cruel, vindicatif, ambitieux. Une âme protéiforme resserrée dans un organisme des plus fragiles. Ces attributs cependant étaient dissimulés sous une réserve prudente et systématique. » Notoirement atteint d’épilepsie, dont il avait commencé à souffrir après sa trentième année, et qui s’affirma en particulier lors de son séjour à Santa Catarina, il en garda, selon Da Cunha, un tempérament inégal et bizarre, s’appliquant à dissimuler une instabilité nerveuse sous une placidité trompeuse. Au cours de l’expédition, son mal tendit à s’aggraver, tant en fréquence qu’en intensité, conduisant certains auteurs à imputer à l’effet de plusieurs crises d’épilepsie successives les funestes erreurs d’appréciation qu’il devait commettre tout au long de la campagne militaire à lui confiée. Lors de son périple de Bahia à Canudos, qui dura environ 25 jours, il eut plusieurs crises d’épilepsie, certaines d’entre elles se prolongeant pendant de nombreuses heures et provoquant une profonde débilitation physique, de sorte que les officiers de l’expédition et les médecins militaires en parlaient avec inquiétude. Il semble cependant aussi que Moreira César manifesta vis-à-vis de ses subordonnés, y compris en dehors desdites crises, des erreurs de perception, une méfiance maladive et des sentiments de persécution. Ces caractéristiques suggèrent l’existence d’un trouble organique de la personnalité, à traits paranoïdes et impulsifs, sans qu’il soit possible de conclure à une psychose post-critique, attendu qu’il n’y a pas de relation nette entre ces troubles de comportement et la survenue des attaques. Pendant la campagne, ces anomalies allaient se manifester par des exaltations intermittentes et par une série d’extravagances, spécialement sous la forme de deux décisions impulsives : le départ précipité de Monte Santo, la veille de la date prévue pour la marche, résolution prise à l’improviste contre le plan de campagne prédéfini et à l’étonnement de son propre état-major, puis, trois jours après, l’assaut contre le village ordonné par Moreira César alors que les troupes étaient épuisées par une course de plusieurs lieues, là aussi la veille du jour fixé pour cet assaut.
Devenu le confident du maréchal Floriano Peixoto, deuxième président de la république brésilienne, Moreira César avait sous son commandement un bataillon dont il s’était en quelque sorte fait le propriétaire et sur lequel il régnait sans partage. Il le dota d’un effectif très au-delà du nombre réglementaire de soldats, y intégrant même, en violation de la loi, des dizaines d’enfants. Doué de qualités certaines de chef rigoureux et intelligent, dont il sut faire montre dans ses longs intervalles de lucidité, il réussit à mettre sur pied le meilleur corps d’armée des forces républicaines.

#### Plan d’attaque

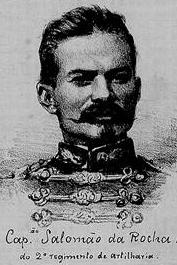
Le capitaine Salomão da Rocha, du 2e régiment d’artillerie.

L’opération dirigée par le colonel Moreiro César se signala par sa grande célérité. Le 3 février 1897, Moreira César partit pour Bahia, emportant, outre son propre bataillon, le 7e d’infanterie placé sous les ordres du commandant Rafael Augusto da Cunha Matos, une batterie du 2e régiment d’artillerie, commandée par le capitaine José Agostinho Salomão da Rocha, et un escadron du 9e de cavalerie, du capitaine Pedreira Franco. Ces troupes, qui formaient le noyau d’une brigade de trois armes, s’associa à trois autres corps, tous incomplets : le 16e, qui partit de São João del-Rei, dans le Minas Gerais, sous les ordres du colonel Sousa Meneses, avec 28 officiers et 290 hommes de troupe ; 140 soldats environ du 33e ; et le 9e d’infanterie du colonel Pedro Nunes Tamarindo, commandant en second de l’expédition, ainsi que de petits contingents militaires de l’État de Bahia.

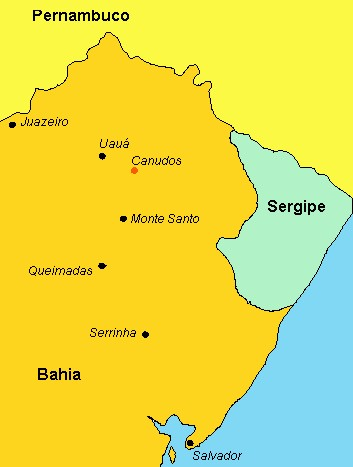
Situation de Canudos (ainsi que d'autres localités ayant joué un rôle dans la guerre de Canudos) dans l'État de Bahia.

De Salvador de Bahia, où il fit un passage très bref le temps de récupérer ceux de ses hommes qui s’y trouvaient déjà, Moreira César gagna aussitôt la localité de Queimadas, qui avait été choisie en raison de la gare de chemin de fer dont elle était dotée comme lieu de rassemblement général des troupes, où allait se trouver réuni, dès le 8 février, tout l’effectif de l’expédition, soit près de 1 300 soldats, bien équipés et abondamment approvisionnés avec quinze millions de cartouches et 70 obus d’artillerie. Queimadas, la première base d’opérations, fut confiée aux ordres d’un lieutenant et aux soins de 150 militaires moins valides (malades et enfants), tandis que le gros des troupes partit pour Monte Santo, choisie comme seconde base d’opérations, où tout fut prêt le 20 février pour la marche sur Canudos. La veille de ce départ, le 19 février, Moreira César fut frappé d’une crise d’épilepsie, en plein trajet, peu avant le site de Quirinquincá. Cependant, bien que l’on pût prévoir que ce mal aurait un effet délétère sur la fermeté et la présence d’esprit de Moreira César et était incompatible avec l’exercice de ses responsabilités de commandant général dans un contexte de guerre, les principaux chefs de corps, timorés et complaisants, ne songèrent pas à se concerter à ce sujet et se gardèrent de toute intervention.
À Monte Santo, les officiers du génie, ne disposant que d’une semaine pour reconnaître cette région aride et inconnue et faire les relevés nécessaires, n’eurent pas le loisir de désigner les lieux de retranchement stratégiques sur lesquels eût pu s’appuyer la future ligne d’opérations. Ainsi la reconnaissance des lieux fut-elle bâclée : triangulations approximatives, bases mesurées à l’œil, distances évaluées d’après des visées imprécises sur les sommets indistincts des montagnes, directions et tracés déterminés à la diable, informations mal vérifiées sur les accidents de terrain et sur les points d’eau. Néanmoins, le rapport fut approuvé sans autre examen par le commandement.
L’itinéraire de l’expédition fut défini en fonction des données ainsi recueillies. Par le choix de cette route, qui passait plus à l’est que celle suivie par l’expédition précédente, et était plus longue aussi d’une quinzaine de kilomètres, le commandement escomptait l’avantage de contourner la zone montagneuse du Cambaio. Selon cet itinéraire, les troupes quitteraient Monte Santo dans la direction est-sud-est pour gagner le village de Cumbe (l’actuelle petite ville d’Euclides da Cunha), puis de là vireraient vers le nord, franchiraient les pentes de la montagne d’Aracati, se dirigeraient ensuite progressivement vers le nord-nord-ouest, pour rejoindre au sítio (petite propriété agricole) du Rosário la route de Massacará.
Une fois fixé cet itinéraire d’une longueur totale de 150 km, l’on négligea pour le reste de le transformer en véritable ligne d’opérations, c'est-à-dire de le jalonner de deux ou trois points défendables que des garnisons auraient été chargées de protéger et qui eussent pu servir de base de retranchement (pour résister à l’ennemi en cas d’échec), de repli ou de retraite. Nul cependant n’envisageait seulement l’hypothèse d’une déconvenue.
De plus, cette route traversait une zone désertique, que les routes séculaires s’étaient toujours efforcées de contourner, et qui en effet consistait en de vastes étendues d’une garrigue très aride, dite caatinga. Pour franchir cette zone, il fallait sans cesse aménager des sentiers ; le tronçon final traversait une zone sablonneuse vaste de quarante kilomètres, où les combattants ne pouvaient pas emporter les grandes quantités d’eau nécessaires sans s’enfoncer dans les sables. Pour faire face à cet inconvénient, la troupe décida d’emporter une pompe artésienne.
De surcroît, l’on s’abstint de garantir suffisamment la base arrière Monte Santo, laissant ainsi la troupe de combat de facto totalement isolée dans le désert. Quelques dizaines d’hommes seulement, sous les ordres du colonel Mendes, y furent maintenues en garnison, effectif très insuffisant étant donné les fort mauvaises conditions de défense qui en faisaient une proie facile pour les jagunços qui auraient pu s’en emparer par le biais de la petite chaîne de montagnes très escarpée qui borde la ville à l’ouest.

#### Mesures défensives des Canudenses
À Canudos, où l’on avait des effectifs à profusion, les tâches défensives étaient réparties dès tôt le matin. Des piquets de garde, composés de vingt matutos commandés par un homme de confiance, étaient détachés vers les différents points d’accès du village, pour assurer la relève des veilleurs qui y avaient passé la nuit.
Les défenseurs travaillaient à creuser des tranchées sur les hauteurs et au bord des chemins. Le système de fortification comprenait un grand nombre de fosses de forme circulaire ou elliptique, bordées de petits parapets faits de cailloux juxtaposés, avec des interstices servant de meurtrières, où un tireur pouvait s’embusquer et se mouvoir à l’aise. La besogne des sertanejos était facilitée par la présence abondante de plaques de schiste, aisément prélevées du sol dans les diverses formes souhaitées. Ces fosses étaient disposées à intervalles réguliers, formaient des alignements dans toutes les directions et tenaient les chemins sous leurs feux croisés.
S’y ajoutait, comme barricade naturelle, l’aride et impénétrable caatinga. Selon un usage ancestral, les jagunços, après avoir repéré les arbustes les plus hauts et les plus feuillus, tressaient habilement les branches intérieures sans défaire la frondaison, de façon à construire, à deux mètres du sol, un petit jirau (estrade) suspendu, apte à supporter un ou deux tireurs invisibles. D’autre part, les Canudenses avisèrent une montagne dont le sommet était coiffé d’un entassement de grands blocs ronds et qu’ils s’employèrent à aménager en fortin, d’où ils dominaient les vallées et les chemins environnants.
On s’affairait à fourbir et à réparer les armes. Disposant de charbon, de salpêtre, qui affleurait dans les terres situées plus au nord, ils avaient la capacité de fabriquer eux-mêmes de la poudre à canon et de suppléer ainsi à l’insuffisante quantité de poudre achetée dans les villes voisines.
L’un des jagunços, João Abade, les dominait et les disciplinait, peut-être en raison de quelques réminiscences d’instruction remontant à son passage dans le lycée d’une des grandes villes du Nord, d’où il avait dû prendre la fuite après avoir assassiné sa fiancée.
Les émissaires canudenses, dépêchés vers le sud pour se renseigner sur les mouvements des troupes républicaines, rapportèrent l’identité du commandant en chef de la nouvelle expédition ; le renom de celui-ci causa un grand effroi parmi la population du village, provoquant même plusieurs désertions.

#### Départ de la troupe et marche pour Canudos

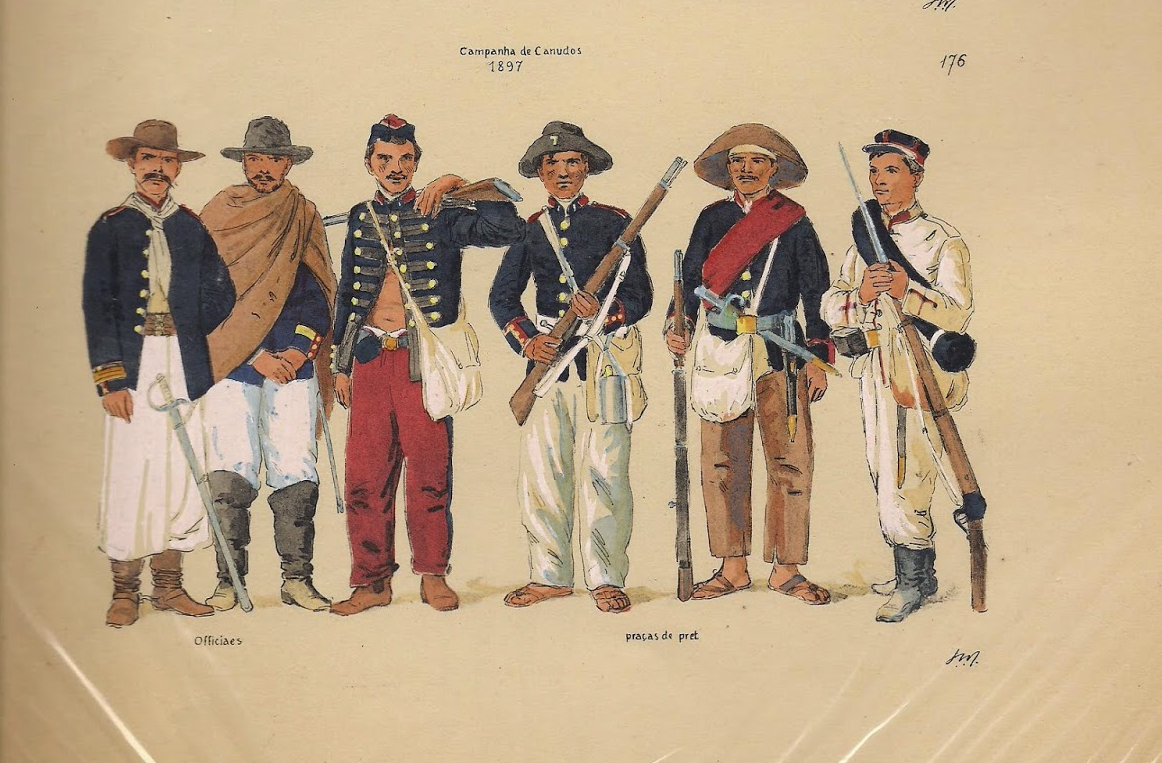
Les troupes de l'armée brésilienne (officiers et soldats) dans l'expédition contre Canudos, en 1897.

Le jour du départ des troupes avait été formellement et irrévocablement fixé au 22 février 1897 ; la veille du départ fut effectuée sur la place de Monte Santo une revue des troupes en bonne et due forme. Cependant, de façon totalement inattendue, le colonel Moreira César arriva alors au galop et se mit à la tête des soldats. Sur sa décision, l’ordre de départ vers Canudos fut donné à l’instant, et la colonne, comprenant en tout 1 281 hommes, avec pour chacun 220 cartouches dans les gibernes et sur les bêtes de somme, outre une réserve de 60 000 projectiles dans le convoi général, se mit donc en branle à la tombée de la nuit.
Si l’avant-garde arriva après trois journées à Cumbe (actuel Euclides da Cunha), ce fut en l’absence du commandant, qui dut se retirer dans une fazenda voisine à cause d’une nouvelle crise d’épilepsie. Le 26 février, dépassée la localité de Cumbe, la troupe se dirigea comme prévu vers le nord. Cette partie du sertão, à l’orée des plateaux qui s’étendent jusqu’à Jeremoabo, se distingue nettement de celle traversée par l’expédition précédente, étant en effet moins accidentée, plus aride, et présentant moins de montagnes aux flancs escarpés et davantage de vastes plaines. En contrepartie de cet aspect moins tourmenté du paysage, le sol, sablonneux et plat, sans dépressions où des trous d’eau salutaires eussent pu persister au plus haut de l’été, incapable de retenir dans ses sables l’eau des pluies espacées, apparaissait absolument stérile. Une flore plus clairsemée, où les arbres se raréfiaient, garnissait la plaine — c’est la caatanduva, où la réverbération des sables a pour effet d'exacerber l’ardeur de la canicule, où aucun foyer de peuplement ne vient atténuer l’impression de désolation et où ne s’aventurent que de très rares voyageurs. Le terrain, inconsistant et mouvant, opposait néanmoins de soudaines barrières flexibles d’épineux qu’il fallait forcer à coups de sabre d'abattis.
Après une marche ininterrompue de huit heures, la colonne assoiffée arriva au lieu-dit Serra Branca, prévu comme lieu d’escale, mais n’y rencontra, au fond d’un creux, que quelques litres d’eau. On tenta d’enfoncer dans le sol le tube de la pompe artésienne, mais l’oubli malencontreux d’un bélier rendit l’opération irréalisable. Il n’y eut d’autre possibilité que d’ordonner le départ immédiat vers le sitio de Rosario, situé une dizaine de kilomètres plus loin. Pendant ce temps, les espions de Canudos flanquaient la colonne en se glissant le long des chemins, comme en attestaient les traces fraîches dans le sable et quelques foyers encore tièdes.
Le lendemain 1er mars avant midi, les troupes atteignirent le sitio de Rosario, composé de quelques maisons, d’une clôture et d’une mare, et y établirent leur campement. Les jagunços, profitant d’une averse, lancèrent une attaque soudaine et brève.
À l’aube du 2 mars, les bataillons se mirent en mouvement vers Angico, propriété alors à l’abandon située à une lieue et demie de Canudos, et parvinrent vers 11 heures à Rancho do Vigario, à 8 km d’Angico, où la troupe fut autorisée à se reposer le reste de la journée, avant de prendre à nouveau le départ le lendemain 3 mars. Ensuite, le 4 mars, à cinq heures du matin, la troupe marcha droit sur Canudos et atteignit enfin la région dont le paysage — très accidenté, à l’aspect déchiqueté, couvert d’une végétation étique de chardons et de broméliacées et entrecoupé de ruisseaux — est si caractéristique des alentours de Canudos et où les petites averses de la veille n’avaient laissé aucune trace.
L’on arriva ensuite au hameau de Pitombas où le ruisseau homonyme lacère profondément le sol. Quelque piquet des rebelles avait mis à profit la configuration du terrain pour attaquer brusquement la troupe par le flanc, en lâchant une décharge d’une demi-douzaine de tirs sur le piquet d’éclaireurs montés, accompagné d’un guide expérimenté, qui formaient l’avant-garde. Les jagunços touchèrent mortellement un des sous-officiers de la compagnie de tirailleurs et blessèrent six ou sept soldats, pour s’empresser ensuite de prendre la fuite et de s’égailler afin de se soustraire à la riposte, laquelle ne tarda guère au moyen des canons aussitôt mis en batterie. L’incident eut pour effet de galvaniser les troupes ; la marche reprit peu après au pas accéléré.
Vers onze heures du matin, l’on parvint enfin à Angico, à 3 km environ de Canudos, endroit que le plan de campagne avait explicitement fixé comme dernière halte, où la troupe aurait à se reposer avant d’entamer le lendemain matin les deux heures de marche qui la séparaient encore du village rebelle. Mais, cédant à ses tendances impétueuses et à son désir d’engager le combat sans attendre et entraîné sans doute par l’élan qu’avait acquis la colonne de marche, Moreira César convoqua les officiers et leur proposa de poursuivre du même pas jusqu’à Canudos. Aussi l’arrêt à Angico ne dura-t-il qu’un quart d’heure ; les bataillons, abattus et épuisés par une marche de six heures, se remirent en route.
Pendant ce dernier tronçon, l’on enregistra guère plus que de rares tirs des jagunços, lointains et espacés. Aux abords du village et avant le signal de l’assaut, dans la supposition que le combat serait de courte durée et afin de ne pas ralentir le pas de charge de l’infanterie, Moreira César autorisa ses effectifs à jeter bas gourdes et vivres, de se défaire de leurs sacs à dos, bidons, musettes et de toutes pièces de leur équipement à l’exception des cartouches et des armes, objets que la cavalerie serait chargée à l’arrière-garde de récupérer au fur et à mesure. Dans le même temps, le commandant fit tirer quelques coups de canon à trois kilomètres.

#### Arrivée à Canudos et assaut contre le village

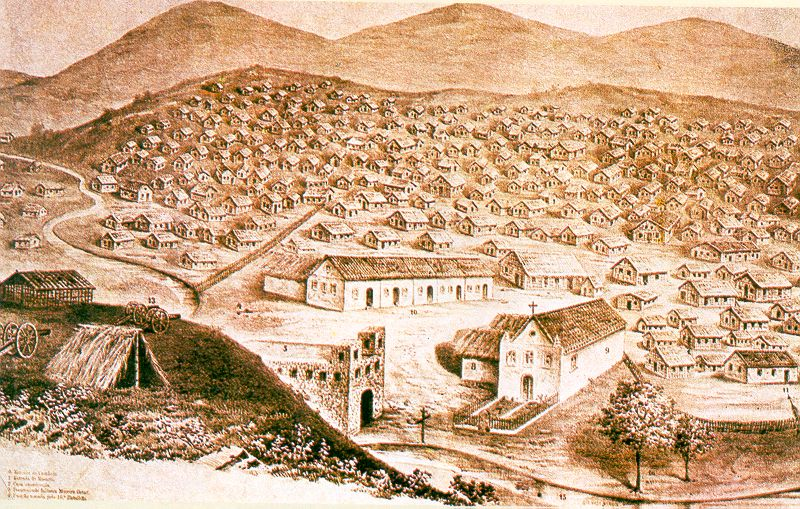
Dessin du village de Canudos, vu depuis la Favela. On distingue le fleuve Vaza-Barris, les deux églises (la nouvelle à gauche), la grand'place, et à l'avant-plan à gauche, canons disposés sur un dernier éperon de la montagne.

Ayant franchi les derniers accidents de terrain, les bataillons arrivèrent au sommet du morne de la Favela, situé au sud-sud-est de Canudos, d’où tout à coup ils purent embrasser du regard le village insurgé, c'est-à-dire : un conglomérat de cinq mille masures séparées par une infinité de venelles fort étroites, se pressant autour de la grand’place et des deux églises qui bordaient celle-ci. Le fleuve Vaza-Barris faisait office d’un vaste fossé de défense tracé en arc de cercle longeant le village au sud, au pied de la Favela.
À la hauteur des deux églises se trouvait, sur la rive opposée du fleuve, une sorte de petit palier aplani et bas ayant l’aspect d’un jardin, appelé vallée des quixabeiras, situé à droite pour qui se tenait sur la Favela, et où débouchait l’une des pentes de la Favela, laquelle pour le reste s’avançait jusqu’au fleuve en un talus abrupt. À mi-chemin de ces versants, que l’on nommait Pelados à cause de leur apparence dégarnie, se dressait une maison ruinée, la Fazenda Velha, que surplombait un fort ressaut, l’Alto do Mário.
Lorsque, vers une heure de l’après-midi, arrivèrent les premiers pelotons, déjà essoufflés, les canons furent alignés en ordre de bataille et, tous ensemble, ouvrirent le feu. Les premiers projectiles, qui atteignaient le village par des trajectoires plongeantes, explosaient au milieu des maisons et allumaient plusieurs incendies. Canudos fit sonner les cloches de la vieille église, mais sans qu’un seul coup de feu ne fût encore tiré depuis le village. En revanche, celui-ci se mit à s’animer, ses habitants et les jagunços armés courant dans tous les sens sans coordination. Du reste, hormis une légère attaque de flanc de quelques rebelles contre l’artillerie, les sertanejos n’avaient opposé aucune résistance ; les forces républicaines eurent donc tout le loisir de se déployer sur les pentes de la Favela et de commencer à descendre vers la rive du fleuve. Moreira César alors déclara : « nous allons prendre le village sans un seul tir de plus ! À la baïonnette ! »
Une fois au bas de la pente, l’infanterie se déploya, pour moitié à droite dans la dénommée vallée des quixabeiras, épousant la courbe du fleuve, et pour moitié à gauche sur un terrain peu propice ; l’artillerie fut disposée au centre de ce dispositif sur un ultime ressaut s’élevant à pic au bord du fleuve.
L’assaut cependant tourna à l'échec cuisant, essentiellement pour les raisons suivantes :
1. une sous-estimation de l’adversaire, se traduisant par le présupposé mal fondé selon lequel l’effet de surprise et la terreur provoquée chez les sertanejos par le déferlement de baïonnettes suffiraient à les mettre en fuite ;
2. un front d’assaut mal conçu, topographiquement asymétrique : à droite, une brève étendue de niveau (la vallée des quixabeiras) qui permettait un assaut aisé, attendu que le fleuve à cet endroit traversait un terrain plat et que ses berges y étaient peu élevées ; à gauche en revanche, la descente se faisait sur des pentes glissantes et le fleuve qui séparait le versant de la Favela d’avec le village formait ici un fossé profond. La configuration topographique de l’extrême gauche de ce front offensif, si elle était peu propice à un assaut, eût pu être tactiquement du plus grand intérêt si l’on y avait posté une troupe de réserve, prête à faire diversion ou à se jeter dans la bataille le moment opportun, selon les développements ultérieurs de la bataille. Le relief général du terrain appelait, au lieu d’une offensive menée simultanément par les deux ailes, bien plutôt une attaque partielle par la droite, énergiquement appuyée par l’artillerie.
3. le fait que le village de Canudos se révéla être un piège pour ses assaillants, une cité-traquenard selon l’expression de Da Cunha. L’agglomération, avec sa trame inextricable d’étroites ruelles de moins de deux mètres de large s’enchevêtrant et se croisant dans tous les sens, donnait une fausse impression de vulnérabilité, apparaissant en effet largement ouverte aux agresseurs à cause de ses murs de pisé et de ses toits d’argile, faciles à abattre à coups de crosse voire à la force du poignet ; mais par là aussi, le village agissait traîtreusement comme un immense filet flexible, bien tressé, dans lequel les pelotons allaient se dissoudre. Canudos était en ceci redoutable qu’il ne résistait pas tout d’abord, qu’il était aisé de l’investir, de s’y enfoncer, de le transpercer de part en part, de le démolir, de le muer en monceaux de décombres d’argile et d’éclats de bois, mais qu’il était ensuite quasi impossible de s’en dégager, l’envahisseur se sentant soudain ligoté, piégé entre de vacillantes cloisons faites de pisé et de lianes[301].

Après que la plus maladroite des dispositions offensives eut ainsi été adoptée par le commandant en chef et que le signal de l’assaut eut été donné, l’aile droite, avantagée par le terrain, progressa au pas de course vers le fleuve, bravant l’intense fusillade en provenance des murs et des toits des maisons les plus proches de la rive, et franchit le talus de la berge opposée. Bientôt, les premiers groupes de soldats émergèrent sur la grand’place, mais avaient dès cet instant perdu tout semblant de formation de combat. À gauche, ayant surmonté les difficultés d’un terrain parsemé d’obstacles, les soldats prirent position à l’arrière de la nouvelle église, tandis que d’autres attaquaient par le centre. La partie concertée et ordonnée du combat se limita à cette première percée, après quoi il n’y eut par la suite plus aucun mouvement de troupe, simple ou combiné, plus aucune combinaison tactique, qui dénotât de quelque façon l’existence d’un commandement. La lutte en effet tendit très tôt à se fractionner en une profusion de petits combats isolés, dangereux et inefficaces.
Après avoir pris d’assaut, dès les premières minutes du combat, les maisons bordant la rivière, les avoir incendiées, avoir fait fuir et pourchassé les Canudenses qui s’y trouvaient, les soldats s’enferraient dans les venelles de l’agglomération, se bousculant les uns les autres, tournant les coins de rue successifs, s’emparant des masures dans le plus grand désordre, tirant souvent au hasard, inconsidérément, se divisant peu à peu en sections qui, scission après scission, devenaient de plus en plus petites, se dispersaient toujours plus, jusqu’à finir par se dissoudre complètement en combattants isolés. Ainsi l’attaque perdit-elle rapidement tout caractère militaire, se fractionna en une multiplicité de conflits partiels aux angles des rues, devint, au milieu des ruines et des femmes affolées, autant de combats au corps à corps à l’entrée et à l’intérieur des maisons. Les habitants de ces maisons déchargeaient fourbement et à bout portant sur les assaillants leur dernier tir avant de s’enfuir, ou alors se précipitaient sur eux avec l’arme qui se trouvait à leur portée — couteau, faux, aiguillon. De nombreux soldats, enivrés par la poursuite qui commençait à se révéler dangereuse et funeste, s’engagèrent étourdiment dans le labyrinthe des ruelles et s’y égarèrent ; les rôles alors pouvaient soudain s’inverser, les soldats trop hardis se retrouvant cernés et pourchassés par une bande de Canudenses, devant à leur tour se retrancher dans les maisons en décombres.
Entre-temps, les tireurs postés dans la nouvelle église campaient sur leurs positions et purent à loisir prendre sous leur feu n’importe quelle cible vu que l’artillerie, qui craignait de toucher ses propres troupes, évitait de les viser. Un autre élément important de la topologie de Canudos était la présence d’un faubourg qui, à l’extrême droite (c'est-à-dire à l’ouest), coiffait un long tertre séparé de la grand'place par une profonde ravine ; ce faubourg, moins compact et moins facile à prendre avait ainsi pu se dérober aux assauts des soldats mais restait menaçant car permettant une défense en surplomb par les sertanejos.
Par ailleurs, l’arrière-garde venait de déboucher sur la Favela conjointement avec la police et l’escadron.
Moreira César, qui était resté avec son état-major sur la rive droite du fleuve, observait perplexe l’offensive menée par ses troupes sans s’en faire la moindre idée claire.
Il donna l’ordre d'une part à l’arrière-garde de s’avancer à l’extrême droite et d’attaquer le faubourg encore indemne, et de renforcer en même temps les opérations sur la gauche, d'autre part à la cavalerie de partir en renfort et d’attaquer par le centre, entre les deux églises.

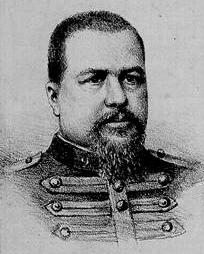
Le colonel Tamarindo, du 9e d’infanterie.

Cependant, tandis que les chevaux passaient à gué jusqu’au milieu du courant, puis désarçonnaient leurs cavaliers en se cabrant et ruant et revenaient à leur point de départ dans le plus grand désordre, la police atermoyait devant le ravin du faubourg surélevé.
Moreira César, dans le but de « redonner du courage à ces gens » en montrant l’exemple, eut alors l’impulsion de dévaler la pente sur son cheval blanc et de se jeter sabre au clair dans la bataille ; il fut bientôt atteint par une balle, dans l’abdomen d’abord, dans le dos ensuite quand il eut fait demi-tour.
Le colonel Tamarindo, qui était appelé à le remplacer mais qui désespérait de sauver son propre bataillon, fut dans l’impossibilité de prendre la moindre décision.
À la tombée de la nuit, les soldats, épuisés par cinq heures de combat sous un soleil implacable, commencèrent à refluer vers le fleuve. Les premières unités refoulées, dispersées, courant au hasard, surgirent sur la berge. Ce mouvement de repli commencé à gauche se propagea du côté droit, chacun luttant à sa façon, sans commandement.
Ensuite, certains soldats, blessés et désarmés, se mirent à repasser le fleuve ; les derniers pelotons abandonnèrent finalement leurs positions.
Un premier regroupement eut lieu près de l’artillerie mais, étant donné que la Favela était trop exposée aux tirs des jagunços voire à un assaut nocturne, il fallut, dans le désordre et en traînant les pièces d’artillerie, gagner un emplacement situé plus haut, vers le sommet de l’Alto do Mario 400 m plus loin, où un carré fut hâtivement improvisé pour passer la nuit.
L’équipe médicale ne suffisait pas pour le nombre de blessés ; l’un des médecins avait de plus disparu au cours de l’après-midi.
De surcroît, le nouveau chef, le colonel Tamarindo, n’était pas à la hauteur de ses responsabilités qui visiblement l’oppressaient et avait renoncé à réorganiser la troupe démoralisée.
Apathique, il tendait à déléguer le commandement à ses officiers, lesquels infatigablement prenaient eux-mêmes les mesures qui s’imposaient.
Si quelques-uns parmi eux nourrissaient encore l’idée d’une nouvelle offensive le lendemain, la plupart ne se faisaient plus guère d’illusions et ne voyaient plus qu’une seule option possible : la retraite.
Aussi, les officiers, réunis à onze heures, se rangèrent-ils unanimement à cette solution. Un capitaine d’infanterie fut chargé de communiquer la résolution au colonel Moreira César, qui, ulcéré, s’y opposa immédiatement, invoquant le devoir militaire et arguant que le corps expéditionnaire gardait des réserves suffisantes en hommes (plus des deux tiers de la troupe restaient aptes au combat) et en munitions pour une nouvelle tentative. Les officiers maintinrent la résolution adoptée et Moreira César, indigné, donna son ultime ordre — celui de rédiger un compte-rendu de la réunion en y ménageant un espace pour y consigner sa protestation contre la décision prise et sa démission de l’armée brésilienne.
Le colonel Moreira César mourut à l’aube, ce qui porta au plus haut degré le découragement général de la troupe ; les soldats, en plus d’être abattus par cet échec militaire inexplicable où leur chef, pourtant réputé invincible, avait péri, étaient sous l’emprise d’une terreur surnaturelle ; en effet, beaucoup de ces soldats, originaires du Nordeste, étaient de la même trempe que les sertanejos qu’ils combattaient ; l’extraordinaire mythe d’Antônio Conselheiro, ses miracles de thaumaturge et ses exploits de sorcier apparaissaient à certains désormais vraisemblables.

#### Retraite et débandade

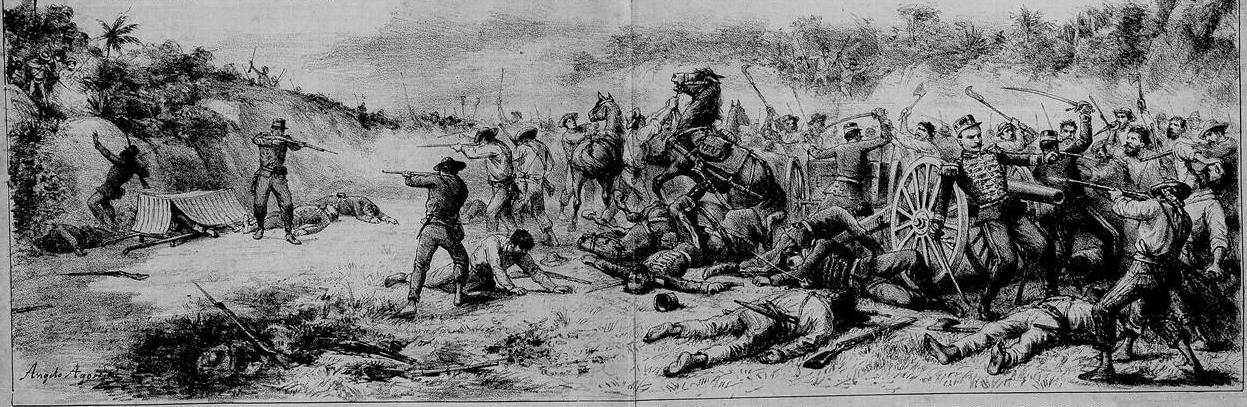
Combat de Canudos: mort du capitaine Salomão da Rocha défendant une pièce d'artillerie.

La retraite dégénéra rapidement en une fuite chaotique. Le corps expéditionnaire se retira sans ordre ni formation, en se dispersant d’abord sur les pentes de la Favela, puis sur les versants opposés, pour rejoindre la route, où la troupe, tant elle était pressée de prendre la large, négligea, à l’instar de la deuxième expédition, de s’organiser en échelons, se précipitant, au lieu de cela, au hasard à travers les sentiers. La colonne, ainsi éparpillée, étirée sur les chemins, devenait une proie facile pour les jagunços, qui la flanquaient d’un bout à l’autre. Seule une division de deux canons Krupp, sous les ordres d’un sous-officier, avec le renfort d’un contingent d’infanterie, fit montre de la fermeté suffisante pour rester quelque temps sur le sommet du Mario, de riposter pendant un temps aux attaques des rebelles, puis de s’ébranler à son tour, sans hâte ni désordre, à titre d’arrière-garde. En dépit des sonneries répétées de « demi-tour, halte ! » ordonnées par Tamarindo, le reste de la colonne accéléra la fuite et s’éloigna de plus en plus, abandonnant équipements et vêtements inutiles, mais aussi les blessés et le corps de Moreira César, si bien qu’au bout d’un certain temps l’arrière-garde se retrouva esseulée, encerclée par des poursuivants de plus en plus nombreux, qu’il ne fut plus possible de maintenir à distance et qui finirent par attaquer et massacrer les deux bataillons, pendant que Tamarindo, alors qu'il franchissait le ruisseau Angico, fut précipité à bas de son cheval par une balle. Entre-temps, la plupart des fuyards, comme ils s’efforçaient d’éviter la route, s’égarèrent dans le désert, pour certains à jamais. Le reste parvint le lendemain à Monte Santo.
Les sertanejos eurent tout loisir de puiser dans les dépouilles laissées par l’armée entre Rosário et Canudos : matériel, armement moderne et munitions abondantes constituaient un véritable arsenal à l’air libre. Les jagunços emportèrent au village les quatre canons Krupp, et à leurs vieux tromblons à chargement lent ils purent substituer des fusils de guerre automatiques Mannlicher et Comblain.
Ensuite, les jagunços rassemblèrent les cadavres des soldats tombés qui gisaient épars et les décapitèrent. Les têtes furent fichées sur des pieux et disposées face à face des deux côtés de la route, et les uniformes, képis, dolmans, gourdes, ceinturons etc., suspendus dans les arbustes, composant ensemble le décor qu’allait par la suite avoir à traverser la future quatrième expédition. Parmi les chefs sertanejos s’étaient distingués dans la bataille Pajeú, Pedrão, qui ultérieurement commandera les conselheiristes lors de la traversée de Cocorobó, Joaquim Macambira et João Abade, bras droit d’Antônio Conselheiro, qui avait déjà dirigé les jagunços lors de la bataille d'Uauá.

### Quatrième expédition et liquidation du réduit (juin — octobre 1897)

#### Résumé
À Rio de Janeiro, la commotion provoquée par cette nouvelle défaite fut considérable, d’autant que l’on prêtait à Conselheiro le projet de restaurer la monarchie. Des journaux monarchistes subirent des déprédations et le colonel Gentil José de Castro, administrateur et propriétaire de deux d’entre eux, fut accusé de livrer des armes aux Canudenses et assassiné dans un attentat le 8 mars.
Sous la pression du gouvernement britannique qui avait soutenu le gouvernement républicain, mais qui craignait que les nombreux investissements britanniques dans le nord-est ne fussent menacés si le désordre civil et la résistance monarchiste continuaient, le gouvernement fédéral prépara une nouvelle expédition. Cette fois, elle fut planifiée de façon plus professionnelle, avec l'aide d'un cabinet de guerre.
Sous le commandement du général Arthur Oscar de Andrade Guimarães et sous la supervision personnelle du ministre de la Guerre, le maréchal Bittencourt (qui alla jusqu'à visiter Monte Santo, ville proche de Canudos et qui servait de point de concentration), fut mise sur pied une importante formation militaire constituée de trois brigades, huit bataillons d'infanterie et trois bataillons d'artillerie, pour un effectif total de près de 4 300 hommes. Des mitrailleuses et de grosses pièces d'artillerie, telles que mortiers et obusiers, y compris un canon Whitworth de 32 cm, accompagnaient les effectifs. Cet équipement demanda d'énormes efforts de transport dus au terrain difficilement praticable ; en particulier, le canon Withworth, pesant deux tonnes, requit qu’une route fût spécialement aménagée, pour permettre à vingt couples de bœufs de le traînér à travers le sertão. Pourtant, l’on vit une nouvelle fois se reproduire lors de cette quatrième expédition les mêmes erreurs et carences logistiques que lors des trois précédentes. Ainsi ne disposait-on d’aucun service de transport capable de charroyer 100 tonnes de munitions, et il n’y eut tout d'abord pas de liaison entre Monte Santo et les troupes en campagne.
Les deux colonnes du corps expéditionnaire, de 2 350 et 1 933 hommes, partis resp. les 16 et 19 juin 1897, sous les ordres des généraux Oscar et Savaget, firent leur jonction, comme prévu, sur la favela de Canudos le 27 juin, non sans avoir d’abord subi de lourdes pertes (400 morts et blessés) dans divers combats d’avant-garde. Les jagunços disposaient désormais, au lieu d’armes à feu obsolètes comme antérieurement, de l’armement le plus moderne (fusils à répétition Mannlicher autrichiens, Comblains belges etc.), pris sur l’armée lors de l’expédition précédente, et avaient pris soin de se mettre à couvert dans Canudos par un système de tranchées, d’où ils faisaient feu sur les troupes, qui, elles, étaient au contraire totalement à découvert, évoluant en terrain hostile et inhospitalier, et en butte dès les premières heures à des difficultés d’approvisionnement. Le bilan de la première journée de combat faisait état de la perte de 524 hommes côté armée régulière. Une partie du train de bagages était tombé entre les mains des rebelles, et l’armée allait bientôt se trouver confrontée à un grand nombre de désertions. L’expédition eût sans doute échoué, n’était qu’un convoi de denrées et de munitions finit par arriver le 13 juillet, et n’était l’intervention de Bittencourt, qui envoya un renfort de 4 000 hommes et un millier de mulets pour assurer l’approvisionnement. Du reste, il n’y eut de lignes d’approvisionnement sûres qu’à partir de la dernière semaine d’août, permettant alors notamment d’enfin utiliser effectivement le canon Withworth, et d’abattre tour à tour le clocher de la vieille église et les deux clochers de la nouvelle. Le 22 septembre, Antônio Conselheiro mourut, probablement des suites de son refus de s’alimenter après la destruction des lieux de prière et des suites de la dysenterie.
Fin juin, après un mouvement de prise en tenaille et l'arrivée des renforts, l’encerclement du village retranché devint complet le 24 septembre. Après avoir été bombardé sans relâche nuit et jour, et manquant de vivres et d’eau, le réduit fut conquis progressivement, au cours de combats s'étendant sur des mois. Les rebelles opposèrent à l’armée une résistance farouche inopinée qui défia l’entendement et coûta à l’armée un surcroît de 567 morts. De place en place, des groupes rebelles isolés se rendaient, à bout de combattants et attirés par des promesses (vaines) de clémence. Quelques jours avant la fin des combats, des pourparlers eurent encore lieu en vue d’une capitulation, menés côté rebelles par Antônio Beatinho, membre de la garde personnelle de Conselheiro ; à la consternation des assaillants furent alors livrées trois centaines de femmes faméliques accompagnées des enfants et de quelques vieillards. Délestée de ce poids, la résistance n’en devint que plus acharnée. Finalement, après un bombardement intense de plusieurs jours, et l’usage d’une sorte de napalm rudimentaire (consistant à asperger d’essence les maisons encore occupées, puis à lancer sur elles des bâtons de dynamite), la résistance dans le réduit de Canudos finit par s’éteindre le 5 octobre, sans qu’il eût jamais consenti à la reddition ; le dernier groupe de résistants ne comptait que quatre personnes, deux hommes armés, un vieillard et un enfant.
La population rescapée eut à subir des atrocités, comme de nombreux viols et l'exécution sommaire d'hommes, femmes et enfants en groupes entiers par égorgement (grabata vermelha, cravate rouge). Seules quelques centaines d'habitants survécurent aux nombreux massacres perpétrés par l’armée. Les femmes les plus avenantes furent capturées et envoyées dans les bordels de Salvador. Le corps d'Antônio Conselheiro fut exhumé, sa tête coupée et envoyée à la faculté de médecine de Salvador (Bahia) pour y être étudiée quant à la présence de stigmates anatomiques « de la folie, de la démence et du fanatisme ». En quelques jours, les 5 200 cahutes et maisons qui composaient la petite colonie furent pulvérisées à la dynamite.
Certains auteurs comme Euclides da Cunha (1902) estiment que le nombre de morts lors de la guerre de Canudos s'éleva à environ 30 000 (25 000 résidents et 5 000 assaillants), mais le bilan réel est probablement inférieur (environ 15 000 morts selon Levine, 1995).

#### Réaction du pouvoir après l’échec de la3eexpédition

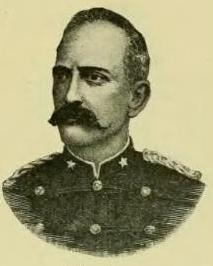
Le général Arthur Oscar, commandant de la quatrième expédition.

À Rio de Janeiro la commotion provoquée par cette nouvelle défaite fut considérable, et plusieurs conjectures couraient pour tenter d’expliquer cet événement impensable et rendre raison de l’écrasement d’une force militaire aussi nombreuse, emmenée qui plus est par un chef d’armée d’une telle envergure. L’idée s’imposa que les rebelles n’agissaient pas seuls et que les troubles sertanejos étaient les prodromes d’une vaste conspiration contre le nouveau régime républicain. Selon certains rapports, il ne s’agissait pas seulement d’une révolte de campagnards auxquels se seraient joints des bandits, mais il y avait parmi eux aussi des soldats de grande valeur, parmi lesquels d’anciens officiers de l’armée et de la marine brésiliennes, qui étaient en fuite pour avoir pris part à la révolte de septembre et qu’Antônio Conselheiro avait intégrés dans sa troupe. Plus alarmants encore, certains rapports laissaient entendre que les jagunços s’étaient déjà emparés de Monte Santo, de Cumbe, de Massacará, et peut-être de Jeremoabo, et qu’après avoir mis à sac ces bourgades, les hordes conselheiristes convergeaient vers le sud et se proposaient, après s’être réorganisés à Tucano et d’y avoir opéré leur jonction avec de nouveaux contingents, de se diriger vers le littoral et de faire mouvement sur la capitale de la Bahia. L’imprécision du rapport militaire de la 3e expédition tel qu’établi par le commandant Cunha Matos n’était pas fait pour apaiser les esprits ; en effet, ce dernier, sous l’empire de la fébrilité du moment, fit un compte rendu entaché d’erreurs factuelles, dans lequel les phases principales de l’action étaient mal définies et qui suggérait l’idée d’une terrible hécatombe. Déjà, des journaux monarchistes subirent des déprédations et le colonel Gentil José de Castro, administrateur et propriétaire de deux d’entre eux, fut accusé de livrer des armes aux Canudenses et assassiné dans un attentat le 8 mars.
Un deuil national fut décrété et des motions de condoléance furent inscrites dans les actes des assemblées municipales y compris dans les zones les plus écartées.
Sous la pression du gouvernement britannique, qui avait soutenu le gouvernement républicain, mais craignait que les lourds investissements britanniques dans le nord-est ne fussent menacés si le désordre civil et la résistance monarchiste persistaient, le gouvernement fédéral prépara une nouvelle expédition. Cette fois, elle fut planifiée de façon plus professionnelle, avec l'aide d'un cabinet de guerre. L’on assista bientôt à une mobilisation dans tout le pays : partout, les citoyens se rendirent dans les bureaux de recrutement mis en place par le quartier-général de l’armée ; les vides des différents corps furent comblés et les bataillons reconstitués.

#### Mise sur pied d’une nouvelle expédition
Le général Artur Oscar de Andrade Guimarães, sollicité par le gouvernement, accepta de prendre le commandement de la quatrième expédition. Pour constituer celle-ci, des bataillons, dépêchés de tous les États du Brésil, gagnaient d’abord la capitale d’État Salvador en unités détachées, puis repartaient sur-le-champ par le train à destination de Queimadas, choisi comme point de concentration et base d’opérations provisoire. Ces départs précipités vers Queimadas étaient une mesure préventive s’imposant par le soupçon de sympathie monarchiste que les nouveaux expéditionnaires nourrissaient à l’endroit de la population de Salvador ; quoique ces soupçons fussent injustifiés, ils avaient donné lieu à plusieurs incidents et la soldatesque présente dans la ville multipliait les rixes et les échauffourées.
Aussi tous les corps destinés à marcher vers Monte Santo se retrouvèrent-ils bientôt, au début avril, dans la bourgade sertaneja de Queimadas. Cependant, l’ordre de départ de l’expédition ne put être donné que deux mois plus tard, à la fin juin. Les combattants restèrent donc bloqués pendant de longues semaines à Queimadas, et la bourgade se mua en un vaste camp d’instruction. Enfin, l’on se mit en route pour Monte Santo, mais la pénurie de moyens de transport obligea à procéder par des transports partiels, bataillon après bataillon. La même situation cependant se reproduisit à Monte Santo, où, pour plus de trois mille hommes en armes, les mêmes exercices se poursuivirent jusqu’à la mi-juin.
Finalement, le 19 juin, le général Artur Oscar se décida à rédiger l’ordre du jour du départ. L’importante formation militaire était alors constituée de trois brigades, de huit bataillons d'infanterie et de trois bataillons d'artillerie, pour un effectif total de près de 4 300 hommes. Des mitrailleuses et de grosses pièces d'artillerie, telles que mortiers et obusiers, quelques canons de tir rapide, et y compris un lourd canon Whitworth de 32 cm, accompagnaient les effectifs.
Une commission d’ingénieurs, protégée par une brigade, s’était mise en mouvement le premier, dès le 14 juin. Elle était chargée d’aménager les chemins du sertão, en les rectifiant, élargissant et nivelant, ou en les reliant par des passerelles ou des poncelets, de façon à les rendre aptes à recevoir les colonnes en marche, y compris l’artillerie, avec ses batteries Krupp et l’énorme Whitworth, lequel à lui seul requérait une route carrossable. La commission d’ingénieurs, dirigée par un vrai chef militaire, le lieutenant-colonel Siqueira de Meneses, sut mener à bien sa tâche et réaliser la route demandée jusqu’au sommet de la Favela. Siqueira de Meneses, originaire d’une famille sertaneja du nord, ayant même des proches parents parmi les fanatiques de Canudos, excellent observateur du terrain, avait, après de périlleuses reconnaissances, imaginé ce tracé, qui surprit les sertanejos eux-mêmes.

#### Plan de campagne et facteurs d’un nouvel échec
La 4e expédition devait répéter toutes les erreurs des expéditions précédentes, et même en ajouter quelques autres. Ce sont en particulier :
- Défaillance stratégique.

Le plan de campagne général se bornait à prévoir une division du corps expéditionnaire en deux colonnes. Au lieu de cerner le village rebelle à distance et dans plusieurs directions, ce à quoi auraient suffi les effectifs disponibles, moyennant de les positionner à des points stratégiques et ainsi de resserrer progressivement l’étau sur le village, on avait projeté d’attaquer Canudos en deux points seulement : une première colonne partirait de Monte Santo, tandis qu’une seconde, après s’être constituée à Aracaju, sur le littoral du Sergipe, traverserait cet État jusqu’à Jeremoabo, puis marcherait sur Canudos. Les itinéraires choisis, celui de Rosário pour la première colonne et de Jeremoabo pour la seconde, faisaient que les deux colonnes convergeraient (le 27 juin, selon la date prévue) en un point situé hors du village, dans la vaste périphérie de celui-ci, et que les jagunços ne seraient donc en fait combattus que sur leur flanc sud-est, et garderaient le libre accès aux routes du Cambaio, d’Uauá et de la vallée de l’Ema, vers l’ouest et le nord, et de l’immense sertão du fleuve São Francisco, où ils pourraient, en cas de défaite, aisément se réfugier et préparer leur riposte — à supposer d’ailleurs qu’ils se résignassent à abandonner le village au lieu d’opposer à l’armée une résistance à outrance. Pourtant, une solution existait à laquelle on ne songea pas et qui eût permis de mettre en place un blocus effectif : l’organisation d’une troisième colonne, qui serait partie p.ex. de Juazeiro, c'est-à-dire de l’ouest, et qui, après avoir parcouru un trajet d’une longueur équivalente à celui des deux autres colonnes, eût été à même de couper l’accès à toutes ces routes.
- Absence de lignes d’approvisionnement consolidées.

Pendant la campagne, il y avait, en raison de l’absence de service de ravitaillement organisé, pénurie de tout. À Queimadas, la base provisoire d’opérations, pourtant reliée au littoral par une ligne de chemin de fer, il fut impossible de créer un dépôt de vivres suffisant.
Ne disposant pas de chariots pour le transport de munitions vers Monte Santo, dépourvu des ressources les plus élémentaires, le commandant en chef en fut réduit à attendre pendant des semaines, d’abord à Queimadas puis à Monte Santo, sans pouvoir prendre de décisions. L’officier chargé du Grand Quartier Général ne réussissait pas à assurer un service régulier de convois capable de ravitailler depuis Queimadas la base d’opérations à Monte Santo et d’emmagasiner des réserves pouvant suffire à la troupe pendant huit jours. Il s’agissait notamment d’acheminer de Queimadas vers le théâtre d’opérations près de cent tonnes de munitions de guerre. En juillet, alors que la 2e colonne traversait l’État de Sergipe et s’approchait de Jeremoabo, il n’y avait plus à Monte Santo un seul sac de farine en réserve.
- Médiocre formation des combattants.

Les bataillons qui débarquaient à Queimadas n’avaient pas préalablement été entraînés dans des champs de tir ou sur des plaines de manœuvre. Ces soldats improvisés ignoraient les notions tactiques les plus élémentaires et disposaient d’un armement en mauvais état. Les bataillons avaient en réalité parfois des effectifs plus réduits qu’une compagnie : il fallut donc d’abord les compléter, en plus de les armer, les habiller, les pourvoir en munitions et leur donner une formation militaire.
- Structure inadaptée des unités combattantes.

Il ressortait des reconnaissances effectuées par le génie que les aspérités et accidents de terrain étaient plus importantes que ce qu’on avait pensé. Les relevés topographiques faisaient apparaître trois conditions essentielles à la réussite de la campagne, mais dont aucune ne fut prise en compte. Ces exigences étaient : 1) des forces bien ravitaillées, qui n’auraient pas lieu de faire appel aux ressources des régions pauvres qu’elles traversaient (au contraire, les troupes partirent de Monte Santo avec une demi-ration) ; une mobilité maximale (leur marche serait au contraire entravée par les tonnes de l’artillerie lourde) ; et 3) une grande souplesse, pour s’adapter à chaque nouvelle configuration du terrain (au contraire, l’armée était réglée essentiellement sur une bataille rangée en terrain ouvert, et les brigades devaient, conformément à une campagne classique, faire mouvement en bataillons séparés par des intervalles de seulement quelques mètres, avec quatre hommes de front). En fait, il eût suffi, pour mener cette guerre, d’un chef actif assisté d’une demi-douzaine de sergents astucieux et hardis, à la tête d’unités de combat très mobiles ne s’embarrassant pas de structures hiérarchiques complexes. Les troupes mal réparties s’avançaient sans lignes d’opérations, sur la foi de reconnaissances superficielles effectuées auparavant ou à l’occasion des expéditions précédentes, et sans consignes pratiques quant aux services de sécurité de l’avant-garde ou des flancs. L’on vit donc des bataillons massifs s’empêtrer dans des chemins tortueux et progresser avec de grands déploiements de force, et qui allaient s’avérer incapables, en l’absence d’une avant-garde et d’un flanc-garde efficaces, de se garantir des assauts d’adversaires téméraires se dérobant sans cesse, face auxquels les colonnes tendaient chaque fois à se figer. Symptomatique à cet égard était le monstrueux canon de siège Whitworth 32, pesant 1700 kilos, conçu pour abattre les murailles de forteresse, qui en l’occurrence ne pouvait qu’être source de difficultés, obstruer la route, ralentir la progression, paralyser les chariots, être préjudiciable à la rapidité des ripostes. Il n’est jusqu’à la tenue de combat qui ne fût inappropriée : les uniformes, faits de drap, avaient tôt fait de partir en lambeaux au contact des épineux et des broméliacées de la caatinga. Comme le note Euclides da Cunha, il suffisait que les hommes, ou tout au moins les flanc-gardes, fussent vêtus sur le modèle du costume du vaqueiro, avec des sandales résistantes, des guêtres et des jambières de cuir qui rendent inoffensifs les piquants des xique-xiques, des pourpoints et des gilets protégeant le thorax, et des chapeaux de cuir, aux brides bien attachées sous le menton, lui permettant de se lancer sans dommages dans les broussailles. Le cuir est un isolant thermique de premier ordre et maintient sec le corps des vaqueiros en cas de pluies torrentielles ou lorsqu’ils traversent à gué les rivières, et leur permet de franchir une étendue d’herbes en flammes.

#### Péripéties et déboires de la première colonne
La première colonne avait opté pour un itinéraire passant plus à l’ouest que celui de la troisième expédition. La brigade d’artillerie, qui fut la première à prendre le départ de Monte Santo, le 17 juin, éprouva dès le commencement de sérieuses difficultés, en raison de ce que l’encombant Whitworth, que traînaient péniblement vingt paires de bœufs conduits par des conducteurs inexpérimentés, accusait jusqu’à deux km de retard par rapport aux canons légers. Partirent ensuite le commandant en chef et le gros de la colonne, constitué des 1re et 3e brigades, avec un effectif de 1 933 soldats. À la queue de la colonne marchait le grand convoi de munitions, sous la protection de 432 hommes du 5e corps de la police bahianaise, unité qui équivalait en fait à un bataillon de jagunços puisque l’on venait de le former avec des sertanejos recrutés dans les régions riveraines du fleuve São Francisco, et qui était le seul corps en adéquation avec les conditions de cette campagne. La colonne tout entière, forte de quelque trois mille combattants au total, avança ainsi jusqu’aux contreforts de la chaîne montagneuse de l’Aracati, à 46 km à l’est de Monte Santo.
À l’encontre de toutes les instructions prédéfinies, et malgré la formation adoptée, la colonne s’éparpillait sur une longueur de presque huit km et tout le train de l’artillerie restait parfois longtemps séparé du reste de la colonne, rendant impossible une concentration rapide des forces dans l’éventualité d’un affrontement.
Le 23 juin, le piquet du commandant en chef remarqua pour la première fois, dans quelque hameau, un groupe de rebelles occupés à se saisir des tuiles d’une maison. Attaqués à l’improviste par une charge, les sertanejos fuirent sans riposte, sauf un seul, qui resta sur place et se défendit bravement.
Le 24 juin, la progression se fit plus malaisée. Il fallut p.ex., la route s’interrompant, ouvrir sur plus de deux km un passage continu à travers la caatinga, tandis que des pluies torrentielles s’abattaient sur la région. Les 1re et 3e brigades avaient déjà devancé de près de 5 km le général Oscar et se dirigeaient droit vers la Fazenda do Rosário, à 80 km environ de Monte Santo, où l’on bivouaqua. Sur la rivière du même nom, l’ennemi fit une nouvelle apparition, sous les espèces d’un groupe de jagunços, dirigé par Pajeú, faisant feu sur la troupe. Celle-ci eut à subir ensuite plusieurs de ces attaques fuyantes, et à la suite de l’une d’elles, un jagunço blessé, de 12 à 14 ans, fut fait prisonnier, mais s’obstina à ne pas parler au cours de l’interrogatoire.
Le 26 juin, l’on atteignit le Rancho do Vigário, 18 km plus avant. Les troupes, se disposant à escalader par le sud les contreforts des montagnes qui bordent Canudos au sud, s’avançaient désormais avec précaution, en s’interdisant l’usage des clairons. Pour franchir les pentes, l’on avait détaché les animaux de trait, et le 5e bataillon de police s’affaira à transporter sur le dos toute la charge des 53 chariots et des 7 grands chars à bœufs. Entre-temps, toute la colonne s’était fractionnée davantage encore, laissant le convoi égaré et sans protection à l’arrière-garde. Les guérilleros cependant n’attaquèrent pas et la nuit s’écoula paisiblement. Le lendemain 27 juin, jour fixé pour la jonction des deux grandes colonnes, la troupe, délaissant totalement le convoi que, loin derrière, elle abandonna aux soins d’autres soldats chargés d’assurer le transport des lourds fardeaux, entama sa journée de marche et traversa le ruisseau d’Angico sur deux petites passerelles, s’étirant lentement sur une ligne de dix km.
Vers midi, peu avant d’arriver à Angico, les brigades, alors qu’elles se déplaçaient sur une rampe dénudée, furent attaqués par surprise et de flanc par des jagunços massés, sous la direction du même Pajeú, sur le sommet d’une hauteur que l’on distinguait mal d’en bas. L’armée sut riposter avec vigueur et ne perdit que deux soldats, un mort et un blessé. L’armée poursuivit ensuite sa route et traversa le lugubre site du Pitombas, où les rebelles avaient théâtralement disposé des vestiges de la troisième expédition, y compris la carcasse décapitée du colonel Tamarindo. Après avoir essuyé des coups de fusil isolés, sur les flancs et à l’avant, et avoir repoussé, à l’aide des canons Krupp, une attaque plus importante près du sommet de la Favela, la troupe et le général Oscar atteignirent vers deux heures de l’après-midi ledit sommet.
En réalité, le sommet de la Favela se présente comme une large vallée oblongue, donnant l’impression d’une plaine, sorte de longue cuvette orientée selon un axe nord-sud, longue de trois cents mètres, et barrée au nord par une montagne, que l’on franchit par un défilé accidenté et escarpé qui la déchire à droite ; la route de Jeremoaba s’enfonçait 200 m plus avant dans le lit sec du Vaza-Barris, entre deux tranchées bordant les rives de ce cours d’eau. À gauche de cette vallée s’étend la dépression que borde le mont du Mario, et à l’avant, sur un plan inférieur, se dressaient les ruines de la Fazenda Velha, corps de logis d'un ancien domaine agricole (fazenda). Tout de suite après vient la petite chaîne des Pelados, dont les pentes descendent vers le Vaza-Barris. Ces hauteurs, que ne recouvre même pas la végétation typique de la caatinga, apparaissent dénudées. La cuvette fonctionnera pendant de longues semaines comme un piège pour la première colonne d’abord, pour les deux colonnes réunies ensuite, tenues en respect par les rebelles qui s’étaient tapis dans les tranchées-abris dont les pentes latérales de la vallée étaient parsemées et qui pouvaient de là faire feu sans prendre le moindre risque. En fait, il s’agissait sans doute d’un piège tendu par les jagunços : toutes les manœuvres des sertanejos avaient, à partir d’Angico, tendu à attirer l’expédition dans une direction précise et à l’empêcher d’emprunter l’un des nombreux raccourcis menant à Canudos.
La tête de la colonne et une batterie de Krupp s’engagea dans la cuvette à la tombée de la nuit, le 27 juin, alors que le reste de la troupe était retardée à l’arrière-garde. Alors se déchaîna une furieuse fusillade, déclenchée par un ennemi invisible et placé en surplomb, que la troupe supporta vaillamment, en se déployant en tirailleurs et en déchargeant leurs armes au hasard. La batterie, qui s’était employée à gravir au pas de course la pente d’en face pour s’aligner en ordre de bataille à son sommet et envoyer des salves de canon sur Canudos, ne fit que susciter une fusillade plus intense encore d’un bout à l’autre de la cuvette. La situation ainsi créée était désespérante : la troupe, prise pour cible de tous côtés, encerclée par un adversaire parfaitement à couvert, devait se resserrer dans un étroit pli de terrain empêchant toute manœuvre. Attendu qu’il était vain de viser les flancs de la cuvette, où les rebelles étaient accroupis ou couchés dans les fossés, et qu’il était suicidaire de tenter de les déloger par des charges à la baïonnette sur les pentes, et qu’il était tout aussi inenvisageable de poursuivre la route, car c’eût été s’exposer aux attaques les plus virulentes et abandonner en même temps l’arrière-garde et le convoi, l’armée n’avait d’autre issue que de tenir de pied ferme leur position dangereuse, en attendant l’aube du 28 juin. Un poste de secours, improvisé dans une ravine moins exposée aux tirs des jagunços, accueillit 55 blessés, lesquels, avec les 20 morts éparpillés dans la cuvette, formaient le bilan des victimes de la journée, après plus d’une heure de combat. L’artillerie s’aligna sur la crête en face, disposant à son extrême-droite le Whitworth. Quant au convoi de ravitaillement, retardé à Angico, à 4 km de distance, il se trouvait sans protection, à la portée des rebelles ; du reste, dès le lendemain 28 juin, les rebelles attaqueraient simultanément en ces deux points, sur la Favela et à Angico ; à supposer même que l’armée l’emportait sur la Favela, puis lançait un assaut contre le village, elle l’atteindrait coupée de tout approvisionnement.
L’artillerie avait été disposée sur une hauteur à droite. À l’aube du 28 juin, avant que la troupe, déployée entre-temps en ordre de bataille, ne se lançât à l’attaque de Canudos, on jugea que l’artillerie devait d’abord frapper de tirs plongeants le village éloigné de 1 200 m, pour permettre ainsi une victoire rapide et complète. Mais dès les premiers tirs de canon, les jagunços, qui avaient dormi à côté de la troupe, et sans qu’on pût les distinguer, encerclèrent aussitôt les soldats de leurs décharges de fusil. Celles-ci, nourries et bien ciblées, frappèrent la troupe restée à découvert, puis convergèrent sur l’artillerie. Des dizaines de soldats périrent, ainsi que la moitié des officiers. La garnison, où plus personne ne prenait de décision, et où les pelotons tiraient à l’aveuglette, réussit néanmoins à tenir pied et à ne pas abandonner les canons à ses adversaires, ce qui aurait mené à la déroute.
Sur le flanc gauche, deux brigades tentèrent alors en tirailleurs une percée en direction de la Fazenda Velha, sous le commandement du colonel Thompson Flores ; cette tentative échoua et se solda, pour une demi-heure de combat, par une perte de 114 soldats et 9 officiers, dont le colonel lui-même, atteint mortellement. Les autres unités subissaient des dégâts similaires, et les grades des chefs baissaient rapidement. Au bout de deux heures d’un combat mené sans la moindre combinaison tactique, on constata que les munitions se raréfiaient. L’artillerie, fortement malmenée sur l’éminence qu’elle gardait vaillamment, et ayant perdu la moitié de ses officiers, dut cesser ses tirs par épuisement de ses obus. L’on s’aperçut d’autre part, après que l’on eut expédié vers l’arrière-garde des officiers afin de presser l’arrivée du convoi, et que ceux-ci s’en fussent revenus à bride abattue sans avoir pu traverser les fusillades qui bloquaient le passage, que l’arrière-garde était isolée du reste de la colonne. Toute la première colonne était ainsi emprisonnée, dans l’impossibilité de s’échapper de la position conquise.
Un émissaire fut alors envoyé dans la caatinga à la recherche de la deuxième colonne, qui avait fait halte à moins d’un km au nord.

#### Péripéties et déboires de la deuxième colonne
La deuxième colonne, placée sous les ordres du général Cláudio do Amaral Savaget, partit d’Aracaju, capitale du Sergipe, sur le littoral. S’avançant d’abord en trois brigades séparées jusqu’à Jeremoabo (à 150 km à l’ouest de Canudos), la colonne poursuivit à partir du 16 juin sa route vers le but des opérations en formation groupée. Elle était forte de 2 350 hommes, y compris les garnisons de 2 canons Krupp légers.
Contrairement à la première colonne, il n’y régnait pas d’autorité centrale, rigide et absolue, assumée par son commandant ; celui-ci, sans pour autant porter atteinte à l’unité militaire, consentit à partager l’autorité avec ses trois colonels, qui dirigeaient chacun une brigade. La marche de la deuxième colonne se passa donc bien différemment de la première, sans instructions prescrites, sans plans prémédités, sans le formalisme inébranlable de la première colonne. La tactique était conçue de manière à la fois précise et improvisée, s’appuyant sur des délibérations prises sur le moment. Comme le souligne Da Cunha, c’était la première fois que les combattants abordaient la campagne dans une attitude appropriée : subdivisés en brigades autonomes, souples, agiles et fermes, afin de ne point se disperser ; et assez mobiles pour les rendre aptes à l’exécution de manœuvres ou de mouvements très rapides leur permettant de faire face aux surprises des jagunços. Les trois brigades étaient ravitaillées par des convois partiels soucieux de ne pas entraver leurs mouvements.
La brigade du colonel Carlos Teles était, à ce titre, exemplaire. Celui-ci s’était signalé lors de la campagne fédéraliste du Sud, en particulier lors de l’encerclement de Bagé. Il sut transformer son unité en petit corps d’armée adapté aux exigences de cette campagne ; à cette fin, il l’allégea, la dressa au combat, s’efforça de la rendre capable d’une grande célérité dans les marches et d’un vif élan dans les charges, et sélectionna 60 cavaliers adroits pour les constituer en un escadron de lanciers. Ces lanciers vainquirent les ravins du sertão et effectuèrent de précieuses reconnaissances. Plus tard, quand les deux colonnes se furent réunies dans la cuvette de la Favela, la lance leur servit opportunément comme aiguillon pour s’emparer du bétail dispersé dans la caatinga, ce qui fut pendant les longues semaines d’encerclement la seule manière d’assurer des victuailles à la troupe. La deuxième colonne parvint ainsi à Serra Vermelha le 25 juin sans s’être laissé surprendre.
La zone entre Canudos et Jeremoabo se hérisse d’un grand nombre de chaînes de montagnes aux flancs dénudés, taillées de gorges, fractionnées en arêtes vives, se dressant entre des vallons encaissés. Il y a, pour franchir ces montagnes, un passage obligé sur la route de Canudos à Jeremoabo, une brèche profonde où s’engouffre le Vaza-Barris. Le voyageur venant de Canudos doit suivre le lit asséché du fleuve et après avoir parcouru quelques mètres emprunter un étroit défilé ; ensuite, au-delà de ce défilé, les versants abrupts s’écartent et déterminent un vaste amphithéâtre, où le terrain reste convulsé et au centre duquel se dressent d’autres monts, moins élevés ; le passage cependant bifurque, le Vaza-Barris s’encaissant dans la courbe de droite ; les deux gorges ainsi formées, de largeurs variables, se resserrent jusqu’à env. 20 mètres en certains endroits, puis s’incurvent et se rapprochent de nouveau pour se réunir en aval, en formant un autre passage unique sur la route de Jeremoabo. Les talus des monts centraux s’opposent aux parois escarpées des versants latéraux. Lors de ses crues, le Vaza-Barris envahit les deux branches de la bifurcation, muant alors en île les tertres centraux, avant de réunir ses deux bras et de se diriger droit vers l’est dans une vaste plaine dégagée. Côté ouest toutefois, c'est-à-dire en amont, il n’y a pas de vallée aplanie, et le paysage continue, quoique dans une moindre mesure, d’être accidenté, forçant le Vaza-Barris à se contorsionner en méandres, à prendre de l’ampleur ou au contraire à s’encaisser. Le village de Canudos n’est plus qu’à moins de quatre km en amont.
Le 25 juin, peu avant midi, l’avant-garde de la deuxième colonne fit halte à env. 500 m de cet obstacle. L’escadron des lanciers, comme il s’approchait au galop des tranchées rebelles, aperçut soudain l’ennemi, fut reçu à coups de fusil, perdant deux soldats blessés, et dut revenir vers la tête de la colonne. L’on déploya immédiatement en tirailleurs un des bataillons et plus de 800 hommes commencèrent l’attaque par une fusillade nourrie, qui allait durer trois heures. Les jagunços, qui occupaient d’excellentes positions en surplomb, protégées par des parapets de pierres, dominant la plaine sur toute son étendue ainsi qu’une grande partie de la route, ne lâchèrent pas pied et soutinrent l’assaut par des tirs lâchés avec précision. La troupe bombarda la montagne à coups d’obus et de boîtes à mitraille, lancés de près, mais qui n’eurent d’autre effet que de provoquer une recrudescence du feu rebelle, au point que les tirailleurs de la colonne peinaient à faire face, sans avoir du reste gagné un seul pouce de terrain.
Des deux options qui se présentaient — soit reculer lentement, puis contourner le tronçon infranchissable, et chercher un raccourci plus accessible, soit se lancer résolument à l’assaut des pentes — la deuxième fut adoptée. L'on arrêta un plan selon lequel une brigade devait charger sur le flanc gauche et par le lit de la rivière, afin de déloger l’ennemi des tertres du centre et des collines du côté gauche, tandis qu’une autre attaquerait par le flanc droit. L’escadron de cavalerie devait s’engouffrer au pied de la falaise à gauche (c'est-à-dire dans la branche droite du défilé, pour qui descend le cours du fleuve). Les assaillants devaient avancer tous en même temps.

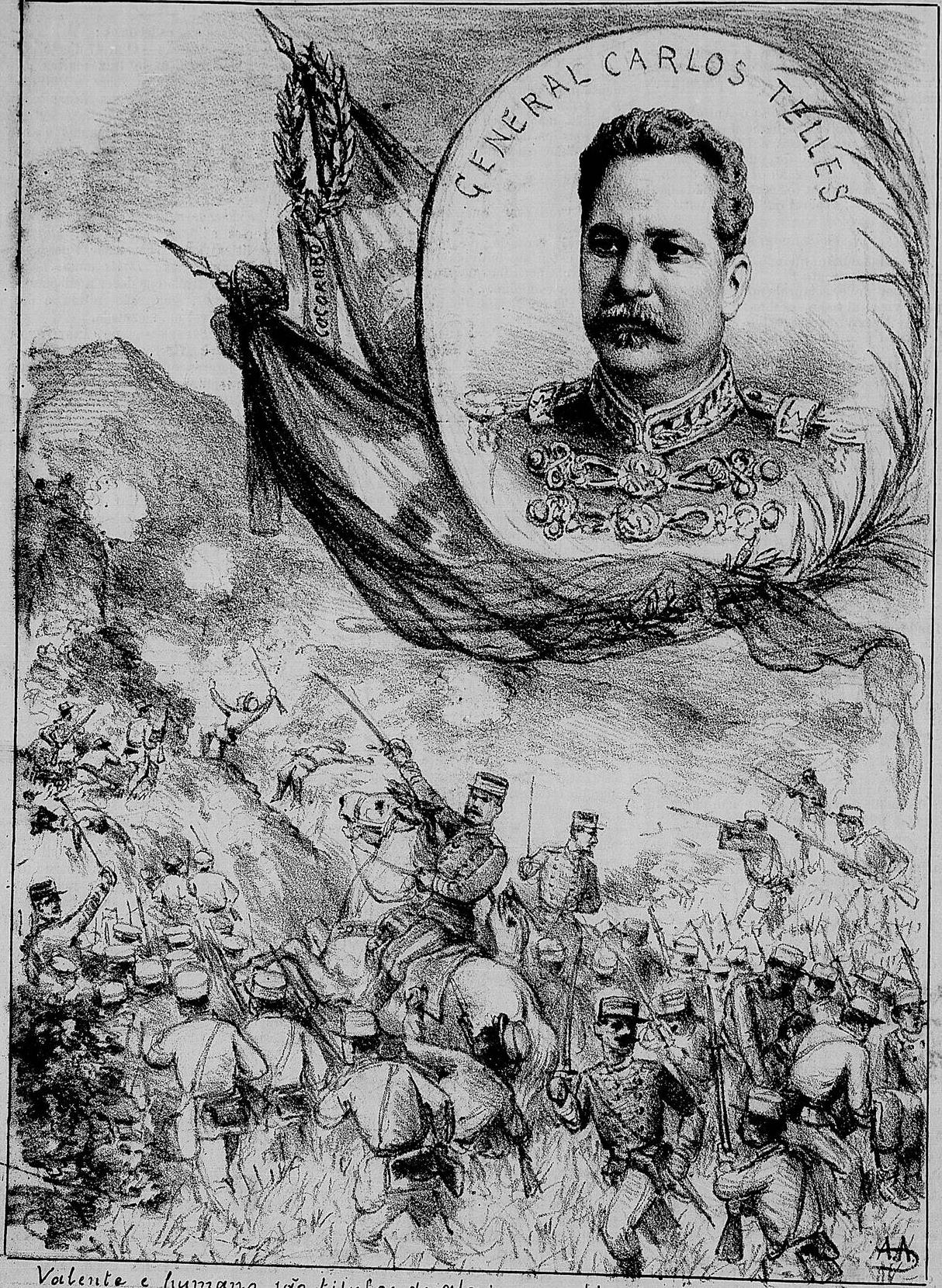
Bataille de Cocorobó (portrait du général Carlos Telles dans le médaillon en haut à droite).

Les brigades envahirent donc les pentes, prenant au dépourvu les jagunços, qui n’avaient pas envisagé un tel coup d’audace, lequel visait à conquérir directement, au bout d’une difficile ascension sur une pente escarpée, les positions qu’ils occupaient. Si la ligne de combat allait certes se fractionnant suivant les accidents du terrain, les soldats surent toujours se regrouper ; cependant, ils trouvèrent les tranchées toujours vides, car, fidèles à leur tactique coutumière, les jagunços, dont d’ailleurs on ne sut jamais le nombre exact, se dérobaient et reculaient, et exploitaient la configuration du terrain pour déplacer sans cesse la zone de combat et prendre position un peu plus loin. Finalement, à force de gravir les tranchées les plus hautes, les pelotons forcèrent les sertanejos, ainsi coupés de leurs retranchements successifs sur la ligne de crête, à abandonner tout à fait ces tranchées, non en manière de repli temporaire tactique, mais pour fuir tout de bon. Les soldats les pourchassèrent et finirent par sécuriser l’ensemble du défilé.
Le bilan de la bataille de Cocorobó dressé en fin d’après-midi fait état de 178 hommes hors de combat, dont 27 morts, parmi lesquels deux officiers tués. Le général Savaget avait également été atteint.
Par la suite, la colonne ne progressa plus qu’avec lenteur, au milieu de combats continuels. Il fallut toute la journée du 26 juin pour parcourir les quelques km séparant Cocorobó du confluent du Macambira. Suivant le plan défini par le commandant en chef, toutes les troupes devaient se trouver le lendemain 27 juin aux abords de Canudos, pour, une fois leur jonction faite, attaquer conjointement le village rebelle.
Le 27 juin, l’avant-garde, ayant pénétré de deux km dans les faubourgs de Canudos, fut attaquée sur tous ses flancs, et riposta en reconduisant la tactique qui avait été si efficace la veille : se lancer impétueusement, baïonnette au canon, sur les pentes des collines. Cependant, les jagunços mirent en œuvre une nouvelle fois leur technique de combat éprouvée, cette fois parfaitement adaptée au terrain, constitué d’innombrables tertres, séparés par un dédale de ravins, sur des km à la ronde. Les jagunços, délogés de telle position, ressurgissaient aussitôt en une autre, contraignant leurs adversaires, tout en les prenant pour cible avec précision, à des montées et des descentes incessantes, jusqu’à épuisement. L’avant-garde, ayant déjà perdu un grand nombre de soldats, fut à la longue incapable de supporter plus avant ce combat des plus féroces, auquel la nuit tombante mit fin. Cette bataille, qui prit nom de combat de Macambira, du nom d’une ferme proche, permit à l’expédition de pousser jusqu’à 500 m du village, au prix toutefois de 148 hommes perdus, dont 40 soldats et 6 officiers tués. Au total, sur un trajet de moins de deux km, entre Cocorobó et Canudos, la deuxième colonne avait perdu 327 hommes, morts ou blessés. De sa nouvelle position, depuis un petit plateau, la colonne se mit à son tour à pilonner le village.
Le 28 juin, des émissaires de la première colonne apparurent au campement et exigèrent instamment, sur ordre du commandant en chef, le secours immédiat de la deuxième colonne. Savaget abandonna alors sa position et se mit en mouvement avec tous ses effectifs, arrivant vers onze heures du soir sur la Favela, à temps pour desserrer le blocus. Ensuite, on put dépêcher un contingent à l’arrière-garde, pour reprendre possession du convoi de ravitaillement et sauver ainsi une partie du chargement.

#### Déboires et enlisement des deux colonnes réunies
Cependant, le campement des deux colonnes réunies sur la Favela, comprenant à ce moment 5 000 soldats, plus de 900 morts et blessés, un millier d’animaux de selle et de trait, des centaines de bêtes de somme, sans flanc-garde, sans arrière-garde, sans avant-garde, était totalement désorganisé et désordonné, mélangeant pêle-même toutes les unités combattantes. Par manque de place, on renonça à dresser des tentes. Ce même jour, 28 juin, 524 hommes de la 1re colonne avaient été mis hors de combat, ce qui, avec les 75 de la veille, portait le chiffre des pertes à 599. Avec les 327 hommes perdus de la 2e colonne, on arrivait au chiffre de 926 victimes, sans compter les démoralisés. De plus, les troupes ne pouvaient pas risquer le moindre mouvement en dehors de la position conquise et devaient vivre dans un état d’alarme permanent. Le campement était balayé, sans que l’on pût les prévoir, par les tirs divergents des jagunços embusqués et invisibles, auquel il était presque impossible de répliquer.
D’autre part, l’expédition se retrouvait isolée dans le sertão sans ligne stratégique qui la reliât à la base des opérations de Monte Santo. Du chargement du convoi récupéré, plus de la moitié avait été détruit ou était tombé entre les mains des jagunços, ce qui avait fourni à ceux-ci plus de 450 mille cartouches, leur permettant d’envisager une résistance indéfinie.
Le matin du 29 juin, les provisions se révélèrent insuffisantes pour la ration complète des hommes de la 1re colonne, tandis que la 2e n’avait plus pour trois jours de réserve. Quant au pilonnage par les canons, il resta sans effet, leurs projectiles éclatant sur place sans autres dégâts. L’on jugea donc plus judicieux de cibler l’église nouvelle, presque achevée, sur les deux hautes tours de laquelle se massaient les jagunços, et d’où l’on pouvait, sans être gêné par aucun angle mort, tenir en enfilade tous les chemins, balayer le sommet de toutes les montagnes environnantes et le fond de toutes les vallées. Le Whitworth fut bien pointé contre l’église, mais ceux qui le manœuvraient, peu habiles, ne réussirent pas à l’atteindre.
Le 30 juin, le camp tout entier fut attaqué par les rebelles ; s’ils furent repoussés de toutes parts, ce ne fut que pour revenir quelques heures plus tard. Dans les jours suivants, il n’y eut pas une heure de trêve, les attaques pouvant surgir à tout instant, toujours inopinées et variées, visant tantôt l’artillerie, tantôt l’un des flancs du campement, ou jaillissant de tous les côtés à la fois. L’on envoyait des corps de troupe s’emparer de leurs tranchées et les détruire, ce qui se faisait sans trop de pertes ; mais la même besogne devait être recommencée dès le lendemain, car les jagunços reconstruisaient leurs tranchées pendant la nuit, parfois en se rapprochant davantage encore. Mais c’est aux canons, qui détruisaient leurs églises, que les jagunços semblaient vouer une haine particulière. Ainsi, le 1er juillet, les sertanejos tentèrent-ils de pénétrer jusqu’à l’emplacement des batteries, dans le but de capturer ou de détruire le Whitworth 32, qu’ils appelaient la matadeira, la tueuse. Du reste, l’artillerie, constatant le peu d’efficacité de la canonnade et voyant les munitions se faire rares, ne tira plus qu’avec parcimonie.
La position dans la cuvette de la Favela était insoutenable : l’on accumulait les pertes quotidiennes totalement inutiles, les hommes se démoralisaient, et les munitions s’épuisaient. Des désertions commencèrent à se produire, et le 9 juillet, vingt soldats s’échappèrent dans le sertão, rejoints par d’autres dans les jours suivants. Des voix s’élevèrent pour proposer de lancer immédiatement l’offensive contre le village, avis qui fut toutefois repoussé par le général en chef, lequel escomptait l’arrivée prochaine d’un convoi de provisions de Monte Santo, comme cela lui avait été assuré, et se proposait de donner l’assaut seulement alors, après trois jours de ration complète.
En attendant, les soldats vivaient d’expédients et commencèrent à entreprendre, de leur propre initiative, isolés ou en petits groupes, de téméraires expéditions dans les environs, pour récolter du maïs ou du manioc dans les rares plantations et chasser les chevreaux abandonnés depuis le début de la guerre. Seul l’escadron de lanciers accomplissait cet exercice avec quelque efficacité. Les jagunços se plurent à dresser des embuscades aux soldats, et ces expéditions durent être strictement réglementées. L’eau elle-même finit par manquer, et s’en procurer devint extrêmement malaisé. À partir du 7 juillet, les malades cessèrent de recevoir des vivres. Le 15 juillet, les jagunços, avec femmes et enfants, réussirent à s’insinuer à la droite du campement et à emporter vers le village de nombreuses têtes de bétail.
L’éventualité d’une retraite fut évoquée. Cependant, c’était là une option impossible : l’armée, avec la lenteur que lui dicteraient l’artillerie, les ambulances et le fardeau de plus de mille blessés, serait une proie facile pour les rebelles. Artur Oscar, qui faisait montre d’une totale inefficacité, se trouvait ainsi bloqué sur la Favela et condamné à rester sur place.
L’après-midi du 11 juillet, un vaqueiro apporta une dépêche du colonel Medeiros annonçant son arrivée et sollicitant une escorte pour protéger le grand convoi qu’il emmenait. Medeiros arriva, acclamé, sur le haut de la Favela le 13 juillet. Mais il fit aussi savoir qu’il n’y avait rien dans la prétendue base d’opérations de Monte Santo, qu’elle était dépourvue de tout, et qu’il dut organiser lui-même, péniblement, le convoi qu’il avait amené. Celui-ci étant appelé à s’épuiser bientôt, ce qui ramènerait la situation critique antérieure, l’offensive contre le village apparut urgente. Après délibération, l’on arrêta le plan d’attaque suivant : après une marche le long du flanc oriental du village sur presque 2 km, les colonnes d’assaut obliqueraient à gauche pour franchir à gué le Vaza-Barris et établir une ligne de combat au nord du village, avant d’assaillir de front la place des églises.
En voulant ainsi lancer une offensive en grandes masses sur un seul flanc, là où il eût fallu, pour faire pièce à l’agilité des jagunços, attaquer sur deux points différents (par le chemin de Jeremoabo à l’est, et suivant les contreforts de la Fazenda Velha à l’ouest, l’artillerie gardant ses positions au centre du dispositif), l’on ne faisait que répéter la même erreur.
L’ordre du jour du 17 juillet, fixant l’attaque pour le lendemain 18 juillet, fut reçu avec frénésie.

#### Assaut contre le village (18 juillet)

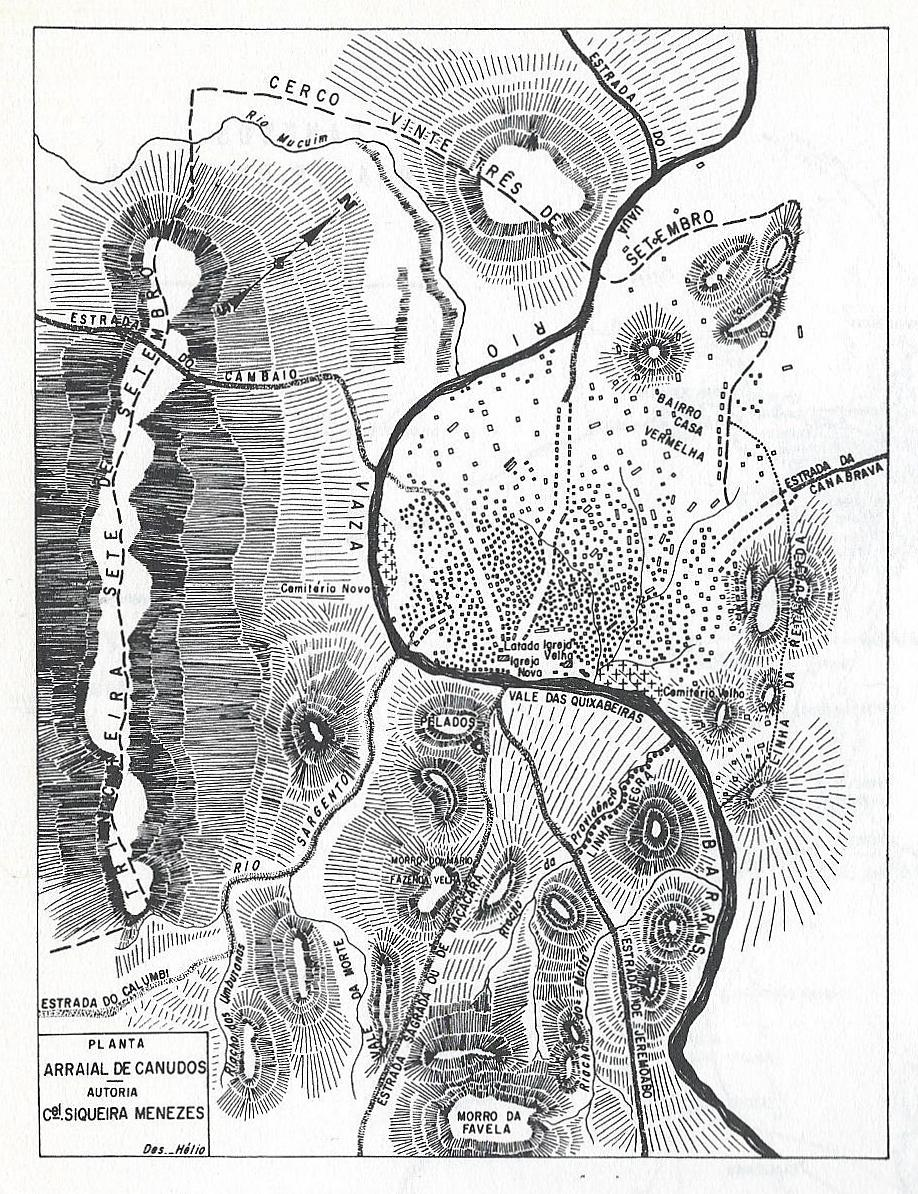
Plan de Canudos avec les positions militaires, établi par un colonel de l'armée. On notera que l'axe du plan (cf. rose des vents en haut à gauche) est orienté nord-ouest — sud-est.

Le 18 juillet, avant le point du jour, pendant que quelque 1 500 hommes restaient en arrière pour garder les positions sur la Favela sous le commandement du général Savaget, près de 3 350 hommes entrèrent en action, répartis en cinq brigades : en tête, la 1re colonne, aussitôt suivie par l’aile de cavalerie et une division de deux Krupp, puis par la 2e colonne fermant l’arrière-garde. Les troupes devaient d’abord descendre vers le chemin de Jeremoabo à droite du campement, puis tourner à gauche et prendre la direction des rives du Vaza-Barris. La progression prévue s’effectua d'abord tranquillement, sans que l’ennemi ne se manifestât.
Le méandre du Vaza-Barris déterminait une péninsule, qui s'ouvrait vers le nord-est et dont Canudos occupait l’extrémité sud. Le fleuve faisait ainsi figure de circonvallation protégeant le village sur trois quarts de son périmètre. Pour couper toute attaque, il suffisait donc aux défenseurs de Canudos de tenir le flanc nord-est de ladite péninsule. Le terrain où les troupes devaient se déployer après avoir traversé le fleuve au-delà de Canudos formait une élévation, couverte jusqu’à son sommet par des tranchées de pierres irrégulières ; alentour s’étendaient des collines innombrables entrecoupées d’un réseau inextricable de ravines. Le village se trouvait quelque 1 500 m plus loin au sud.
La première colonne franchit, à la suite des éclaireurs, de sa masse compacte le lit de la rivière sous les tirs de l’ennemi. Mais la ligne de déploiement telle que projetée s’avéra irréalisable sur ce terrain accidenté, sans prêter dangereusement le flanc avant de pouvoir gagner la position prévue. Quand les soldats voulurent se disperser vers la droite, afin de s’aligner en ligne de combat, ils s’engageaient dans un dédale de ravins sinueux, conquéraient certes du terrain, mais s’égaraient bientôt, désorientés, sans voir le reste de leurs compagnons, reculant parfois quand ils croyaient avancer, butant souvent contre d’autres sections, qui couraient en sens inverse. Il en résulta que, quand la 2e colonne arriva une demi-heure après, laissant une seule brigade à l’arrière, il y avait déjà un nombre élevé de victimes. Cette 2e colonne était censée se déployer encore plus à droite (c'est-à-dire vers l’ouest), afin de prolonger le front et de priver les jagunços de toute possibilité d’un mouvement contournant ; cette manœuvre cependant ne put pas être exécutée.
L’escadron de lanciers réussit pourtant une percée, et les soldats se trouvaient à présent à moins de 300 m du village, sur une éminence, où la troupe était toutefois complètement exposée, subissant une fusillade nourrie venant des églises et de la partie haute du village située vers le nord-ouest. Néanmoins, les brigades poursuivirent leur avance, au prix de grandes pertes et avec un gaspillage inutile de munitions, dans une marche désordonnée.
Selon la tactique habituelle, les rebelles délogés des tranchées se repliaient dans d’autres cachettes et frappaient parfois les assaillants à bout portant. Ils furent progressivement poussés à se concentrer dans le village, dont les soldats atteignirent vers dix heures du matin les premières maisons sises dans l’est de la péninsule. Alors qu’une partie des soldats se contentaient de s’abriter dans les masures conquises, une majorité d’entre eux continua à progresser jusqu’au chevet de la vieille église. Mais les jagunços accrurent alors leur résistance en balayant de leurs tirs les cloisons des masures où les soldats se rencoignaient et luttaient individuellement pour leur survie, ou en les tuant à l’intérieur, si bien que la troupe fut incapable d’aller plus avant et mit les canons Krupp en batterie. Au prix de pertes importantes, seul un petit faubourg, couvrant un cinquième du pourtour du village, avait été conquis, par quoi on avait réussi à fermer Canudos seulement par l’est. L’arrière-garde débordait de blessés et de morts, et l’expédition venait encore de perdre près de mille hommes, morts ou blessés, dont trois commandants de brigade. Le reste de la journée et une grande partie de la nuit furent employés à aménager des retranchements, à consolider les murs des maisons avec des planches ou des pierres, ou à identifier les quelques endroits moins exposés aux tirs.
Face à cette confusion et cette désorganisation désastreuses, le commandant en chef n’avait d’autre choix que de garder la position conquise. Derechef, l’expédition s’empêtrait dans une situation sans issue, où l’avance et le recul étaient tout pareillement impossibles ; une fois de plus, l’expédition se trouvait de fait assiégée. Parachever l’encerclement de Canudos, ce qui eût impliqué d’occuper un circuit de six km, était hors de portée de l’expédition, réduite désormais à un effectif d’un peu plus de 3 000 hommes valides. La cessation temporaire des opérations s’imposait donc fatalement ; il fallait se contenter de défendre la position conquise, et entre-temps demander de nouveaux renforts. Ce que fit le général Artur Oscar : il requit au gouvernement un corps auxiliaire de 5 000 hommes.
La plus grande liberté de mouvement résultant de ce qu’il y avait désormais deux campements distincts se révéla illusoire. Les jagunços avaient en effet repris leurs positions sur les monts environnants et rendaient les communications avec la Favela fort difficiles. Les blessés qui s’y traînaient étaient à nouveau pris pour cible, et l’on devait attendre la nuit pour apporter les maigres rations aux soldats de la ligne de front. Le 23 juillet, par manque de munitions, les trois canons ne purent tirer que neuf obus>.

#### Réaction du gouvernement et envoi d’une brigade auxiliaire
Dans les capitales brésiliennes, le spectre d’une restauration monarchiste avait refait surface et enflammait les imaginations ; il y eut ainsi une déclaration du Sénat fédéral exigeant des éclaircissements sur un prétendu transport d’armements en provenance de Buenos Aires à destination des ports de Santos et de Salvador, supposément à l’intention des rebelles de Canudos. À côté des télégrammes extravagants et contradictoires qui parvenaient de la zone des opérations, des informations véridiques tendaient d'autre part à corroborer ces conjectures sur une offensive monarchiste de grande envergure. Les jagunços menaient en effet des opérations de guérilla dans tout le nord de l’État de Bahia, attaquant sous le commandement d’Antônio Fogueitero le bourg de Mirandela (plus de 100 km au sud), s’emparant du village de Sant’Ana do Brejo et le pillant. En outre, ils prirent position sur les versants du Caipã et sur les lignes de crête autour de la vallée de l’Ema. En élargissant de la sorte leur rayon d’action, les rebelles donnaient l’impression de développer une stratégie précise.
C’était aussi le début de la saison aride dans le sertão. Le niveau des mares baissait, et la température était soumise à des oscillations extrêmes — journées brûlantes dès les premières heures, et nuits glaciales. Ainsi, pour le transfert à Monte Santo des malades et blessés, devenu impérieux le 27 juillet (depuis le 25 juin jusqu’au 10 août, l’expédition avait subi 2049 pertes, morts et blessés), on ne pouvait marcher qu’en début de matinée et en fin de journée.
Monte Santo, prise en charge par une garnison réduite, avait été abandonné par sa population, terrifiée autant par les rebelles que par la soldatesque républicaine, et pouvait à peine abriter les blessés pendant un jour. L’hôpital militaire que l’autorité avait aménagé dans une grande maison obscure était des plus déplorables. De Monte Santo à Queimadas, les convois étaient ralentis par des assauts continuels, souvent le fait de déserteurs affamés.
Accédant aux premières demandes de renfort du général Artur Oscar, le gouvernement fédéral avait rapidement mis sur pied une brigade auxiliaire, dénommée brigade Girard, du nom de son commandant, le général Miguel Mari Girard, et comprenant 1 042 soldats et 68 officiers, parfaitement équipés, avec notamment 850 mille cartouches Mauser. Cependant, cette brigade se révéla de peu d’utilité. Arrivée à Queimadas le 31 juillet, elle quitta Monte Santo pour Canudos le 10 août, sous les ordres d’un commandant, car elle dut abandonner à Monte Santo un colonel et plusieurs autres officiers tombés malades. En plus des demandes de congé qui se multipliaient, la variole vint la décimer. Enfin, elle fut violemment attaquée par les jagunços, d’abord au Rancho do Vigário, où les rebelles la prirent pour cible sur le flanc droit, depuis une position en surplomb et presque de front, ce qui leur permit de prendre tous ses rangs en enfilade, puis à Angico. Sur les 102 bœufs qu’elle convoyait, il n’en resta qu'onze.

#### Nouveaux renforts et intervention de Bittencourt

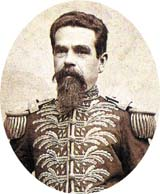
Carlos Machado Bittencourt.

Quand ces attaques furent connues à Salvador, et que l’eut reconnu l’inefficacité de la brigade Girard, le gouvernement décida de constituer une nouvelle division et convoqua pour cela les derniers bataillons susceptibles d’être rapidement mobilisés dans tous les États du pays, de l’extrême nord à l’extrême sud, donnant ainsi à cette mobilisation l’aspect d’une levée en masse. Ces nouveaux renforts, qui comptaient plus de 2 900 hommes, dont près de 300 officiers, furent répartis en deux brigades de ligne et une brigade composée des corps de police. L’on employa tout le mois d’août à les mobiliser et à les équiper, pour finir par les concentrer à Monte Santo dans les premiers jours de septembre. Les bataillons de ligne nouvellement formés n’avaient pas seulement un effectif en deçà de la norme, mais ne disposaient que de vieux fusils et d’uniformes usés qui avaient servi dans la campagne fédéraliste du Sud.
D’autre part, afin d’observer de près les opérations, le gouvernement résolut de dépêcher sur place, à Monte Santo, le secrétaire d’État au ministère de la Guerre, le maréchal Carlos Machado Bittencourt. Doté d’un solide bon sens, celui-ci eut tôt fait de saisir les exigences véritables de cette guerre. Il comprit qu’il ne servait de rien d’accumuler un nombre encore plus grand de combattants dans la campagne et qu’augmenter les effectifs ne ferait qu’aggraver la pénurie générale. Il était urgent en revanche de mettre en place au plus tôt une base d’opérations véritablement opérationnelle et une ligne de ravitaillement régulière et sécurisée. Impassible au milieu de l’agitation générale, conscient aussi que la guerre ne pouvait plus se prolonger au-delà de deux mois compte tenu du régime torrentiel dans lequel on allait entrer en novembre, Bittencourt imposa un règlement rigoureux et une discipline stricte, prit un ensemble de mesures conformes aux exigences de la situation, achetait des mulets, engageait des muletiers, et sur ses instructions, l’on avait enfin, dans les derniers jours d’août, achevé la création d’un corps régulier de convois qui était capable de parcourir continûment les chemins et relier effectivement, avec des intervalles de quelques jours seulement, le front à la base d’opérations de Monte Santo et dont les premiers convois partirent pour Canudos début septembre. Bientôt, des convois partiels arrivaient et revenaient de Canudos quasiment chaque jour. Les résultats de cette politique furent immédiats, manifestes en particulier par un plus grand élan chez les assiégeants, qui se sentaient aptes maintenant, comme on le verra, à exécuter des mouvements tactiques décisifs. Enfin, un hôpital militaire, dûment équipé et dirigé par des chirurgiens, vit le jour.
Jusque-là, sur le terrain, l’expédition, bloquée sur les flancs du village, venait depuis l’assaut du 18 juillet de passer plus de 40 jours d’activité dangereuse et stérile. Les jagunços avaient appris à mener leurs attaques avec plus d’ordre et d’efficacité. Les convois, qu’eux aussi recevaient, entraient par les chemins de la vallée de l’Ema, au nord du village. Mais pour ne pas dégarnir leurs positions, et redoutant les embuscades et les colonnes volantes de jagunços, les soldats s’abstenaient d’aller les intercepter. Les trois Krupp pilonnaient jour et nuit le village depuis le 19 juillet, allumant des incendies que les rebelles maîtrisaient à grand-peine, et ruinant totalement la vieille église ; le reste du clocher fut abattu le 23 août par le Whitworth qu’on avait descendu du haut de la Favela, mais en même temps on brisa une pièce de la culasse, ce qui mit le canon définitivement hors service. Les pertes, qui ne variaient guère, avaient imposé, dès la mi-août, de réorganiser les forces et de diminuer en particulier le nombre de brigades, les faisant passer de 7 à 5, tandis que les grades des commandants ne cessaient de baisser. Néanmoins, aucun désastre véritable ne s’était produit : on s’accrochait aux positions conquises, la brigade Girard avait permis de colmater les vides des lignes raréfiées, et les premiers signes de découragement se manifestèrent chez les rebelles.
Surtout, le 7 septembre, la ligne de front du siège allait s’agrandir d’un arc de cercle en direction de l’ouest, en deux étapes importantes. Premièrement, vers le soir, les rebelles qui tenaient la Fazenda Velha furent vaincus par un contingent de soldats, lesquels, une fois la position prise, construisirent un puissant réduit de plus d’un mètre de haut sur un ressaut dominant le Vaza-Barris. Deuxièmement, le lieutenant-colonel Siqueira de Meneses, informé par quelques vaqueiros loyaux, apprit l’existence d’un autre itinéraire de Monte Santo à Canudos : la route du Calumbi, encore inconnue de l’armée, plus courte que celle du Rosário à l’est et du Cambaio à l’ouest, entre lesquelles elle courait, permettait d’atteindre la base d’opérations selon un tracé presque rectiligne dans la direction nord-sud. Siqueira de Meneses l’explora, la parcourut, y laissa des garnisons, puis, par une boucle, revint par le Cambaio, où il surprit plusieurs groupes ennemis, surgit enfin sur le fleuve et s’empara à l’improviste des tranchées qui se trouvaient là. Ce nouveau sentier, désormais interdit aux rebelles, qui avaient coutume de l’emprunter pour se diriger vers le sud, raccourcissait de plus d’une journée le parcours de Monte Santo. Canudos était désormais entouré par un demi-cercle d’assiégeants, de l’extrême nord jusqu’au point d’aboutissement de la route du Cambaio. Toutefois, le blocus restait incomplet : la ligne de siège était encore bien limitée en regard du village tout entier et, laissant au nord un vaste espace libre, ne privait pas l’ennemi de ses ressources ; en effet, de maigres approvisionnements continuaient de lui parvenir par les chemins demeurés libres de la vallée de l’Ema et d’Uauá, lesquels, en se subdivisant en de nombreux sentiers, débouchaient sur les plateaux et atteignaient le São Francisco et les petits hameaux qui le bordaient.
Le campement avait perdu son aspect chaotique des premières semaines. En dehors des épisodes, de plus en plus espacés, d’assaut des jagunços, le campement connaissait dorénavant la quiétude d’un petit hameau paisible. À l’inverse, dans le camp rebelle, les provisions se mirent à manquer et le déséquilibre s’aggravait entre le nombre de combattants valides, en diminution constante, et celui des femmes, enfants, vieillards, mutilés et malades, qui ne cessait d’augmenter, réduisant les ressources, gênant les mouvements des combattants, mais se refusant pourtant à fuir. Les jagunços les plus en vue avaient disparu : Pajeú, en juillet ; le sinistre João Abade, en août ; le rusé Macambira, plus récemment ; José Venâncio, et bien d’autres encore. Les figures principales désormais étaient Pedrão, le défenseur de Cocorobó, et Joaquim Norberto, que, faute de mieux, l’on avait hissé au statut de commandant.

#### Mort du Conselheiro et encerclement

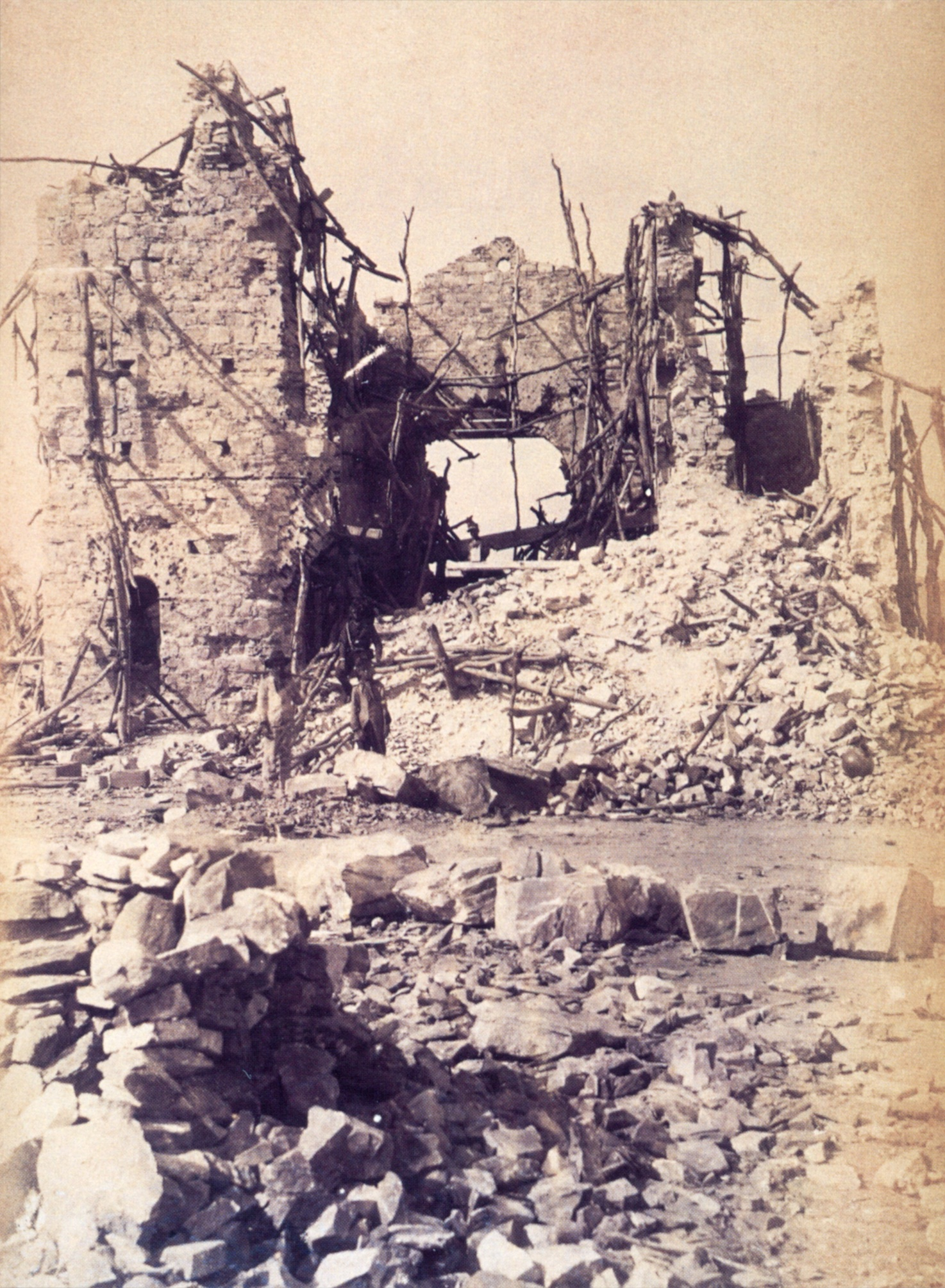
Ruines de l'église du Bom Jesus détruite par les bombardements de l'armée. Photo de Flávio de Barros.

Antônio Conselheiro, lorsqu’il vit les temples détruits, les saints en débris, les reliques éparpillées, se laissa mourir en intensifiant son abstinence habituelle jusqu’au jeûne absolu. Selon d’autres, il fut atteint de dysenterie et succomba à la maladie. Cependant, sa mort, par le récit qui en fut fait, eut paradoxalement pour effet de revitaliser l’insurrection. Antônio Conselheiro, disait-on, était auprès de Dieu ; il avait tout prévu et décidé d’en appeler directement à la providence. Les jagunços devaient donc rester dans les tranchées, pour l’expiation suprême. Bientôt, le prophète reviendrait entre les glaives étincelants de millions d’archanges. Quelques-uns cependant, dont Vila Nova, quittèrent alors le village. Ils furent les derniers à pouvoir le faire, car Canudos allait être totalement cerné le 24 septembre ; mais aussi, et inversement, cet encerclement allait mettre fin à l’afflux de nouveaux combattants, qui jusqu’à cette date du 24 septembre s’étaient engouffrés par dizaines encore à travers la dernière ouverture.
Le lieutenant-colonel Siqueira de Meneses, emmenant plusieurs bataillons et un contingent de cavalerie, partit pour le nord-ouest, vers le secteur du siège non encore occupé, c'est-à-dire vers le point de Canudos le plus éloigné du premier front, la zone diamétralement opposée à la Fazenda Velha. S’y trouvait le faubourg neuf des Maisons Rouges, édifié après la victoire sur la 3e expédition et comprenant des bâtiments de meilleure apparence, avec notamment l’unique rue digne de ce nom que comptait le village, alignée et ayant trois mètres de large. Les jagunços n’ayant pas imaginé que les soldats pénétreraient jusque là, le faubourg était peu protégé et dépourvu de tranchées-abris, et toutes ces maisons, en raison de ce qu’elles étaient les plus éloignées des combats, hébergeaient des femmes et des enfants en grand nombre. Les soldats, empruntant le lit du fleuve, se jetèrent sur ce quartier et l’envahirent en quelques minutes. Selon leur manière habituelle, les guérilleros, quoique gênés par les femmes épouvantées, reculèrent sans fuir et résistèrent, ce qui finit par couper la progression des soldats dans les venelles. Néanmoins, Canudos était à présent complètement encerclé, et les soldats, qui eurent bientôt treize pertes dans leurs rangs, mais étaient désormais aguerris à cette guérilla urbaine, dressèrent, pour sécuriser leur progression, des barricades de meubles et de décombres, suivant le procédé usuel obligatoire.

#### Ultime offensive et épilogue
Bien que le général en chef eût clairement marqué son intention de mener une guerre d’usure afin d’éviter au maximum les effusions de sang, deux bataillons, par un coup d’audace inattendu, prirent le 25 septembre l’initiative d’entrer en action en descendant, secondés par l’artillerie, les versants du Mario où ils campaient avec l’objectif de s’emparer du village. En dépit de l’effet de surprise, les jagunços leur barrèrent vigoureusement le passage et coupèrent court à leurs efforts en quelques instants. Le prix élevé de cette offensive (près de 80 hommes mis hors de combat) était compensé par les pertes énormes de l’ennemi : des centaines de morts, des centaines de maisons conquises, les rebelles ne contrôlant plus désormais que le tiers du village, sur la bordure septentrionale de la place, ainsi que quelques maisons près de l’église. Les derniers jours, plus de 2 500 soldats s’étaient emparés d’environ 2 000 maisons (sur un total d’env. 5000). La population de Canudos se voyait cernée par un cercle resserré de vingt bataillons et à présent devait se terrer dans moins de 500 masures. De surcroît, les incendies provoqués par la canonnade réduisaient d’heure en heure son espace vital. En contrepartie, les défenseurs, entassés dans les maisons, opposaient une résistance croissante : l’exiguïté du terrain et l’étroitesse des venelles rendaient impossible tout mouvement collectif et réduisaient le combat au seul aspect de la bravoure et de l’acharnement individuels. Manquant d’eau, les Canudenses foraient des puits profonds, qui cependant se tarissaient rapidement.
La résistance allait durer une semaine encore. La nuit, les sertanejos réussissaient à briser temporairement l’encerclement de l’armée par quelques attaques violentes, notamment les 26 et 27 septembre, lors desquelles ils se précipitaient tous vers les berges du Baza-Varris pour tenir passagèrement les cacimbas, mares dans le lit du fleuve. À d’autres moments, pendant que le gros des assiégés menait des attaques pour faire diversion, quelques audacieux munis d’outres vides se risquaient jusqu’au bord du fleuve pour y remplir leur sac de cuir et puis revenir. Mais ces expéditions devinrent bientôt impossibles, après que les soldats eurent découvert la vraie raison des attaques nocturnes. Fin septembre, l’épuisement des Canudenses devant le blocus implacable devint perceptible. À l’inverse, les soldats pouvaient parcourir impunément la presque totalité du village, et les convois quotidiens et les courriers entraient sans encombre.
Le 30 septembre, le haut commandement, à l’encontre du dessein primitif d’attendre la reddition des rebelles, prit la décision d’attaquer le lendemain 1er octobre. Il y avait, le 30 septembre, 5871 hommes sous les armes à Canudos. L’attaque serait lancée par deux brigades, l’une aguerrie par trois mois de combats, l’autre récemment arrivée, composée de combattants impatients d’en découdre avec les jagunços. La première quitterait son ancienne position et se dirigerait vers la Fazenda Velha, d’où, se joignant à trois autres bataillons, elle avancerait jusqu’à se poster à l’arrière et sur les flancs de la nouvelle église, objectif central de l’offensive. Préalablement, un bombardement soutenu et écrasant, auquel participeraient tous les canons du siège, frapperaient durant 48 minutes le noyau réduit des dernières masures, partant d’un long demi-cercle de deux km, depuis les batteries proches du campement jusqu’au dernier redent à droite, là où débouchait la route du Cambaio. Le pilonnage d’ailleurs n’allait provoquer aucun cri, aucune silhouette en fuite, pas le moindre tumulte, laissant penser que le village était désert.
Conformément au plan, les bataillons s’élancèrent de trois points différents, traversèrent le fleuve, gagnèrent l’autre rive, gravirent la berge, et convergèrent vers la nouvelle église. Mais une fois ce mouvement accompli, tous les mouvements tactiques préétablis se trouvèrent, une fois de plus, abolis par le réveil inopiné des jagunços : les brigades subitement piétinaient ou se fractionnaient, en allant derechef se perdre dans les ruelles, contraints d’adopter une position purement défensive. Les jagunços, contrairement aux prévisions, ne se laissèrent pas refouler vers la place, où devaient les attendre les forces stationnées dans les lignes centrales et sur les bords du fleuve — l’objectif primordial de l’offensive ne fut donc pas atteint. Seule la nouvelle église put être conquise, mais ce succès se révéla inutile.

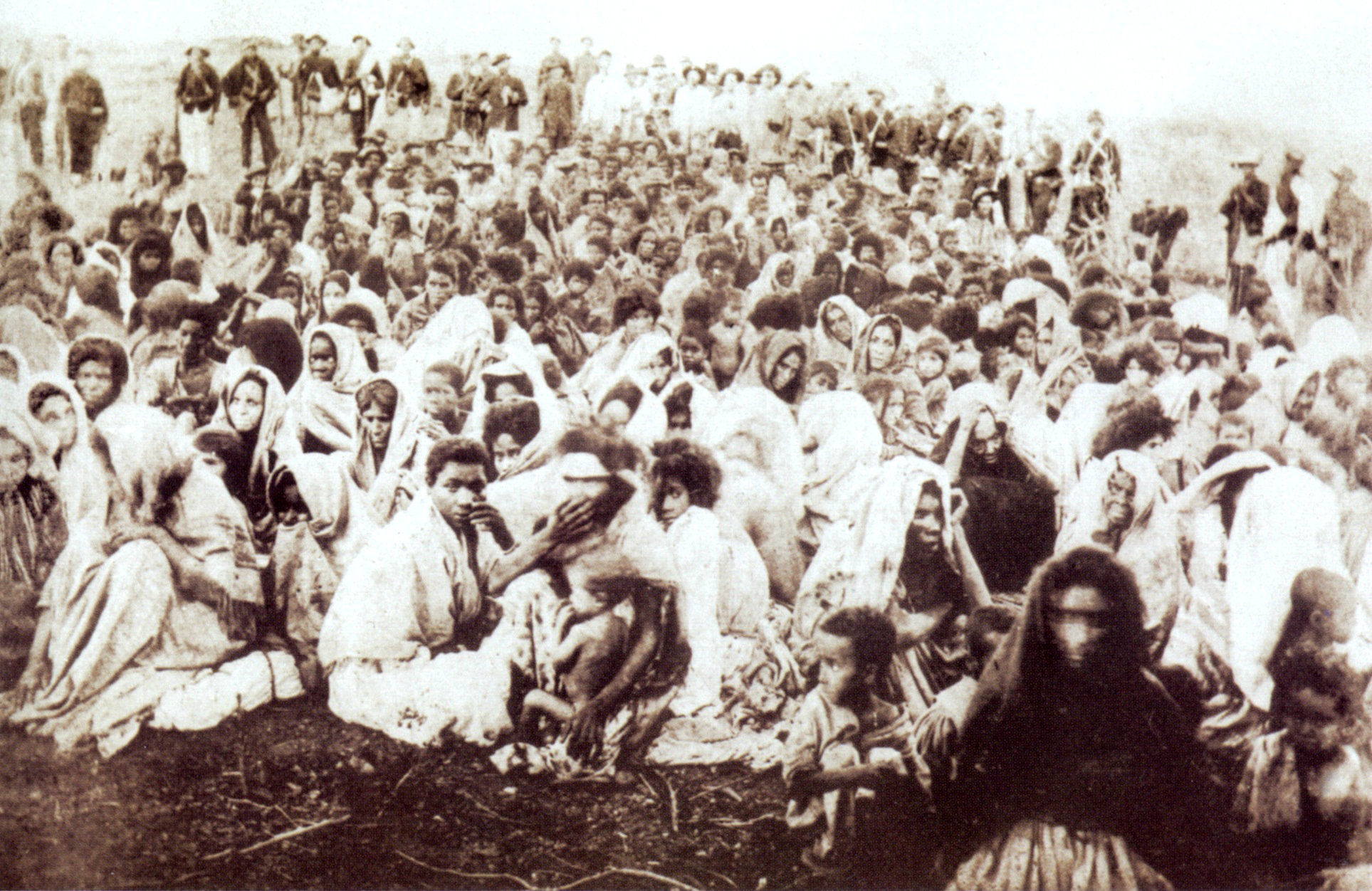
Groupe de rescapés canudenses après la 4e expédition et la destruction du village. Photographie de Flávio de Barros.

Il apparut donc nécessaire de lancer dans la bataille de nouveaux effectifs, au-delà du plan d’attaque initial. Puis quatre autres bataillons encore furent engagés dans le combat. Le quartier assiégé semblait avaler les troupes — 2 000 hommes au total — sans que la situation ne fût en rien modifiée après trois heures de combat. Même l’idée qu’eut l’ordonnance du commandant en chef de lancer des dizaines de bombes de dynamite (combinées à des bidons de pétrole déversés pour aviver les incendies) produisit un effet pervers, puisque les jagunços soit parvenaient à se mettre à couvert, soit sautaient derrière les tranchées pour lancer des assauts téméraires et tuer impitoyablement les soldats dans leurs propres tranchées. Ceux-ci déjà faiblissaient, perdaient courage, s’émiettaient en bandes désorientées sans aucune unité d’action et de commandement. Les combats s’étaient soldés ce jour-là par 567 pertes, sans aucun résultat appréciable ; d’une certaine manière même, la zone de siège avait gagné en extension. Dans l’hôpital de secours, à une heure de l’après-midi, étaient déjà arrivés près de 300 blessés. Enfin, à deux heures de l’après-midi, l’offensive finit par s’immobiliser complètement.
Néanmoins, pour les rebelles, la situation s’était détériorée : ayant été délogés de l'église nouvelle, ils avaient perdu tout accès aux cacimbas, et les vastes brasiers qui les encerclaient les acculaient dans leur dernier réduit.
Le 2 octobre, deuxième jour de la dernière offensive, deux sertanejos vinrent se rendre ; l’un d’eux, Beatinho, fut renvoyé par le commandement, avec mission de convaincre ses camarades jagunços de capituler. Mais au bout d’une heure, l’émissaire revint suivi de quelque 300 femmes et enfants, et d’une demi-douzaine de vieillards impotents. Les jagunços se débarrassaient ainsi de cette foule inutile, ce qui leur permettait d’économiser leurs ressources et de prolonger le combat. Les jours suivants, les rebelles résistèrent jusqu’à l’épuisement complet sans consentir à se rendre. Canudos enfin tomba le 5 octobre, lorsque, en fin d’après-midi, moururent ses quatre derniers défenseurs, un vieillard, deux adultes et un enfant.
Le 6 octobre, on acheva de détruire le village en jetant bas toutes ses masures, dont on établit le nombre à 5200.

#### Atrocités
La dernière campagne militaire contre Canudos est entachée de crimes de guerre massifs et systématiques perpétrés tant contre les combattants faits prisonniers que contre la population civile non combattante. L’armée républicaine ne se borna pas à procéder à une destruction intégrale de la ville de Canudos, à en démolir méthodiquement les rues et les maisons à la dynamite et à les incendier au kérosène, mais s’employa en outre à exterminer la quasi-totalité des habitants.
Notons d’abord qu’Euclides da Cunha n’ira guère au-delà que de signaler assez laconiquement l’existence de ces massacres. S’il avait bien été témoin oculaire des derniers moments de la guerre, — ayant assisté à environ trois semaines de combats, du 16 septembre au 3 octobre 1897, quand il est reparti malade de Canudos, avec des accès de fièvre, deux jours avant la fin du conflit —, il n’avait pu en revanche assister au massacre des prisonniers, à la chute et à l’incendie de la ville, ni à la découverte du cadavre du Conselheiro et de ses manuscrits, tous faits survenus entre le 3 et le 6 octobre. Il ne mentionnera donc pas ces faits dans ses reportages et ne les relatera qu’ensuite, de manière succincte seulement, dans son ouvrage. Ainsi, la décollation de centaines de prisonniers à la fin de la guerre, occultée dans ses reportages de presse, est-elle bien évoquée dans Hautes Terres, mais sans en dévoiler toute l’ampleur, la dénonciation semblant se limiter à quelques cas isolés de décapitation, d’éventration ou de coups de couteau sur des sertanejos, certes relatés tout à fait explicitement. P.ex., Da Cunha raconte le cas d’un jeune prisonnier, qui avait répondu hautainement et nonchalammant à toutes les questions par un « sais pas ! », et demandé à mourir fusillé, mais à qui un soldat enfonce ensuite un couteau dans la gorge, ne laissant au prisonnier que le temps de pousser cet ultime cri, qui sortit en gargouillant de sa bouche ensanglantée : « vive le Bon Jésus ! ». Un autre prisonnier, amené à la tente du général João da Silva Barbosa, commandant de la première colonne, balbutia quelques phrases qu’on comprit à demi et retira son chapeau de cuir pour s’asseoir ; mais, après l’avoir renversé à coups de poing pour son insolence, on le traîna avec une corde attachée au cou vers le « sein mystérieux de la caatinga », où, comme tant d’autres prisonniers, il fut tué avec des raffinements de cruauté. Cependant, Da Cunha va plus loin et s’enhardit à accuser des atrocités commises à Canudos non seulement les soldats, mais aussi les hauts gradés, qui les approuvaient tacitement ou expressément, voire la plus haute instance militaire, savoir le ministre de la Guerre, le maréchal Bittencourt, que l’auteur d’Os Sertões déclare complice du plus grand crime de toute l’histoire brésilienne. Il n’est dès lors pas surprenant que Da Cunha eut quelque peine à trouver un éditeur et qu’il redoutait des représailles pour avoir exprimé des critiques sans ambages envers les forces armées nationales — à cette époque-là une institution au prestige inaltérable — et de héros nationaux tels que Moreira César, Bittencourt et d’autres chefs de l’armée, et accessoirement envers la presse. Ce nonobstant, un premier tirage de son livre, de mille exemplaires, fut écoulé en un seul mois.
En particulier, le ministre Bittencourt fut tenu responsable de la mort intentionnelle de centaines de prisonniers de guerre, parmi lesquels des hommes, des femmes et des enfants, y compris de combattants qui s’étaient rendus en brandissant un drapeau blanc et avaient reçu, au nom de la République, la promesse de protection et de vie sauve. Le maréchal Bittencourt — qui se trouvait dans le quartier-général à Monte Santo, à quelques dizaines de km du lieu des combats —, avisant qu’on retirait du front et conduisait vers l’arrière des Canudenses prisonniers, envoya dire au général Artur Oscar « qu’il devait bien savoir que lui, ministre, n’avait pas où garder des prisonniers ! », ainsi que le relata le député et écrivain César Zama, celui-ci soulignant par ailleurs que « le général Artur Oscar comprit bien toute la portée de la réponse de son supérieur hiérarchique ». Tous les hommes faits prisonniers à partir de cet instant furent égorgés, selon la pratique dite cravate rouge (en port. gravata vermelha). Alvim Martins Horcades, médecin de l’armée et témoin oculaire, en fit le récit suivant : « Il arrivait que (…) alors qu’ils dormaient, l’on s’était mis d’accord pour leur donner la mort. Après que l’appel eut été fait, l’on organisa ce bataillon de martyrs, les bras attachés, ligotés les uns aux autres, chaque paire ayant deux gardes, et ils suivaient… De ce service étaient chargés deux gradés et un soldat, sous les ordres du sous-lieutenant Maranhão, lesquels, experts dans l’art, sortaient déjà leurs sabres dûment affûtés, de manière que, dès qu’ils touchaient la carotide, le sang commençait à jaillir ».
Nombre de défenseurs capturés, y compris des femmes, furent ainsi exécutés malgré une promesse, exprimée publiquement par Artur Oscar vers la fin de la guerre, que les rebelles qui se rendraient serait épargnés. Marciano de Sergipe, l’un des derniers défenseurs, fut, après sa capture, transpercé de coups de baïonnette à différents endroits du corps et énucléé. Une femme enceinte, dont les douleurs avaient débuté, fut étendue dans une remise vide le long de la route et abandonnée. Les soldats tuaient les enfants en fracassant leur crâne contre des troncs d’arbre. Des jagunços blessés étaient écartelés ou découpés en pièces. Plusieurs des filles amenées à Salvador avaient été violées et battues par les soldats. Cette mort au couteau, ou à froid, était la terreur suprême des sertanejos, qui croyaient que dans ce cas, leur âme ne serait pas sauvée. Les soldats exploitaient cette superstition et promettaient assez souvent la charité d’un coup de fusil en échange de révélations ou exigeaient qu’ils fassent un vivat à la République. Beaucoup de sertanejos, instruits du sort qui leur serait réservé s’ils étaient pris, préférèrent donc combattre jusqu’à la mort.
Quant au nombre de Canudenses faits prisonniers, il n’existe pas de chiffres fiables, et en particulier, le nombre des prisonniers masculins adultes n’a pu être déterminé avec exactitude. Il est admis que parmi les 1000 à 3000 prisonniers se trouvaient quelques centaines d’hommes, et que de ceux-ci, fort peu ont survécu. En effet, déjà pendant les combats, le général Oscar avait donné l’ordre « de ne pas faire prisonniers les hommes, vu que ceux-ci ne feraient que se taire de façon cynique et récalcitrante ». D’autre part, un ensemble d’éléments porte à croire qu’il y eut un autre massacre à grande échelle dans le village de Queimadas.
Si le ministre Bittencourt en particulier est nommément mis en cause dans Os Sertões, cependant, et plus en amont encore dans l’échelle hiérarchique, ces pratiques répondaient également aux décisions du président de la république Prudente de Morais lui-même, qui avait ordonné une guerre d’extermination : « À Canudos, il ne restera pas pierre sur pierre, pour que ne puisse plus se reproduire cette citadelle maudite, et la Nation doit ce service à l’Armée héroïque et intègre. ». Ce par quoi se traduisit cette volonté politique fut décrit comme suit par le journaliste Fávila Nunes, alors lieutenant d’honneur de l’armée, dans une lettre datée du 8 octobre 1897 et publiée par Gazeta de Notícias le 28 octobre :

« J’ai l’intention de me rendre aujourd’hui à Monte Santo, car rester ici est insupportable, étant donné la situation de Canudos, transformé en un immense cimetière, avec des milliers de cadavres enterrés, d’autres milliers, seulement mal recouverts de terre et, le pis de tout, d’autres milliers encore, inhumés d’aucune manière. On ne peut y faire un pas sans buter sur une jambe, un bras, un crâne, un corps entier, un autre mutilé, un monceau de cadavres, l’un calciné à moitié, l’autre fumant encore, un autre enfin en totale putréfaction et difforme, et, au milieu de tout cela, l’incendie et une atmosphère brûlante et imprégnée de miasmes putrides. De toutes parts, l’odeur horripilante de chair humaine rôtie dans les brasiers des maisons incendiées… »

Les survivants de la guerre — femmes, enfants, vieillards, blessés, et ceux qui, à la différence de nombreux Canudenses, ne s’étaient pas précipités dans le feu pour n’avoir pas à porter de vivats à la république — furent regroupés dans un camp de prisonniers, véritable fourmilière humaine, où les blessés, laissés sans soins, agonisaient ou étaient gagnés par la gangrène. De ces prisonniers, contraints ensuite de rejoindre à marche forcée la ville d’Alagoinhas, un grand nombre périt en chemin de faim et de soif ; selon un témoignage, le sol était torride et « les gens tombaient comme des mouches, mais les soldats ne permirent pas que les habitants les aidassent, même pas par une prière à l’heure de la mort pour ceux qui se laissaient choir le long de la route, sans avoir droit à une sépulture. Ils étaient comme de la vermine ». Selon ce même récit, 60 pour cent environ des prisonnières succombèrent lors de cette marche forcée, de faim, de soif, d’épidémies ou de mauvais traitements, et leurs corps furent abandonnés sur le chemin, sans être ensevelis.

## Éclairages particuliers

### Liens entre Canudos et politique

#### Intrication avec la politique bahianaise
Si c’est à juste titre que Da Cunha réfuta que Canudos fût un maillon, voire le noyau, d’un vaste complot monarchiste, il eut tort lorsqu’il affirma que la communauté, nonobstant que son chef spirituel fût un anti-républicain déclaré, ne représentait qu’une insane régression sociale et morale, totalement coupée du contexte politique de son époque. En effet, il semble qu’il y eût des connexions démontrables entre conselheiristes et certains milieux politiques bahianais, et que les adeptes d’Antônio Conselheiro aient occupé, pour un temps au moins, une position précise dans les rapports de force politiques de l’État de Bahia. Ces rapports de force peuvent être esquissés comme suit.
À Bahia, fin 1889, la plupart des hommes politiques étaient opposés à l’instauration de la république, redoutant qu’un changement institutionnel de cette ampleur ne vînt aggraver la crise économique. Négociants et gens d’affaires craignaient que la rhétorique républicaine sur la justice sociale et sur un accès élargi à la prise de décision politique ne débouchât sur l’anarchie. Dans un premier temps, la municipalité de Salvador vota contre la dictature militaire nationale et tint à réaffirmer sa fidélité à la monarchie ; elle n’accepta la république qu’après que la famille impériale eut définitivement pris la route de l’exil vers l’Europe. La nouvelle constitution de 1891, qui instituait un fédéralisme très poussé, eut pour effet d’alimenter davantage encore la tension politique existante en donnant un pouvoir inédit aux régions socialement et économiquement les plus puissantes. Le nouveau système fédéraliste récompensait les États fédérés les plus dynamiques, au détriment des autres, relégués au statut de quasi-parias. L’État de Bahia, sur le retour depuis déjà de longues décennies, n’avait plus désormais que peu d’influence au niveau fédéral. De plus, cet État, et sa capitale en particulier, était soupçonné d’être resté secrètement monarchiste, et pendant l’affaire de Canudos, les représentants bahianais auront à cœur de prouver que ces allégations étaient dénuées de fondement.

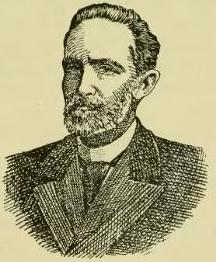
Luís Viana, gouverneur de l’État de Bahia.

Dans le processus de réorganisation politique consécutif au coup d’État de 1889 se combattaient, à tous les niveaux de pouvoir, des hommes politiques qui étaient issus de la même classe des grands propriétaires terriens et qui peu auparavant encore appartenaient au même Parti conservateur. Les dissensions qui se firent jour dans le parti républicain bahianais aboutiront bientôt à un schisme, les factions rivales gonçalvistes et vianistes se constituant en partis politiques distincts. Cet antagonisme, qui n’en était donc pas un de nature idéologique ou sociologique, se traduira lors de la guerre de Canudos notamment par des tiraillements au sujet de l’engagement des troupes dans une deuxième expédition. Luís Viana, qui venait d’être investi gouverneur de la Bahia en mai 1896, n’avait pas encore eu le temps d’affermir son pouvoir. De ce point de vue, l’affaire de Canudos lui échut entre les mains très mal à propos, car pour l’heure, sa préoccupation était en premier lieu de consolider son autorité dans les sertões du sud de la Bahia, où malgré la mise à contribution sans retenue de la police de l’État ses efforts de pacification se heurtaient à une résistance inopinément forte.
Les lieutenants d’Antônio Conselheiro recherchèrent la protection de la faction dirigée par Luís Viana, sans doute dans l’espoir de voir ce parti prendre le pouvoir dans l’assemblée de l’État et Viana s’emparer du poste de gouverneur, et il se peut même que quelques-uns de ces lieutenants aient servi comme fósforos (rabatteurs de voix dans les campagnes électorales, agissant contre argent ; litt. allumettes) pour le compte du parti vianiste. Celui-ci se laissa souvent aller jusqu’à brûler publiquement les décrets fiscaux de la faction gonçalviste opposée. Du reste, de tels autodafés visant les décrets fiscaux gonçalvistes eurent lieu à d’autres endroits de l’État de Bahia, voire dans tout le Brésil, l’autodafé de Bom Conselho, attribué à Antônio Conselheiro, ne constituant donc nullement une singularité. En d’autres termes, les adeptes d’Antônio Conselheiro ont pu se retrouver happés dans les luttes de longue date entre factions rivales de l’aristocratie bahianaise, et l’incident sur le foirail de Bom Conselho, événement clef dans le parcours du Conselheiro, serait à interpréter comme un acte de politique partisane, une manifestation de loyauté vis-à-vis de Viana, qui venait de perdre sa majorité à l’assemblée bahianaise, l’intervention du détachement de police de Maceté pouvant alors, dans cette même optique, être interprétée à son tour comme la volonté des adversaires de Viana d’infliger une leçon aux partisans de celui-ci. Toutefois, les allégations selon lesquelles Antônio Conselheiro se serait engagé dans une opposition active à la république, au point de préconiser la désobéissance civile, s’appuyaient sur des on-dit et étaient, selon toute probabilité, faux, et il n’est pas sûr du reste qu’il n’ait pas été entraîné à son corps défendant, sous l’impulsion de ses lieutenants, dans l’incident de Bom Conselho.
La faction vianiste l’ayant finalement emporté en 1896, Canudos sembla provisoirement hors de danger, mais, paradoxalement, Luís Viana, agissant désormais au sein du pouvoir établi, n’était plus en position de résister aux instances de différents coroneis, et n’était donc plus capable de garantir l’immunité de ses anciens alliés du sertão. À la chambre des députés de Bahia, le compte rendu des débats à propos de Canudos montre que défenseurs et opposants d’Antônio Conselheiro s’affrontaient de part et d’autre d’une ligne de démarcation séparant les partis, à savoir : les gonçalvistes d’une part, alliés des coroneis et du latifundiaire Cícero Dantas Martins, baron de Jeremoabo, se plaignant de ce que Canudos débauchait leur main-d’œuvre et réclamant une prompte intervention, et d’autre part les vianistes,  défendant le droit d’Antônio Conselheiro et de ses adeptes de vivre sans être inquiétés. Les réticences initiales de Viana à sévir contre Canudos découlaient d’un calcul politique visant à irriter le parti de Jeremoabo ; sa décision ultérieure d’intervenir fut une tentative de restaurer son crédit auprès des grands propriétaires terriens.
Le plus influent des propriétaires terriens du nordeste bahianais, Cícero Dantas Martins, fut, en collusion avec l’archevêque de Salvador, à l’initiative de la première démarche connue visant à faire interdire les activités d’Antônio Conselheiro et à neutraliser son influence croissante. Devenu l’implacable adversaire d’Antônio Conselheiro, il porta son hostilité sur l’arène politique bahianaise. Jeremoabo est l’illustration de l’interconnexion des différentes élites et de leurs réseaux dans la région : en plus d’être un puissant coronel local, il était aussi lié par son mariage à une grande famille du Recôncavo, c'est-à-dire à l’aristocratie sucrière. On peut considérer qu’à l’inverse, la passivité politique d’Antônio Conselheiro, en particulier sa négligence de forger, au sein des élites, des alliances durables capables de garantir une protection à sa communauté, fut l’une des raisons principales de sa chute.
La rumeur d’une « menace » pesant sur la ville de Juazeiro propagée fin octobre 1896 fut probablement lancée à dessein par l’opposition gonçalviste, par le biais du juge Leoni. Ce dernier avait été muté de Bom Conselho vers Juazeiro aussitôt après l’investiture de Viana. L’opposition perçut dans la première expédition une tentative vianiste d’attiser les esprits des Canudenses, de semer le désordre dans la région et ainsi de faire obstruction à la tenue des élections, ou d’en manipuler les résultats, dans cette troisième circonscription, imprenable de toute façon pour Viana. Il n’est pas établi si les troupes furent envoyées à Juazeiro par ordre exprès de Manuel Vitorino, alors suppléant de Prudente de Morais à la tête de l’État fédéral, ou si, comme le conjecturera l’opposition, ce fut Viana lui-même qui eut soin de dépêcher une troupe délibérément faible, afin de renforcer Canudos par une défaite prévisible de cette troupe, et ainsi créer des troubles dans la zone d’influence de son rival et de manipuler à son propre avantage les élections dans ces municipalités. L’opposition pour sa part tenta de mettre Viana dans l’embarras en démontrant que celui-ci portait la seule responsabilité, par ses décisions, de l’échec des deux premières campagnes militaires contre Canudos, dans l’espoir que l’autorité fédérale fût amenée à intervenir et à démettre le gouverneur Viana. Le journal Estado da Bahia, favorable à Gonçalves, qui ne cessait depuis septembre 1896 de rappeler Viana à sa promesse électorale de pacifier la Bahia, se plut à insinuer que le but de Viana était en fait la défaite électorale de Gonçalves et de Martins, auxquels il vouerait une haine inexpiable, et la destruction de leurs possessions. Dans un premier temps, Viana sembla sortir vainqueur du conflit de pouvoir autour de Canudos, son alliance avec le gouvernement fédéral et le limogeage de Sólon lui permirent en effet de consolider ses positions.

#### Rôle du conflit dans la politique nationale
Sur le plan national, le retentissement que connut Canudos, sans proportion avec le péril qu’il représentait pour le nouveau régime, s’explique par le contexte politique particulier de l’après-coup d’État républicain, qu’il importe donc de décrire brièvement. Paradoxalement, il était résulté dudit coup d’État un mouvement républicain divisé, comprenant des ultras, des légalistes, des convertis de la dernière heure, des modérés etc. Les jacobins parmi eux, et d’autres qui appelaient à de mesures gouvernementales vigoureuses à l’effet d’éradiquer tout sentiment promonarchiste persistant, saisirent l’occasion offerte par l’affaire de Canudos pour glorifier le rôle héroïque de l’armée républicaine et pour justifier des mesures musclées prises contre la dissidence. Ainsi Canudos agit-il comme un abcès de fixation et faisait-il figure d’ultime et suprême bataille du Brésil républicain contre le monarchisme. Si les politiciens locaux s’inquiétaient surtout de ce que le magnétisme d’Antônio Conselheiro, outre qu’il les privait de bras, pût également leur coûter des voix potentielles, la faction républicaine nationale savait qu’une prolongation du conflit risquait d’éroder davantage encore leur précaire position.
Le fait que Canudos fut présenté comme faisant partie d’un complot monarchiste plus vaste intensifia encore l’impact psychologique du conflit. Il y a lieu, à cet égard, de souligner le rôle déterminant de la presse : pour la première fois au Brésil, un événement reçut une couverture quotidienne dans la presse, et pour la première fois aussi, les journaux étaient mis à contribution pour créer, en partie au moins artificiellement, un sentiment de panique. La presse devint en quelque sorte la principale arène dans laquelle se disputa le conflit, et la quasi-totalité des politiciens brésiliens prirent part à cette « guerre des mots »,.
Cependant, nombre de problèmes nationaux demeuraient sans solution, notamment les conflits armés régionalistes, la division au sein même des forces armées, et la confiance ébranlée qu’avaient dans le Brésil les investisseurs étrangers. Le  milréis  perdit la moitié de sa valeur entre 1892 et 1897, tandis que les exportations chutaient, limitant ainsi la possibilité pour la fédération brésilienne de contracter de nouveaux emprunts. Inflation et chaos économique s’ensuivirent. Pour l’État de Bahia s’y ajoutèrent les terribles sécheresses de 1866 à 1868 et de 1877 à 1880, qui poussèrent hors de la région ses ressources humaines et fiscales. L’économie de cet État était frappée, outre par l’Encilhamento (bulle financière) national, aussi par la stagnation agricole dans le Recôncavo et le sud, et par une chute de la production minière dans les Lavras Diamantinas. L’effondrement consécutif à l’Encilhamento écorna la crédibilité du Brésil à l’étranger, mit en évidence l’échec de la création d’un marché de capitaux national, et suscita des craintes quant à la viabilité de la fédération brésilienne elle-même. Les difficultés économiques persistantes, qui minaient les efforts de la république pour consolider son autorité, et les confrontations traumatisantes qui se succédaient, déterminaient un sentiment obsidional et contribuaient à aiguiser la sensibilité des gouvernants à la menace de Canudos, qui agit bientôt comme un urticant. Pour les républicains, il était urgent d’éteindre tous ces foyers d’incendie dans les plus brefs délais. En raison de cette toile de fond, Canudos ne pouvait pas en effet survenir à un pire moment. Canudos fut ainsi la victime des circonstances : sa naissance et sa croissance coïncidèrent malencontreusement avec l’opportunité, pour le pouvoir républicain central, de monter une campagne de propagande en agitant le spectre d’un complot monarchiste. D’un curieux ramassis de rustres fanatisés, le mouvement d’Antônio Conselheiro se mua, après la déroute de la 3e expédition, en une force politique avec laquelle compter. Cette mutation cependant se déroula non à Belo Monte, mais dans les milieux journalistiques de la capitale. Canudos vint soudainement, comme supposé bras armé des monarchistes, à se trouver au centre de la politique fédérale.

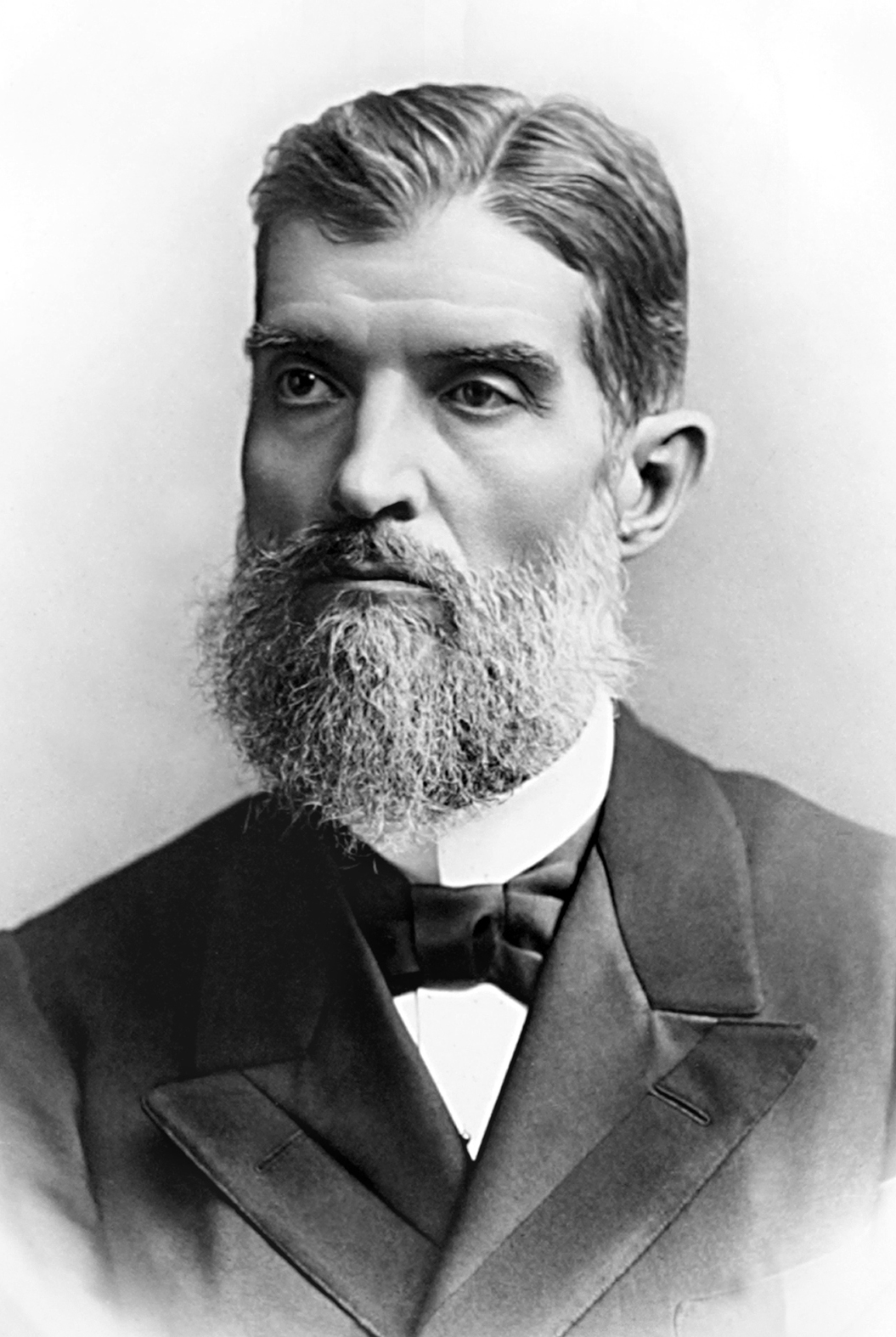
Prudente de Morais avait succédé fin 1894 à Floriano Peixoto au poste de président de la république. Il fut, au sein du camp républicain, l’un des chefs de file de la faction légaliste, laquelle, composée d’experts légistes (bachareis), prônait un régime politique explicitement régulé et institutionnalisé.

Le monarchisme demeurait un phénomène politique sans assise en largeur dans la société brésilienne, et ses chefs de file ne se souciaient guère de populariser son organisation et ses idées. Assurément, avec ses organes de presse, le monarchisme disposait d’un outil percutant ; ses journaux, tels que A Tribuna, Jornal do Brasil, Liberdade, Gazeta da Tarde à Rio de Janeiro, et Commercio de São Paulo dans la métropole paulista, exerçaient une critique continuelle des institutions républicaines et de leur politique, et représentaient — en dépit des périodes d’interdiction, d’une censure harcelante et d’attentas répétés — un important facteur perturbant vis-à-vis de la volonté d’affirmation de la république. C’est cette puissance discursive — cette « guérilla verbale » — qui entre autres fit surestimer ou exagérer le poids politique et la menace potentielle du monarchisme pour le système républicain. La presse républicaine mijotait ainsi depuis 1890 à feu doux le péril d’une conspiration monarchiste, qu’elle pouvait s’il y avait lieu amplifier de quelques crans en une imminente tentative de putsch restaurateur. C’est en particulier à partir de février 1897 que politiciens et journaux établirent un lien entre Canudos et le monarchisme officiel. Les déclarations anti-républicaines de Maciel/Conselheiro en effet étaient bien connues, notamment sa conviction que seule la monarchie garantissait l’unité voulue par Dieu entre religion et État, conviction qui rejoignait l’opinion des cercles catholiques conservateurs au sein du monarchisme. Durant la guerre fut échafaudée, surtout par l’opposition jacobine, à partir de ce soupçon d’une volonté subversive, une thèse de la conspiration, à l’appui de laquelle surgissaient sans cesse çà et là des « preuves » que Canudos était en contact avec des comités monarchistes à Paris et à Buenos Aires et se faisait fournir en armes depuis l’Argentine ou l’Angleterre en passant par Sete Lagoas dans le Minas Gerais. Le général Arthur Oscar, commandant en chef de la quatrième expédition, l’un des ardents partisans de la thèse de la conspiration monarchiste, ne laissera pas d’affirmer pendant des mois que les Canudenses disposaient d’équipements d’artillerie (notamment des balles explosives) qui étaient inconnus ailleurs au Brésil et qu’ils avaient donc forcément obtenus de l’étranger ; ainsi pouvait-on faire tenir au mouvement conselheiriste un rôle d’antagoniste militairement crédible. Le paradigme d’un Canudos partie intégrante (consciente ou instrumentalisée) d’une conjuration monarchiste visant au renversement de la république acquit à partir de mars 1897 un rôle porteur dans le discours sur Canudos. Même Rui Barbosa, très sceptique quant à la participation de Canudos dans un complot plus vaste, fut impuissant à invalider le paradigme, et sera à son tour suspecté de sympathies monarchistes.
La défaite de la 3e expédition prouvait aux yeux de la presse non seulement la véracité de la conspiration monarchiste et de la tentative de renversement du régime, elle tendait aussi à prouver l’implication de l’État fédéré où se trouvait Canudos, à savoir la Bahia. Celle-ci fut fustigée par la presse de la capitale ; A Noticia de Rio de Janeiro notamment écrivit, dans son édition du 16 mars 1897 : « Tout dans la Bahia sent la monarchie et la réaction ; c’est pourquoi le Conselheiro, et Canudos, y sont tolérés, encouragés et protégés par les Bahianais. » Pour Jornal de Notícias, la Bahia était « la patrie des jagunços et des ennemis de la république ». Cette amalgamation de la Bahia au paradigme monarchiste, cohérente du reste avec l’assimilation de la république au progrès et du monarchisme à la mentalité prémoderne, incita neuf journaux de Bahia (et parmi eux tous les principaux) à rédiger une déclaration commune à l’attention de « la presse à Rio de Janeiro », dans laquelle ils protestaient « en tant que presse bahianaise et au nom de toutes les classes sociales » contre « la suspicion injuste et offensante » que la Bahia serait un bastion du monarchisme. L’un des arguments, soulignant la modération politique et la tradition bahianaises, portait que, si certes il manquait à la Bahia une tradition républicaine, « la modération et la lucidité avec lesquelles elle maîtrise les phases difficiles de notre existence sociale moderne » suffisaient à démontrer les bonnes dispositions républicaines de la « Bahia éminemment conservatrice ».
Le paradigme monarchiste fonctionnait alors à plein régime, même s’il était clair aux analystes politiques que la cause de l’échec de Moreira César résidait en réalité dans un enchaînement d’erreurs de la part du commandement militaire. Les jagunços n’étaient pas dénués d’habiletés militaires tactiques, mais la dissymétrie du nombre des pertes tendait à indiquer que l’ennemi ne disposait pas d’un potentiel expansible à l’infini ; du reste, aucun Canudense n’avait jusqu’ici marché sur Rio de Janeiro, ni même sur Salvador. Mais la signification militaire de l’assaut manqué n’explique pas seul le changement de perception du conflit. Avec la personne de Moreira César, c’est d’un symbole républicain radical, incarnation de l’intransigeance vis-à-vis des ennemis et des menaces, que fut privé le corps républicain — chose qui était impensable comme venant d’un ramassis de fanatiques, agissant dans un désordre pré-scientifique, et présupposait donc en arrière-plan quelque puissance organisée d’une efficacité redoutable.
Cependant, les vives tensions existant alors au sein même du camp républicain apportent un autre éclairage à l’irruption de Canudos sur la scène nationale. Dans les années 1889-1898, une âpre lutte fut menée pour l’hégémonie dans la république, lutte qui prit des formes allant bien au-delà du strict débat parlementaire et qui était ressentie par la plupart de ses protagonistes comme une lutte décisive. Le conflit présentait un versant idéologique et un autre institutionnel, se matérialisant dans la question de savoir quelle conception de la république devait être privilégiée, et qui aurait à occuper les positions de pouvoir. La bataille politique fut livrée par divers moyens et sur différents fronts mouvants, tant sur le plan militaire que par des glissements dans le personnel politique et par des remaniements des structures décisionnaires. Dans le cadre de cette quasi-guerre civile à l’intérieur du camp républicain, Canudos sera instrumentalisé comme opportune ressource discursive. Selon l’historiographie traditionnelle, la transition entre monarchie et république se passa sans heurts et pacifiquement, grâce à la sagesse des pères de la constitution, qui eurent soin de garantir une certaine continuité. À l’opposé, une historiographie révisionniste mit en évidence que l’Empire fut aboli en dehors de toute consultation de vastes couches de la population et sans qu’il y eût des personnels politiques porteurs de concepts opérants et aptes à donner forme à l’idée républicaine. Avant 1889, le mouvement républicain n’avait, au-delà du principe général de la république, qu’une idée fort limitée des futures transformations à opérer dans la société brésilienne, et en dehors de Rio de Janeiro et de São Paulo peinait à prendre corps institutionnellement ; l’on ne put donc, après le coup d’État de 1889, empêcher une sorte de vide institutionnel de s’installer, que l’on tenta hâtivement de combler par la formation d’un gouvernement provisoire et la nomination d’une commission constituante. Les premiers gouvernants républicains n’avaient guère d’expérience dans l’administration publique et ne montrèrent que peu d’aptitude à créer de nouvelles formes d’organisation politique. La nouvelle constitution promulguée quelques mois plus tard prévoyait un système présidentiel caractérisé par le bicaméralisme, par un fédéralisme accordant une large autonomie aux entités fédérées, et par un ample éventail de droits fondamentaux assorti d’un suffrage restreint. Cette nouvelle constitution renfermait donc cette contradiction que la population était largement écartée des prises de décision politiques tout en jouissant de libertés individuelles étendues sur le plan économique et politique, lesquelles libertés cependant restaient pour les masses sans signification pratique. Le libéralisme brésilien servait davantage de légitimation à une idéologie élitaire plus disposée à creuser les inégalités qu’à entreprendre les réformes et à promouvoir l’émancipation.
Peinant à se consolider, la république brésilienne se référait à trois modèles républicains différents, spécifiés comme suit par l’historien José Murilo de Carvalho :

« Deux d’entre eux, l’américain (le libéral) et le positiviste, partaient certes de prémisses totalement différentes, mais mettaient tous deux l’accent sur la nécessité de réguler le pouvoir politique. Le troisième modèle, le jacobin, voyaient dans l’intervention directe du peuple le fondement du nouveau système et dédaignaient la question de son institutionnalisation. Si les deux modèles français utilisaient la conception de la dictature républicaine, celle-ci toutefois demeurait vague dans la version jacobine, tandis que les positivistes avaient sous la main des idées détaillées quant au rôle du dictateur, à l’assemblée, à la législation électorale, à la politique éducative etc. »

L’épopée de la Révolution française joua un rôle majeur dans la jeune république brésilienne comme modèle historique ainsi que comme source d’une sémantique universelle et d’un ensemble d’éléments symboliques, qui ornaient profusément l’espace public. Elle servait aussi de point de référence à l’aune de laquelle juger et évaluer les événements et les évolutions au Brésil. De même, la métaphore qui assimilait Canudos à la Vendée, popularisée par Da Cunha — les deux articles qu’il rédigea pour le journal Estado de São Paulo portaient le titre de Notre Vendée, et il envisagea de donner à son futur ouvrage ce même titre avant de se raviser et de l’intituler Os Sertões —, rattachait la révolution brésilienne à celle française et concourut à faire de Canudos le paradigme de la conjuration monarchiste.
Dans la pratique politique des années jusque 1898, positivisme et jacobinisme tendaient de plus en plus à coïncider, même si les jacobins exprimaient l’idée d’une dictature républicaine de manière plus visible et politiquement plus opérante. Finalement, c’est à un conflit entre bachareis (juristes) libéraux de São Paulo d’une part, et avant-garde républicaine jacobine-positiviste d’autre part, que peut se ramener en dernière analyse l’antagonisme décisif qui marqua toutes ces années-là.

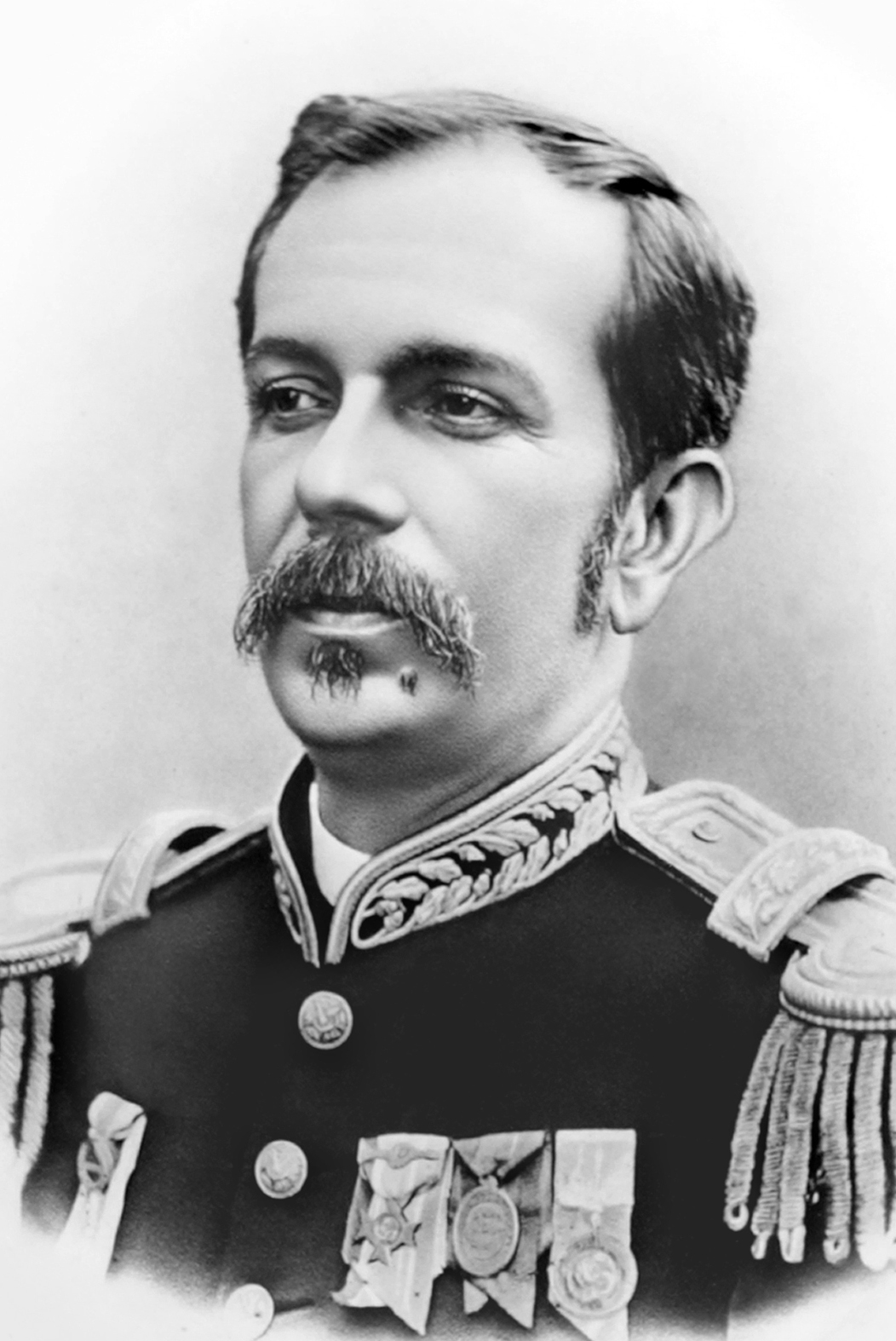
Floriano Peixoto, l’une des figures de la mouvance dite jacobine des républicains brésiliens, mouvance caractérisée par son intransigeance et par l’accent mis sur la mobilisation populaire plutôt que sur la mise en place de dispositifs légistiques.

Dans le sillage de la défaite de la 3e expédition, les autorités organisèrent des manifestations officielles, décrétèrent des jours de deuil etc. Nonobstant le propos, ostensiblement proclamé, de dépasser les clivages partisans et les appels au consensus national, les deux mouvances républicaines opposées poursuivaient chacune des buts distincts, y compris sur le plan symbolique. Ainsi les dénommés « bataillons patriotiques » constitués un peu partout dans le pays par les jacobins prirent-ils le nom de Tiradentes, Benjamin Constant, Deodoro da Fonseca et Moreira César. C’est surtout la Rua do Ouvidor à Rio de Janeiro qui servira aux jacobins de décor usuel de leurs manifestations. Le 7 mars, les troupes de choc des jacobins, appelés aussi florianistes, du nom du maréchal Floriano Peixoto, saccagèrent les locaux de rédaction et l’imprimerie des journaux monarchistes Gazeta da Tarde, Libertade et Apóstolo, et à São Paulo, les locaux du Comércio de São Paulo furent mis à sac, et plus tard un groupe d’officiers assassina le directeur de la Gazeta da Tarde, Gentil de Castro. Avec l’entrée en fonction de Prudente de Morais comme président de la république, les jacobins furent refoulés dans l’opposition politique, opposition qu’ils menèrent désormais de façon cohérente et militante, fustigeant une « république des conseillers » (república dos conselheiros), où ce seraient des girouettes fidèles à l’empereur, des monarchistes déclarés, des rebelles de 1893, des étrangers (en particulier des Portugais), de même que des spéculateurs et des accapareurs qui donneraient le ton. Les jacobins se voyaient comme les seuls républicains authentiques et s’attribuaient le rôle de « gardiens de la république et de la patrie ». Comme leurs homonymes français, ils réclamaient, en défense de la jeune république, une dictature militaire autoritaire et une répression systématique de l’ennemi intérieur, — notamment du bacharelismo (ensemble des bachareis, civils ayant une formation de juriste), résidu de la monarchie et responsable du marasme actuel —, prônaient le protectionnisme socialiste, etc. Dans leur discours, comme de juste entrelardé de métaphores militaires, la guerre faisait rage contre la république, ce qui se recoupait avec leur vision selon laquelle la politique était un combat permanent. Dans une situation extrême, les extrémistes étaient les meilleurs républicains, ainsi que le posait le journal Gazeta de Notícias. L’armée était constamment exaltée comme le bastion de défense de la république, le paradigme central du discours jacobin étant en effet la capacité de défense du peuple. Trois lignes de force de ce discours sont à mettre en relief : 1) la république est menacée dans son existence par le monarchisme ; 2) le gouvernement actuel n’est pas en état de sécuriser la république et s’est par là rendu coupable de forfaiture ; 3) les jacobins sont les défenseurs effectifs de la patrie.
Dans les mois de mars à octobre 1897, le projet libéral bacharéliste, sous les coups de boutoir incessants des agitateurs jacobins, vécut ses moments les plus difficiles. Les jacobins disposaient d’un potentiel militaire, non seulement sous la forme des milices populaires, mais encore au sein des forces armées, qui restaient politiquement divisées, mais où ils avaient de nombreux sympathisants. Ils étaient très présents à l’école militaire de Praia Vermelha, où régnait depuis les années 1870, sous l’influence de Constant, un esprit résolument positiviste, et où venaient étudier et se diplômer la majorité des officiers brésiliens. Le positivisme voyait dans le soldat un acteur politique qui pouvait, voire devait, intervenir. Fin mai 1897, les cadets manifestèrent ouvertement leur opposition au gouvernement Morais, lequel avait sensiblement réduit le nombre des florianistes aux postes d’influence. Un incident au parlement national, en rapport avec la fronde des cadets, conduisit finalement à la scission du Parti républicain fédéral et mit un terme à la fiction d’un camp républicain homogène. Quand les jacobins taxaient les bacharélistes de monarchistes déguisés, les libéraux, par la voix de Barbosa notamment, assimilèrent l’opposition à l’anarchie et à la tyrannie, accusant les jacobins d’exercer, selon les termes de Barbosa, « un culte républicain de surface » empreint d’une « superstition servile fortement exagérée » conduisant à une « idolâtrie de la république », dont elle ne serait qu’une dégénérescence. Ainsi le conflit se cristallisa-t-il en l’antinomie tyrannie et idolâtrie contre liberté et justice, ou de façon plus lapidiare encore en l’antinomie violence contre légalité.
Dans ce contexte, Canudos fut hissé au rang d’ennemi paradigmatique de la république, si bien que c’est d’après le positionnement vis-à-vis de cet ennemi qu’aux yeux des jacobins devait être évalué si tel parti ou tel mouvement national était à la hauteur de la république. Canudos concentrait désormais toutes les figures de l’ennemi, et fut tenu pour responsable de tous les dérèglement économiques et sociaux, comme le renchérissement de la vie, l’inflation et le mécontentement populaire. Le symbole vendéen véhiculait notamment ce concept d’un pouvoir juste et nécessaire, celui de la république, menacé d’être renversé par un pouvoir illégitime de destruction et de révolte ; ledit pouvoir légitime peut être assumé par l’État, mais pas obligatoirement : si ce dernier vient à faillir, ce sont les gardiens de la république eux-mêmes qui se doivent de s’emparer du pouvoir. Par contrecoup, les bachareis libéraux de São Paulo percevaient le danger d’une hégémonie discursive de l’opposition jacobine et craignaient que celle-ci ne réussît à faire interpréter la persistance de Canudos comme l’expression de l’antirépublicanisme du gouvernement, et, de là, toute critique contre l’opposition comme anti-républicaine ; l’habilitation à définir la république, puis le magistère intellectuel et enfin la domination politique, finiraient ainsi par échapper au groupe gouvernant, au profit de l’opposition.

### Barbarie contre civilisation
Si Da Cunha réfuta, à juste titre, l’idée que Canudos était un maillon d’un grand complot monarchiste, il accrédita, aux yeux des générations à venir, la thèse que les Canudenses refusaient et combattaient la république parce qu’ils craignaient le progrès. Il est vrai que cette thèse trouva un terreau favorable dans la jeune république, qui recherchait ardemment une explication manichéenne du conflit afin de façonner l’unité nationale et de détourner l’attention de l’impéritie flagrante, à tous niveaux, des forces armées brésiliennes. L’impact le plus durable d’Os Sertões aura été que le petit peuple délaissé du sertão s’installa dans la conscience nationale comme des fanatiques insanes, entraînés dans une régression irrationnelle par un hérétique. Son récit choqua les lecteurs, les forçant à prendre conscience que l’état réel de la population posait une menace à la course du pays vers la modernité. Da Cunha fut comparé à Euripide, et son interprétation des événements avait acquis le statut de vérité quasi intouchable. Pendant au moins un siècle après sa parution, l’historiographie brésilienne officielle se rangera à la conception de Da Cunha voulant que Canudos fût la résultante du climat, de la géographie et de la race. Da Cunha décrit le sertanejo comme un type humain déséquilibré, dégénéré, instable, inconstant etc., victime de la fatalité des lois biologiques, en tant qu’appartenant à une race arriérée séparée du littoral par trois siècles de barbarie ; mais il le décrit aussi comme une figure contradictoire, tantôt indolent, tantôt animé, en ajoutant une connotation politique : il est de toute manière aussi inapte à comprendre la forme républicaine de gouvernement que la monarchie constitutionnelle ; tous deux lui sont des abstractions, hors de portée de son intelligence. Cependant, sa description du jagunço, le dépeignant comme un « titan de bronze », obstacle entêté opposé aux villes du littoral si désireuses d’imiter les raffinements de l’Europe, laisse aussi poindre, avec cette ambivalence typique de l’auteur, une certaine admiration — de la même manière que Sarmiento sut admirer le gaucho, son savoir-faire, sa grandeur d’âme, son sens de l’honneur, son autonomie —, ce qui le portera à s’exclamer vers la fin de son ouvrage :

« Décidément, il était indispensable que la campagne de Canudos se donnât un objectif supérieur à la mission stupide et peu glorieuse de détruire un village des sertões. Il y avait là un ennemi plus sérieux à combattre, dans une guerre plus lente et plus digne. Toute cette campagne serait un crime inutile et barbare, si l’on ne profitait pas des chemins ouverts par l’artillerie pour effectuer une propagande tenace, continue et persistante, afin d’amener vers notre temps et d’intégrer à notre existence ces rudes compatriotes retardataires. »

Pour les observateurs venus du littoral, Antônio Conselheiro était l’incarnation du fanatisme et de la dissidence anti-républicaine et s’était montré habile à manipuler les petites gens des campagnes, à l’égard desquels ces mêmes observateurs ressentaient une pitié mêlée de dégoût. L’attitude négative des résidents du littoral s’exacerbait par la croissance démographique dans le sertão, laquelle poussait vers la côte des contingents grandissants de sertanejos misérables et apportait aux zones côtières le risque de maladies épidémiques, du chômage et de la pauvreté ; en réaction, les autorités municipales dressaient des barrages routiers à l’entrée de leurs villes et internaient dans des camps les réfugiés de la sécheresse.
À la suite de la guerre de Canudos, deux visions se firent jour au Brésil : l’une, celle républicaine, préférait mettre en avant les actions positives qui avaient permis de moderniser le pays (abolition de l’esclavage, constitution de 1891, séparation de l’église et de l’État, création d’un régime civil stable, victoire sur toutes sortes de dissidences, de Canudos aux émeutes anti-vaccination de 1904) et y puisait un certain optimisme ; l’autre au contraire mettait en doute la capacité du Brésil à surmonter son héritage d’arriération et de mixité raciale. Les événements de Canudos, en plus de mettre à mal la confiance dans les forces armées nationales et dans leurs alliés jacobins, affectèrent profondément la façon dont les Brésiliens se voyaient eux-mêmes et firent chanceler le mythe positiviste du progrès, propre au XIXe siècle. Après le conflit de Canudos, l’opinion des élites adhérait assurément, dans sa très grande majorité, à l’idée, exprimée par Da Cunha, d’une dualité irrévocable de la société brésilienne entre arrière-pays et littoral, et peu de républicains croyaient encore en 1898 que le fossé social et psychologique entre Brésil urbain et Brésil rural pût être comblé en imposant une façade moderne d’institutions civilisatrices. Les dirigeants jacobins, qui avaient initialement aspiré à instaurer au Brésil la liberté ancienne de la Grèce antique, abandonnèrent bientôt ces idéaux, en faveur d’un autoritarisme positiviste.
D’autre part, cette vision des choses, ajouté au caractère racial (ou perçu comme tel) du soulèvement conselheiriste, et à l’invocation de mobiles antédiluviens, voire psychotiques, des fidèles de Canudos, permit aux élites gouvernantes de justifier l’exécution de sang froid de tous les survivants masculins de Canudos, de faire accepter le sanglant tribut d’un grand nombre de morts (30 000 peut-être), et de justifier leur subséquent appui à la politique des gouverneurs, tendant à resserrer les mécanismes de contrôle social en octroyant le pouvoir absolu aux coronéis ruraux — mais en même temps empêcha que la campagne de Canudos pût faire l’objet de la même glorification que d’autres expéditions menées contre des séditions anti-républicaines. Enfin, les élites bahianaises elles-mêmes, dont l’assurance était toujours aussi vacillante face aux murmures dans le reste du Brésil selon lesquelles les classes dirigeantes de cet État s’étaient par trop mélangées aux gens de couleur pendant l’esclavage, se saisirent du conflit comme une occasion de faire la démonstration de leur plein engagement pour un progrès continu modelé sur l’exemple européen.

### Aspects religieux du conflit
Les adeptes d'Antônio Conselheiro obéissaient, pour le suivre, à un large événtail de mobiles ; mais avant tout sans doute, ils voyaient en lui un puissant chef religieux laïc, dont l’action s’inscrivait dans la tradition catholique populaire particulière à la région. En tout état de cause, ce qui peut être reconstitué à partir des documents historiques sur la vie et la carrière d’Antônio Conselheiro, contredit fortement l’image du zélote fanatique, irrévérencieux, malveillant, hérétique et antisocial tel que véhiculée par Da Cunha et les élites du littoral. L’élément de déviance religieuse n’était pas absente de l’image cathartique dont le nouveau Brésil républicain avait besoin comme justificatif pour réprimer la dissidence rurale, et Antônio Conselheiro par son entêtement et son charisme se prêtait fort bien à cette image, se livrant ainsi tout cru aux jacobins pressés de lancer le Brésil sur la voie du progrès civilisateur.

#### Situation de l’Église dans l’État de Bahia
En 1887, 124 des 190 paroisses que comptait l’État de Bahia souffraient d’une pénurie de prêtres permanents ou exerçant à temps plein. Beaucoup de prêtres frais émoulus s’empressaient d’ailleurs de faire toutes démarches nécessaires pour rester dans la capitale de l’État ou sur le littoral. En raison du manque de prêtres disposés à exercer leur ministère chez les pauvres dans les paroisses écartées, l’Église avait dû virtuellement abandonner à leur sort nombre de catholiques brésiliens campagnards, en particulier dans le sertão. Vu que peu parmi les sertanejos eux-mêmes entraient dans la prêtrise, le clergé dans la région était souvent d’origine étrangère, n’ayant parfois que des rudiments de portugais, et aucun lien solide les liant aux familles puissantes de l’aristocratie locale. Les classes inférieures de la société n’étaient pas moins croyantes ou pratiquantes, mais bénéficiaient moins de la présence du clergé, si n’est de curés surmenés, et cette disparité était plus prononcée encore dans le sertão. Bien que la population du sertão ne reçût donc virtuellement aucune instruction religieuse formelle, et qu’il fût rare que les sertanejos vissent un représentant du clergé, l’observance du rite catholique dans le sertão se poursuivit sans interruption, même en l’absence d’une supervision soutenue du clergé, et la piété ne chancela pas. Dans la première moitié du XIXe siècle, des missionnaires ambulants tentaient de combler cette lacune, notamment dans les zones très écartées et appauvries ; leurs visitations duraient une douzaine de jours, véritable marathon de prières culminant dans des séances de confession, des actes de pénitence et l’administration de sacrements. De toute manière, l’Église ne visant que le salut spirituel, non le changement social, les prêtres, là où l’église maintenait une présence, défendaient, voire renforçaient le statu quo social. Cependant, la pratique religieuse dans le sertão tendait à mener une vie propre. Le fait que la prise en charge religieuse était assurée par des missionnaires évangéliques, des prédicateurs laïcs, des rebouteux etc., instaura dans le sertão la tradition d’une plus grande liberté de choix en ces matières, et a donc pu rendre la décision plus aisée, pour les familles du sertão, de suivre Antônio Conselheiro vers son sanctuaire protégé.
L’Église, à travers une politique d’accommodements, finit par prendre son parti de la république, et les évêques brésiliens firent la paix avec le gouvernement républicain. S’avisant par ailleurs que ses maigres ressources et la pénurie de prêtres bloquaient toute tentative sérieuse de réaffirmer son influence parmi la masse de la population, les autorités ecclésiastiques préférèrent centrer leur attention sur les élites urbaines, contribuant ainsi à faire se déplacer vers les problématiques urbaines le centre de gravité de leurs préoccupations, en négligeant les terres de l’intérieur. Les relations difficiles de l’Église avec l’État, au demeurant manifestes dès les dernières années de l’Empire, n’empêchaient pas la hiérarchie catholique de partager avec les autres élites les mêmes valeurs communes et la même vision littorale. La hiérarchie catholique n’eut donc aucune peine à joindre sa voix à la campagne réclamant la destruction de Canudos.

#### Singularité religieuse du sertão
Dans le sertão de la fin du XIXe siècle, la religiosité s’exprimait sous des formes sensiblement différentes que dans les régions où l’Église marquait sa présence d’une façon plus classique. Même si la liturgie formelle et la pratique des sacrements restaient au-dedans des limites de la tradition catholique romaine (y compris à Canudos), le contexte spirituel général était nettement différent. L’atmosphère pénitentialiste, sébastianiste et millénariste fournissait le contexte parfait dans lequel un voyant religieux austère mais charismatique pouvait recruter des adeptes parmi les gens simples et les amener à le suivre vers une communauté autonome, qui n’était du reste, en ce qui concerne Canudos, subversive que dans le sens le plus technique du terme. Des migrants se déplaçant d’une zone rurale à l’autre en quête de salut religieux constituaient une excroissance habituelle de la masse des campagnards pauvres ; dans le Ceará, au milieu des années 1890, des milliers de pèlerins appauvris suivirent le thaumaturge et prêtre dissident Cícero Romão Batista, les proportions considérables prises par la vénération de sa personne témoignant d’ailleurs de ce que la disposition des sertanejos à suivre un chef charismatique n’était pas limitée à Canudos.
La population du sertão, qui s’était instruite dans la religion catholique largement par elle-même, tendait à associer sa résignation et son stoïcisme quotidiens à des espoirs messianiques. Une dévotion particulière était portée à certains saints, dont on croyait qu’ils pouvaient guérir des maladies, mais à l’inverse, aussi causer des afflictions, susceptibles d’être levées uniquement par un pèlerinage vers certaines châsses déterminées et certains lieux supposés habités par la présence du saint en question. L’affirmation de miracles faisait partie du système populaire ; ces miracles, accueillis avec bienveillance par l’Église, apportaient un répit dans la monotonie de l’existence. Les citadins n’échappaient pas à l’emprise de la magie et des miracles. La superstition était naturelle, sinon en quelque sorte rationnelle d’inspiration, car répondant au besoin de trouver des explications aux phénomènes et aidant à l’évasion psychologique. La magie et les formes populaires de croyance, en plus d’être un soulagement, procuraient un sentiment d’identification culturelle.
Des pratiques de flagellation, introduits au XVIe siècle par les Franciscains et les Jésuites, subsistaient. Persistait également le culto do fome (culte de la faim), le jeûne continu pratiqué comme acte de pénitence pour mortifier le corps. Pour les ruraux, la pénitence et les vœux étaient, par le justificatif religieux qu’ils comportaient, les seuls moyens par lesquels l’on pouvait sortir du parcours prédéterminé d’existence, c'est-à-dire par lesquels les coercitions temporelles pesant sur le cours de leur vie, avec ses contraintes immuables, pouvaient être surmontées.

#### Orthodoxie et hétérodoxie d’Antônio Conselheiro
Antônio Conselheiro était le produit de cet environnement religieux d’un caractère unique, spécifique au sertão brésilien. Pourtant, rien n’indique qu'Antônio Conselheiro prêchait l’hérésie ou même s’écartait significativement des préceptes catholiques communément admis dans la région. Ainsi, si Conselheiro prêchait et dispensait des conseils, il se gardait d’usurper les fonctions sacerdotales, s’abstenant en particulier d’administrer les sacrements. Il agissait toujours avec l’accord des autorités, et quand il se proposait de mener une action dans un village, en référait toujours d’abord au curé local, s’il y en avait un. Ce n’est donc que rarement qu’il lui advenait d’être expulsé par la police sur les instances d’un curé. Ses œuvres étaient accomplies au nom de l’Église et au service de prêtres locaux. Notamment, la pratique de reconstruire des églises et de réparer les cimetières de village correspondait à une politique de l’Église elle-même, explicitement énoncée et commencée dans la décennie 1860, destinée à améliorer les propriétés ecclésiastiques et à établir des liens avec les classes inférieures.
En dépit des légendes, jamais Antônio Conselheiro ne se targuait, dans ses sermons, de la faculté d’opérer des miracles, et ne faisait pas de guérisons, ni ne procurait de médecines, mais n’en appelait au contraire qu’à la foi et au dur labeur. Il n’affirma jamais avoir été envoyé par Dieu ou qu’il était prophète ; comme prédicateur laïc et beato, il resta au-dedans des limites formelles du catholicisme romain. Il ne faisait en fait que prolonger la tradition des ermitães (laïcs) du XVIe siècle, lesquels, en l’absence de prêtres, étaient alors considérés comme les représentants de l’Église ; comme eux, Antônio Conselheiro était vêtu d’une longue robe indigo maintenue à la taille par une cordelette, portait barbe et cheveux longs, et marchait pieds nus ou dans des sandales rudimentaires.
Il parlait de choses touchant à la vie et aux préoccupations des sertanejos : les dettes, la moralité, le gouvernement, et la destinée individuelle. Le fait qu’il s’inspirait de la Missão Abreviada pour rédiger ses sermons témoigne de sa quête d’un système de signes et de symboles médiéval simplifié. Sa théologie toutefois n’était pas naïve ; son langage a pu être rudimentaire dans ses métaphores, mais n’était pas dénué de raffinement. Dans le sertão, où la grande majorité de la population était illettrée, ses images fortes étaient adaptées à la situation et efficaces. De plus, alors que les habitants du sertão étaient privés de la présence rassurante de figures d’autorité, compétentes à définir la frontière entre comportement admis et comportement répréhensible, Antônio Conselheiro, à Canudos, se prêtait à remplir ce rôle, ce que ses adeptes accueillaient avec enchantement ; la rude discipline qu’il leur imposait était pour eux le prix (somme toute modique) à payer.
Lorsque la constitution républicaine fut sanctionnée en 1891, il en fustigea les dispositions relatives à la séparation de l’église et de l’État, au mariage civil et à l’enregistrement des naissances et des décès. Commotionné par l’exil du vieux monarque Pedro II, il fulmina contre le régime républicain, qu’il présenta comme une personnification de l’Antéchrist. Cependant, l’opposition d’Antônio Conselheiro à la nouvelle constitution était alors tout à fait partagée par l’Église catholique, par sa hiérarchie autant que par son clergé local, en raison plus particulièrement du mariage civil obligatoire et de la sécularisation des cimetières. Antônio Conselheiro était donc loin d’être le fanatique révolutionnaire, obscur et isolé, tel que dépeint par Da Cunha.
Dans la seconde moitié du XIXe siècle, les politiciens du sertão avaient coutume d’intervenir dans la sélection des prêtres appelés à occuper les différentes cures, pratique qui rendait difficile toute tentative de réforme et frustrait ceux désireux de renouveler l’Église. En tant qu’acteur extérieur, lié à aucune des factions, ni particulièrement intéressé à conclure des alliances politiques, par dédain à l’égard de ces activités temporelles, Antônio Conselheiro se tenait à l’écart de ce système et menaçait de l’ébranler. Sa pauvreté lui avait conféré de la crédibilité auprès des sertanejos et en même temps embarrassé les prêtres qui avaient fait choix d’une vie confortable comme clients ou membres des élites locales.
Le sébastianisme affleurait sous la surface de la théologie de Antônio Conselheiro. En mélangeant, dans l’esprit populaire, l’aspiration au retour du paternel empereur Pedro II avec la dévotion locale et les références apocalyptiques et pénitentielles, il adapta la tradition sébastianiste à ses propres fins : celui qui était appelé à revenir n’était plus le saint, mais l’empereur. Antônio Conselheiro avertissait que les riches et les puissants subiraient des tourments éternels après le Jour du jugement, et les campagnards étaient plus que jamais disposés à écouter des religieux suffisamment humbles pour venir parmi eux et prêchant que les élites étaient chargées de péchés et seraient bientôt rappelées à l’ordre dans l’enfer du Jugement dernier.

#### Réaction ultramontaine
Vers la même époque, au moment où l’Église s’était résignée à acquiescer à la séparation de l’Église et de l’État et soutenait tacitement le gouvernement républicain, le Vatican mit à nouveau l’accent sur la réforme administrative de l’Église du Brésil et réitéra ses instructions tendant à éliminer les éléments de superstition et d’hétérodoxie qui s’y étaient installés au fil du temps. La hiérarchie exigeait la restauration des pratiques liturgiques traditionnelles, s’attachant désormais à éradiquer des variantes locales et même syncrétiques auparavant tolérées. À partir de 1894, en particulier après la visite d’une mission de capucins à Canudos (v. ci-dessous), l’Église fit pression sur le gouvernement pour intervenir contre la communauté. Pourtant, l’expression religieuse profondément ressentie de la foi, que les observateurs extérieurs taxaient de mystique et de fanatique, peut être considérée comme une continuation du renouveau spirituel parmi le clergé rural commencé dans les années 1860. Mais la campagne ultramontaine brésilienne donna aux autorités ecclésiastiques de Salvador toutes les justifications pour contrecarrer les curés locaux qui avaient préconisé la tolérance vis-à-vis d’Antônio Conselheiro et en faveur de ceux qui insistaient sur sa mise à l’écart comme élément potentiellement séditieux. Après 1870, le clergé nouvellement formé au séminaire était encouragé à agir avec ardeur, ferveur évangélique et détermination ; la réforme ultramontaine et l’insistance nouvelle sur la discipline orthodoxe donnait lieu chez les nouveaux prêtres, souvent étrangers de naissance, à de la rigidité et de l’impatience face aux formes syncrétiques de l’expression religieuse, et le nouveau clergé n’était plus disposé dorénavant à tolérer la sous-culture religieuse, qui était florissante.
Parallèlement, il fut procédé à une réorganisation de l’Église brésilienne et à la mise en place de nouveaux diocèses. Dom Luis Antônio dos Santos, archevêque de Salvador à partir de 1880, devint la nouvelle figure dirigeante. Les séminaires délivraient à présent des prêtres zélés, conformes aux consignes venues de Rome, hostiles au protestantisme, à la franc-maçonnerie, au positivisme et à la laïcité. L’on fit venir par ailleurs de nombreux prêtres européens, que l’on envoya travailler comme missionnaires dans le sertão.
Il y eut une circulaire de l’archevêché enjoignant aux prêtres de ne pas coopérer avec Antônio Conselheiro, et faisant interdiction aux laïcs de prêcher. En février 1882, l’archevêque Dos Santos envoya une missive déclarant Antônio Conselheiro persona non grata, alors que pourtant, de façon significative, l’Église ne condamna jamais ses pratiques religieuses ni sa théologie. Il était en effet toujours resté orthodoxe dans son catholicisme et continuait de jouir de bons rapports avec le clergé local, certains curés dédaignant même l’ordre donné par l’archevêque contre les prédicateurs laïcs. Du reste, les curés du sertão différaient largement entre eux dans leur jugement sur Antônio Conselheiro. Les curés de village récoltaient des sommes rondelettes par les baptêmes, mariages, neuvaines et autres services accomplis par l’Église, auxquels le Conselheiro incitait la population à avoir recours, tandis que lui-même n’empochait rien. En novembre 1886, une deuxième lettre pastorale mettait en garde les congrégations contre Antônio Conselheiro. Si quelques curés, bienveillants vis-à-vis du Conselheiro, refusèrent de s’y plier, la plupart obtempérèrent, et le travail d’Antônio Conselheiro n’en devint que plus malaisé.
Les relations d’Antônio Conselheiro avec Église connurent un tournant en 1895, lorsque le nouvel archevêque de Salvador, Jerônimo Tomé da Silva, envoya à Canudos une délégation pastorale, dirigée par un capucin italien, pour tenter de ramener les ouailles sous la seule autorité de l’Église. Cette visite, marquée par l’intransigeance du chef de la délégation et par son manque de tact, apparaît en fait comme un véritable ultimatum, attendu l’inflexibilité des capucins dans la formulation de leurs exigences. Nombre de sacrements — 102 baptêmes, 55 mariages, 400 confessions — furent néanmoins célébrés à cette occasion par les prêtres visiteurs.
Les nouvelles lois républicaines, auxquelles se soumirent les plus hautes sphères de l’Église brésilienne sans grande opposition, menaçaient, aux yeux d’Antônio Conselheiro, d’abolir la parole de Dieu et de détrôner Dieu lui-même au bénéfice de l’athéisme. Pour la hiérarchie ecclésiastique du littoral, Conselheiro, en accusant sans cesse l’Église d’être infiltrée par les ennemis du catholicisme et de manquer de fibre morale, agissait comme un irritant et représentait une source permanente de contrariété, qui ne faisait que s’intensifier à mesure qu’enflait la masse de ses fidèles.

### Facteurs économiques, sociaux et psychologiques
L’insécurité engendrée par le système coronéliste, les impasses économiques, les efforts de l’Église catholique pour mettre fin aux pratiques traditionnelles jugées non orthodoxes, l’abolition de l’esclavage, puis la chute de la monarchie et les nouvelles prescriptions républicaines (en particulier le mariage civil, la suppression des prérogatives de l’Église en matière d’état civil, et plus généralement l’affaissement visible de l’unité traditionnelle entre Église et société), étaient autant d’éléments qui ajoutaient au désarroi et à l’anxiété des campagnards du sertão et contribuaient à leur prédisposition à suivre Antônio Conselheiro, lorsqu’en 1893 et 1894 la nouvelle sur l’établissement du refuge d’Antônio Conselheiro se répandit à travers les campagnes.
Si les sertanejos craignaient les propriétaires fonciers, ils haïssaient l’appareil d’État préleveur d’impôts autant que le seigneur. Le gouvernement de l’État de Bahia, confronté à la nouvelle architecture fédéraliste (non redistributive) du Brésil, se trouvait devant la nécessité de trouver des recettes fiscales au niveau local. La plus grande ouverture consécutive au développement du réseau routier et ferroviaire amena une autre intrusion encore : les forces du marché, à l’origine de nouvelles pressions et de nouveaux antagonismes dans la vie des classes inférieures, s’exprimant non seulement sur le plan économique (baisse du besoin de main-d’œuvre), mais aussi culturel. L’introduction de ces modernisations et le déclin de la région entraîna aussi une recrudescence du banditisme, qui atteignit des niveaux inhabituels. Ainsi, alors que des pans entiers de l’ancien système se désagrégeaient, la tension augmentait et l’anxiété se répandait. Certains sertanejos néanmoins surent maintenir leur indépendance traditionnelle, mais au prix d’une marginalisation croissante. D’autres préférèrent émigrer vers des oasis moins écartées, mais acquirent ce faisant un statut les rapprochant davantage des métayers traditionnels et les rendant donc plus dépendants des grands propriétaires. Certains pourraient alors avoir estimé que la communauté d’Antônio Conselheiro, qui promettait la stabilité, quitte à se conformer personnellement à des préceptes rigides, était une solution de rechange viable>. Canudos, et aussi la communauté de Padre Cícero, attira de nombreux jagunços déracinés et dépossédés, des hommes accoutumés à la violence à cause de la nature de leur société et de leur existence.
Certains historiens ont, dans le sillage de Da Cunha, suggéré que la survenue de crises dans la société du sertão — politique, climatique, ou les deux ensemble — a pu contribuer à la montée du messianisme, du fanatisme religieux ou de l’insoumission aux lois. La décision de déménager vers Canudos a certes pu être déterminée par l’attrait qu’exerçait la vision religieuse d’Antônio Conselheiro, mais aussi et peut-être avant tout par des motifs économiques. La grande sécheresse et la situation désespérée qui en résulta exacerba les tensions et a pu rendre les gens plus réceptifs à des solutions plus radicales, aptes à assurer leur survie matérielle. Peu en réalité suivirent Antônio Conselheiro par caprice ou parce qu’ils étaient séduits par un mage illuminé. Les sertanejos avaient une connaissance intime de leur région, et savaient probablement que Canudos se trouvait dans une zone fertile, et supputaient en outre qu’il avait de bonnes relations avec au moins quelques coroneis.
Une fois à Canudos, certains alors se pliaient à une observance religieuse stricte, d’autres non. Il n’y avait pas de normes de comportement coercitives, religieuses ou autres, même si Antônio Conselheiro rappelait constamment ses ouailles à leur obligation de vivre selon les lois divines. L’ivrognerie et la prostitution étaient bannies, mais la faim causée par la pénurie de nourriture y était inconnue. Ceux qui le désiraient maintenaient des contacts ininterrompus avec les communautés limitrophes du village : les Canudenses ne vivaient pas en vase clos, et n’étaient nullement des prisonniers. L’on venait et allait librement ; des gens entraient dans Canudos, y traitaient leurs affaires, puis repartaient. Nombre de conselheiristes partaient chaque jour travailler au-dehors. Canudos n’était pas un endroit écarté et isolé du monde extérieur, en proie au mal et à l’hérésie, tel que dépeint par Da Cunha, mais un foyer de peuplement bien intégré dans la vie générale de la région. L’on venait à Canudos pour garder et cultiver sa foi catholique, non avec l’intention de la troquer pour quelque religion sectaire déviante. Du reste, à aucun moment les habitants de Canudos n’ont cessé d’appréhender de manière rationnelle les réalités de la vie dans le sertão.
La plupart des prêches d’Antônio Conselheiro n’étaient pas apocalyptiques ni thaumaturgiques, et exigeaient simplement une moralité personnelle et un travail assidu en échange de protection spirituelle contre un monde temporel corrompu et en proie à la crise économique. Les croyants pouvaient y mener une vie disciplinée en accord avec les préceptes catholiques, à l’abri à la fois des infamies modernes et de la faim et du besoin. Canudos n’attira pas les déviants, mais des hommes et femmes aliénés de leur société, qui recherchaient la rédemption en allant volontairement vivre dans un environnement pénitentiel régulé et sécurisé. Belo Monte était un refuge, répondant certes à une organisation théocratique, mais pragmatiquement raccordé au territoire avoisinant, ce qui suppose une souplesse considérable de la part de Conselheiro et de ses assistants. Les effets résiduels de la sécheresse, la dépression économique, l’usage accru de la police d’État pour faire appliquer les nouveaux préceptes politiques, et la disparition de la monarchie et de son autorité traditionnelle s'alliaient pour rendre hautement désirable la vie structurée promise par Conselheiro. La décision de se transporter vers la sécurité relative d’un sanctuaire sacré et gardé n’était aucunement insurrectionnelle, ni le résultat d’un fanatisme démentiel, même si elle menaçait le statu quo. En tout état de cause, Antônio Conselheiro n’était pas un révolutionnaire, et sa communauté n’était ni subversive, ni délibérément provocatrice, ni très activement prosélyte, et ne se livrait à aucune propagande politique.

### Thèse de la psychose collective

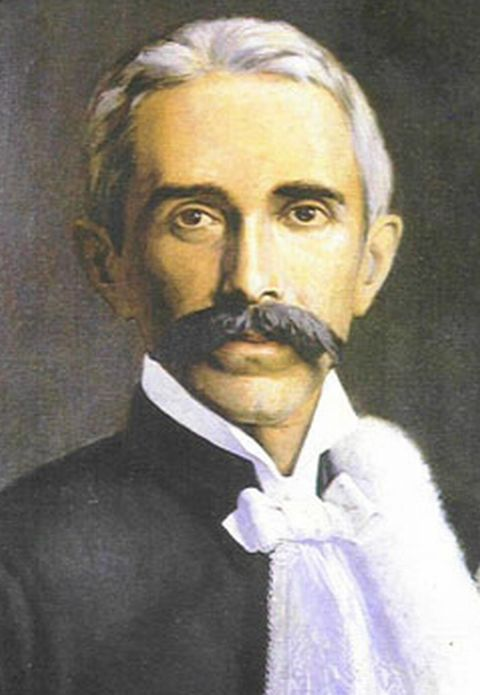
Le docteur Raimundo Nina Rodrigues, dont les travaux de recherche tendaient à démontrer un lien entre délinquance et facteurs biologiques et raciaux, vit en Canudos la manifestation d'une démence collective.

Parmi les différents prétextes utilisés pour justifier l’anéantissement de Canudos — prosélytisme monarchiste, barbarie contre civilisation, atteinte à l’ordre public, déprédations, etc. —, il y en avait un autre encore, non moins dépourvu de base solide, et que le seul fait que Canudos a pu se maintenir et prospérer pendant plusieurs années suffirait à réfuter, mais que beaucoup de promoteurs de la république et d’observateurs venus du littoral se plaisaient néanmoins à mettre en avant, à savoir : l’allégation que Canudos serait le fruit d’une psychose collective. À Salvador, la personnalité d’Antônio Conselheiro était mesurée, évaluée et interprétée par des médecins et universitaires en vue, au premier rang desquels le médecin légiste et chercheur Raimundo Nina Rodrigues, qui était alors professeur en médecine légale à la faculté de médecine de Salvador et qui s’appliquait à chercher avec une extrême minutie sur des cadavres de fous et de délinquants avérés les stigmates physiques de leur déviance. Ses écrits, qui rendent compte de ces travaux et dont Da Cunha eut connaissance, posèrent les jalons d’une anthropologie criminelle du Brésil, soucieuse de prendre aussi en compte les particularités raciales et culturelles du pays. Il examina les caractères physiques des criminels et, plus spécialement, de la population mulâtre, pour tenter d’y détecter les symptômes de dégénérescence dus au mélange des races. C’est à lui que le crâne du Conselheiro sera confié pour expertise, eu égard à la réputation qu’il avait acquise dans ce domaine par ses théories sur les effets dégénératifs de la mixité raciale et du lien qu’il avait établi entre maladie mentale et « contagion messianique ». Ses thèses en la matière, qui ne faisaient que traduire la pensée de l’élite citadine non seulement sur la personnalité et l’état mental du Conselheiro, mais aussi sur la population du sertão en général, sont exposées plus particulièrement dans deux articles de sa main, qu’il sera intéressant de mettre en contrepoint avec certains passages de l’ouvrage de Da Cunha ; ce sont, d’une part, A loucura epidêmica de Canudos. Antônio Conselheiro e os jagunços (N.B. loucura = folie), rédigé juste avant la liquidation de Canudos et publié en novembre 1897, et d’autre part, A locoura das multidões. Nova contribução das loucuras epidêmicas no Brasil, paru d’abord en France dans les Annales médico-psychologiques en mai-juin 1898 sous le titre Épidémie de folie religieuse au Brésil. Nina Rodrigues y développe, alors qu’il se trouvait à Salvador, sa propre vision de la guerre de Canudos, centrant son interprétation sur la figure anachronique d’Antônio Conselheiro, le fou de Canudos, dont la folie lui paraît avérée, en dépit du caractère partiel des données qu’il a de sa biographie. On peut s’étonner de ce diagnostic à distance, établi sur la foi de témoignages invérifiables (et, plus généralement, du jugement péremptoire porté sur Antônio Conselheiro par divers chroniqueurs à qui il n’avait pourtant jamais été donné de le rencontrer), mais, écrit-il dans le premier de ces deux articles, « l’aliénation qui l’atteint est connue jusque dans ses moindres détails, et elle peut parfaitement faire l’objet d’un diagnostic à partir de données tronquées ou insuffisantes, comme celles que l’on possède sur l’histoire personnelle de cet aliené ». Ainsi n’hésite-t-il pas à plaquer sur Antônio Conselheiro ses présupposés théoriques inspirés des thèses lombrosiennes, et relève-t-on, dans son analyse de la personnalité du Conselheiro, des termes et des segments de phrase tels que « aliéné », « cristallisation du délire d’Antônio Conselheiro dans la troisième période de sa psychose progressive », « délire chronique », « psychose systématique progressive », « paranoïa primaire », « folie hallucinatoire », « relation avec Dieu de nature probablement hallucinatoire », « délire de persécution », « folie hypochondriaque », « aliéné migrateur », « phase mégalomaniaque de sa psychose », « aliéné pris d’un délire religieux (en) » etc, sans oublier le titre même de son article, la Folie épidémique de Canudos, en soi très révélateur. Le texte comporte par ailleurs quelques assertions étonnantes, notamment qu’Antônio Conselheiro infligeait de mauvais traitements à sa femme, que celle-ci fut violée par un policier à Ipú avant qu’elle ne quittât le Conselheiro ; que sa personnalité comportait un côté violent et qu’à un certain moment il avait blessé son beau-frère ; et que ses fréquents changements d’emploi étaient le reflet de son instabilité et dénotait un « délire de persécution ». Selon Nina Rodrigues, Antônio Conselheiro aurait trouvé « une formule à son délire » et une expression à sa « mégalomanie » notamment sous la forme de la fustigation du luxe et du plaisir.
Avant tout, Nina Rodrigues considère Antônio Conselheiro comme un perturbateur venu rompre un équilibre et dérégler la « vie paisible de la population agricole du sertão » en préconisant, à la place d’une existence rangée, une « vie d’errance et de communisme ». Son arrestation (dans le cadre de l’enquête sur la mort de sa mère) sera l’occasion de voir révélée publiquement sa paranoïa, le Conselheiro commençant alors en effet à agir comme le Christ et à être désormais possédé par une vision « hallucinatoire ».
Cependant, pour aboutir à cette folie collective que fut Canudos, il fallait que sa vision hallucinatoire trouvât un terreau favorable et une résonance, par quoi toute une population pût être contaminée par son délire. Le « combustible pour allumer l’incendie d’une véritable épidémie vésanique », c’est dans le contexte social, culturel et anthropologique du sertão que, selon Nina Rodrigues, Antônio Conselheiro le trouvera. En écho, Da Cunha évoquera un « insensé » ayant trouvé « un milieu propice à la contagion de sa folie ». Folie et milieu cependant interagissent : les modalités d’expression de la psychose du chef rebelle sont déterminées et façonnées par le milieu particulier du sertão, car pour Nina Rodrigues sa « psychose progressive reflète les conditions sociologiques du milieu dans lequel elle s’est organisée », et cette démence n’est donc que le révélateur du milieu où elle se développe.
Pour Da Cunha autant que pour Nina Rodrigues, le « délire religieux » de Canudos correspondrait à « un stade primitif de l’évolution sociale ». Da Cunha relie le phénomène Canudos à une phase lointaine de l’évolution humaine. Ces auteurs mettent tous deux en relief le lien entre régression sociale et régression mentale, non seulement dans le cas d’espèce de Canudos, mais aussi plus largement pour l’ensemble du sertão. Plusieurs facteurs expliquent cette régression. D’abord, elle est imputée par eux, auteurs du littoral, à une culture ancestrale héritée, sauvage et guerrière, qui ôte à l’individu ses garde-fous. Da Cunha et Nina Rodrigues insistent sur l’impénétrabilité du sertão, où la civilisation européenne n’aurait jamais réellement réussi à prendre pied. Le sertão ne serait que « le lieu d’affrontement entre tribus barbares ou sauvages représentées par la masse populaire ». Le jagunço est considéré comme conditionné par ses instincts guerriers et le peuple inculte réduit à un « stade inférieur d’évolution sociale ». Il en résulte, nous dit Nina Rodrigues, que « toutes les grandes institutions, dans la civilisation de cette fin de XIXe siècle, qui garantissent la liberté individuelle et l’égalité des citoyens devant la Loi, sont mal comprises, dénaturées et annulées dans ces régions lointaines ». La malédiction de Canudos repose sur les « croyances fétichistes des Africains, profondément enracinées dans notre population ». Le jagunço,  affirme ensuite Nina Rodrigues, est le « type parfait pour être atteint » par la régression et la démence, parce que, en tant que produit hybride du mélange racial, il « souffre de la fusion de races inégales ». Comme récipiendaire des « qualités viriles de ses ancêtres sauvages indiens et noirs », il mène une vie rudimentaire mais libre, au contraire du métis de la côte, qui est, quant à lui, « dégénéré et faible ». Le jagunço sera donc tout « naturellement un monarchiste ». Si cet isolement du sertão a favorisé l’archaïsme, la barbarie, la propension à la violence, la brutalité, elle pourrait être en même temps aussi le garant fantasmatique d’une certaine pureté : pureté de la tradition, pureté de la langue, et avant tout pureté de la race.
L’on voit donc que Nina Rodrigues, s’il tend à s’enfermer dans un carcan lombrosien organiciste et à s’empêtrer dans un déterminisme biologique et racial, en vient à prendre en compte également le déterminisme du milieu, et même celui social, puisque Nina Rodrigues relie la propension à l’insanité non seulement aux métis, mais aussi aux membres des classes inférieures, à quelque race qu’ils appartiennent, et va donc plus loin que les théories racialistes, surtout françaises et italiennes (dues en particulier à Lasègue et Falret), sur la délinquance et l’atavisme, théories discréditées aujourd’hui mais alors encore couramment admises, et dont Nina Rodrigues était un adepte passionné. Ainsi Nina Rodrigues apparaît-il plus innovant que Da Cunha et ses autres contemporains en cela qu’il reconnaît l’impact des facteurs sociologiques sur le comportement d’Antônio Conselheiro et de ses adeptes. Lorsque la tête du chef rebelle lui fut expédiée pour examen médical, Nina Rodrigues fut surpris de ne constater aucun des signes de dégénérescence qu’il s’attendait à y trouver. (Il eut du reste une réaction similaire en examinant le crâne de l’esclave fugitif Lucas de Feira, auteur de nombreux méfaits quelque temps auparavant ; ne découvrant rien d’anormal dans ce crâne, Nina Rodrigues alla ensuite jusqu’à faire l’éloge de l’esclave marron en soutenant qu’en Afrique il eût été un grand guerrier mais que, transporté au Brésil et domestiqué sous la contrainte, il était devenu un délinquant sous l’effet de causes sociales.) Da Cunha également fut amené à réviser son point de vue au fil de la rédaction de son livre et à reconnaître les belles capacités d’adaptation du sertanejo, contredisant par là sa thèse déterministe initiale.
Quoi qu’il en soit, en postulant la présence de maladie mentale chez Antônio Conselheiro et en évoquant, à travers une équation simple donnant le délire collectif des sertanejos comme résultat de la rencontre contagieuse entre la folie d’un individu et l’atavisme historique d’une population et ses déterminismes racial, culturel et sociologique, Nina Rodrigues mit entre les mains des autorités républicaines un élément supplémentaire apte à justifier et rationaliser la brutale répression de Canudos.

### Expérience collectiviste?
Au début, et pendant de nombreuses décennies, la plupart des historiens et des intellectuels brésiliens ont ajouté foi à la vision de Da Cunha, qui voyait Canudos symboliquement comme le résultat d’impulsions primitives de paysans arriérés manipulés par un faux messie. Ultérieurement, les auteurs de gauche se sont approprié les événements de Canudos pour illustrer leur analyse particulière des phénomènes sociaux et voulu réinterpréter Canudos comme un noyau de résistance politique contre l’oppression, magnifiant le conflit en une rébellion héroïque sans précédent contre le féodalisme — c’était, selon les termes d’Abguar Bastos, « l’une des manifestations les plus stupéfiantes de courage humain au Brésil ». Les théologiens de la libération p.ex. se sont ingéniés à refaçonner cet épisode historique en coulant Canudos dans le moule d’une communauté de charité, pratiquant une solidarité fraternelle, et détruite par des fazendeiros-exportateurs ploutocrates et leurs clients bourgeois. Les idéologues du parti communiste brésilien ont présenté Canudos comme l’aboutissement de la conscientisation et de la mobilisation paysannes, et promu le conflit en parangon de la lutte de classes. D’autres, mettant en relief la structure féodale de la société du sertão et postulant l’antagonisme de classe comme le principal ressort derrière le phénomène Canudos, ont exalté les jagunços comme des soldats luttant contre le système latifundiaire ; selon les termes de Rui Facó, Antônio Conselheiro souleva une « rébellion inconsciente mais spontanée contre la monstrueuse et séculaire oppression par la grande propriété semi-féodale ». Pourtant, il n’y a pas d’éléments de preuve indiquant qu'Antônio Conselheiro eût jamais prôné l’insurrection sociale. Toutes ces interprétations ne contribuent guère à une meilleure compréhension du parcours de vie et des motivations de ceux qui suivirent Antônio Conselheiro vers le lieu saint. Aucune n’aide à mieux appréhender Canudos comme un phénomène dynamique de nature à la fois religieuse et politique.
Dans son ouvrage posthume Cangaceiros e fanáticos, paru  en 1963, l'intellectuel communiste céarien Rui Facó met en évidence, après avoir passé en revue de façon détaillée les combats entre Canudenses et troupes de l’armée, le degré (selon lui) élevé d’organisation dont faisaient montre les jagunços dans leurs offensives et dans leur formation de bataille, caractérisées par une profonde conscience tactique et hiérarchique. Selon Rui Facó, l’on est donc fondé à voir dans les combattants de Canudos d’authentiques guérilléros organisés ; Pajeú, l’un des principaux meneurs du mouvement, fait ainsi l’objet, pour avoir concentré en sa personne toutes ces caractéristiques, d’un portrait très élogieux. Conselheiro en revanche, considéré pourtant par l’historiographie comme le grand dirigeant et la figure majeure de la communauté, ne se voit assigner, dans l’analyse de Facó, qu’un rôle secondaire, celui d’agglutineur des masses pauvres, mais placé lui-même sous l’autorité de Pajeú. Quant au messianisme, il ne représente dans le mouvement qu’une sorte de camouflage destiné à dissimuler la véritable signification de Canudos, savoir : une lutte contre le système latifondiste et contre la misère qui en découle. Facó attribue donc une dimension proprement politique à l'expérience de Canudos et une conscience de classe au travailleur agricole, et par contrecoup ne reconnaît à l’aspect religieux qu’une importance accessoire. La faiblesse de la démonstration cependant gît en ce que le caractère politique de Canudos ne se manifeste qu’au travers de son organisation et engagement dans le domaine militaire ; en effet, quand on considère que l’affrontement avec l’armée, pour important qu’il ait été, n’occupa qu’un laps de temps relativement réduit dans toute l’histoire de Canudos, et que la matière historique de Canudos réside en grande partie dans son processus de constitution et dans son type d’organisation, où la question et la motivation religieuses sont des clefs de compréhension essentielles du processus dans son ensemble, l’on s’avise que l’accent lourdement mis sur la question militaire a dû amener Facó à escamoter certains facteurs essentiels du mouvement. On peut noter du reste que cette insistance sur l’action par les armes s’inscrit dans la pensée de la gauche brésilienne de l’époque, où la lutte révolutionnaire était vue comme une entreprise d’abord militaire visant à la conquête armée de l’État par les classes laborieuses, surtout rurales, à l’exemple de la révolution chinoise, où les populations rurales jouèrent un rôle crucial et que l’on tentait de transposer en Amérique latine ; la subséquente relégation au second plan de l’aspect religieux, aspect incompatible avec la rationalité politique et avec les a priori de la gauche, doit être comprise dans ce même perspective. Ce faisant, Facó fait l’impasse sur des éléments fondamentaux nécessaires à l’appréhension des événements, et aboutit à l’idée que Canudos doit être considéré comme un mouvement purement politique et ses acteurs également comme des agents politiques.
On retrouve un écho de la vision de Rui Facó — mais rapportée aussi à la situation brésilienne présente — dans un texte tardif d’Otto Maria Carpeaux intitulé A lição de Canudos (litt. la Leçon de Canudos) :

« Chaque génération successive trouve quelque chose de nouveau dans cette histoire impressionnante. Notre époque actuelle aussi est capable de trouver quelque chose d’inhabituel dans cet événement : un aspect qui n’avait pas été décelé auparavant. Canudos est à nouveau d’actualité. [...] Un chercheur d’aujourd’hui, Rui Facó, a examiné les aspects sociaux de Canudos : les facteurs qui ne sont pas immuables, mais que l’histoire créa dans le passé et que, de ce fait, l’histoire du futur pourra modifier, voire abolir. Quels furent ces facteurs sociaux de Canudos ? [...] Si nous regardons de plus près la réalité d’alors, nous nous apercevons que l’homme (=Antônio Conselheiro, NdT) avait raison : pour les campagnards, la République n’avait rien changé, et le Brésil, sous un président de la république, était le même Brésil que celui de l’Empereur, les campagnards continuant d’être dominés par les mêmes latifundistes. Le Brésil ofﬁciel, indigné, niait ce fait. [...] Puis, lorsque les campagnards de Canudos commencèrent à se réunir autour de leur chef de secte, le plus grand propriétaire terrien de la région, un baron féodal typique, retira de là sa famille et ses possessions. Le baron semblait avoir perçu déjà ce que Rui Facó nous enseigne aujourd’hui : que le mysticisme sectaire de Canudos était l’expression de l’espoir d’en finir avec la misère qui depuis des siècles opprimait les paysans brésiliens et qui continue de les opprimer. Des hommes ignorants et superstitieux comme eux ne connaissaient rien des revendications sociales. Ils espéraient la rédemption de la part de l’Église, et quand les évêques et les curés, liés aux classes dominantes, n’entendirent pas le cri de désespoir, les campagnards de Canudos se séparèrent de l’Église, et devinrent sectaires. Le véritable motif des mouvements rebelles dans les campagnes brésiliennes est la structure de la société brésilienne. Cette structure n’est pas une fatalité de la Nature ou de la Race, et par là immuable. Elle fut créée par les hommes dans le passé et pourra être modiﬁée par les hommes, dans le futur. Il suffit qu’on le veuille. Mais qu’on le veuille de manière adéquate. [...] Comment modiﬁer la structure de la société brésilienne, si celle-ci est protégée et garantie par la politique, par les forces armées, par les groupes conservateurs et par tous les pouvoirs publics ? Cela aussi, Antônio Conselheiro nous l’enseigna. Mais ce n’est qu’aujourd’hui que nous commençons à comprendre sa leçon. C’est une facette de Canudos qui jamais jusqu’à nos jours n’a été dûment appréciée : l’aspect tactique militaire. Comment les choses ont-elles commencé ? Les campagnards de Canudos étaient, aux alentours de 1895, tranquillement rassemblés dans leur réduit, ne travaillant que pour leur subsistance et pour celle des leurs. Mais c’est cela que des hommes tels que celui qui était alors le baron de Jeremoabo ne toléraient pas : car ils voulaient que les paysans travaillassent pour le profit des barons, de même qu’aujourd’hui les grands propriétaires terriens veulent que les paysans travaillent pour leur profit. »

Presque à l’inverse de Facó, la sociologue Maria Isaura Pereira de Queiroz s’est appliquée, à travers une étude minutieuse de la bibliographie, à faire ressortir le rôle messianique du mouvement. L’auteur met en avant des déclarations et des dépositions de témoins qui tendent à démontrer que l’organisation sociale et politique de Canudos différait peu des autres villes et localités de la région, que Belo Monte répondait, à l’intérieur, à une hiérarchisation politique rigoureuse, dans laquelle les classes pauvres auraient occupé des positions subalternes, et que par conséquent Canudos aurait été pleinement intégré dans l’environnement local. Cette analyse conduit Maria Isaura de Queiroz à conclure, en faisant abstraction des spécificités économiques et sociales, que Canudos aurait été en réalité un mouvement coronélistique et que, si la communauté de Belo Monte eût une quelconque spécificité, ce fut celle du moyen ici mis en œuvre par le coronel, en l’occurrence Antônio Conselheiro, pour se hisser au pouvoir : la religion. Pour comprendre ce point de vue, il importe de se rappeler comment Maria de Queiroz conçoit le coronélisme : celui-ci est défini par l’auteur à partir d’une structure ayant pour base la famille au sens large, soit les liens du sang et les liens spirituels (parrainage), en plus des alliances politiques. Une telle structure créerait ainsi une solidarité entre tous les segments de la société, de sorte à empêcher toute autre forme d’organisation ou d’initiative au sein du segment social concerné, et dès lors aussi, une fois Canudos pressé dans ce moule, à rendre illégitime toute hypothèse de solidarité sociale campagnarde qui s’écarterait de la vision préconçue de Canudos comme un mouvement coronélistique. La lutte de Canudos contre l’armée se trouve ainsi éclipsée par les autres aspects, et les raisons avancées par De Queiroz pour expliquer la conflagration se limitent à mentionner les différends de Conselheiro avec la République (celle-ci incarnant à ses yeux l’Antéchrist), avec l’Église (car infestée de prêtres hérétiques et de francs-maçons) et avec les coronels (qui le voyaient comme un potentiel adversaire électoral). De Queiroz perçoit l’origine du conflit en ceci que les Canudenses se voyaient comme des « élus » appelés à combattre les dépravations de l’ici-bas. Cependant, l’auteur esquive la question suivante : pourquoi l’État républicain s’est-il à ce point acharné à intervenir dans la structure de pouvoir d’un coronel qui ne faisait guère, comme tant d’autres coronels après tout, qu’asseoir son autorité dans la région en se superposant aux institutions politiques existantes ? L’État eut à l’égard de Canudos une réaction différente de toutes celles qu’il avait eues jusque-là vis-à-vis de n’importe quel autre coronel manifestant des positions contraires aux pouvoirs établis dans n’importe quelle autre localité, voire vis-à-vis de quelque coronel que ce soit à quelque époque que ce soit au Brésil. Il s’agit donc une nouvelle fois d’une vision partiale tendant à réinterpréter Canudos en ne mettant en lumière qu’une partie de l’action (principalement celle religieuse) des Canudenses et en occultant le reste.
Au contraire, la réflexion théorique du sociologue José de Souza Martins se veut une synthèse globale et ambitionne de rendre compte de toute la puissance politique et de remise en cause de la société établie du sertão qu’a représentée Canudos, en considérant le mouvement dans toute son amplitude et dans ses dimensions tant sociale que religieuse. Dans son ouvrage Os Camponeses e a Política no Brasil (1981), il situe le mouvement de Canudos dans le contexte de crise du coronélisme, lequel, d’après l’auteur, avait adopté des caractéristiques particulières dans les régions nordestines spécialement vouées à l’élevage. Le délitement de ce contexte se produisit par suite de l’intervention militaire, ce facteur réalisant la jonction entre les guerres de paysans et les guerres politiques ; le mouvement de Canudos acquit donc son caractère politique seulement par un impact du dehors. Comme l’auteur appréhende Canudos dans son analyse théorique comme un mouvement campagnard (camponês), il est utile de d’abord bien cerner ce concept de camponês, que l’auteur construit en s’appuyant sur le processus d’insertion des individus dans le marché. À la différence de l’ouvrier d’usine, qui occupe sa place particulière sur le marché par le biais de sa force de travail, le camponês se positionne face au capital à travers le produit de son travail, en l’espèce dans le processus de vente de sa production, par quoi se façonne sa conscience de classe ; en conséquence, il ne souffre pas directement de l’action du capital sur sa vie, mais indirectement, à travers le rapport vendeur/acheteur, ce qui lui donne une illusion de liberté et d’autonomie, peu propice au développement d’une véritable conscience de classe, laquelle ne surgira que sous l’effet d’un facteur extérieur, en l’occurrence, le processus d’expropriation du capital, qui finira par imprimer aux mouvements camponeses un caractère pré-politique. C’est cette caractéristique structurelle qui selon Martins détermine le mouvement, davantage que l’origine de classe ou même l’organisation et la puissance militaires. La religion pour Martins fait partie intégrante du mouvement, non pas comme quelque chose qui lui serait extérieur et secondaire, mais au contraire comme l’une de ses caractéristiques structurelles, étant en effet le moyen par lequel le sujet camponês entre en communication avec une société qui le dépossède de tout. La religion est à cet égard non pas une altération ou la marque d’une aliénation, mais vient s’intégrer au tableau du mouvement comme objet d’analyse, sans dévoyer cette dernière ou servir de point de départ à telles catégorisations préconçues. Aussi Martins réussit-il à restituer le mouvement dans sa totalité, dans toutes ses dimensions, y compris en lui reconnaissant son caractère politique, sans procéder à des amputations structurelles ou sans en amplifier abusivement certains aspects au détriment d’autres.

#### Tentative de réhabilition officielle d’Antônio Maciel
En 1983, le journaliste et homme politique brésilien Sérgio Cruz déposa une proposition de loi tendant à proclamer Antônio Maciel « Patron national des droits de l’homme » (Patrono Nacional dos Direitos Humanos). Sa proposition s’énonçait comme suit :

« Le Congrès national décrète :

Art. 1er. Antônio Vicente Maciel, ou Antônio Conselheiro, héros et martyr de la guerre de Canudos, est déclaré Patron national des droits de l’homme, et

Art. 2e. Le 22 septembre, date de la mort d’Antônio Conselheiro, sera commémoré au titre de « Journée nationale de la lutte pour les droits de l’homme ».

Art. 3e. Le chapitre de l’histoire du Brésil relatif à la guerre de Canudos sera révisé et actualisé, et celle-ci élevée au rang d’important événement national et enseignée obligatoirement dans les écoles, dès le primaire.

Art. 4e. La présente loi entrera en vigueur à la date de sa publication, toute disposition contraire étant révoquée. »

À cette proposition de loi l’auteur Sérgio Cruz adjoignit une longue pièce justificative. Son propos est, dit-il, de donner une première impulsion à une révision de l’historiographie du Brésil, laquelle, s’étant sciemment mis au service des groupes dominants par les soins d’historiens dont il est prouvé qu’ils ont partie liée avec certaines classes ou factions, est frauduleuse, truffée de lieux communs ; les héros brésiliens auxquels elle rend hommage comme référence civique de la nationalité forment une galerie incomplète, partiale, voire discutable. L’histoire officielle du Brésil n’est qu’une lecture politique des faits et une interprétation contestable des événements, faite selon les besoins politiques. L’exemple classique d’une telle omission délibérée est la mise à l’écart de la Révolution sertaneja dirigée par Antônio Vicente Maciel, épisode qui, quoiqu’étant le plus important de la république, a été réduit aux préjugés personnels de quelques écrivains établis, au premier rang desquels Euclides da Cunha, dont l’ouvrage Os Sertões apparaît, par sa partialité, davantage comme un roman que comme un document abouti sur la première guerre civile brésilienne.
Par le présent projet, le Congrès national entendra, par la voix de ses représentants, prêter à Antonio Conselheiro, un des héros les plus authentiques de la nation, l’hommage qui lui revient, et rendre ainsi justice aux travaux d’historiens qui, en marge des conditionnements politiques dominants, se sont voués à rétablir la vérité historique sur la guerre de Canudos ; ce sont, pour n’en citer que quelques-uns d’une longue liste, Edmundo Moniz, Rui Facó, José Carlos de Ataliba Nogueira, Walnice Nogueira Galvão et Nertan Macêdo.
Au-delà d’un conflit armé, Canudos fut, affirme Sérgio Cruz, la première expérience jamais tentée au Brésil d’une société démocratique, un embryon de socialisme, qui sut réunir, sous une même cause, l’espoir de rédemption et la liberté d’un peuple opprimé et asservi. Antônio Conselheiro se mit à la tête de la première révolution contre le féodalisme brésilien, qui s’est notoirement enraciné, avec tout son primitivisme barbare, dans l’intérieur nordestin, où il persiste jusqu’à aujourd’hui, caractérisé par des inégalités sociales visibles et condamnables. Canudos ne fut pas un réduit de fanatisme religieux médiéval, comme le déclare l’histoire officielle ; Antônio Conselheiro, conscient de sa mission, fit naître dans les confins de la Bahia une expérience sociale similaire à celles de Fourier et d’Owen. L’historien Edmundo Moniz, rappelle Sérgio Cruz, est parvenu à la conclusion suivante : « Antonio Conselheiro s’implanta dans un monde primitif et barbare, resta en contact commercial avec l’Europe, en même temps qu’il tenta de construire une communauté égalitaire fonctionnant en dehors de l’organisation sociale du monde bourgeois, où régnait l’anarchie de la production. Il s’efforça de mettre en place une économie planifiée et une société sans classes, à travers le développement autonome d’une culture nouvelle et originale, affranchie des vieilles traditions ».
La religiosité de Maciel fut, argue Sérgio Cruz, sa principale et indiscutable ruse. Le sertão lui avait enseigné, durant ses vingt années de pérégrination, le chemin le plus court pour arriver à ses fins. Intelligent, cultivé, travailleur, jouissant de prestige dans et hors de sa zone d’influence, ce « grand révolutionnaire sertanejo » entreprit de vivifier sa cause en s’appuyant sur sa vocation religieuse reconnue. Il rassembla le peuple du sertão par le moyen de la religion, dans le but d’édifier une « communauté homogène et uniforme », dotée d’un gouvernement, réglée par un droit coutumier, et capable de dépasser en organisation, discipline et ordre, le plus élaboré des pouvoirs publics. Témoin le fait que lors de la lutte armée il n’y eut, affirme Sérgio Cruz, ni désertions ni mutineries. L’auteur décèle dans la cause de Canudos une « signification hautement démocratique », et l’assimile à un « combat, sans trêve ni capitulation, pour un idéal de liberté, de justice et d’égalité — reposant sur un christianisme simple et assimilable — contre l’injustice, la prépotence, le despotisme et l’arbitraire de l’élite dominante, qui survécut à la proclamation de la république et qui règne, avec la même perversité, jusqu’à aujourd’hui ».
La version portant que Canudos était un mouvement restaurateur est contredite par le fait que la répression du mouvement conselheiriste avait commencé en pleine monarchie par l’emprisonnement d’Antônio Conselheiro en 1876, et par le respect qu’il vouait aux noirs, avant et après la Loi d'or. Certes, il est probable que durant la guerre Maciel ait défendu la monarchie, mais ce fut parce qu’il la jugeait moins sanguinaire que ses ennemis républicains, et non parce qu’il considérait la monarchie comme le régime idéal pour le Brésil. La posture monarchiste de Conselheiro fut donc purement conjoncturelle, conforme à ce que tout autre dirigeant eût fait à sa place.
Après 94 ans d’existence, raisonne Sérgio Cruz, la république présente n’a pas été capable de réaliser le moindre niveau de démocratie et d’accorder le minimum de liberté au peuple ; la monarchie n’a toujours pas été dépassée. La démocratie prêchée par Maciel est, en substance, la même que celle que nous cherchons en ce moment.
Il n’y eut pas dans ce pays, et peut-être pas dans l’histoire du monde, de cas connu d’une personne aussi radicale que Maciel dans la défense des droits de l’homme. La structure sociale même de Canudos, où la coexistence harmonieuse de ses habitants découlait de l’application disciplinée d’une doctrine d’insoumission du faible vis-à-vis du fort, révèle l’existence d’un régime inédit d’égalité, possible seulement, estime l’auteur, là où le respect de la personne humaine est parvenu à sa plus grande plénitude. De là sans doute que certains chercheurs en ont déduit qu’Antônio Conselheiro tenta de mettre en œuvre dans les sertões bahiannais la solution pour la nouvelle société humaine, qui est celle « basée sur la communauté des biens ».
La commission des lois, appelée à examiner cette proposition de loi, constata d’abord que le texte de Sérgio Cruz récapitulait tout ce que d’éminents historiens avaient déjà écrit sur l’épisode concerné, mais selon une révision romancée d’inspiration marxiste. Exiger que le résultat d’une telle « histoire chimique » soit obligatoirement enseigné dans les écoles, c’est, jugea la commission, imposer une philosophie de l’histoire et une interprétation unilatérale du fait historique, et apparaît donc contraire à la liberté de conviction philosophique et à la libre expression de la pensée philosophique, et équivaut par conséquent à une subversion du régime démocratique. Le 31 août 1983, la commission, ayant mis le projet aux voix, le rejeta comme étant inopportun, une falsification de l’histoire du Brésil, et inconstitutionnel.

## Suites

### Immédiat après-guerre

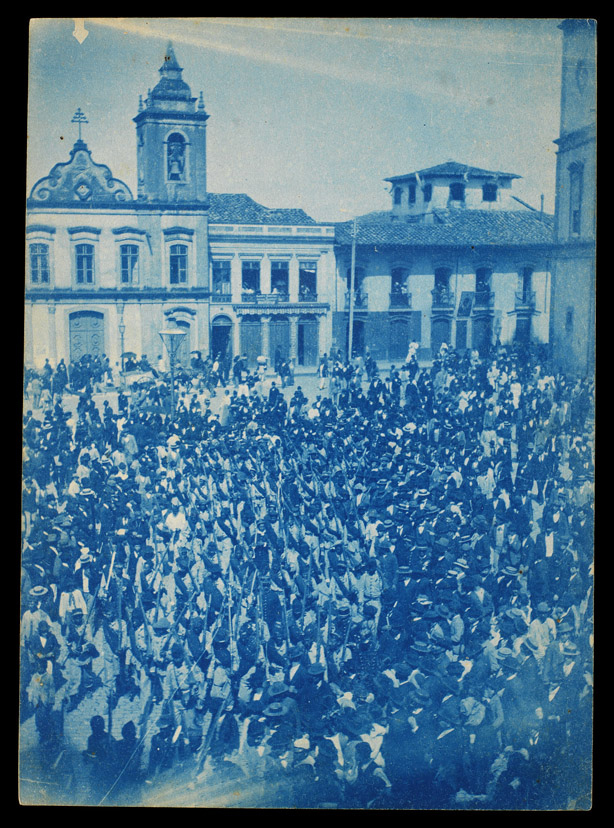
Arrivée à Salvador des troupes ayant combattu dans la guerre de Canudos.

La nouvelle de la destruction de Canudos donna lieu dans tout le pays à des manifestations et à des (mises en) scènes d’euphorie. Les éditoriaux des journaux, les orateurs lors de cérémonies impromptues, les politiciens dans les conseils municipaux, dans les parlements des entités fédérées et au congrès national rivalisaient de rhétorique triomphale et d’hommage aux héros. À Salvador en particulier, le gouvernement de l’État de la Bahia jubila à l’annonce de la victoire de l’armée républicaine, et les journaux bahianais organisèrent conjointement une célébration triomphale en honneur du général Oscar. L’opposition politique eut soin de souligner, dans son message de félicitations, sa propre part dans cette victoire. Dans la capitale fédérale, les jacobins exultaient, tandis que le président Prudente de Morais s’évertuait à faire passer la chute de Canudos comme une performance de son seul gouvernement. La victoire fut exaltée y compris par le plus insignifiant des journaux de province, et célébrée avec pompe dans les villages les plus éloignés. Quelques gouvernements d’État proclamèrent fériés les jours suivant l’annonce de la victoire.
Les commentateurs se plurent à souligner que si l’ennemi finit par succomber, en dépit de ses tactiques sournoises et de ses dérobades, ce fut grâce au mode de combat ouvert et honnête des troupes de la civilisation ; l’historien Pernambucano de Mello argua que la modernité de l’armée ne résidait pas tant dans ses équipements modernes (artillerie mobile, fusils d’assaut Mauser etc.) que dans sa tactique consistant à lancer des vagues de fantassins contre des ennemis tapis dans des tranchées. L’on passa sous silence que les pertes de la 4e expédition avaient été inconsidérément élevées et injustifiables : pas moins de 1 200 hommes perdirent la vie pendant le seul trajet pour se rendre à Canudos, et 3000 autres furent tués dès les trois premières semaines. Face à l’efficacité tactique des jagunços, l’armée s’accrocha longtemps à des conceptions militaires européennes, inadaptées au sertão. D’autre part, dans un premier temps, les journalistes passèrent par pertes et profits les ravages provoqués par l’artillerie dans la population de Canudos, composée en majorité de femmes et d’enfants ; en effet, étant donné que ce furent surtout des hommes qui, mettant à profit l’obscurité et leur connaissance des lieux, s’enfuirent du village vers la fin de la guerre en laissant derrière eux leur famille, il y eut parmi les derniers résidants de Canudos une part croissante de femmes et d’enfants, nonobstant quoi le général Oscar, peut-être sur pression du gouvernement, ordonna un assaut le 1er octobre, en donnant expressément la consigne d’user de dynamite et de bombes incendiaires à base de kérosène. Les observateurs découvriront quelques jours après les cadavres calcinés de centaines de personnes brûlées vives ou asphyxiées dans leurs cabanes. En outre, la majeure partie des prisonniers masculins fut brutalement exécutée après la fin des combats, et il n’est pas douteux que le haut commandement était au courant et qu’il toléra ces meurtres. Les femmes et enfants parmi les survivants furent déportés et maintenus dans des conditions proches de l’esclavage ou dans la prostitution, et les mères furent contraintes de céder leurs enfants à des parents adoptifs. Le général Oscar lui-même distribuait les femmes et les enfants en guise de gratification à ses officiers, mais d’autres s’octroyaient eux-mêmes leur prime. Ces faits finirent par venir à la connaissance du public et à ébranler l’ancien consensus.

### Répercussions politiques
Dans les derniers mois de la guerre, la popularité du président Prudente de Morais n’avait cessé de baisser. Le coût élevé des opérations aggravait le déficit budgétaire de l’État. D’autre part, tant les décisions tactiques et stratégiques de la guerre que les potentiels bénéfices symboliques échappaient au gouvernement. En effet, avec le général Oscar se trouvait à la tête des troupes un affidé des jacobins et l’une de leurs figures emblématiques, tout juste après Peixoto et Moreira César. De fait, l’opposition jacobine voyait en lui son meilleur instrument politique, et déjà, des rumeurs associaient son nom à une révolte militaire prochaine contre le gouvernement en place. Il pouvait à loisir faire traîner la guerre pour donner ainsi aux jacobins le temps et les arguments pour accroître le chaos politique dans la capitale, et se trouvait en position de manipuler l’information à l’avantage de l’opposition, p.ex. en privant le gouvernement de renseignements sur le déroulement des combats, tout en tenant informés son épouse à Recife, le journal O Paiz et quelques politiciens de l’opposition. Il prenait soin que les (présumés) succès militaires et les actions héroïques fussent mis au crédit du commandement et du florianisme, en omettant de mentionner le ministre de la Guerre ou le président. Ces manœuvres témoignent de la forte charge symbolique et de la portée politique qu’avait la victoire sur Canudos aux yeux des protagonistes politiques des deux camps.
À mesure que la guerre s’étirait, le gouvernement en place peinait de plus en plus à contrebalancer les jacobins dans la lutte pour les faveurs de l’opinion publique et pour l’hégémonie au sein du camp républicain. C’est pourquoi Morais résolut de dépêcher au front son ministre de la Guerre, le maréchal Bittencourt, lequel arriva à Monte Santo le 7 septembre 1897. Afin d’atténuer l’image d’un affrontement symbolique entre Bittencourt et Oscar, et craignant d’augmenter encore le capital symbolique déjà acquis par l’opposition, Morais eut l’habileté de nommer en même temps le frère d’Oscar, le général Carlos Eugênio Andrade de Guimarães, comme nouveau commandant de la 2e colonne. Bittencourt, qui avait pour mission d’accélérer le cours de la guerre, concourra pour une part substantielle, notamment en améliorant la logistique et en combattant la corruption dans l’armée, à ce que la république fût victorieuse à temps, c’est-à-dire avant que les jacobins ne réussissent à renverser le gouvernement et à instaurer un régime républicain conforme à leurs vues.
Chaque camp politique s’efforçait d’instrumentaliser la victoire à son propre avantage. Significativement, après le 5 octobre, Oscar reçut des félicitations de la part du Clube Militar pour sa « double victoire », c’est-à-dire sa victoire simultanée à Canudos et à Rio de Janeiro. La marine, partie conservatrice et anti-jacobine de l’armée, honora publiquement le président Prudente de Morais comme le « sauveur de l’honneur et de la constitution de la république ». Comme la nouvelle de la victoire parvint dans la capitale pendant que Morais était en pleine possession de ses pouvoirs de président, il put pleinement exploiter la victoire et s’en autoriser pour mettre en exergue des concepts clef tels que « civilisation et raison », « droit et légalité », « ordre et progrès », « paix », et surtout « république », et ne laissa d’ailleurs passer aucune occasion d’annoncer la nouvelle à titre personnel. Il s’efforça d’organiser les festivités de la victoire comme une célébration consensuelle — c’est-à-dire au-delà des clivages idéologiques et de classe — de la république dans sa configuration actuelle, et comme une exhortation à la perpétuer comme telle.
Cette tentative de relier la victoire sur Canudos et la nécessité de sécuriser et de conceptualiser la république dans un sens libéral fut couronnée de succès. Le gouvernement et la république étaient de nouveau à couvert, et l’on ne pouvait plus dénier au gouvernement sa républicanité, ni mettre en doute sa capacité de défendre la république. En outre, la victoire était survenue à point nommé peu avant le congrès du Parti républicain fédéral, réuni pour désigner les candidats à la présidence et à la vice-présidence dans la perspective des élections présidentielles à venir. Le 10 octobre 1897, Manuel de Campos Sales, jusque-là gouverneur de São Paulo, et de Rosa e Silva, chef de la section pernamboucaine du parti, purent être élus sans accrocs. À l’inverse, pour l’opposition jacobine, le triomphe militaire à Canudos, obtenu pourtant sous le commandement d’un des siens, se mua en une défaite politique. Les radicaux de l’opposition décidèrent dès lors de jouer le tout pour le tout et planifièrent d’assassiner le président de la république ; la tentative, préparée depuis des mois et enfin fixée au 5 novembre, échoua, mais coûta la vie au maréchal Bittencourt. Le résultat de cette action fut un renversement total des rapports de force politiques : dans la rue d’abord, où des groupes d’agitateurs « réactionnaires » entreprenaient à présent de saccager le siège des journaux jacobins A República, Folha da Tarde et O Jacobino, sur le plan politique ensuite, après que Diocleciano Martyr, rédacteur en chef du journal O Jacobino, que le général Oscar avait honoré d’un télégramme personnel dès le jour même de la victoire, eut été identifié comme le principal instigateur de l’attentat ; au cercle des conjurés appartenaient par ailleurs, outre un grand nombre d’officiers inférieurs, une série de personnalités politiques (civiles) de haut rang, parmi lesquelles le vice-président Manuel Vitorino. Il ressortit de l’enquête qu’à l’attentat devaient faire suite d’autres actions dans d’autres villes, destinées à précipiter la chute du gouvernement et du système libéral-oligarchique.
L’arrestation et la condamnation des chefs de file de la conjuration, ainsi que l’interdiction de la presse jacobine, portèrent un coup fatal au jacobinisme brésilien. L’état d’urgence fut décrété, puis prolongé jusqu’en février 1898, le Clube Militar fermé, l’armée purgée de ses responsables jacobins, et l’opposition parlementaire vola en éclats. Morais n’eut ensuite aucune peine à faire accepter son successeur paulista et son plan de renégociation de la dette extérieure, tandis que la mise en place par ses soins d’une politique d’accommodement nationale, dite politique des gouverneurs, lui permit de réaliser son agenda.
Sur le plan socio-politique, le conflit de Canudos retentit sur la perception géographique du Brésil par les populations du centre (São Paulo et Rio de Janeiro). Canudos contribua fortement au processus de nordestinisation, c’est-à-dire à la constitution du Nordeste en nouvel espace spécifique, se distinguant du reste du territoire national par un ensemble de caractéristiques particulières. L’État de la Bahia, dont les élites pouvaient naguère encore se flatter de leur centralité politique, et avaient apporté leur concours à l’édification du discours dominant sur Antônio Conselheiro, se vit, dans cette nouvelle configuration, assigner une proximité structurelle avec le sertão de Canudos et donc dorénavant relégué à la périphérie.

### Écrits non littéraires sur Canudos publiés après la guerre
La guerre de Canudos terminée et appartenant désormais à l’histoire, elle se fixa en un objet fini et circonscrit et put se prêter à diverses formes d’analyse et de contemplation : l’étude scientifique, la réflexion politique, les témoignages personnels, les écrits apologétiques et — catégorie à part, traitée plus loin — l’exploitation littéraire (dans la présente section, nous laisseront donc de côté les productions littéraires, encore que dans le cas de quelques œuvres, la ligne de démarcation entre fiction et non-fiction soit malaisée à tracer).
Ceux de ces ouvrages qui consignent les souvenirs d’anciens combattants de la guerre suivent la chronologie des événements et prennent l’allure d’un récit héroïque. Ils ont la prétention de montrer les choses « telles qu’elles se sont réellement passées ». Comme le remarque l’historien Bartelt, plus cette ambition s’affirme bruyamment dans l’avant-propos, mieux est perceptible la fonction idéologique du texte. Si les crimes de guerre, qui avaient déjà alors été mentionnés dans tous les journaux, ne sont jamais évoqués explicitement, les auteurs s’en tenant à des allusions voilées, préférant parler de « défaillances » isolées de l’armée, les accusations de barbarie et de fratricide cependant irriguent souterrainement tous ces textes, et ces accusations sont sous-jacentes à l’interprétation qui est donnée des faits décrits et confère à tous ces ouvrages un commun aspect apologétique.
Le mode opératoire consistera à prolonger le discours sur Canudos prévalant du temps de la guerre et de recourir derechef à la même grille paradigmatique. Aussi tous ces textes caractérisent-ils Canudos comme l’en-dehors de l’unité patrie/république/nation, comme un bastion du fanatisme religieux et du messianisme, incompatible donc avec l’« édifice du 15 novembre » (date du coup d’État républicain de 1889) et avec le « monument de 1889 » ; Canudos est l’agression de l’extérieur, et le « Brésil tout entier » dès lors lutte contre « le Sphinx ». La « lutte contre le Sphinx » est une référence à Ultima expedição a Canudos de Dantas Barreto, p. 136. L’armée assume une mission à elle confiée par le pays entier et sauve la république. À la nation anthropomorphe continue de s’opposer un ennemi réifié ou bestialisé, qui n’est gratifié d’un visage individualisé que dans le faciès renfrogné du Conselheiro. Les auteurs, pressés de se légitimer, s’accrochent à cette image d’une bête en passe d’asphyxier la république. Les habitants de Canudos sont désignés exclusivement par la triade fanatiques, ennemis et jagunços, et restent, dans la sémantique de l’en-dehors national, anonymes et exclus du domaine du nous. Les écrits de Cândido Rondon et d’Antônio Constantino Néri reposent entièrement sur cette grille en vigueur pendant la guerre. Barreto, Horcades et Soares également recyclent les mêmes vieux paradigmes ; il n’est pas douteux pour eux que Canudos devait être détruite.
Peu après la fin de la guerre, le triomphe ayant pris entre-temps un arrière-goût d’amertume, une nouvelle désignation pour les Canudenses commença à se faufiler prudemment dans les articles de presse : os irmãos, les frères. À l’ancienne sémantique d’exclusion, de bestialisation, se mêle désormais un sentiment de fraternité. Y compris le commandant en chef des troupes de la 4e expédition voulut bien admettre les ennemis, à peine furent-ils vaincus, dans le giron national, à quoi il s’était auparavant toujours refusé, se laissant aller à noter :

« Jamais l’on ne vit une guerre comme celle-ci, lors de laquelle les deux camps poursuivirent inexorablement leurs buts opposés. Vous avez forcé les vaincus à lancer des vivats à la république, et ils glorifièrent la monarchie, pour se précipiter ensuite dans les flammes qui rongeaient la ville. Ils étaient convaincus d’avoir accompli leur devoir de fidèle défenseur de la monarchie. Car les deux côtés, vous et eux, êtes néanmoins, dans votre antagonisme, des Brésiliens »

— Général Oscar, 6 octobre 1897.
Si certes les paradigmes essentiels étaient encore maintenus et que beaucoup de textes annonçant le triomphe de l’armée reproduisaient encore le même schéma d’inclusion/exclusion, l’on vit cependant s’opérer du moins un changement terminologique. Le frère vint remplacer l’ennemi, les ci-devant non-Brésiliens sont admis dans l’espace de sollicitude de la nation. Du côté des vainqueurs surgirent des accusations contre leur propre camp, et le revirement discursif se cristallisa dans le symbole de Caïn, le frère ayant en effet frappé à mort le frère.
Dans la veine apologétique prédominaient, comme de juste, les militaires, mais des participants civils à la campagne et des observateurs officiels s’inscrivirent aussi dans cette stratégie discursive, ce qui apporte une nouvelle illustration de l’alliance entre État, militaires et intellectuels dans le consensus d’anéantissement. Chez eux aussi se perçoit le changement de perspective — de l’actualité à l’Histoire — ; dans la rétrospection historique, femmes et enfants innocents ne pouvaient plus raisonnablement passer pour des criminels châtiés à juste titre. En tant que Brésiliens, les jagunços prenaient à présent des traits et des sentiments humains. Sous le rapport du courage, mais aussi sous celui de la cruauté, ils s’étaient hissés à la hauteur des soldats républicains.

#### Descrição de uma viagem a Canudos(Alvim Martins Horcades)
Descrição de uma viagem a Canudos, paru en 1898, est une relation de la guerre vue sous l’angle des services sanitaires de l’armée. Répondant à l’appel des autorités bahianaises, qui avaient sollicité les étudiants en médecine de Salvador d’aider le corps médical sur le champ de bataille, un premier contingent d’étudiants quitta la capitale bahianaise le 27 juillet 1897, contingent dont faisait partie Martins Horcades, alors âgé de 19 ans et étudiant de première année. Son ouvrage de 1899 est la récupération et refonte d’une série d’articles qu’il avait auparavant, à partir du 26 octobre, envoyés au quotidien salvadorien Jornal de Noticias. Horcades fut le seul civil parmi tous les participants à la guerre à prendre la plume, et cette qualité particulière le met à l’abri du soupçon de vouloir faire un plaidoyer en faveur de l’armée. L’aspect du livre qui sans doute frappe en premier lieu est le style d’écriture, assez emphatique, voire ampoulé, où ne sont pas rares les phrases s’étirant sur près d’une demi-page ; de toute évidence, le texte a été soigneusement peaufiné par son auteur. Cela n’empêchera pas le livre d’être qualifié de « bon témoignage » par José Calasans, qui signa la préface de la réédition de 1996.
Le livre se compose de trois parties. La première, au titre saugrenu de Da Bahia a Canudos, relate le trajet du contingent entre Salvador et le réduit de Canudos, et décrit le bon accueil reçu par les étudiants dans les villes qu’ils traversèrent, mais aussi les premières horreurs auxquelles ils furent confrontés. La deuxième partie, Em Canudos, la plus intéressante, comprend le récit de la mort du colonel Tupi Caldas, de la découverte du cadavre de Maciel, et surtout des égorgements pratiqués sur les jagunços. Dans la troisième partie, De Canudos à Bahia, l’auteur décrit avec maint détail les hommages rendus aux étudiants à leur retour.
Dans la première partie, Horcades expose son opinion sur le conflit, s’en prenant virulemment aux conselheiristes mais égratignant au passage les autorités républicaines :

« […] les soldats, défenseurs des institutions républicaines contre les griffes du fanatisme stoïque d’un groupe de frères dégénérés, périssaient à Canudos non seulement parce que victimes des balles précises des hors-la-loi (desviados da Lei), mais aussi parce qu’ils furent privés du minimum de soulagement, de confort et de soins pour les blessures qu’ils portaient sur le corps, infligées par ces hallucinés, pendant qu’ils défendaient la cause sacrée de la patrie, de l’ordre et de la loi. »

— Alvim Martins Horcades.
Horcades se plaint de l’attitude indifférente du gouvernement fédéral envers ceux qui comme lui et ses camarades avaient servi à Canudos, le président Prudente de Morais notamment se bornant à prononcer quelques phrases convenues et le gouvernement bahianais octroyant aux étudiants une gratification pécuniaire seulement suffisante pour une alimentation à peine meilleure que celle des soldats de troupe ,.
Plus d’une fois, Horcades rappelle qu’il avait pour seul but d’offrir ses services comme apôtre de la charité, comme combattant de la civilisation contre la barbarie, et comme défenseur de la cause patriotique. Il fut certes le seul des nombreux témoins oculaires à divulguer sans fard les égorgements, mais pour lui, seuls les excès étaient critiquables, non la guerre en elle-même. Le grand crime de la civilisation fut en l’occurrence de s’être trahie elle-même et d’avoir dégénéré en « barbarie et inhumanité ». Pour Horcades, l’action militaire contre Canudos se justifiait, vu que les Canudenses étaient réfractaires à la constitution. Cependant, une évolution dans son attitude est perceptible au fil de l’ouvrage. Dans l’addendum, qui clôt le livre, la citadelle de Canudos n’est plus caractérisée comme lieu « effroyable et lugubre » (hediondo e lúgubre), comme dans la première partie, mais comme une ville semblable à tant d’autres, avec des maisons, des rues, des églises, un cimetière, des commerces, des placettes et diverses activités. À ce changement de point de vue sur Belo Monte répond un traitement révisé des jagunços, vus non plus comme des hors-la-loi, mais comme « des hommes dignes du nom de Brésilien » ; tous en effet n’étaient pas des criminels et des brigands ; beaucoup croyaient, abusés par Maciel, n’agir que pour le bien et l’avenir de leur famille. Les Canudenses ont démontré être capables d’aller jusqu’au bout pour défendre un idéal, ce qui les rend même supérieurs aux soldats républicains, qui ne combattaient qu’en partie par conviction, et étaient également motivés par l’argent. Le véritable héroïsme est du côté de Canudos, quelque nécessaire qu’eût été sa destruction, avec quelque résolution qu’il fût nécessaire de les combattre. Aussi le texte d’Horcades oscille-t-il constamment entre un sentiment de fraternité inclusif (incluant les jagunços) et exclusif (n’incluant que les républicains) . Horcades s’enhardit aussi à réfuter la thèse d’un Canudos bastion monarchiste.

#### Les libelles de César Zama

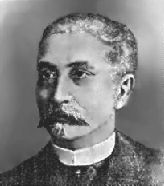
César Zama, auteur de deux virulents pamphlets dénonçant l'attitude du pouvoir républicain dans l’affaire de Canudos.

Médecin, latiniste et ci-devant homme politique, César Zama rédigea et fit paraître en 1899, sous le pseudonyme de Wolsey, un petit brûlot intitulé Libelo republicano – Comentários sobre a Campanha de Canudos, dont le propos était de mettre en regard le concept théorique de « république pure » d’une part, et la réalité politique telle qu’elle se présentait dans les faits d’autre part. Cette mise en regard donne lieu à une critique ample et polémique de la politique menée par le gouvernement tant bahianais que national, plus particulièrement vis-à-vis de Canudos. Après avoir d’abord convoqué une morale politique universelle, exemplifiée chaque fois par la république romaine (dans sa pureté et dans son autorité comme dans sa corruption), l’auteur en fustige le pendant en négatif qu’est la réalité politique de la Bahia et du gouvernement fédéral. Quand il vient à aborder le cas de Canudos, la critique s’exaspère en un franc contre-pied du discours dominant, qui s’était perpétué dans les écrits apologétiques de l'après-guerre. Ainsi sont mis en doute le paradigme du fanatisme et l’auteur refuse-t-il de voir en Maciel un déséquilibré, mais le prend-il plutôt pour un homme de foi et de pratique religieuse. Qu’il se donnait pour monarchiste était du reste son droit sacré. Le libelle réfute l’idée que le mouvement de Conselheiro ait présenté un caractère criminel ou politique, et préfère y déceler un phénomène socio-religieux. Au contraire des chroniqueurs militaires et d’Horcades, Zama qualifie l’action contre Canudos d’entorse à la constitution ; si les Canudenses se sont rendus coupables de délits, il eût fallu alors les mettre en détention et les faire passer en jugement, ainsi que le prescrit le code de procédure pénale. Si le gouvernement fédéral eût eu sujet à intervenir dans cette affaire régionale (et non nationale), c’est en faveur des agressés qu’il aurait dû le faire, lesquels agressés jouissaient des mêmes droits civils et politiques que les autres Brésiliens. Zama considérait l’action militaire contre Canudos, à qui la justice publique n’avait rien à reprocher, comme une provocation de Luís Viana, alors gouverneur de l’État de Bahia ; il s’ensuit une condamnation de Manuel Vitorino et de Prudente de Morais, qui selon Zama n’auraient jamais dû se porter au secours de Luís Viana dans un acte qui violait la constitution républicaine. Il manifeste une violente répugnance envers les chefs militaires responsables des égorgements de masse pratiqués sur des jagunços déjà vaincus.
Seul parmi les auteurs de l’immédiat après-guerre, Zama fait remarquer que les Canudenses, quoique bénéficiant normalement des droits civiques, en furent privés pendant le conflit. Dans une suite à ce libelle, Zama vise à donner un contenu plus concret à la citoyenneté républicaine et accuse le gouvernement d’incurie, en ceci en particulier qu’il avait négligé de faire construire des écoles, d’envoyer dans les sertão des instituteurs et des juges, d’y déléguer des administrateurs. Il eût été du devoir des prêtres, des fonctionnaires et des juges d’imposer l’ordre et le contrôle de l’État face au « socialisme » fouriériste et saint-simonien des Canudenses. Zama érige ainsi Canudos avant tout en symbole de la décadence de la morale républicaine. Ses virulents pamphlets s’inscrivent dans une réorientation générale du discours sur Canudos, notamment par le plaidoyer en faveur d’une matérialisation de la citoyenneté, apportant par là une contribution importante dans le débat récemment amorcé à propos des rapports entre nation républicaine et sertão.
L’historien Bartelt observe que Zama, qui en tant que politicien bahianais était au courant des débats menés au parlement de Salvador à propos de Canudos et ne pouvait ignorer le consensus d’anéantissement, s’abstint pourtant de donner à connaître son analyse dès le début de la répression militaire, alors qu’il était encore activement engagé dans la politique, et gardera le silence jusqu’à la fin des hostilités, ce qui ne laisse de surprendre si on admet qu’il lui tenait à cœur de prévenir l’escalade de la violence et le massacre.

#### Campanha de Canudos(Aristides Milton)
L’homme politique et juriste Aristides Augusto Milton, qui fut plusieurs fois député pour la Bahia au Congrès fédéral, publia en 1902, aux presses de l’imprimerie nationale, sous les auspices de l’Institut historique et géographique brésilien (IHGB), un ouvrage intitulé Campanha de Canudos, qui peut donc être considéré comme la vision officieuse sinon officielle des événements. Milton, qui adopte une perspective assez semblable à celle de Zama, situe d’abord Canudos dans une lignée de révoltes contre le pouvoir central, laquelle lignée remonte jusqu’aux premier temps de l’empire du Brésil. À la différence des chroniques militaires sus-évoquées, Milton récuse tout lien avec le monarchisme politique, et nie que Canudos eût menacé physiquement la république. La menace résidait, expose Milton, sur le plan symbolique, en ceci que Canudos perturba l’équilibre entre ordre et liberté ; le droit à la liberté est certes sacré, mais la loi de l’ordre est nécessaire. Étant donné que Canudos remettait en cause le principe de l’autorité, il y avait lieu d’agir sans barguigner, pour rétablir « la paix et l’ordre, conditions nécessaires au progrès et à la liberté ». Dans le conflit entre liberté et ordre, c’est à ce dernier qu’il convient de donner la préséance. L’autorité et l’ordre ne sont pas les seuls principes vitaux d’un État républicain ; entrent en jeu aussi des facteurs psychosociaux, qui reproduisent sur le plan symbolique et discursif les rapports de pouvoir, à savoir : l’honneur de la patrie, la considération envers le gouvernement, la confiance dans l’armée, le moral de la population, la foi dans les principes fondamentaux. Cette ample menace symbolique justifie l’attitude du gouvernement. Les réticences de l’auteur concernent non le consensus d’anéantissement, ni la légitimité de cette guerre, mais les formes que celle-ci a pu prendre, ses dysfonctionnements dans l’organisation, les erreurs stratégiques du commandement, les exactions commises. Le point de vue est toujours celui du nous civilisateur, opposé aux Canudenses anonymes, bestialisés, décérébrés, instrumentalisés par le malade mental Antônio Conselheiro ; aucune mention n’est faite de leurs droits de citoyen. Pourtant, vers la page 100, à la date du 18 juillet 1897, il n’est soudainement et remarquablement plus question de jagunços combattant l’ordre républicain, mais de Brésiliens luttant contre d’autres Brésiliens.

#### Ultima expedição a Canudos(Emídio Dantas Barreto)
Né dans un milieu modeste et entré dans l’armée brésilienne de très bonne heure, Emídio Dantas Barreto participa à la guerre de la Triple-Alliance, puis poursuivit une carrière militaire, gravissant rapidement les échelons par ses mérites et au gré de ses formations. Il combattit la révolte de l'Armada en 1892, et participa avec le grade de lieutenant-colonel à la 4e expédition de Canudos en tant que commandant du 25e bataillon d’infanterie, puis comme commandant de la 3e brigade ; il restera dans la zone de combat du début à la fin de la guerre et prendra part aux ultimes combats, le 1er octobre 1897. La guerre terminée, Dantas Barreto se fit auteur, publiant divers ouvrages scientifiques, des études militaires et des romans historiques. C’est lui aussi qui écrivit le premier livre sur Canudos, et c’est à lui sans doute que l’on doit la plus grande quantité d’informations sur les campagnes militaires contre Belo Monte. Dans ce livre, compte rendu de la guerre, intitulé Ultima expedição a Canudos, qu'il fit paraître en 1899, il présente le jagunço comme étant représentatif du sertanejo, et, partant, Canudos comme étant représentatif du sertão. Ce dernier reste ici codé, dans une large mesure, comme l’antithèse de la normalité républicaine nationale ; aussi n’eut-il aucun scrupule à écrire :

« L’on commença de raser la grande colonie, encore et toujours par le moyen de l’incendie et de la démolition. Il fallait ne laisser intact aucun mur, ni même la moindre poutre [...]. Trois jours plus tard, il n’y avait là plus rien que les décombres de cette immense zone de peuplement, qui disparut au nom de l’ordre, de la civilisation et de la moralité du Brésil »

— Emídio Dantas Barreto.
Toutefois, cette dissociation sertão/nation n’est plus un obstacle rédhibitoire à une assimilation partielle. Si l’ancien faisceau de paradigmes réducteurs reste intact chez Barreto, il s’y ajoute la dimension de l’héroïsme ; la performance militaire impressionnante du sertanejo, sa bravoure « honore le Brésilien du Nord » et lui ouvre une porte vers le giron national.
Sur le même sujet, Dantas Barreto publiera un second livre en 1905, intitulé Acidentes da Guerra.

#### A Guerra de Canudos(Henrique Duque-Estrada de Macedo Soares)
Dans le récit de guerre rédigé par le lieutenant d’infanterie Henrique Duque-Estrada de Macedo Soares et intitulé A Guerra de Canudos, qui parut en 1902, la rupture discursive se produit, comme chez Barreto, au moment où le jagunço se révèle capable de résister avec une volonté inébranlable. Macedo Soares note en particulier que jour après jour, ils persistaient à enterrer leurs morts en procession, ce qui vaut acte de civilisation ; les soldats républicains en revanche se plaisaient à profaner cette cérémonie et à l’exploiter en prenant l’habitude de la mitrailler. L’auteur souligne que les jagunços s’en tenaient strictement aux consignes du Conselheiro et que, hormis armes et munition, ne s’accordaient aucun butin. Cette attitude est de nature à les racheter partiellement, à relativiser leur supposé fanatisme, sans abolir entièrement ce paradigme. Au fur et à mesure de la progression des combats, le déséquilibre sémantique entre sertanejo et soldat républicain s’amenuise peu à peu, jusqu’à ce que les deux camps font jeu égal au point de vue de la cruauté.

#### A Milícia Paraense e a Sua Heróica Atuação na Guerra de Canudos(Orvácio Marreca)
L’auteur, Orvácio Deolindo da Cunha Marreca, faisait partie de la brigade d’infanterie du Régiment militaire du Pará qui combattit à Canudos, où il porta le garde de sous-lieutenant et fut secrétaire du 1er corps d’infanterie. De retour à Belém après la guerre, il fut promu lieutenant pour sa bravoure. Il servit dans las forces de police du Pará pendant près de 30 ans et prendra sa retraite avec le grade de lieutenant-colonel,.
Parmi les républicains du Pará, regroupés autour du journal A República, figurait le médecin José Paes de Carvalho, qui en 1897 se trouvait être le gouverneur de l’État, ce qui permet de postuler une connivence avec le pouvoir central de Rio de Janeiro, et une disposition à répondre favorablement à l’appel du président de la république d’envoyer des troupes à Canudos. Aussi, en mars 1897, le gouverneur sollicita-t-il le sénat du Pará de dépêcher, en renfort des forces armées fédérales, un détachement de la police de l’État. Toutefois, les troupes du Pará ne seront acceptées qu’en juillet 1897, lorsque la quatrième expédition sera près de l’épuisement. Il y a lieu de noter que dans les premières années de la république brésilienne, la présence de militaires républicains dans la politique et dans les sphères décisionnaires était générale et reconnue par les civils, témoin le fait que le vice-gouverneur du Pará était, en cette même année 1897, le major Antonio Baena. Il s’ensuit que, fort probablement, la haute hiérarchie de la police paraense était amplement en faveur de l’envoi de troupes. Le 29 juillet 1897, les débats à ce sujet terminés, le commandant du régiment, le colonel José Sotero de Menezes, reçut l’ordre du gouverneur de préparer sa brigade d’infanterie à s’embarquer pour la Bahia, ce qui eut lieu le 5 août 1897. Le contingent du Pará destiné à Canudos avait un effectif total de 547 hommes, en ce compris 39 officiers et 2 médecins avec leurs ambulances respectives, équipés selon les normes en vigueur et armés de fusils Mauser calibre 7. La troupe, qui souffrit de nombreuses désertions dès avant l’embarquement, arriva finalement à Salvador le 16 août, où elle fut chargée du maintien de l’ordre avant de prendre le départ pour Canudos le 21 août. Queimadas fut rejoint le 22, et de Monte Santo l’on se mit en route pour la destination finale le 13 septembre. À Caldeirão, l’on rencontra Euclides da Cunha, qui accompagnait le bataillon d’Amazonas, — dont le commandant, le lieutenant-colonel Cândido Rondon, avait été son condisciple à l’école militaire de Rio de Janeiro —, et était occupé à recueillir des informations pour ses articles. Les Paraenses atteignirent Canudos le 16 et s’intégrèrent, conjointement avec la police d’Amazonas, à la 2e colonne.

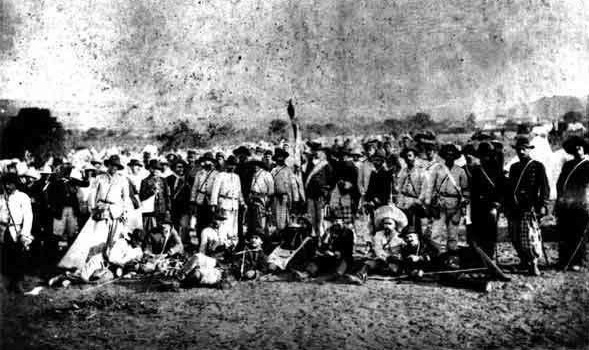
Les 1er et 2e corps du régiment de Pará sur le théâtre de guerre à Canudos.

La première action de combat de ce régiment eut lieu le 25 septembre et valut à son commandant, Antonio Sergio Dias Vieira da Fontoura, de se voir conférer le grade de colonel pour son attitude au combat ce jour-là. La bataille se solda pour la brigade du Pará par 54 pertes, dont 19 morts, inhumés à Canudos. Si l’action des Paraenses s’accomplit en dépit des ordres du haut commandement (ce pourquoi leurs chefs furent sévèrement réprimandés par Artur Oscar), elle apporta une contribution décisive à l’encerclement définitif de Canudos. Par la suite, les Paraenses participèrent encore aux combats du 1er octobre, et se virent chargés de tenir des positions dans le nord-ouest de la rive gauche du fleuve Vaza-Barris.
Après la chute de Canudos le 5 octobre 1897, le 1er corps de police du Pará fut préposé, conjointement avec le 12e corps de l’armée, à la garde des prisonniers, garde lors de laquelle fut pratiquée la cravate rouge. Il ne fait pas de doute que beaucoup de policiers paraenses perpétrèrent ces égorgements, sans qu’il ne leur en fût tenu rigueur dans leur État d’origine, où le gouverneur, préoccupé de justifier l’envoi de sa force de police en Bahia, les éleva en héros.
Le régiment du Pará, l’ordre de retrait parvenu le 7 octobre, arriva à Salvador le 16, où il fut fêté, comme toutes les troupes revenues du sertão. Ils embarquèrent pour Belém le 23 octobre, où ils abordèrent le 4 novembre et où les attendait un vibrant accueil, avec défilé des troupes et force hommages officiels. Il y eut également des protestations, de nombreuses voix s’élevant en effet, à l’image du reste du Brésil, contre les injustices et atrocités commises par les troupes gouvernementales à Canudos ; cependant, les protestations n’eurent pas à Belém la même ampleur que, p.ex., dans la capitale fédérale, et n’empêcheront pas que plusieurs militaires anciens combattants de Canudos fussent promus pour raison de bravoure par le gouvernement de l’État fédéré. Le nom de Bairro Canudos fut donné à un quartier dans l’est de la ville de Belém en hommage au contingent de police présent à Canudos.
Le premier ouvrage de Marreca sur ce sujet ne parut, sous le titre de A Milícia Paraense e a Sua Heróica Atuação na Guerra de Canudos, qu’en 1937, soit 40 ans après la fin de la guerre, sans qu’il soit possible d’identifier la raison de ce retard. Malgré ce décalage de 40 ans, cet écrit se range dans la série des écrits apologétiques de militaires, puisqu’il en conserve l’esprit et l’angle de vue. Dans un deuxième ouvrage, Histórico da Polícia Militar do Pará: Desde seu início (1820) até 31 de dezembro de 1939, Marreca retrace l’histoire de la police militaire du Pará année par année ; le contenu de ce livre rejoint, en ce qui touche Canudos, assez fidèlement celui de la première œuvre, abstraction faite de l’inclusion de quelques documents importants. C’est cependant dans le premier ouvrage que l’auteur fait part de sa vision de Canudos et de la guerre. Outre ses souvenirs personnels, Marreca fit appel pour la rédaction du livre à des documents primaires, comme p.ex. les registres de la police. Le texte de Marreca abonde de détails sur l’expédition, principalement sur l’embarquement, les itinéraires suivis, les combats et le retour dans le Pará. Il n’hésite pas à interrompre plusieurs fois le fil du récit pour décrire dans leurs divers aspects certaines localités traversées par la troupe, le principal exemple en étant le bourg de Monte Santo.
La vision de Marreca sur les habitants de Canudos ne diffère pas du discours dominant diffusé par la presse de Belém, où ils étaient toujours qualifiés de jagunços ; dans certains passages du livre, les Canudenses sont ainsi décrits : « les jagunços, à la physionomie sinistre, au buste dénudé, squelettiques, avec la laideur typique des faibles et l’héroïsme caractéristique du Brésilien [...] ».
Le texte de Marreca, emportant le lecteur dans un véritable voyage sur les champs de bataille du sertão bahianais, foisonne de détails sur les combattants, mais seulement sur ceux de son propre camp, les adversaires restant dans l’anonymat. Une autre tendance de l’auteur se manifeste tout au long du récit, celle qui le conduit à traiter comme héros tous les militaires de son régiment, mais surtout les officiers, plus particulièrement le lieutenant-colonel Fontoura, dont Marreca défend la décision de passer outre l’ordre d’Artur Oscar d’abandonner les positions conquises à la suite du combat du 25 septembre. L’auteur justifie l’envoi de la troupe du Pará en transformant le combat auquel il participa en combat décisif pour la victoire des forces républicaines.
Quoique Marreca écrivît dans la Pará, c’est-à-dire dans la périphérie du circuit intellectuel brésilien, et que son livre parût 40 ans après l’événement, beaucoup plus tard que le livre de Da Cunha, le scientisme qui transparaît dans son œuvre s’appuie bien sur les idées d’Os Sertões. Le fait que l’ouvrage est resté dans l’obscurité peut sans doute s’expliquer par la qualité de militaire de son auteur et par sa date de rédaction, 1937, c’est-à-dire en pleine ère Vargas, marquée par un gouvernement dictatorial, nationaliste et militariste, ère suivie d’une période de gouvernements militaires qui dura environ 21 ans, qui laissa des marques profondes dans la société brésilienne et la prédisposait peu à apprécier une œuvre regorgeant d’éloges pour les militaires et exaltant leur geste « héroïque ».

#### Autres
Il y eut d’autres témoignages et ouvrages documentaires sur Canudos ; ce sont notamment (par ordre chronologique) :
- A Quarta Expédition contra Canudos. Primeira Fase das Operacões. Diário de Campanha (Pará, 1898), d’Antônio Constantino Nery.
- Guerra de Canudos. Narrativa histórica, de Júlio Procópio Favilla Nunes, correspondant de la Gazeta de Notícias, qui avait l’habitude de s’exprimer avec dédain sur les sertanejos et qui s’évertua à nier les atrocités commises par l’armée (c’est aussi lui qui recueillit les lettres envoyées par des Canudenses à leur famille, collection qui fut malheureusement égarée par la suite)[552].
- Histórico e relatório do Comitê Patriótico da Bahia, 1897-1901 (1901), déjà signalé, du philanthrope Amaro Lélis Piedade, qui prit soin des survivants de la guerre, notamment les enfants[553].
- Memorial de Vilanova, mémoires d’Honório Vilanova, frère d’Antônio Vilanova, l’un des principaux meneurs de Canudos ; son témoignage a été consigné en mars 1962 dans le Ceará par Nertan Macêdo[554].

### Les survivants et leComité Patriótico
Dans le domaine des suites immédiates de la guerre de Canudos, il convient d’ajouter la fondation à Salvador, en août 1897, du Comité Patriótico, constitué de citoyens ayant décidé, à l’initiative du journaliste Amaro Lélis Piedade, d’associer leurs efforts dans le but initial d’aider les soldats républicains blessés. Fin juillet 1897, à Salvador, le pasteur protestant Franz Wagner avait lancé une initiative publique visant à aider le gouvernement bahianais débordé à prendre en charge les soldats blessés et leur famille et à secourir les veuves et les orphelins. L’initiative avait apparemment été soigneusement préparée et rencontra un large écho. Le 28 juillet furent élus un comité de direction ainsi qu’une commission centrale représentative. Cette dernière rassemblait 50 hauts fonctionnaires issus de tous les secteurs sociaux concernés, du gouvernement bahianais jusqu’aux milieux scientifiques et à l’Église, en passant par les grandes banques et les maisons de commerce. L’association des travailleurs enverra lui aussi un représentant. Dans le comité directeur siégeaient, outre le président Wagner, le secrétaire (et journaliste) Lellis Piedade et le trésorier Fernando Koch, aux côtés de délégués des sept principaux quotidiens de Salvador,. La question des bénéficiaires, qui initialement formaient un groupe nettement circonscrit, fit l’objet en septembre de discussions au sein du Comité Patriótico quant à savoir si l’aide devait s’étendre aux enfants des soldats tombés sur le champ d’honneur. Après avoir visité le front, et nonobstant que le Comité Patriótico avait au moment de sa fondation adhéré au consensus d’anéantissement, les membres du comité se mirent bientôt à porter secours aussi aux survivants du camp adverse. En effet, en septembre 1897, Lélis Piedade se rendit dans la ville de Cansanção afin d’y établir une infirmerie de campagne, où l’on pût apporter les premiers secours aux blessés. Ce voyage eut pour résultat immédiat un changement de posture du Comité qui, à partir de ce moment, allait s’ériger en principale organisation de soin et protection pour les sertanejos, en particulier les orphelins de guerre. Le 21 octobre 1897, devant le spectacle quotidien de soldats arrivant à Salvador et emportant avec eux des jaguncinhos, dont la question de la tutelle n’était pas réglée, le président Wagner fit mettre à l’ordre du jour le sort des enfants de Canudos. De surcroît, beaucoup d’entre ces enfants n’étaient manifestement pas des orphelins, mais avaient été arrachés du sein de leur mère,. Promptement, le Comité convint de prendre ces enfants sous sa protection et de les conduire dans des orphelinats. Un prêtre, missionné par le Comité à Queimadas, avait pour tâche de recueillir tous les orphelins, qu’ils fussent enfants de soldats républicains ou de jagunços. Le 17 novembre, Lélis Piedade déclara que le nombre des enfants abandonnés et mis aux mains de gens incapables de les éduquer était impossible à estimer. De plus, il avait été sollicité par des campagnards d’aider les nombreuses personnes qui, illégalement ou de manière injustifiée poursuivies comme conselheiristes, avaient dû se réfugier dans les bois et avaient vu leurs maisons incendiées. À la suite de ces constatations et sur la foi de rapports rendus publics relatant que ces survivants étaient réduits à la servitude et à la prostitution, le Comité entra en action et s’efforça de ramener à Salvador les jagunços survivants, en même temps que la bonne centaine de femmes et d’enfants survivants rencontrés à Canudos, la plupart blessés et pleurant silencieusement. Le Comité trouva et recueillit des enfants abandonnés le long de la route, dont un âgé de seulement trois ans. Les orphelins furent soit placés chez leurs proches parents, quand on avait pu les localiser, soit confiés aux soins de familles bénévoles. D’autre part, l’armée achemina vers Salvador quelque 800 nouveaux prisonniers ; les hommes étaient attachés de façon si barbare que les liens leur cisaillaient la chair.
Une illustration dramatique de la pratique consistant à dérober des enfants à leurs parents pour les offrir en pâture aux soldats est fournie par le sort réservé à la progéniture du sonneur de cloches de Belo Monte, lequel était une des figures les plus célèbres de la guerre et mourut héroïquement, frappé par un boulet de canon, dans l’accomplissement de sa tâche quotidienne. Surnommé Timotinho, de son vrai nom Timóteo Bispo de Oliveira, compagnon de longue date du Conselheiro, le sonneur avait épousé Maria Francisca Dantas de Oliveira, fille du lieutenant Cosme Dantas, homme résidant à Aporá et assez connu dans la région. Son fils Antônio fut baptisé par le curé d’Itapicuru en 1891 et eut Antônio Maciel pour parrain. À la fin de la guerre, le petit Antônio, âgé de 6 ans, tomba aux mains d’un soldat du bataillon de police de São Paulo, qui l’emporta avec lui. L’autre enfant du sonneur, la petite Joana, de 4 ans, fut elle aussi capturée par ce même bataillon paulista et remise par un officier de cette unité à une jeune femme noire, concubine d’un soldat et résidant dans le bourg de Queimadas. La mère des enfants, désormais veuve, ignorant tout du destin de ses enfants, s’en retourna à sa terre natale.
En décembre, les indices s’accumulaient que les enfants déportés étaient astreints à des travaux pénibles. Le Comité était résolu à empêcher que les enfants provenant de Canudos fussent emmenés en guise de trophée de guerre et réduit en une sorte d’esclavage. Le Comité débattit en interne de la question de savoir si l’objectif d’élever ces enfants en bons citoyens de la république pouvait se réaliser plus sûrement au foyer de subrogés tuteurs privés ou dans des établissements d’éducation spécialisés. Pour chaque enfant l’on comptait quelque 25 offres de prise en charge ou de tutelle. Les travaux de comptabilisation de la Commission aboutirent à un chiffre autour d’une, peut-être de deux centaines d’enfants localisés. Là où cela fut possible, les enfants furent restitués à leurs familles ; dans les autres cas, les enfants furent remis à titre transitoire au dépôt de mendicité, jusqu’à ce que fussent achevés les travaux de construction du Colegio Salesiano de Salvador, dans le quartier de Nazaré, vers où les enfants déménageraient ensuite. Cet établissement d’enseignement reçut de la part du Comité près de 6 millions de réis, somme considérable pour l’époque, à charge pour les pères salésiens de recueillir les orphelins de Canudos. Le montant de cette dotation provoqua des dissensions parmi les membres du comité, et même la démission de quelques-uns. À l’inauguration de la nouvelle école en mars 1900, les cinq premiers élèves étaient des enfants de Canudos recueillis par le Comitê Patriótico. Fut établie ainsi la formule de resocialisation souhaitée pour les enfants de Canudos : ils seraient nourris, mèneraient une vie saine et réglée, acquerraient des habitudes de discipline et d’hygiène, apprendraient un métier, et avec celui-ci, l’éthique positive du travail que la république tentait alors, non sans peine, d’imposer à une société brésilienne qui pendant quatre siècles avait dévalorisé le travail comme étant propre à l’esclave.
À la noël 1897, le Comité fit paraître dans le journal monarchiste O Commércio de São Paulo, en plusieurs livraisons, un rapport circonstancié et critique, où était dénoncée la mise en esclavage des femmes et enfants, débouchant dans un bon nombre de cas sur la prostitution, où était constaté le fait que personne n’avait cherché à empêcher le viol de filles mineures, et où était dévoilé enfin l’état de délaissement total dans lequel se trouvaient les prisonniers, dont beaucoup succombaient à leurs blessures non soignées, ou mouraient de consomption et d’infections, notamment de la variole.
La situation déplorable des survivants produisit un choc chez les citadins de Salvador, tandis que la révélation des crimes de guerre, qui faisait apparaître que la barbarie avait surgi au cœur même de la république, suscita une indignation morale. S’y ajouta l’étonnement éprouvé devant les Canudenses, qui impressionnaient par leur capacité de souffrance et par l’orgueil avec lequel femmes et enfants enduraient leurs terribles blessures. En outre, le Comité observa que les femmes survivantes étaient en majorité issues de bonnes familles et avaient les yeux bleus et une peau généralement claire, et établit dans son rapport une corrélation entre couleur de peau et intégrité morale, laissant entendre qu’étant donné la présence de tant de blancs parmi eux la prise en charge, le regroupement familial etc. s’en trouvaient justifiés. Les Canudenses se virent ainsi rétablis dans leur humanité et dans leur personnalité, et acquirent le statut de frères, processus déjà amorcé peu après la fin de la guerre. Toutefois, il ressort d’une analyse des registres officiels où avaient été notés les enfants de jagunços répartis après la guerre, qu’aux alentours de trente pour cent du total étaient noirs ou bruns (pardos) .

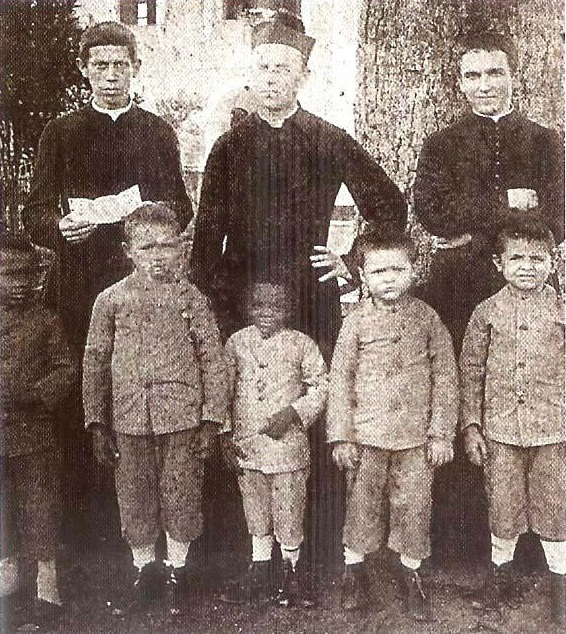
Enfants de Canudos recueillis par les pères salésiens de Salvador.

Les dénonciations du Comité équivalaient à une accusation indirecte à l’endroit du haut commandement pour non-assistance et pour manquement au devoir de tenir en main les propres troupes, qui en l’occurrence avaient pu maltraiter les prisonniers en toute impunité. Dans une livraison ultérieure, le rapport du Comité énonça que le général Oscar et des officiers supérieurs avaient ouvertement, en guise de gratification, distribué des enfants aux soldats, aux habitants de Queimadas et à des entremetteurs, et en avaient même établi des quittances. Enfin, le rapport faisait remarquer que la quasi-totalité des prisonniers adultes étaient de sexe féminin, et que l’on n'avait pas pu trouver plus de 12 hommes, à Alagoinhas, du reste tous faits prisonniers en dehors de Canudos. Ce constat ne faisait que renforcer le soupçon que tous les hommes avaient été assassinés. Le Comité nota sèchement dans son rapport : il ne restait que douze prisonniers masculins, et ils n’étaient pas originaires de Canudos.
La trajectoire de quelques-uns des jaguncinhos, enfants rescapés de Canudos (jaguncinho est le diminutif de jagunço), a pu être retracée. Il y a celui notamment qui fut recueilli par Euclides da Cunha, puis remis à un sien ami de São Paulo, et qui, sous le nom de Ludgero Prestes, deviendra directeur d’école dans l’État de São Paulo. Mérite l’attention également le cas de Melchiades Rodrigues Montes, butin de guerre vivant tombé aux mains de soldats de l’armée, qui à la fin de sa vie, à l’âge de 82 ans, consigna son histoire personnelle par écrit, avec beaucoup de détail, sur 69 pages soigneusement dactylographiées confiées à son fils Eddy Nicolau Montes. Rodrigues Montes, ayant à la fin de la guerre environ sept ans, pouvait donc se rappeler assez nettement les mois précédant le conflit. Son père, Martins Rodrigues Montes, était un humble laboureur demeurant à Ipoeira Cavada, dans la commune de Chorrochó (district de Várzea da Ema), à une soixantaine de km de Canudos. À côté de l’agriculture, la famille, avec ses six enfants, dont Melchiades était le deuxième né, s’adonnait aussi à la production de cachaça et de rapadura, produits typiques de la région. Dans ses souvenirs de sa vie avec ses parents, on retient en particulier le travail des champs qu’il dut effectuer à partir de six ans, la religiosité de la mère, qui priait chaque soir avec ses enfants, les nuits de lune passées à peler le manioc pour en faire de la farine, les violences du père s’exerçant y compris sur les enfants, parfois même avec un coutelas, et la fugue en compagnie de l’aîné, suivi du retour au foyer au bout de seulement 12 heures.
La famille ne décida de migrer vers Belo Monte qu’à la suite de la troisième expédition, et c’est donc au temps de la guerre que se rapportent tous les souvenirs que le jaguncinho a gardés de la vie au village. Melchiades se souvenait avec précision des oraisons à l’heure de l’Ave Maria, dans la Belo Monte assiégée par les forces républicaines, devant l’Église nouvelle. Melchiades, alors âgé de sept ans, coupait du bois dans le maquis et puisait de l’eau dans le Vaza-Barris, souvent sous une pluie de balles venue du morne de la Favela, où campait l’armée. Dans la phase finale de la quatrième expédition, une grenade explosa dans la maison de pisé où vivait la famille. Le matin du 18 novembre, la mère rassembla la famille en vue de la fuite, mais la recrudescence de la fusillade au dehors la força à attendre un moment plus propice ; entre-temps, Melchiades se rendormit, et quand il se réveilla, la famille avait déjà pris le large, sans s’inquiéter de son absence. Deux soldats de l’armée firent irruption dans la maison, l’un voulant tuer l’enfant, l’autre demandant qu’il fût épargné. Les soldats, tout en emportant Melchiades, poursuivirent leur conquête des autres maisons du village. Durant cette marche, l’enfant fut mis face au spectacle des maisons en ruines, de soldats et de jagunços blessés, agonisant et gémissant.
Melchiades fut ainsi l’un de ces enfants qui survécurent aux côtés d’un militaire de l’armée, nommément le sous-lieutenant Bonoso. Celui-ci fut grièvement blessé au cours des combats et transporté vers Monte Santo, puis évacué vers l’hôpital de Queimadas et de là sur Salvador. Rétabli, le sous-lieutenant s’embarqua sur un navire en partance pour Rio de Janeiro, où il se présenta à son régiment avec l’enfant. De Rio de Janeiro, ils poursuivirent ensemble leur voyage en direction de l’État de Santa Catarina, et arrivèrent enfin à Tubarão, où se trouvait la femme de Bonoso. Suivit alors la seule période où Melchiades fréquenta l’école, un collège de frères. Peu après, sa famille adoptive déménagea vers Jaguarão, ville frontalière de l’Uruguay, dans le Rio Grande do Sul, où ils prirent leurs quartiers dans la caserne. L’enfant cessa d’aller à l’école ; comme les autres enfants de Canudos, écartés de l’enseignement scolaire, il sera destiné au travail, et dans ce but recevra un enseignement professionnel. À la caserne, vu les incessantes disputes et punitions dans la famille Bonoso, Melchiades finit par être transféré à un autre officier, le lieutenant Gustavo Pantaleão da Silva. Dans la maison de celui-ci, le jaguncinho, âgé maintenant de onze ans, fut employé comme domestique, avant d’accompagner la maîtresse de maison, qui était souffrante, dans la fazenda de sa sœur, ou l’enfant effectuera les menus travaux de la ferme — travail au champ, construction de clôtures, fabrication de fromage, vente des produits de la fazenda dans la ville, faire paître le bétail etc. L’hiver, la famille retournait à la ville, où Melchiades s’efforça d’étudier par ses propres moyens. Le lieutenant Pantaleão fut muté vers Santa Vitória do Palmar, dans l’extrême sud du Brésil, où le deuxième père adoptif décida d’inscrire le jaguncinho dans l’unique école de la ville ; cependant, le premier jour de classe, l’enfant fut renvoyé chez lui, porteur d’un billet du directeur indiquant que « le collège n’accepte pas d’enfants de couleur ».
Melchiades suivit alors une formation d’ébénisterie. Pourtant, à 17 ans, il demanda à Pantaleão, qu’il nomme son « protecteur », de le faire entrer à l’armée comme simple soldat. Immatriculé comme volontaire en février 1907, il fut considéré apte après deux mois d’instruction, et fut inscrit à l’école d’infanterie. Ayant passé ses examens, il fut fait chef d’escadron dès l’année suivante. En 1909, il sera affecté à Chuí et promu 3e sergent en mars de la même année. Fin 1909, il fut muté vers la ville de Jaguarão, où il inaugura une école d’alphabétisation pour les enfants des soldats qui servaient dans la garnison. L’année suivante, en 1917, doté du grade de 1er sergent, il fut muté pour São Paulo, où il lui sera donné d’assister à quelques réunions publiques d’Olavo Bilac. Vers la fin de la même année, le sergent s’inscrivit au cours de perfectionnement d’instructeur d’infanterie qui se donnait à Vila Militar, à Rio de Janeiro, et qu’il acheva en 1920, pour être nommé ensuite instructeur dans divers centres de tir à Petrópolis, près de Rio de Janeiro. En 1921, après la fondation par le gouvernement de l’École de sous-officiers d’infanterie, Melchiades s’y inscrivit. Dans ses mémoires, il se décrit lui-même comme quelqu’un cherchant constamment à se perfectionner par l’étude. En 1931, après près de 30 années de service dans l’armée brésilienne, il demande sa mise en disponibilité, au rang de 2e lieutenant, tout en poursuivant toutes ses anciennes fonctions à Petrópolis. Sa trajectoire apparaît ainsi exemplaire : c’est le récit d’une ascension professionnelle constante, de rectitude morale, et de l’exercice d’une citoyenneté consciente et agissante. Melchiades est l’incarnation du rêve bilacien du soldat-citoyen, de la vision d’une armée apte à façonner le caractère d’un peuple, fabrique de hussards de l’enseignement.
En 1933, Melchiades vint à assister au défilé d’un peloton de Chemises vertes scandant qu’il était du devoir de l’intégraliste d’adhérer aux autorités constituées, de les respecter, et de collaborer avec elles. Plus tard, impressionné par le fonctionnement des écoles d’alphabétisation, de couture ou de musique mises en place par ce mouvement, et par le travail volontaire des médecins intégralistes, et après avoir fréquenté quelques réunions du mouvement, il rejoignit, en même temps que son fils Eddy, les rangs de l’intégralisme. En mai 1937, après que les intégralistes eurent pris et occupé le palais Guanabara à Rio de Janeiro, Melchiades fut détenu, emmené au commissariat de Niterói et de là transféré à la maison de détention, puis en prison, où il restera incarcéré pendant huit mois.
Durant de longues décennies, Melchiades avait adressé en vain à différentes autorités Bahianaises des demandes d’informations sur le lieu de séjour de sa famille biologique. En 1960, il fit en compagnie de sa femme un voyage en voiture vers la Paraíba, en passant par le sertão de Bahia. Arrivé dans le district de Formosa, il s’enquit de sa famille et la trouva dans la région, e.a. à Várzea da Ema, dans l’actuelle commune de Lagoa. Lorsqu’en 1961, il revint dans le hameau, il eut soin d’emporter avec lui des seringues, des livres de lecture, des crayons, et le drapeau brésilien, et consacra son temps dans le sertão à alphabétiser adultes et enfants, à faire des injections de pénicilline et à aider de diverses manières, venant notamment au secours de l’institutrice locale qui enseignait dans une salle de classe improvisée où chaque élève devait apporter son propre siège. Toutefois Melchiades ne deviendra pas l’un d’eux, le déracinement étant alors un fait accompli depuis longtemps. Melchiades mourut à Petrópolis à l’âge de 93 ans.
Le destin de plusieurs autres jaguncinhos a pu être retracé, encore qu’avec moins de détail. Lélis Piedade lui-même hébergea dans sa propre maison rien moins que les filles de Joaquim Macambira, l’un des personnages les plus considérables de Canudos. À l’issue de la guerre, ces deux fillettes avaient été emmenées à Salvador par le bataillon de Dantas Barreto, et furent prises en charge par Lélis Piedade, ainsi que celui-ci le relate dans une lettre que publia le Jornal da Bahia :

« (...) je vous communique que j’ai reçu hier les enfants mineurs Teresa Macambyra, de 14 ans, et Valeriana Macambyra, de 11 ans, filles du chef conselheiriste Macambyra, qui m’ont été envoyées par le colonel Dantas Barreto par l’intermédiaire du Dr Sebrão. Je les ai recueillies dans la maison de ma famille. La plus jeune a trois blessures de balles. Ces filles mineures disent qu’elles ont un frère de 12 ans, appelé Paulo, remis ici à quelqu’un dont elles ignorent le nom, et qu’une autre sœur, du nom de Maria Francisca, âgée de 10 ans, malade de la variole, est restée à Queimadas. »

L’on sait que cette dernière, une fois remise de sa variole, se retrouvera également au domicile de Lélis Piedade. Quant aux deux autres fillettes, il semblerait qu’elles soient plus tard retournées dans leur région d’origine. Maria Francisca mourut dans la deuxième Canudos, mais avant sa mort, elle fut, fort âgée déjà, interrogée par José Calasans, à qui elle fit part de sa gratitude envers Lélis Piedade. Ses descendants vivent toujours à Canudos, dont un certain Emerson Macambira, arrière-arrière-petit-fils de Joaquim Macambira, et une dame née à Canudos et devenue professeur dans l’enseignement supérieur. Joaquim Macambira avait d’autre part deux fils, dont l’un, Antônio, fut abandonné à l’âge de 3 ans au bord d’une route dans le sertão et de qui l’on perd ensuite toute trace, et l’autre, l’aîné, qui hérita du prénom de son père, mourut à la tête d’un commando qui tenta de neutraliser le canon Whitworth sur la Favela.
Le journaliste Fávila Nunes, ancien militaire réformé en 1878, écrivit comme correspondant de guerre à Canudos des reportages pour divers journaux de Rio de Janeiro. Le journal O País, annonçant son retour à Rio de Janeiro, signala qu’« aux côtés de son épouse et de ses enfants, rayonnant de joie de l’avoir à nouveau près d’eux, nous vîmes deux fillettes blanches et sympathiques. Ce sont deux jaguncinhos que notre collègue a amenés avec lui et qu’il a intégrés à sa famille ». De ces deux fillettes, rescapées du massacre, qui étaient sœurs, l’on ignore le destin ultérieur. Enfin, des douze enfants qu’avait le conselheiriste Norberto das Baixas, commerçant aisé, membre de l’élite dirigeante de Canudos, qui périt dans la guerre en même temps que sa femme, quatre échappèrent à la mort et furent répartis dans des familles d’accueil : deux furent recueillis par des officiers de l’armée et les deux autres pris en charge par un juge de la région.

## Canudos et la construction de la nation brésilienne

### Les apories du concept de nation brésilienne
Dès sa création en 1824, le Brésil possédait plusieurs des grands piliers sur lesquels s’appuyaient au XIXe siècle la plupart des nations européennes : un territoire national nettement délimité et (grosso modo) immuable, une langue officielle et de culture unique (le portugais), une constitution, et un gouvernement légitime. Lui faisait défaut en revanche ce qui en Europe sera la principale motivation de la formation des ensembles nationaux, à savoir une représentation globale d’un peuple plus ou moins homogène, doté d’un caractère national distinctif. Au lieu de ce sentiment national régnait au Brésil la conscience d’un « retard » historique par rapport à l’Europe occidentale, laquelle avait été érigée en norme historique et sociale, et se trouvait incarnée plus particulièrement dans la Révolution française. Pendant la période de 1870 à 1910 eut lieu, pour la première fois sans doute, une tentative de cerner ce qu’est le caractère national brésilien, la brésilianité (brasildade), quête identitaire qui occupera véritablement de larges secteurs de l’élite intellectuelle, et qui, opérant avec des critères qualitatifs systématisés, parviendra à dépasser l’antique nationalisme négativiste tel qu’hérité de l’époque coloniale et enclin à se nourrir prioritairement du rejet du statut de colonisé et de l’ancienne puissance coloniale. Pourtant, à la fin du XIXe siècle, la capacité de concevoir de quelque manière l’unité territoriale du Brésil restait limitée à une portion minime de la population brésilienne. En effet, jusqu’à la fin du siècle, dans de larges parties du territoire et de la population, le « pouvoir central n’était représenté que symboliquement, sous l’aspect de l’ordre public ; dans la pratique cependant, la population ne manifestait de loyauté que vis-à-vis de potentats privés, les propriétaires terriens. Elle ne s’identifiait d’aucune manière à une unité territoriale dépassant ces structures rurales de pouvoir ».
Au XIXe siècle, c’est dans les belles-lettres que les différents avatars de l’idée nationale trouveront leur expression. Depuis l’indépendance, la littérature était supposée écrire l’histoire nationale ; la quête d’originalité, d’unicité et d’authenticité incita les auteurs romantiques du littoral à prêter attention aux zones situées plus à l’intérieur. Selon Coutinho et Sousa (auteurs d'une encyclopédie de la littérature brésilienne), le régionalisme « était depuis le romantisme l’une des formes du nationalisme littéraire brésilien et l’une des réponses à la question dix-neuviémiste de savoir comment la littérature devait être constituée pour qu’elle fût apte à mettre en avant les caractéristiques et l’identité nationales, c’est-à-dire comment elle devait être typiquement brésilienne ». C’est en particulier la luxuriante nature nationale, dans ses différents chatoiements régionaux, qui apparaissait propre à compenser ce déficit culturel que le miroir européen renvoyait aux écrivains du Brésil. En tant qu’unité naturelle, cette nature était même un moyen efficace de s’opposer aux tendances séparatistes. Les auteurs qui se réclamaient de ce régionalisme utilisèrent ce topique local comme utopie d’évasion vers un passé plus désirable. Marginalisant l’esclave noir, ils placèrent une nature idéale fabriquée et un Indien noble non moins artificiel au centre du discours littéraire national.
À la rivalité entre monarchistes et républicains au début de la Première république correspondaient deux modèles de nation opposés, dont les délinéaments théoriques restaient mal définis, mais qui divergeaient quant à la question de la tradition : si l’une des deux tendances voyait la stabilité politique et le prestige national garantis à travers la combinaison des traditions de l’Empire, de l’héritage de la colonisation portugaise et de la foi catholique, l’autre, le républicanisme radical, préconisait une rupture totale avec ce passé et une réorientation selon le modèle nord-américain de la modernité et de la république. Enfin, une nouvelle génération, formée scientifiquement, fit son irruption dans les années 1870 au Brésil et, désireux de rompre avec le romantisme littéraire, réclamaient une modernisation politique et sociale et prônaient le réalisme scientifique pour toutes les productions intellectuelles ; la littérature dès lors diffusait sur la chose nationale un discours de tendance surtout scientifique et introduisait des paradigmes qui allaient persister jusque dans la décennie 1920.
La pression modernisatrice s’alimentait surtout du positivisme français et des théories évolutionnistes. Ces vues nouvelles fournirent les catégories permettant d’appréhender et évaluer scientifiquement la nation et la société brésiliennes. Le racisme traditionnel s’empara des classifications de la biologie et, transposant les distinctions taxonomiques d’espèce, de variété et de race, postulait une inégalité hiérarchique entre les hommes. Les intellectuels de l’époque furent unanimes à considérer le racisme européen comme leur point de référence. En outre, avec l’importation des théories évolutionnistes, se posa aussitôt le problème que le niveau de civilisation du Brésil ne pouvait être qualifié autrement que d’« inférieur » et que le retard du Brésil appelait une explication, qu’on s’ingénia à chercher dans les déterminismes géo-climatologiques, combinés aux données héréditaires et à l’évolution des espèces. La race blanche (ou caucasienne), favorisée par un climat propice, était juchée au sommet de l’échelle d’évaluation ; à l’inverse, tout en bas du classement se rangeaient les régions tropicales brésiliennes, qui avaient engendré deux races inférieures. Henry Thomas Buckle (qui était traduit et publié au Brésil), s’il qualifia la nature du Brésil de « merveille du monde », indiqua que la coexistence de l’excès de chaleur et d’humidité avaient accablé la population brésilienne et l’avait empêchée de dépasser le niveau de civilisation qu’elle avait au moment de la découverte. Les conceptions raciales d’alors convergeaient vers quatre postulats admis sans discussion : 1) les races sont inégales ; 2) seule la race blanche supérieure est vertueuse et apte à la civilisation ; 3) toutes les autres sont inférieures, selon une certaine gradation ; 4) le mélange de la race blanche avec d’autres donne lieu à dégénérescence. Indigènes et esclaves noirs, codifiés comme incompatibles avec la civilisation et la modernité, devaient être mis à l’écart de la société.
Un mouvement contraire commença à faire son apparition au début du XXe siècle, sous les espèces de l’ufanisme (terme dérivé du mot portugais ufano, orgueilleux, vaniteux, mot figurant dans le titre d’un livre d’Afonso Celso de 1900), mouvement pour lequel, au contraire du pessimisme racial d’un Buckle, le topos de la nature brésilienne incomparablement fertile et foisonnante autorisait l’optimisme et la confiance dans le progrès, optimisme et confiance qui s’étendaient aussi aux métis supposés réunir en eux toutes les qualités éminentes des trois races originelles.
Le poète et penseur politique Sílvio Romero soutenait que le présent et l’avenir tant de la littérature que de la société brésiliennes résidaient irréfutablement dans le mélange des influences ethniques : « chaque Brésilien est un métis, que ce soit de sang ou d’idées ». Le concept de métissage de Romero résulte d’un déterminisme double, celui de la race et du milieu. Il voyait dans le métis comme nouvel homme brésilien le résultat du croisement de cinq facteurs : l’élément portugais, celui africain, celui indien, le milieu, et l’imitation de l’étranger. Quant au jugement qu’on devait porter sur ce métissage, la thèse de Romero est ambiguë, puisqu’il jugea rétrospectivement que « la soumission des noirs, la paresse de l’Indien, et le caractère autoritaire et ingénu du Portugais ont engendré une nation amorphe, dénuée de toute qualité féconde propre », tandis qu’ailleurs il reconnut au métis brésilien un potentiel d’avenir, moyennant toutefois que l’élément européen gardât la prépondérance politique ; ce n’est qu’à cette condition que l’inventivité et la résilience de l’Indien et de l’Africain, ainsi que leur pouvoir d’adaptation aux rigueurs du climat, pourront être enrichissants pour le pays. Dans les années 1930, Gilberto Freyre donnera au concept de métissage une portée plus culturelle, en rehaussant positivement en particulier l’influence africaine.
À toutes ces contradictions, les théories sur la nation brésilienne ne pouvaient se soustraire aussi longtemps qu’elles postulaient l’absorption dans la nation d’espaces et de populations (notamment le sertão) que, dans le même temps, ces théories désignaient comme périphériques ou inférieures, contradictoires à l’idée de la nation. Survint alors la doctrine du branqueamento (blanchissement, de branco, blanc), qui reposait sur deux axiomes : d’abord la supériorité de la race blanche et la plus grande vigueur des gènes blancs en cas de croisement ; ensuite la présupposition que la population noire baisserait proportionnellement à la population blanche par suite d’un taux de fécondité plus faible et d’une mortalité supérieure par suite de maladies et d’une cohésion sociale défaillante, à quoi s’ajouterait le fait que les noirs tendront à se choisir des conjoints à la peau plus claire. La combinaison des concepts de métissage et de branqueamento, qui prenait acte de la situation ethnique existante, permit de revendiquer son originalité vis-à-vis du centre européen et, par un artifice pronostique, de s’insérer en même temps dans l’incontournable pensée dominante alors en vogue.

### Le sertão et la nation républicaine
Au début de la république, le sertão avait obtenu déjà droit de cité comme espace paradigmatique, équivalant à sécheresse, rapports sociaux quasi-féodaux, pauvreté extrême, vagabondage, criminalité et violence, et renfermant une catégorie pseudo-ethnique propre, le jagunço. Cet espace restait pour l’heure exclu de l’idéalisation romantique ufaniste. Le terme jagunço, au départ limité aux hommes de main des grands propriétaires fonciers, en particulier ceux qui s’affrontaient brutalement dans la Chapada Diamantina, allait s’étendre, dans les colonnes des journaux, à partir de la 3e expédition, pour englober toute la population de Canudos, et pour définir ainsi le sertão comme espace d’anarchie, d’insécurité, de règne des armes, et de non-civilisation. Da Cunha désigna par ce terme non seulement la horde de « fanatiques » autour de Maciel, mais le sertanejo nordestin en général ; les termes de vaqueiro (gardien de bétail du nord et pendant du gaucho du sud), de jagunço et de sertanejo sont, chez Da Cunha, rendus synonymes.
Dans le sertão, les rapports sociaux étaient configurés par le système patriarcal dit coronélisme, où les pouvoirs exécutif, législatif et judiciaire, bien que réglés formellement par l’État, ressortissaient de fait à la même instance privée, la vieille aristocratie foncière. L’État apparaissait aux yeux de la population d’abord sous ses espèces répressives, dont les représentants (fonctionnariat et police) s’employaient à faire en sorte que les citoyens remplissent leurs obligations en matière fiscale et d’ordre public, sans pour autant que leurs droits civiques constitutionnels leur fussent rendus accessibles et applicables. Tel quel, le sertão (et avec lui, Canudos) restait perçu dans l’État-nation brésilien de la fin du XIXe siècle structurellement comme un pays étranger national, comme « corps étranger », sans que jamais cet État-nation ne renonçât pour autant à ses prétentions totalisantes et homogénéisantes sur l’ensemble du territoire ou sans qu’il ne remît en question l’application des droits constitutionnels à la totalité de la population sous sa tutelle. La perception de l’oligarchie campagnarde du reste ne différait guère de celle des élites du littoral, encore qu’elle insistât pour que le distinguo fût fait entre Canudos et sertão, entre jagunços et sertanejo ; dans le même temps, elle s’efforçait de garantir l’ordre établi du sertão, la légitimité duquel, si elle était peu touchée par le discours dominant sur Canudos, n’en était pas moins potentiellement menacé par le paradigme de nordestination ; en effet, Canudos, quoique proclamé non typique du sertão, était néanmoins assimilé, paradigmatiquement et comme symbole collectif national, au sertão.
Pendant la guerre, ou dans l’immédiat après-guerre, les Canudenses étaient exclus de l’« âme » brésilienne (alma), terme qui pouvait se rapporter tant à la collectivité nationale qu’à chacun de ses membres en particulier. À la suite de la 3e expédition, même le statut de « mauvais Brésilien » leur fut dénié, et ils avaient cessé d’appartenir à la famille brésilienne. Les jagunços n’étaient pas des sujets de la nation, mais des objets anti-nationaux contre lesquels il y avait lieu de se défendre. Les rapports de l’armée, mais aussi nombre de reportages dans la presse, indiquaient que l’on était en guerre contre un ennemi extérieur. Il s’agit ici de quelque chose de plus que les habituelles opérations discursives par lesquelles l’ennemi dans les guerres civiles est dépersonnalisé et anonymisé pour ensuite le déclarer ennemi intérieur, apatride et traître à la patrie, c’est-à-dire de relever d’une déviance nationale ; en effet, attendu que ces opérations discursives étaient couplées à des catégories telles que race dégénérée et à des antinomies comme nature/barbarie contre civilisation, les Canudenses se retrouvaient bien pris dans cet écheveau central de paradigmes inhérents au débat alors en cours sur l’idée nationale. La communauté conselheiriste n’était pas brésilienne à part entière et, en définitive, non brésilienne. Le sertão, confirmant l’unité d’essence entre nature et homme, apparaissait donc comme foncièrement anti-patriotique et anti-national. L’ufanisme, qui s’était prévalu de la nature comme consubstantielle à la grandeur nationale, sans en exclure le sertão, resta largement hors champ pendant toute la durée de la guerre. Canudos agit comme un symbole national repoussoir, un contre-exemple asymétrique, concentrant en soi les ténèbres de toutes les altérités, et faisant ressortir dans une clarté d’autant plus intense les caractéristiques nationales souhaitées.
Dans le discours dominant, les notions de république et de nation ne coïncidaient pas ; les droits républicains ne s’étendaient que sur telle partie de la nation qui s’en montrait digne et apte. Or les Canudenses soit faisaient preuve d’un comportement anti-républicain, soit n’étaient pas en état de comprendre les systèmes de gouvernement, à plus forte raison de les distinguer les uns des autres ; dans le premier cas, Canudos se dressait contre, dans le deuxième se situait en dessous de la république ; dans les deux cas, les Canudenses ne pouvaient être considérés comme bénéficiaires des droits constitutionnels.

### Infléchissement du discours sur Canudos
La guerre terminée sans gloire, des failles se firent bientôt jour dans le discours dominant sur Canudos, qui concourront à modifier les rapports entre sertão et nation républicaine. Il apparut que cette guerre avait en réalité été menée contre une communauté de pauvres gens, étrangers à quelque conspiration politique que ce fût, sans lien d’aucune sorte avec des groupes monarchistes organisés — lesquels au demeurant appartenaient à une classe sociale totalement différente, blanche et urbaine, ayant jagunços et fanatiques en horreur — et n’ayant bénéficié d’aucun appui logistique ou autre, que ce fût du Brésil même, ou depuis l’étranger. Au surplus, il fut révélé que le comportement de l’armée n’avait pas été irréprochable, entaché en particulier par la pratique de la dénommée cravate rouge et la mise en vente des enfants survivants.
L’on s’avisa de ce que les comptes rendus de presse sur les événements avaient été tendancieux et en grande partie falsifiés. Il se produisit alors un retournement dans l’opinion publique brésilienne se traduisant par un mea culpa généralisé et une vigoureuse condamnation des actes commis par l’armée brésilienne sous le commandement de Bittencourt. Beaucoup en effet se demandèrent comment une armée, qui prétendait avoir marché sur Canudos pour défendre la civilisation, pût tuer ses prisonniers au coutelas — hommes, femmes et enfants. Alvim Martins Horcades écrivit : « je le dis avec sincérité : à Canudos, presque tous les prisonniers furent égorgés. (…) Assassiner une femme (…) est le sommet de la misère ! Arracher la vie à de jeunes enfants (…) est la plus grande des barbaries et des crimes monstrueux que l’homme puisse pratiquer ! ». Des étudiants manifestèrent contre la tuerie, et les étudiants de la faculté de droit de l’université fédérale de Bahia publièrent un manifeste dénonçant le « cruel massacre qui, ainsi que toute la population de cette capitale le sait déjà, fut perpétré sur des prisonniers sans défense et garrottés, à Canudos et jusque dans la ville de Queimadas ; et (…) viennent déclarer devant leurs compatriotes qu’ils considèrent comme un crime l’égorgement des misérables conselheiristas faits prisonniers, et le réprouvent et le condamnent expressément comme une aberration monstrueuse […]. Il est urgent que nous stigmatisions les iniques décapitations de Canudos »,. Dans un texte écrit aussitôt après la guerre, le juriste, homme politique et écrivain Rui Barbosa s’érigea comme l’avocat des prisonniers morts, allant jusqu’à appeler les Canudenses « mes clients », et se promit d’obtenir pour eux, à titre posthume, un habeas corpus, « parce que, écrivit-il, notre terre, notre gouvernement, notre conscience ont été compromis : notre terre serait indigne de la civilisation contemporaine, notre gouvernement indigne du pays, et ma conscience indigne de la présence de Dieu, si ces miens clients n’eussent point d’avocat ». Enfin, Euclides Da Cunha fit paraître un ouvrage, intitulé Os Sertões, par lequel il se proposait de réhabiliter et de racheter les rebelles, et dans la note préliminaire duquel il eut cette phrase devenue célèbre : « La campagne de Canudos évoque un reflux vers le passé. Elle fut, dans toute la force du mot, un crime. Dénonçons-le ».
Mais c’est dans la presse que le fléchissement du discours dominant sur Canudos se fera d’abord sentir. L’éditorialiste du journal Diario de Noticias, se référant au rapport du Comité Patriótico dans lequel était évoquée la pratique de la cravate rouge, s’emporta en dénonçant « la sauvagerie primitive des indigènes, qui massacrent illégalement les prisonniers de guerre » et requit que les prisonniers fussent traités conformément aux conventions sur les prisonniers de guerre des « peuples civilisés » ; la cravate rouge n’était pas le moyen indiqué pour éradiquer le fanatisme et le manque d’instruction de ces « fils dévoyés ». Cependant la plupart des autres organes de presse républicains s’abstinrent dans les premiers temps d’aborder le thème des crimes de guerre ; la censure et l’autocensure firent obstacle à la tenue d’un débat public sur le sujet, et en particulier, aucun journal ne voulut reproduire dans ses colonnes le manifeste des étudiants de la faculté de droit de Salvador dénonçant ouvertement ces crimes de guerre (voir ci-dessous). Du reste, le Diario de Noticias ne reviendra plus sur ce thème après l’éditorial du 21 octobre. Quant aux souvenirs de guerre d’Horcades, ils parurent d’abord dans le quotidien Jornal de Noticias fin 1898, puis seulement sous forme de livre en 1899 ; dans les livraisons du journal, la partie sur les égorgements avait été supprimée, et Horcades signala qu’il ne fut pas autorisé à la publier, en raison du cartel du silence qui régnait sur ces méfaits. Le gouvernement de Rio de Janeiro, qui avait tôt eu connaissance de ces crimes, pouvait donc estimer ne pas devoir s’exprimer à ce sujet.
La réputation de l’armée brésilienne, qui s’était autrefois distinguée lors de la guerre du Paraguay et était venue ensuite à jouer un rôle de premier plan dans la politique nationale, poussant notamment à l’abolition de l’esclavage et contribuant à renverser la monarchie, se trouva fortement ébranlée par la révélation des atrocités commises à Canudos. Les présidents de la république, dont les deux premiers avaient été des militaires, seront dorénavant tous des civils, de même que les successeurs de Bittencourt (à partir d’Alfredo Pinto Vieira de Melo, en 1919) au poste de ministre de la Guerre (pt).
D’autre part toutefois, la guerre de Canudos acheva de consolider le régime républicain, en exorcisant pour de bon le spectre d’une restauration monarchique. Les Canudenses servirent à leurs dépens de victime expiatoire, d’ennemi intérieur commun qui, quoique largement fantasmé, permit de forger une union nationale au Brésil. S’il y eut des escarmouches sur une zone plus ample que ne l’écrira Da Cunha, les craintes d’une extension du conflit en une insurrection régionale se révéleront infondées. Mais les emblèmes du Brésil moderne, voué au progrès — les villes bourgeonnantes du littoral avec sa culture matérielle importée d’outre-mer —, continueront à avoir toutes les peines à masquer les pulsions primitives et antisociales toujours endémiques dans l’intérieur rural. Le choc du conflit de Canudos et les craintes que la rébellion pût s’étendre aux villes portèrent la classe politique brésilienne à resserrer le contrôle social et à rejeter toute réforme capable de conduire le pays vers une démocratie réellement opérante. Dans le camp opposé, le déroulement et l’issue du conflit amenèrent ceux ayant des sympathies pour l’idéologie du Conselheiro à craindre la combinaison funeste de l’Église et de l’État œuvrant à l’unisson pour supprimer toute expression populaire non orthodoxe. Qu’ils en fussent conscients ou non, les intellectuels et commentateurs continueront par la suite à choisir l’un ou l’autre camp, soit en adhérant à la vision dénigrante de Da Cunha, soit, plus souvent, en hissant les Canudenses au rôle de héros utopiques.
L’impact de la guerre de Canudos fut sans doute paradoxalement moins ressenti dans le nord-est qu’ailleurs, bien qu’il fallût aux villages d’où les adeptes d’Antônio Conselheiro étaient partis un certain temps pour retrouver leur normalité d’antan. La pression de la modernité continua de se faire sentir, de même que persista la tendance à l’exode, cette fois sous la forme de populations quittant, dans l’espoir d’un emploi industriel, le sertão aride pour le littoral ou pour le sud. Le système des coroneis survécut jusque bien avant dans le XXe siècle. L’église comme auparavant fit peu d’efforts pour accroître le nombre de prêtres dans l’intérieur, et, peut-être en conséquence de cela, d’autres figures religieuses charismatiques, notablement Padre Cícero dans le Ceará, continuèrent d’exercer un pouvoir enchanteur sur les sertanejos.
La transmutation de la guerre de Canudos, d’événement politique d’actualité en événement historique, aura pour effet non seulement de déplacer l’activité discursive de l’espace journalistique vers celui de l’édition et du livre, mais encore de porter les chroniqueurs à ne plus exprimer le conflit en termes uniquement militaires. L’antagonisme socio-politique sous-jacent remonta à la surface et la tendance sera dorénavant à la réflexion sur les perspectives d’avenir. En effet, la république à présent avait pris possession effective du sertão, et celui-ci s’était ainsi invité dans le grand questionnement sous-jacent au discours d’auto-affirmation de la première décennie de la république, à savoir : comment envisager et assurer, compte tenu de sa population mixte composée de plusieurs races de valeur inégale et moyennant un programme de rattrapage civilisateur, l’avenir de l’État-nation brésilien comme construction politico-économique — questionnement qui avait acquis une dimension supplémentaire : celle des rapports, du point de vue anthropologique, économique et politique, que doit entretenir cet immense arrière-pays (le sertão) avec la nation républicaine et avec sa vision du futur. Les ouvrages publiés après la guerre, de fiction ou d’imagination, dont quelques-uns ont déjà été évoqués ci-haut, s’inscrivent dans cette perspective.
Deux textes sont emblématiques de la rupture discursive survenue dans l’immédiat après-guerre : le discours (non prononcé) de Ruy Barbosa, conçu, suppose-t-on, peu de temps après l’attentat du 5 novembre 1897, et le manifeste des étudiants de l’école de droit de Salvador. Si ces deux textes n’eurent aucun écho dans la presse de l’époque, ils sont néanmoins symptomatiques de la rupture discursive en cours, qui commençait déjà à se faire jour dans la presse, et qui devait s’intensifier ensuite.

#### Le discours de Rui Barbosa

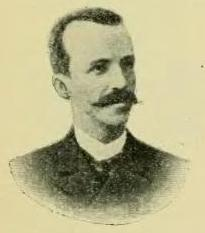
Le juriste et écrivain Rui Barbosa dénonça les atrocités commises par l’armée républicaine et voulut se faire l’avocat, à titre posthume, des Canudenses massacrés. Des calculs politiques le retinrent toutefois de prononcer un discours en ce sens devant le Sénat.

Rui Barbosa se proposait de prononcer devant le Sénat un discours qui, imprimé sur le papier, comprenait, outre les cinq pages du discours proprement dit (incomplet), huit pages supplémentaires de notes et de citations consistant toutes ou à peu près en références et commentaires tirés de la littérature juridique internationale sur le traitement des prisonniers de guerre. La thématique abordée dans le fragment est double : d’une part le mutisme observé sur les crimes de guerre commis par l’armée, et d’autre part la possible répercussion de ces crimes en ce qui concerne les valeurs centrales du Brésil. Il est suspecté que les raisons pour lesquelles il renonça finalement à prononcer ce discours tiennent à des considérations d’opportunisme ; en effet, ce discours devait en réalité servir avant tout ses propres objectifs politiques, mais les avantages escomptés risquaient d’être annihilés par le coût politique qu’induirait une prise de position allant si hardiment à rebours de la rhétorique triomphaliste alors dominante.
Dans les environ cinq pages de son discours proprement dit, Barbosa critique de manière indirecte la conduite de l’armée à Canudos, s’attardant plus spécialement à la notion de gloire, qui se trouvait au centre de la rhétorique victorieuse, mais à laquelle Barbosa entendait quant à lui donner une acception plus restreinte. La gloire véritable, comprise comme « la sœur du devoir, de l’humanité et de l’honneur » ne saurait s’accorder avec le fait de passer des crimes sous silence et d’étouffer ses scrupules ; la gloire véritable se manifeste « dans la pleine clarté du courage, du sacrifice et de la magnanimité ». L’adversaire est ici le même que celui qu’il avait déjà pris à partie dans son discours de mai 1897 : le climat général de violence politique, la « sauvagerie sanguinaire des clubs », le « républicanisme massacreur ».
Comme il a été signalé, Barbosa réclama pour les Canudenses, à titre posthume, un habeas corpus, en ces termes :

« Ceux pour lesquels je n’ai pu obtenir de habeas corpus, c’est-à-dire de justice, quand ils étaient encore vivants, m’obligent maintenant, en tant que morts, d’implorer cette justice auprès de Dieu pour ma conscience, et auprès de notre pays pour son gouvernement, et auprès du monde civilisé pour nos latitudes. »

— Rui Barbosa
Pour finir, Barbosa indique l’enseignement à tirer de la guerre de Canudos. Cet enseignement se décompose en quatre points :
1) les Canudenses sont devenus les victimes de leur misère globale, consécutive à un « manque d’instruction et d’assistance morale » et à un « niveau de développement rudimentaire » ;
2) la guerre a mis au jour la déficience des forces armées et la nécessité de les soumettre à une réforme profonde ;
3) la guerre dévoila, à la surprise générale, l’existence « d’un Brésil mystérieux, demeuré longtemps inconnu au monde, et que les sertões du nord viennent de nous révéler sous les espèces de cette race, qui tint tête aux plus forts de la terre. Il est ainsi du même coup prouvé combien difficile, combien impossible il sera, pour une puissance ou pour une anarchie, d’imposer sa volonté au Brésil par la force » ;
4) pour les vaincus, il résulte de la guerre que les vainqueurs ont à leur égard le devoir de « s’adonner moins aux querelles politiques et de réfléchir plus aux exigences de notre progrès ; de songer à ceci que nous ne pouvons nous nommer nous-mêmes un peuple civilisé aussi longtemps que nous négligerons complètement l’instruction, l’éducation morale et la christianisation de ces vigoureux rameaux de notre propre famille ».
Par ce discours, les Canudenses prennent symboliquement place sur les tribunes du public au parlement fédéral et, devenus soudainement partie intégrante de la république, revendiquent leurs droits constitutionnels. Non seulement Barbosa ramène les sertanejos dans la grande famille brésilienne, mais encore les met sur le même pied que les vainqueurs du centre et les déclare héros de même rang ; vu qu’ils ont accompli des performances militaires extraordinaires, ils ont prouvé être de « vrais Brésiliens », et, ayant été reconnus comme Brésiliens, comme membres de la famille, l’éthique militaire de même que les valeurs familiales commandent que leurs accomplissements soient reconnus, nonobstant leur opposition politique. Si certes, dans ce raisonnement, Canudos reste assigné, conformément au discours ambiant, dans l’espace du sertão, défini par son sous-développement et par son statut de zone à moderniser, il est d’autre part rangé désormais par Barbosa dans la champ de la nation, du moins dans celui de la future nation encore à concevoir.

#### Le manifeste des étudiants en droit
Le manifeste, intitulé À la nation (À Nação), publié le 3 novembre 1897 et signé par 42 étudiants de la faculté de droit de Salvador, dénonçait, avec plus de netteté et de vigueur encore que Barbosa, les « cruelles tueries », les « terribles égorgements de Canudos », comme étant une « dégénérescence monstrueuse », une « flagrante infraction à la loi » et un acte « d’inhumanité ». Comme chez Barbosa, la loi et l’humanité entrent ici en jeu comme éléments du paradigme de la civilisation tel qu’incarné par l’Occident, nombreuses références à l’histoire européenne à l’appui. Les étudiants, en tant que Bahianais, estimaient d’autre part de leur devoir de rappeler le comportement républicain irréprochable des Bahianais durant la guerre et de rejeter le reproche de cryptomonarchisme collectif, et d’affirmer la nécessité pour la Bahia d’atteindre les normes nationales républicaines et civilisationnelles, à défaut d’atteindre celles économiques.

### Ébauche de conciliation entresertãoet nation républicaine
Nous avons vu qu’en seulement quelques semaines suivant la fin de la guerre, en raison des dégâts collatéraux du conflit, le discours sur Canudos s’est transformé de manière durable sous la surface de sa rhétorique triomphaliste. La révélation des crimes de guerre eut un retentissement considérable, mettant à nu, dans le miroir tendu par l’Europe, de graves défaillances civilisationnelles —, la gloire de la victoire se muant à présent en « inglório » de l’armée, qui endosse le rôle de bouc émissaire.
Après qu’on se fut rendu compte de sa méprise, c’est-à-dire que le conflit n’en était pas un entre des systèmes politiques, la population canudense réapparut dans le débat public, mais sous une autre figure, ayant en effet, « dans un effort remarquable et tragique, fait la démonstration de son existence et écrit de son propre sang une véhémente protestation contre le dédain dont elle était l’objet ».
Canudos se hissa au rang de symbole du sacrifice, et le discours dominant alla se déplacer vers le plan de la relation entre nation républicaine et sertão. Le sang versé par les deux camps fit s’estomper la ligne de démarcation, jusque-là nette, qui mettait d’un côté les jagunços dans le rôle de malfaiteur, et de l’autre les soldats républicains dans celui de victime, et renforça l’idée d’un sacrifice commun pour la nation. Le jagunço vécut symboliquement une résurrection en sertanejo et fut initié à la brésilianité. Grâce à ce sacrifice, république et sertão pouvaient désormais s’associer en une seule nation.
Il y a lieu de préciser le rôle de la production littéraire dans ce processus de conciliation. Des écrits scientifiques spécialisés consacrés au sertão existaient, mais étaient balbutiants et n’avaient à la fin du XIXe siècle qu’un faible retentissement. C’est la littérature qui jusque-là avait été l’arène où se débattait la question de l’identité nationale, et qui de façon générale permettait les échanges intellectuels. Cela s’explique par le fait que la littérature de l’époque était résolument écrite et commentée comme une littérature nationale, et ensuite parce que ces travaux littéraires avaient du moins quelque chance d’atteindre un public, aussi restreint fût-il.
L’écrivain et journaliste Afonso Arinos de Melo Franco, auteur du roman Os Jagunços (voir ci-dessous), fort critique envers la république, argua que le sacrifice de Canudos était un sacrifice nécessaire. Dès le 9 octobre 1897, il demanda que Canudos fût compris comme un objet historico-sociologique d’ordre supérieur, comme un phénomène psycho-social qui nous livre la clef du caractère national brésilien. Le sacrifice que les Canudenses accomplirent pour leurs frères du sertão fut un sacrifice nécessaire en ceci que la civilisation ne s’acquiert que par la violence, c’est-à-dire s’instaure comme le résultat de la victoire dans une bataille, dans l’éternel combat pour l’existence ; ce n’est qu’a posteriori que la nation reconnut dans le sertanejo un élément de valeur pour elle-même. Étant donné que cet élément de valeur avait dû être détruit, la juste guerre défensive menée par la république contre son ennemi intérieur se mua en une tragédie nationale, qui prit ainsi les traits d’un mythe fondateur. La guerre de Canudos, la tuerie réciproque, se chargea de sens et devint un événement constitutif, et put être intégrée comme événement hors du commun dans l’épopée nationale brésilienne : il évolua en un symbole national.
Dans O Rei dos jagunços de Manoel Benício, roman mélangeant fiction et documentaire (voir ci-après), s’exprimait une certaine ambivalence dans l’évocation du sertão, ambivalence qui rejoignait la dichotomie sertão/république du discours dominant, analogue au couple barbarie/civilisation. Ici aussi, cet antagonisme se retournera en son contraire, les soldats et les politiciens républicains se révélant (comme chez Afonso Arinos et plus tard chez Da Cunha) comme barbares, acharnés à détruire la civilisation sertaneja, qui, si elle n’était pas évoluée encore, était susceptible d’évoluer. Comme indiqué ci-dessous, Benício désigna le sertão comme thème national de premier ordre, dont Canudos représentait la normalité humaine — une réalité ordinaire, à l’opposé de l’image d’extrême singularité de Canudos telle que véhiculée par l’ancien discours dominant. C’est pourquoi, argue l’historien Bartelt, les descriptions de la vie quotidienne et des sentiments des Canudenses prennent une place importante dans le livre, alors que la guerre p.ex. n’en couvre qu’environ un tiers, c’est-à-dire nettement moins que tous les autres textes de l’immédiat après-guerre. Dans le même sens, la composante littéraire du texte offre, par son intrigue fictive, l’occasion de mettre à l’avant-plan des universaux humains (amour, foi, honneur, trahison…) et de mettre en scène plastiquement, à travers des destinées individuelles, des situations sociales abstraites, contrariant ainsi par une humanisation et une normalisation de la société canudense l’anonymisation et bestialisation d’antan, et aidant à surmonter l’ancienne dichotomie. À la différence d’Afonso Arinos, Benício ne s’ingénie pas à imposer au lecteur une sympathie fraternelle avec les sertanejos ; au contraire, la sémantique du livre se plaît à souligner l’étrangeté du sertão et à marquer la distance quasi infranchissable entre modernité et prémodernité, civilisation urbaine et vie rustique, intellectuels et analphabètes, fanatique ignorant et homme instruit et éclairé. Le sertão demeure ici un oxymore national : si le sertão appartient à la nation, la séparation entre barbarie et civilisation (républicaine) n’a plus lieu d’être, mais en ce cas le sertão est coupé de ses anciens idéaux, de ce qui faisait son ancienne normalité.

#### Lessertanejosvus comme «race forte»
Canudos cessa du coup d’être l’exposant de la position d’infériorité du Brésil dans le concert des nations. De la vaillance militaire des Canudenses, vaillance à l’aune de laquelle s’évalue la qualité d’une nation, peut naître une force plus grande si la nation sait se l’amalgamer : « cette force nouvelle doit être incorporée dans notre nationalité, c’est-à-dire comme confirmation permanente de cette nationalité même ». Si ce pour quoi le jagunço luttait était totalement incompatible avec les représentations modernes d’une nation, sa foi inébranlable, sa nature forte et sa bravoure martiale constituent ensemble un élément dont la nation peut faire son profit. Maciel apparaît à présent comme sertanejo paradigmatique, qui dans sa lutte défensive agit (selon Milton) « avec vigueur, ténacité et calme ». Cela rejoint notamment la thèse d’Os Sertões de Da Cunha, selon laquelle s’est formée dans le sertão une « race forte » spécifique, autour de laquelle aurait à se construire la future nation brésilienne. Rappelons que selon Da Cunha, le sertanejo est un type historique qui, à la faveur d’un isolement relatif, s’est développé à partir du croisement originel de l’indigène et du Portugais de manière racialement homogène ; s’il est certes attardé, il a en contrepartie pu se préserver de cette dégénérescence typique propre au métissage du littoral. Chez Barbosa, le sertanejo se voit attribuer le statut d’une race particulière, très supérieure, sous le rapport de la vigueur, à la « population citadine hybride, sans échine, efféminée ». Si le discours dominant sur Canudos s’était jusque-là surtout concentré sur la multi-racialité, sur le mélange, c’est ici au contraire une race ou sous-race à part qui est introduite. Le sertanejo concentre en lui une force symbolique, que la nation républicaine peut s’approprier elle-même comme son soi authentique.

#### Os Sertõeset la synthèse nationale désormais envisageable
Le débat sur la manière de cataloguer Os Sertões — comme œuvre littéraire ou comme ouvrage scientifique — ne semble pas pouvoir être tranché. En dépit des prétentions historiques et scientifiques de l’auteur, exprimées dans son préambule, on note que Da Cunha était assez peu regardant quant aux témoignages oculaires qu’il recueillait, et se souciait peu de citer ses sources avec précision. L’on sait qu’il ne séjourna que peu de semaines à Canudos et qu’il quitta les lieux quatre jours avant la fin des opérations militaires. Il est très malaisé de discerner dans le texte quels détails ont été vus ou vécus par Da Cunha personnellement, lesquels lui ont été rapportés et par qui, et lesquels ont été complétés par lui ou parés d’éléments issus de son imagination. Toutefois, des chercheurs ont mis au jour ce que Da Cunha avait cherché à dissimuler tout au long de son livre, à savoir le tribut qu’il devait à quasiment tous les grands textes antérieurs, y compris au livre d’Afonso Arinos, celui de Benício, aux chroniques d’anciens combattants, au rapport du capucin Monte Marciano, en plus des coupures de presse. Les modes de travestissement de ces sources vont du raisonnement emprunté et donné sans référence, jusqu’à la citation textuelle non signalée comme telle, en passant par l’amplification de ce qu’il prétend avoir vu de ses propres yeux.

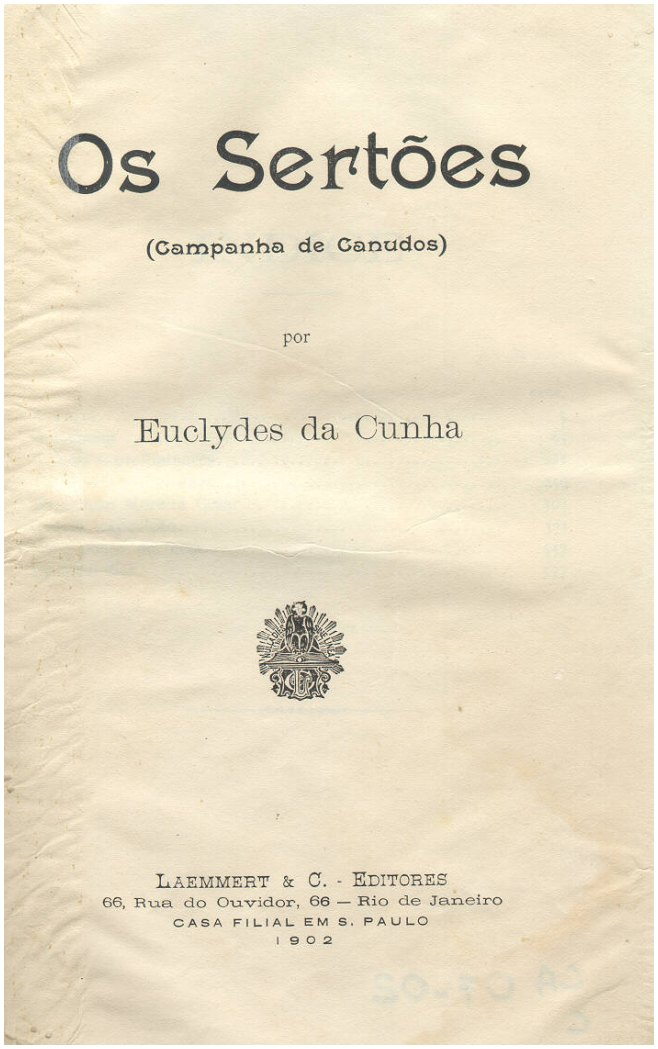
Page de titre de l’édition originale d’Os Sertões (Hautes Terres), dans lequel Euclides da Cunha tente de conceptualiser une conciliation entre un sertão ethniquement marqué et un Brésil républicain universaliste.

L’auteur dit vouloir mettre en œuvre l’idéal contemporain d’une alliance entre science et art, en ce sens que la science doit adopter dans sa présentation une forme artistique et ne pas s’étioler en ce qu’il appelle un « compendium ». La critique de l’époque fêta la réussite de cette alliance, et accueillit l’ouvrage comme une œuvre d’abord littéraire, sans doute malgré l’auteur lui-même, pour qui l’aspect littéraire devait servir le contenu scientifique plutôt que l’inverse.
Néanmoins l’œuvre est littéraire, et à un haut degré, compte tenu de ses recherches formelles, en particulier sur le plan de la composition et de l’écriture. La littérarité d’Os Sertões diffère de celle d’Os Jagunços et d’O Rei dos Jagunços, en ceci que le livre de Da Cunha n’est ni un roman ni une chronique romancée. Os Sertões comporte une multiplicité de genres et de catégories textuelles, et réunit en lui les trois formes fondamentales, épopée, drame et lyrisme. Mais on peut aussi l’appréhender dans sa non littérarité comme une synthèse de thèmes, points de vue, idéologies, en quelque sorte une « encyclopédie du sertão ». Cette littérarité, outre son aspect de stratégie publicitaire et sa normalité dans la production intellectuelle au tournant du siècle, est bien davantage qu’un supplément d’âme ajouté à l’exposé théorique, ou qu’un simple ornement ; la libre carrière donnée parfois au sentiment, la technique de faire se côtoyer narrateur impartial et narrateur flamboyant, le recours abondant à la métaphore, permettent, argumente Bartelt, d’aborder selon une perspective plurielle la question centrale : la relation difficile et à redéfinir entre sertão et nation républicaine :

« [Un texte littéraire] permet de faire se juxtaposer les points de vue divergents des différents protagonistes. Il peut […], au moyen d’hyperboles, de redondances, de séquences imagées et de symbolisations, placer tels accents. Le narrateur omniscient peut, à l’inverse du ‘narrateur honnête’, mettre en avant des jugements moraux. Face à la rigueur, l’univocité et la linéarité, auxquelles les exposés scientifiques sont tenus de se plier, la forme littéraire au contraire permet l’équivocité, la perspective multiple, l’ambivalence, voire la polyvalence. Elle permet d’admettre des contraires et de les réunir. »

Le cadre thématique, d’une actualité alors brûlante, est donné par le conflit interne au sein d’une nation déchirée et qui ne se connaît pas elle-même, ou : le conflit entre le centre et la périphérie dans des États-nations où la présence de l’État est dans une large mesure seulement virtuelle. Au Brésil, c’est à Canudos que cette tension trouva à se décharger. Os Sertões prend donc pour sujet un problème universel à concrétion nationale. Dans la tragédie de Canudos, les contradictions nationales atteignirent leur point culminant et leur point de non-retour. Canudos fait qu’il est incontournable pour l’avenir de penser ensemble sertão et nation républicaine.
La métaphore de l’assoupissement, souvent utilisée, symbolise la position d’en dehors occupée par le sertão dans la conscience nationale, situation qui cependant est susceptible d’évoluer, moyennant que le sertão « se réveille » ou « soit réveillé ». Il importe de noter que Da Cunha, en dépit de la polyphonie de points de vue, parle, comme la plupart des auteurs avant lui (à l’exception de Benício), du sertão toujours indéniablement sous l’angle républicain. C’est donc à partir de ce lieu mental, qui forme le cœur du discours et de la nation républicains, qu’il est affirmé que le sertão (l’en-dehors) doit être incorporé dans ce même lieu (l’en-dedans). En cela, Da Cunha confirme donc la vision, présente dans l’opinion publique, d’un sertão comme zone étrangère nationale. Canudos place sertão et nation dans un rapport de contradiction interne ; autrement dit, les érige en un oxymore. Celui-ci sous-tend la thèse décisive du livre : le sertanejo est le ferment de la future nation brésilienne. Une ambivalence assumée sera le principe organisateur de la démonstration.
Ce sertanejo est la « roche vive de notre race ». Cette référence à la géologie permet à Da Cunha de décrire la construction nationale comme un processus de glissement de strates ethniques se trouvant à des distances différentes de la surface et du centre de la terre. Comme strate de profondeur, le sertanejo se trouve fort éloigné de la surface civilisée. Mais en même temps, il s’est formé à l’abri des tourmentes et perturbations de surface, et devra développer des qualités telles qu’il puisse devenir le « noyau dur de notre nation en devenir »,. Toutefois, la force du sertanejo est à appréhender moins comme une donnée empirique que comme une figure symbolique ; par son existence isolée, il rappelle à la nation républicaine les traditions oubliées, les vertus perdues et les forces enfouies. Cette authenticité ne se comprend que par rapport à la nation des villes côtières, nation qui s’appréhende elle-même comme non authentique, soit qu’elle ait perdu cette authenticité, soit qu’elle ne l’ait jamais eue. La guerre devrait agir comme une genèse, comme un tremblement de terre, qui, agitant les couches géologiques, amènerait à la lumière la « roche vive ». Le crime de la campagne militaire, décidée par une république fanatisée, est d’avoir, en détruisant ces « titans », anéanti le futur noyau ethnique de la nation.
Il serait hâtif d’en déduire une sympathie ou empathie de Da Cunha vis-à-vis du sertão, une volonté de se faire l’avocat des sertanejos. Il faut se rappeler que l’ambivalence délibérément cultivée de l’auteur lui permet de changer sans cesse de perspective et d’y admettre les paradigmes (très en vogue dans les milieux intellectuels) évolutionnistes et du déterminisme racial ; les topos de bestialisation, d’invisibilité, de folie couplée à la religion etc. ne font pas ici défaut. La mentalité du sertanejo, « anachronisme palpable » reste anthropologiquement incompatible avec les « hautes ambitions de la civilisation ». Du reste l’empathie, si déjà elle existe dans le chef de l’auteur, sera démentie par l’accueil fait au livre dans divers lieux, accueil auquel ne contribuèrent pas peu les mises à distance racialistes opérées par le texte et le fait qu’il s’évertue à démontrer qu’un gouffre infranchissable sépare le nous républicain et le eux des campagnes de l’intérieur.
La critique de Da Cunha n’est pas dirigée contre la république en soi, mais contre la pratique réelle de la république, contre une civilisation de clercs, restée inattentive à son essence propre, à son authenticité nationale. S’il constate le retour, dans cette guerre, de la barbarie dans la civilisation, cela ne signifie nullement qu’il récuse cette dernière. L’oxymore comme opérateur cognitif veut ici tendre un arc entre le projet d’une intégration dans la civilisation (c’est-à-dire dans l’universel) et le projet de créer une culture nationale distincte (c’est-à-dire de s’enraciner dans le particulier). S’intégrer dans la nation implique de s’extraire du sertão ; en effet, une nation existe d’ores et déjà, et les sertanejos ne peuvent que se plier socialement et culturellement aux conditions que la nation fixe. En attendant, le sertão a l’insigne avantage d’être pure particularité, indemne de toute civilisation. Le bénéficiaire de cette particularité toutefois est le littoral, car la spécificité du sertão (environnement naturel et configuration ethnique) donne aux intellectuels de ce littoral la possibilité de formuler un projet politique : l’asymétrie nouvelle, où le sertão apparaît comme le lieu du soi national, auquel fait pendant le développement culturel et la réalité politique des villes du littoral (assimilés à une impasse nationale), opère comme soubassement symbolique à la formation discursive de la république brésilienne.
Au-delà du niveau symbolique, Os Sertões contient quelques éléments pragmatiques permettant de dépasser l’oxymore et de restaurer l’unité et l’homogénéité de la nation déchirée : intégration spatiale (doter le sertão d’un réseau d’institutions, de barrages etc.), temporelle (réduire le retard de phase accusé par le sertāo sur l’axe temporel du développement historique), et raciale (par la mobilité, la migration intérieure, et la poursuite du métissage, où la race blanche serait appelée à jouer le premier rôle, même si Da Cunha ne prononce jamais le mot de branqueamento). L’auteur souscrit au discours sur la nécessité d’une modernisation, à concrétiser par l’innovation et la formation techniques sous la direction d’experts blancs issus des métropoles nationales et formatés au paradigme universaliste. La civilisation, entendue comme la suprématie de la culture d’origine européenne, apparaît, compte tenu de la réalité raciale du métissage, comme la condition de la pérennité nationale :

« D’autres […] exagèrent l’influence de l’Africain, et sa capacité, certes réelle, à réagir en divers points contre l’absorption de la race supérieure. Alors surgirait le mulâtre, qu’ils proclament le type le plus caractéristique de notre sous-catégorie ethnique.

Le sujet part donc à la dérive sous mille formes douteuses.

Il en va ainsi, croyons-nous, parce que l’essentiel de ces investigations se réduisit à la recherche d’un seul type ethnique, alors qu’il en existe certainement plusieurs.

Nous n’avons pas d’unité de race.

Nous n’en aurons, peut-être, jamais.

Nous sommes prédestinés à ne former une race historique que dans un avenir lointain, si toutefois une durée suffisamment longue de vie nationale autonome nous le permet. Sous cet aspect, nous inversons l’ordre naturel des faits. Notre évolution biologique réclame la garantie de l’évolution sociale.

Nous sommes condamnés à la civilisation.

Nous progresserons, ou nous disparaîtrons. »

— Euclides da Cunha.
Cependant, le problème théorique du métissage reste sans solution. La proposition de Da Cunha se situera donc d’abord sur le plan culturel ; le sertão, en tant que soi authentique, aura à conférer à la littérature nationale, à la production intellectuelle, à l’attitude du Brésil vis-à-vis des grandes nations étrangères, cette conscience de soi, par quoi une culture nationale authentique pourra voir le jour.
Il reste que la critique fut peu réceptive à la proposition ambivalente de hisser le jagunço rural et barbare au rang de cheville ouvrière d’un ressourcement civilisationnel. L’idée d’une intégration des races ne fut prise au sérieux par personne ; seule la perspective d’enrôler le « sertanejo fort » dans la troupe eut un écho favorable dans le monde politique. Os Sertões devait bientôt occuper une place de premier choix dans le commentaire littéraire, mais restera en marge du débat social et politique.

## Canudos aujourd’hui

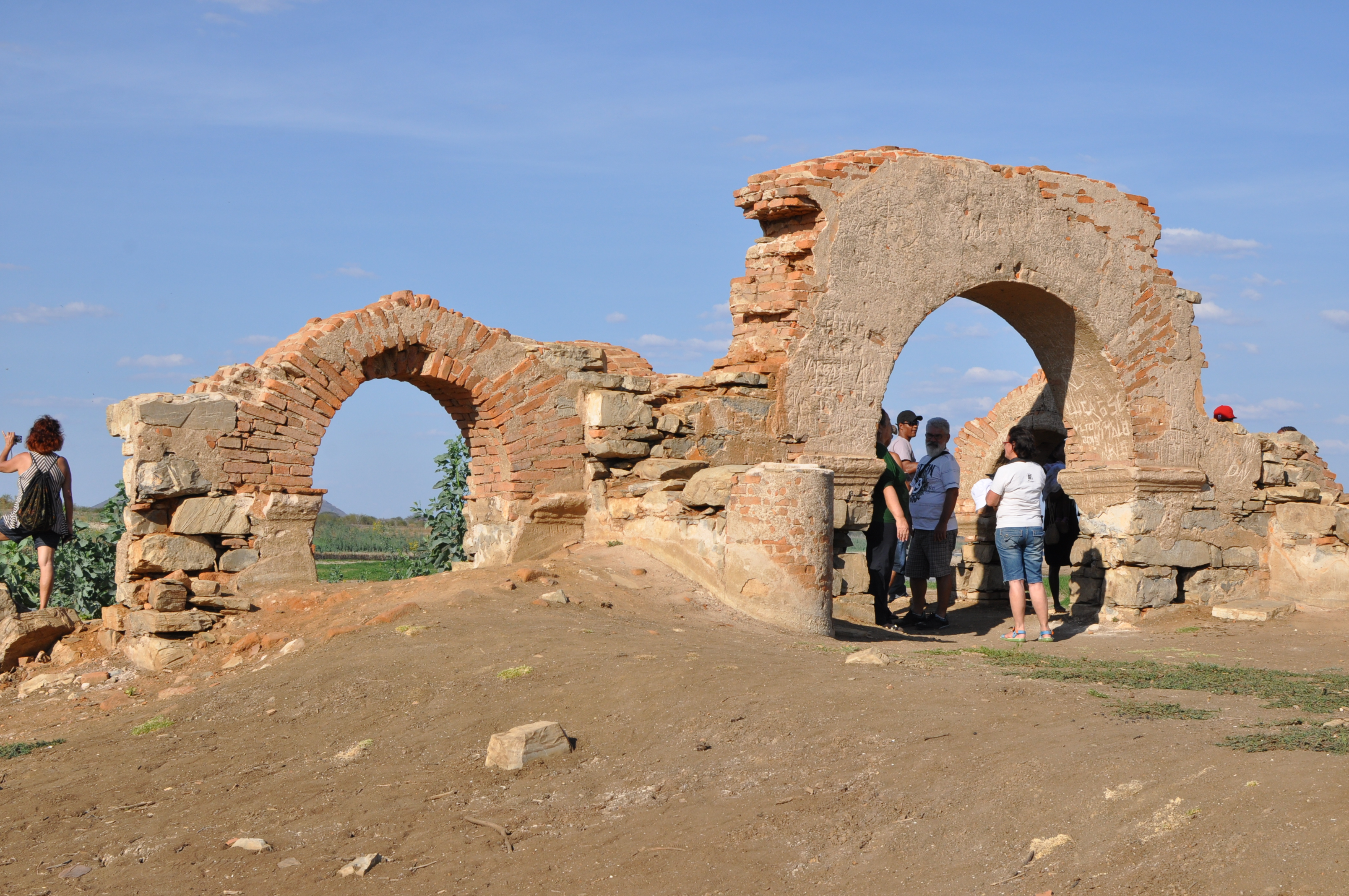
Les ruines de Canudos en 2013.

La Canudos actuelle est en fait la troisième de ce nom dans la région. La première surgit au XVIIIe siècle sur les rives de la rivière Vaza-Barris, à 10 km (à vol d’oiseau) à l’ouest-sud-ouest de la localité actuelle, et n’était vers la fin du XIXe siècle qu’un petit hameau groupé autour de la ferme (fazenda) de Canudos. Avec l’arrivée d’Antônio Conselheiro et de ses adeptes en 1893, le domaine, rebaptisé Belo Monte, connut une croissance vertigineuse, accueillant, avant d’être détruit par l’armée en 1897, quelque 25 000 habitants. La guerre terminée, les autorités militaires présentes sur les lieux et les autorités civiles républicaines veillèrent à effacer tout vestige du village, afin que Canudos servît d’exemple et que fût évitée la prolifération d’expériences similaires. Selon Aristides Augusto Milton, les généraux eurent soin de ne pas laisser le moindre mur debout, la moindre poutre intacte ; ne devaient y régner désormais que la solitude et la mort. Aussi, à la fin de la guerre, le site de Canudos offrait-il le spectacle de la plus totale désolation, avec des cadavres sans sépulture, des maisons incendiées, les deux églises ravagées par le canon. Seule se dressait encore debout, au milieu de la place, la grande croix érigée là par Antônio Conselheiro en 1893. Un nommé Manoel Ciríaco, qui le 26 septembre 1897, après avoir eu confirmation de la mort du Conselheiro, s’était échappé avec sa famille (au même moment où Vilanova quittait lui aussi Belo Monte), revint sur les lieux après la guerre, et donna la description suivante :

« C’était une horreur, de quoi vous faire peur. La pourriture puait à des lieues à la ronde. (...) Personne n’avait été enterré. C’est alors qu’Ângelo Reis, par sa propre charité, amena quelques hommes et se mit à enterrer sur place la troupe des jagunços morts. (...) C’en fut fini de Canudos, et pendant dix ans environ, on ne venait ici qu’en passant. Aucune maison jusqu’en 1909. Et les gens qui s’étaient sauvés se tenaient dans les fazendas. »

Pendant quelque temps, il était plus sûr, pour qui voulait pénétrer dans ces lieux, de disposer d’un sauf-conduit, certains fazendeiros en effet continuant de poursuivre les jagunços ; Lélis Piedade, secrétaire du Comité patriotique de Bahia, sera amené à établir plusieurs de ces sauf-conduits.
Passé un certain temps, quelques personnes qui avaient réussi à s’échapper pendant la guerre se mirent à prendre le chemin du retour et entreprirent de reconstruire sur le même emplacement une nouvelle Canudos, qui vit petit à petit le jour vers 1910, sur les ruines de l’ancienne Belo Monte, et dont les premiers habitants étaient donc des rescapés de la guerre de Canudos. En 1940 cependant, dans le sillage d’une visite du président Getúlio Vargas à la région, il fut décidé d’édifier à proximité un barrage d'irrigation, dont les travaux de construction débutèrent en 1950. Le lac de retenue en gestation étant appelé à engloutir la bourgade de Canudos, les habitants durent quitter les lieux, à destination d’autres localités des alentours, principalement Bendegó (dans la commune de Monte Santo), Uauá, Euclides da Cunha et Feira de Santana. En même temps, un nouveau noyau d’habitat se constitua au pied du barrage en construction, dans l’ancienne fazenda dénommée Cocorobó, sise à une vingtaine de km (par la route) de l’ancienne Canudos. À l’achèvement des travaux, en 1969, les lieux où s’était trouvé Canudos disparut sous les eaux du barrage de Cocorobó. Quelques-uns ne se résignèrent à quitter leur maison qu’après que l’eau eut commencé à s’y engouffrer. Seul un petit quartier du village émergeait encore hors des eaux et fut dénommé Canudos Velho (« Vieux Canudos ») ; puis, entre 1994 et 2000, dans les périodes de sécheresse, on eut le loisir de visiter les ruines de cette deuxième Canudos. La bourgade de Cocorobó fut érigée en commune en 1985 et, pour tirer parti de la réputation du nom, se donna l'appellation de Canudos, devenant ainsi la troisième localité de ce nom.
Dans les premières décennies suivant la guerre, les survivants et leurs descendants préféreront garder le silence sur les événements et ne pas briser la loi du silence, donc de se résigner à l’oppression de leur mémoire ― oppression opérée par la prédominance de l’histoire officielle et par l’anéantissement systématique des supports matériels de la mémoire canudense. Pendant des décennies, les survivants revenus s’installer à Canudos pour y reconstituer la bourgade vivaient isolés sur les bords du fleuve Vaza-Barris, restaient méfiants vis-à-vis des étrangers, et s’attachaient à faire revivre au sein de leur foyer, devant leurs descendants, un chapitre de l’histoire du Brésil que les intellectuels et les autorités s’efforçaient d’exclure de l’histoire officielle du pays. Ainsi, peu à peu, à l’intérieur du groupe, dans le cercle familial, la mémoire fut-elle transmise et perpétuée, et finit par se matérialiser.
En 1947, à l’occasion du cinquantenaire de la destruction du village, l’écrivain et journaliste Odorico Tavares réalisa les premiers entretiens avec les survivants, entretiens publiés ensuite dans la revue O Cruzeiro, accompagnés d’un ensemble de photographies de Pierre Verger. Selon José Calasans, c’est grâce à l’ouvrage Cangaceiros e Fanáticos de Rui Facó, de 1964, que Canudos se retrouva à nouveau au centre de l’intérêt public, pour la première fois depuis Euclides da Cunha. Ce nonobstant, la peur et un consécutif mutisme continuèrent pendant longtemps encore à accabler la majorité des rescapés.

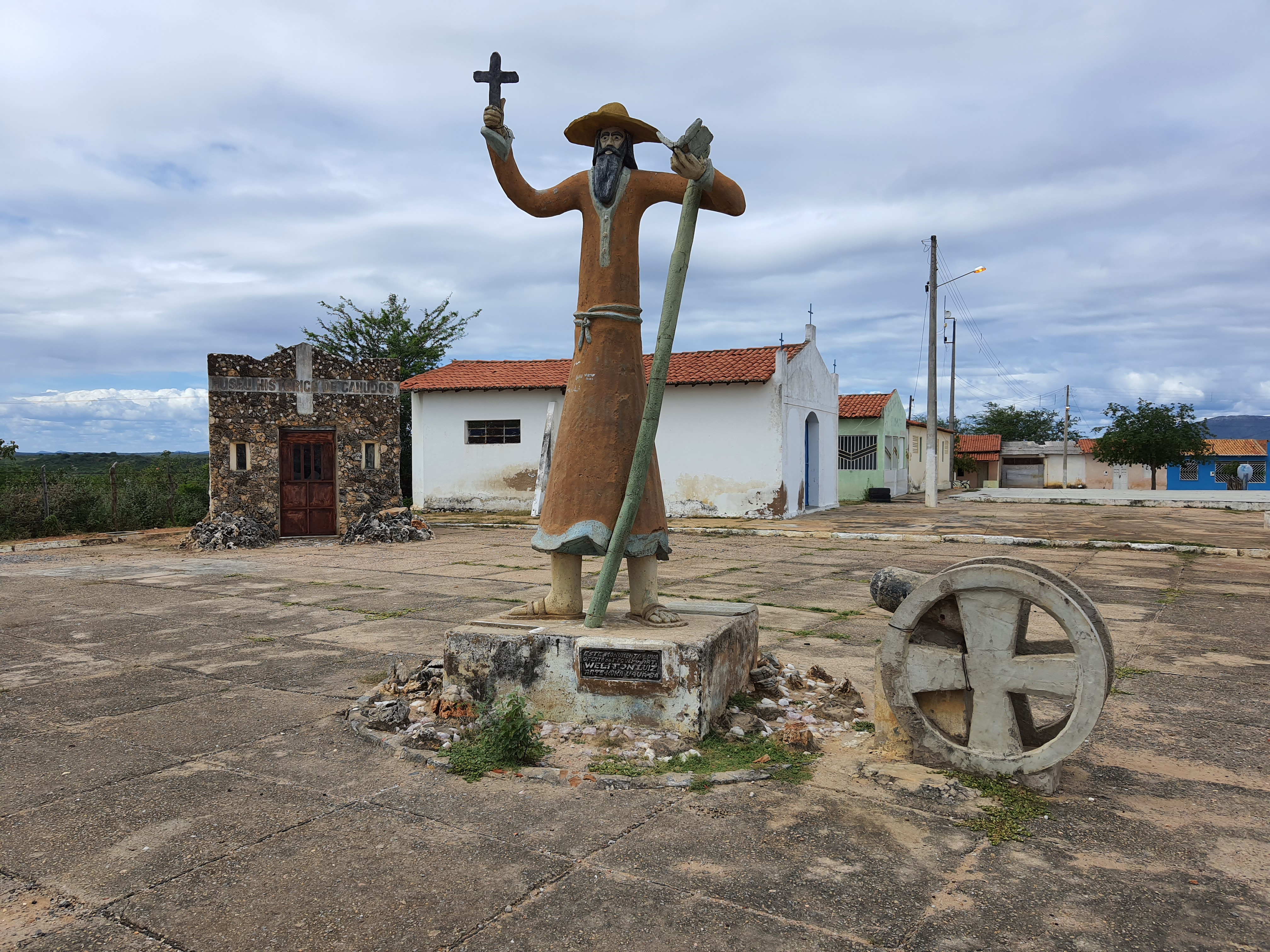
Musée historique et statue d’Antônio Conselheiro à Canudos Velho, non loin des ruines de l’ancien village.

Le centenaire de la guerre et, peu après, celui de la parution d’Os Sertões, ouvrirent la voie à un grand nombre de travaux et de discussions qui tentèrent d’aborder Canudos par des voies plurielles, et permirent de rendre publics de nouveaux récits de survivants, sur les supports les plus variés, dans une période, en outre, où un nouvel esprit historiographique, reconnaissant la légitimité du témoignage oral comme source documentaire, consentait à exploiter l’histoire orale, et où, dans le contexte de nouveaux paradigmes historiographiques et de valorisation de l’interdisciplinarité, des intellectuels de formation différente, tels que cinéastes, journalistes, anthropologues, historiens, tant brésiliens qu’étrangers, visitaient le sertão bahiannais. Cependant, bien que l’historiographie eût à partir des années 1950 entrepris une révision de la production universitaire sur Canudos, pour les Canudenses eux-mêmes, la reconstruction de leur propre histoire ne sera entamée effectivement qu’à partir de la décennie 1980, sous l’impulsion de chercheurs chrétiens liés à la théologie de la libération et des communautés ecclésiastiques de base.
Les efforts entrepris dans les années 1980 et plus encore dans la décennie 1990, visant à retrouver des adeptes survivants d’Antônio Conselheiro et à fixer leur version des faits, permirent d’identifier encore quelques autres anciens habitants, vivants et lucides, de l’antique village. Ce travail de reconstruction de la mémoire et, par là, de l’identité des Canudenses, permit non seulement de donner la parole aux survivants et à leurs descendants, mais aussi de substituer enfin une identité positive à la charge négative pesant sur la mémoire de Canudos, au stigmate d’avoir été un suiveur du Conselheiro. Certains récits furent recueillis dans les ouvrages de José Calasans, d’Evandro Teixeira, de Marco Antonio Villa, d’Odorico Tavares, de Rinaldo de Fernandes et d’autres qui avaient pris à tâche de consigner les souvenirs de vieux conselheiristes et de leur famille.
En 1992, d’anciens Canudenses établis à São Paulo fondèrent l’União Pelos Ideais de Canudos (litt. Union pour les Idéaux de Canudos, en abrégé UPIC), dont l’objectif n’est pas, selon son président, de reconstituer l’histoire de Canudos, mais bien de percevoir comment cet objet mémoriel collectif est transformé par la mémoire et l’imaginaire. L’UPIC s’est donné pour but non seulement de renforcer la cohésion et l’identité du groupe des migrants Canudenses de São Paulo, mais aussi de permettre la rencontre, la connaissance mutuelle et la mise en place d’un réseau de parenté réel ou symbolique. Dans quelques cas, des survivants revinrent visiter les lieux de l’ancienne Canudos, avec laquelle continuent jusqu’à aujourd’hui (2011) à s’identifier leurs descendants ― enfants, petits-enfants et arrière-petits-enfants.
Sur le territoire de la commune s’étend aujourd’hui le Parque Estadual de Canudos, où ont été préservés quelques sites liés aux combats de la guerre de Canudos, dont l’Alto do Mário et l’Alto da Favela, ou encore la Fazenda Velha, où s’éteignit le colonel Moreira César. Dans la commune se trouve également l’Institut populaire mémorial de Canudos (IPMC), qui conserve la croix d’Antônio Conselheiro, criblée de balles durant la guerre, ainsi qu’une collection d’objets d’art populaire renvoyant à l’histoire de Belo Monte et qu’une petite bibliothèque sur la guerre de Canudos et sur la question rurale. La municipalité enfin héberge aussi le Memorial Antônio Conselheiro, lequel, confié aux soins de l’université de l’État de Bahia (UNEB), recueille les trouvailles archéologiques de la région, en plus de détenir un ensemble de costumes et de masques utilisés pour le tournage du film A Guerra de Canudos de Sérgio Rezende.

## La guerre de Canudos dans la culture universelle

### Transpositions littéraires
Dans les années suivant la guerre de Canudos, celle-ci a fourni la matière à un roman : Os Jagunços (1898) d’Afonso Arinos de Melo Franco, et à un poème épique : Tragédia épica. Guerra de Canudos (1900), de Francisco Mangabeira. On relève également un recueil de poésies, Canudos, história em versos (1898), du poète Manuel Pedro das Dores Bombinho, qui avait participé comme militaire à la quatrième expédition contre le village. Il a déjà été signalé que certains textes de cette époque font fi de la distinction entre œuvre de fiction et ouvrage documentaire. Manoel Benício, avec son O Rei dos jagunços, et Euclides da Cunha, avec son Os Sertões (titre français Hautes Terres), amalgament chacun à leur façon un projet de compte rendu objectif ou scientifique avec des éléments littéraires. D’autre part, Canudos apparut bientôt dans la littérature de colportage, appelée dans le Nordeste brésilien littérature de cordel.

#### Canudos dans la littérature de cordel
Sílvio Romero, le « père du folklore brésilien », fut le premier, en 1879, à attirer l’attention sur un cycle de poésie populaire en train de se constituer autour de la figure d’Antônio Conselheiro, qui à cette époque n’était guère connu au-delà des arrière-pays de Bahia et de Sergipe. Dans ses études sur la poésie populaire du Brésil, parues dans la revue fluminense Revista Brasileira, l’auteur, après quelques réflexions sur l’apparition du mystérieux personnage, « un missionnaire sui generis » (um missionário a seu jeito), reproduira en guise d’échantillon un choix de quatrains de cette poésie. Ces vers, qui rappellent le répons de saint Antoine, furent les premiers d’une vaste série de compositions prenant pour sujet la colonie de Canudos et Antônio Conselheiro, qui jouissait déjà d’un grand prestige dans le sertão. On peut affirmer aujourd’hui que la production versifiée sur le messie de Belo Monte est l’une des plus riches de la poésie populaire brésilienne.
Dans la littérature populaire sont à ranger également les poésies écrites par les Canudenses eux-mêmes et que l’armée découvrit dans les humbles cabanes de Belo Monte dans la dernière phase de la guerre. Euclides da Cunha en resta impressionné et souligna leur fonction et leur signification pour la psychologie du combattant conselheiriste. Versifier aide à soutenir la lutte, rappela-t-il, et les jagunços, pour faire face aux difficultés, se reposèrent sur la poésie, apportant ainsi les premières contributions à l’hymnaire canudense. Da Cunha, en plus de formuler ces considérations, eut soin en outre de reproduire dans Os Sertões quelques-uns de ces vers par lui collectés, mais en corrigeant assez fâcheusement l’orthographe originelle ; il cita ainsi sept quatrains tirés des deux cahiers d’écolier trouvés à Canudos (les ABCs) dont il eut connaissance et qu’il avait recopiés dans son carnet. Ces quatrains glorifiaient en particulier deux événements importants survenus dans l’histoire du mouvement conselheiriste : premièrement, la victoire obtenue en mai 1893 sur la police bahianaise lors de l’accrochage à Masseté, et deuxièmement, la façon dont le colonel Moreira César trouva la mort et la défaite complète des troupes sous ses ordres, en mars 1897. Aux dires de l’historien José Calasans, les habitants du sertão avaient encore gardé mémoire de ces deux pièces, du moins pour certains fragments, jusque dans les années 1980.
Pour ce qui est de la littérature de cordel proprement dite, quatre œuvres se détachent plus particulièrement, écrites à des époques et en des lieux différents, adoptant des points de vue opposés, et représentant des tendances divergentes du cordel brésilien. Ce sont les œuvres de : João de Souza Cunegundes (en 1897), João Melchiades Ferreira da Silva (dans une œuvre non datée), Arinos de Belém (en 1940) et José Aras (alias Jota Sara, en 1963).
João de Souza Cunegundes, qui demeurait à Rio de Janeiro pendant la guerre, jouissait déjà d’une certaine renommée dans la capitale brésilienne. Son poème sur la guerre de Canudos, intitulée A Guerra de Canudos no sertão da Bahia, fut composé à peu près au moment où la campagne militaire prenait fin, et connut au moins deux éditions. Il reflète la vision qui prévalait à ce moment-là à Rio de Janeiro et qui tenait pour acquis qu’Antônio Conselheiro et ses suivants étaient des monarchistes désireux de reverser la république. Le poème, où la figure la plus encensée est le colonel d’infanterie Moreira César, se termine par une condamnation des jagunços et par une glorification des soldats républicains. L’ouvrage de Cunegundes exprimait le point de vue d’un poète de la capitale fédérale, point de vue entièrement déterminé par la presse de l’époque, et servit bien les intérêts politiques du pouvoir en place.
Le fascicule de João Melchiades Ferreira da Silva, intitulé A Guerra de Canudos, est d’origine et de nature différentes, car il est le témoignage d’un participant à la guerre. João Melchiades, surnommé le chantre de la Borborema, originaire de la Paraíba, fut en effet sergent dans la 27e brigade d’infanterie, et à ce titre eut à batailler contre les jagunços. Les sizains qu’il composa relatent des faits auxquels, en grande partie, il avait assisté en personne ; il s’agit là de la seule œuvre de cordel, connue jusqu’ici, produite par un ancien combattant. Engagé dans les rangs de la cause républicaine, João Melchiades eut toutefois le bon sens de ne pas se laisser entraîner par les passions de l’époque, et, s’efforçant d’endosser le rôle de témoin impartial, narra dans ses vers choses vues et vécues en s’abstenant de toute imprécation et de toute virulence de langage. Il n’eut garde toutefois d’oublier, comme de juste, d’exalter les faits et gestes de ses compagnons d’armes, à commencer par le commandant de sa propre unité, le major Henrique Severiano da Silva. Ce n’est du reste que nombre d’années plus tard que Melchiades, réformé déjà, résolut de consigner dans sa poésie ce qu’il lui avait été donné de voir à Canudos. Comme cette réforme date de 1904, l’on peut affirmer avec certitude que A Guerra de Canudos fut écrit au XXe siècle.
Par la suite, Canudos tomba dans l’oubli pour de longues années. Le sociologue Manuel Diegues Júnior, qui étudia les productions de cordel prenant pour thème le fanatisme religieux ou le mysticisme, fit observer qu’il n’y était que rarement question d’Antônio Conselheiro, pendant que dans le même temps un nombre considérable de fascicules paraissaient autour du personnage de Padre Cícero, autre figure charismatique du Nordeste. Cependant, à partir des années 1970 surtout, on constate l’existence d’une appréciable production de cordel centrée sur la thématique de Canudos ; méritent d’être cités à cet égard Maxado Nordestino (Profecias de Antonio Conselheiro), Minelvino Francisco da Silva (Antonio Conselheiro e a Guerra de Canudos), Apolônio Alves dos Santos (Antonio Conselheiro e a Guerra de Canudos), Rodolfo Coelho Cavalcante (Antonio Conselheiro, o santo guerreiro de Canudos), Raimundo Santa Helena (Guerra de Canudos), José Saldanha Menezes (O apóstolo dos sertões) , José de Oliveira Falcon (Canudos, guerra santa no sertão), et Sebastião Nunes Batista (Canudos revisitada). Mais deux se détachent plus particulièrement, História de Antonio Conselheiro (ou Campanha de Canudos, dans sa version complète), d’Arinos de Belém, et Meu folclore (História da Guerra de Canudos), de Jota Sara.
Jota Sara, de son vrai nom José Aras, Bahianais de Cumbe (rebaptisé Euclides da Cunha), était un grand connaisseur de la vie du sertanejo, ayant vécu toute sa vie dans le sertão du Conselheiro, où il mourut octogénaire en 1979. De bonne heure, il entreprit de recueillir des renseignements sur la guerre de Canudos auprès de survivants, mais puisa également dans la tradition orale, vivace dans la région. José Aras ne tarda pas à devenir conselheiriste, haïssant Moreira César et se plaisant à mentionner, dans sa reconstitution des combats, les noms et prouesses des jagunços. Davantage donc qu’un ensemble de vers de bonne qualité, le fascicule apparaît de surcroît comme une contribution historique, forgée à partir de la voix du peuple, lequel se souvenait encore de Maciel, et bien souvent le portait aux nues.
Arinos de Belém (pseudonyme de José Esteves), auteur de História de Antonio Conselheiro, fut probablement attiré par le thème de Canudos en raison de la participation de la police de son État d’origine, le Pará, à la guerre, deux bataillons ayant en effet été dépêchés à Canudos par les autorités de Belém, fait d’ailleurs évoqué dans l’œuvre. L’auteur se complaît à mettre en lumière les performances du corps des Paraenses et termine son poème en manifestant son anticonselheirisme.

#### Os Jagunços(Afonso Arinos de Melo Franco)
Afonso Arinos de Melo Franco, auteur monarchiste, défendit dans un article paru dans O Commércio de São Paulo en octobre 1898 et intitulé Campanha de Canudos (O Epílogo da guerra) une position contraire à la thèse, naguère généralement admise, d’un Canudos bastion monarchiste, et rejoignit ce faisant les points de vue défendus par Horcades et Benício. Auparavant déjà, en tant que rédacteur en chef du susnommé journal, et sous le pseudonyme d’Espinosa, il avait cherché à invalider l’idée d’un complot restaurationniste et fini par défendre la cause de Belo Monte. Il postula que les origines du mouvement conselheiriste devaient être cherchées dans la religiosité spécifique du sertão, recherche qui selon lui contribuerait en outre à permettre une « investigation psychologique du caractère brésilien », et défendit la conception (qui sera celle aussi de Da Cunha) que le sertão aussi faisait partie intégrante du Brésil et que le sertanejo n’était autre qu’un Brésilien que la civilisation avait marginalisé et laissé à la merci de la « loi de la nature ».
Afonso Arinos du reste n’était pas le seul intellectuel monarchiste à croire à l’importance d’incorporer le sertanejo dans la nationalité brésilienne. Eduardo Prado, propriétaire d’O Comércio de São Paulo, affirma lui aussi la nécessité de prendre en compte le caboclo comme élément caractéristique de la nation, arguant que celui-ci était « un homme que nous devons tous admirer pour sa vigueur et parce que c’est lui qui, au bout du compte, est ce qu’est le Brésil, le Brésil réel, bien différent du cosmopolitisme artificiel dans lequel nous vivons, nous habitants de cette grande ville. C’est lui qui a fait le Brésil ». L’écrivain Afonso Celso également contestait les théories selon lesquelles le métis serait un dégénéré et un être racialement inférieur et s’attacha à souligner au contraire que le « métis brésilien ne présente aucune infériorité d’aucune sorte, ni physique ni intellectuelle ». Les vaqueiros notamment, rappela-t-il, sont à ranger parmi les métis, ces vaqueiros dont la sobriété et le désintéressement sont notoires, qui jouissent d’une santé inaltérable, sont d’une force et d’une dextérité rares, etc.
Aux yeux d’Afonso Arinos, le métissage n’apparaît donc représenter aucun problème pour les peuples d’Amérique. Au travers de la description d’Aninha, protagoniste cabocla du roman Os Jagunços, Afonso Arinos sous-entend que du mélange ethnique résultera quelque chose de nouveau, le métis, « dans lequel ne pourront plus être discernées les hérédités de telle ou telle descendance, désormais unifiées ». De fait, Afonso Arinos faisait sienne la thèse sur la formation raciale du Brésil soutenue par le naturaliste allemand Carl von Martius et publiée dans la revue de l’Institut historique et géographique brésilien en 1845 ; cette thèse, qui tenait que le Brésil se serait constitué par la conjonction de trois races différentes — blancs, indiens et noirs —, donna lieu à controverse dans la deuxième moitié du XIXe siècle, prenant en effet le contre-pied des théories racialistes qui postulaient la dégénérescence du métis, e.a. des affirmations de Gobineau que les Brésiliens ne seraient qu’une « bande » de mulâtres et de métis à complexion rachitique, répugnants et désagréables à l’œil. Afonso Arinos pour sa part n’estimait pas que le mélange des races pût être de quelque façon préjudiciable à l’avenir du Brésil, comme le pensaient plusieurs intellectuels de l’époque.
Son roman Os Jagunços parut en 1898 dans un tirage de seulement une centaine d’exemplaires. Cependant, il convient de relativiser ce chiffre, eu égard à la circonstance que premièrement le texte avait été préalablement publié en feuilleton dans le quotidien O Commércio de São Paulo, sous le pseudonyme d’Olívio Barros, et que deuxièmement il fait partie des nombreuses sources non citées d’Os Sertões de Da Cunha, ainsi que plusieurs études ont pu le démontrer,.
L’argument de ce roman, qui évoque Canudos à travers les faits et gestes du vaqueiro (gardien de bétail) Luiz Pachola, peut être résumé comme suit. Lors d’un séjour dans la fazenda Periperi en 1877 pour une vaquejada (regroupement du bétail avec rodéo), Pachola fait pour la première fois la rencontre de Maciel et de sa petite suite et s’éprend de la mulâtresse Conceição. Celle-ci cependant périt lorsqu’elle tente de protéger Pachola des coups de couteau d’un rival jaloux. Ce sacrifice incite le héros à se vouer désormais à la foi et à la pénitence, et le décide à se joindre à Maciel. Plus tard, en 1897, à Belo Monte, Pachola occupe un poste de confiance et appartient au commandement militaire de Canudos. Il survit à la guerre et s’échappe avec quelques autres survivants en direction de la caatinga,.
Le roman se place dans la perspective des petites gens, vaqueiros et journaliers, rendant palpable la vie quotidienne de la communauté conselheiriste. De ce seul point de vue déjà, O Jagunços est en porte-à-faux avec le discours dominant sur Canudos. En outre, la violence procède clairement de l’armée républicaine, tandis que les Canudenses ne font que défendre leur projet. Tout acte délictueux de leur part est systématiquement nié par le narrateur, y compris le passé criminel de quelques protagonistes : la paisible et industrieuse colonie se concentre sur une économie de subsistance et sur la poursuite de quelques petits négoces et apparaît entièrement intégrée dans l’environnement socio-économique de la région.
Doté du sous-titre Novela sertaneja (roman du sertão), l’œuvre s’inscrit dans la tradition régionaliste brésilienne et, en resituant Canudos au sein même du sertão, abandonne ostensiblement l’angle de vue qui est celui de la centralité républicaine. La première partie comprend de longues descriptions non seulement de la vie des vaqueiros, mais aussi de réalités culturelles telles que le lundu et le congada, descriptions entremêlées de poésies et de refrains populaires et parsemées de vocables et tournures régionales. Le héros au contraire, appartenant au type chevaleresque, modeste, pétri de noblesse d’âme et de miséricorde chrétienne y compris envers ses ennemis, adulé de ses compagnons, blessé par un amour malheureux, représente un type européen universel, situé par delà l’espace et l’Histoire, et que ne caractérise aucun trait régional.
Le sertão est évoqué de manière antinomique, le sertão bienfaisant de l’époque impériale contrastant avec le sertão républicain désormais ravagé. Une culture populaire intacte, une morale salubre et une structure sociale inviolée, où les hiérarchies existantes ne provoquent aucun conflit, caractérisent le sertão impérial. La nature est exempte de son potentiel hostile, et les sécheresses sont passées sous silence. Canudos est ainsi le parangon d’un sertão paisible, à quoi s’oppose le caractère criminel de la république. Canudos sert de symbole collectif permettant à l’auteur de donner corps à sa vision monarchiste et anti-républicaine, où Canudos fait fonction d’allégorie de la société rurale pré-républicaine.
Le roman s’intéresse peu aux motivations des Canudenses : abstraction faite des personnages principaux, ils restent des fanatiques anonymes, codés comme jagunços, en adéquation avec la nature rugueuse. Cette dernière cependant réclame un travail rude mais honnête, soit l’exact contrepied de l’oisiveté paresseuse et de la morale décadente des villes côtières. Le sertão est essentiellement nature, laquelle respire la spécificité nationale et se dérobe à une civilisation urbaine mal comprise.
Le missionnaire, c’est-à-dire Maciel, dont les antécédents ne sont pas indiqués, apparaît plutôt comme un beato (dévot laïc), un saint, mais est également « noir comme l’ombre de la mort ». La sphère religieuse tend à s’autonomiser en s’abstrayant en mysticisme. Néanmoins, le Conselheiro prend aussi des traits terriens, se compromettant dans des tractations politiques, à la manière d’un coronel, et tolérant dans Belo Monte des châtiments cruels ; c’est un « fanatique religieux mégalomane », ambivalent, avec qui le narrateur ne s’identifie nullement, encore que le terme de fanatique ne doive pas, selon certains commentateurs, induire à penser que l’écrivain adhérait au paradigme de fanatisme religieux, de folie et de perturbation, le terme fanatique exprimant ici seulement la vénération dont faisait l’objet la figure du Conselheiro, l’adhésion complète aux idées divines supposées émaner de sa figure. Afonso Arinos au demeurant jugeait positive l’influence d’Antônio Conselheiro sur les gens des sertões, car « nul autre pouvoir humain ne parvint, comme il le fit, à dompter ce peuple rude, à en faire un grand instrument de discipline, l’arrachant en même temps aux manifestations du banditisme ».

#### O Rei dos jagunços(Manoel Benício)
Manoel Benício fut, en qualité de capitaine honoraire de l’armée — Euclides da Cunha était lieutenant réformé —, reporter de guerre à Canudos pour le compte du Jornal do Comércio de Rio de Janeiro. Contrairement à Da Cunha, qui, avant de plonger dans le sertão, avait séjourné tout le mois d’août 1897 à Salvador dans le but de collecter des informations sur la région, Benício semble avoir été envoyé directement au champ de bataille. Il ne pouvait, pour se recommander, faire état, en fait d’expérience journalistique, que de quelques reportages pour le journal carioca O Tempo sur la révolte de l'Armada. À la différence de Da Cunha et des autres auteurs, Benício n’attendit pas la capitulation de Canudos pour dénoncer avec vigueur l’inaptitude du haut commandement.
La première lettre-reportage de Benício, datée du 4 juillet 1897, dans laquelle il relate la maladroite attaque menée le 27 juin par le général Oscar, donne le ton de toute sa correspondance au journal et manifeste d’ores et déjà l’intention de l’auteur de porter à la connaissance du public toutes les bévues d’Oscar. La nonchalance avec laquelle était traité l’aspect logistique de la guerre, négligence qui sera responsable de la sous-alimentation de la troupe, des maladies, de décès stupides de soldats, de l’abandon et du désespoir des soldats blessés, ainsi que la mort des sous-lieutenants Bezouchet et Cisneiros, tous deux encore fort jeunes, seront étalés dans ses reportages, avec une certaine prédilection à montrer le côté hideux, sordide, aucunement glorieux, de la guerre de Canudos. Son statut de capitaine honoraire lui fit participer au conflit non comme spectateur uniquement, mais aussi comme quasi-soldat, c’est-à-dire lui fit affronter les mêmes dangers que les combattants, voir la mort de près, exposer sa propre vie etc. Cette circonstance explique sans doute le ton vibrant et émotionnel de ses correspondances de guerre. Benício ne lésine pas sur les détails pour donner au lecteur une vision la plus complète possible des affrontements. Un autre trait qui le distingue de Da Cunha est le peu de soin qu’il mit à rédiger ses textes, sans souci du style, ce que Benício justifia par les conditions précaires dans lesquelles il eut à rédiger ses lettres.
Dans les « notes détachées » de sa lettre-reportage du 8 juillet, Benício laisse entrevoir aussi les qualités de l’ennemi, que son engagement à toujours dire la vérité le poussa à reconnaître et à consigner — ce même engagement qui lui fera d’autre part porter de graves accusations contre les commandants de l’armée. Pour Benício, le jagunço se caractérise par son habileté, sa familiarité avec la caatinga, son courage et sa perspicacité. Cette reconnaissance du sertanejo ne conduiront cependant pas Benício à faire montre d’autre chose qu’une froide indifférence chaque fois qu’il fera allusion à, ou notera laconiquement, la pratique de la cravate rouge. Ces reportages seront recyclés par l’auteur dans la deuxième partie de son O Rei dos jagunços, intitulée Militares e Políticos.
Si l’on en croit ses lettres, Benício s’éloigna de Canudos d’une part pour raisons de santé, d’autre part parce qu’il était empêché d’accomplir son travail de reporter. Ses dénonciations systématiques à l’encontre du général Oscar, le compte rendu des morts et blessés en porte-à-faux avec les notes officielles, faisaient que non seulement ses reportages étaient censurés par l’armée, mais encore que l’auteur lui-même se heurtait à d’innombrables difficultés pour remplir sa mission. En réalité, la raison pour laquelle Benício ne resta sur les lieux qu’un peu plus d’un mois est le fait que sa vie même était en péril. Horcades révéla que si Benício n’avait pas quitté Canudos trois heures avant l’heure qu’il avait annoncée, un tueur à gages engagé à cet effet l’aurait violemment molesté et « peut-être transformé en rien (em nada) pour les mensonges qu’il avait envoyés dans ses correspondances au Jornal de Commércio ». Du reste, le journal jugea prudent de ne pas publier ses reportages avant le 3 août 1897, c’est-à-dire le lendemain du départ de Benício et le jour même où Bittencourt s’embarquait pour la Bahia, alors que le journal était en possession de ces correspondances bien avant ce jour, jusqu’à un mois plus tôt.
Arrivé à Salvador, sur le chemin du retour, Benício craignit que ses reportages ne fussent pas crus et qu’ils seraient réfutés par les journaux républicains ; en outre, l’on pouvait s’attendre à ce que l’envoi prochain de renforts (5 000 hommes), sous la supervision de Bittencourt, ne mît bientôt fin au conflit, et qu’alors toutes les épreuves qu’il avait eu à traverser comme reporter et ses mises en cause du haut commandement tomberaient rapidement dans l’oubli. De là sans doute que Benício conçut le projet d’écrire O Rei dos jagunços, comme une « œuvre vengeresse ». Quand le Jornal de Comércio se mit, à travers les reportages de Benício, à contester le point de vue d’Oscar, notamment sur l’aide que les conselheiristes prétendument recevraient de l’extérieur de leur réduit, le Clube Militar vota à l’unanimité l’adoption d’une réprimande contre le journal et raya Benício de ses cadres.
Il est vrai qu’au moment où parut sa chronique romancée, en 1899, le climat était devenu beaucoup plus propice à la publication d’écrits critiques sur la guerre de Canudos. À la suite de la tentative d’assassinat de Prudente de Morais le 5 novembre 1897, et après enquête, qui établit la responsabilité de hauts gradés de l’armée et du Clube Militar, celui-ci sera fermé et Benício ainsi partiellement vengé.
Benício, malgré les espoirs qu’il avait mis dans les articles de Da Cunha, ne comptait pas attendre le grand ouvrage de ce dernier pour être vengé tout à fait des humiliations et souffrances endurées à Canudos, et fit donc paraître lui-même une version romancée de la guerre, O Rei dos jagunços. Publié en 1899, aux presses du Jornal do Comércio, le livre retomba ensuite dans l’oubli et ne fut réédité qu’en 1997, à l’occasion du centenaire de la guerre de Canudos. La question de savoir comment cataloguer cette œuvre n’est pas aisée à résoudre ; si l’auteur lui-même appelle son ouvrage une « chronique historique », c’en est alors une dans laquelle se sont insinués deux genres différents, le documentaire et le commentaire. L’ouvrage prétend à « la précision historique la plus grande », et le sous-titre laisse entrevoir un but d’authenticité et de véracité documentaires. La structure du livre et le titre des chapitres sont là également pour signaler un compte rendu objectif. Le « ton romanesque », précisa l’auteur, n’apparaît dans l’œuvre que pour « adoucir l’aspérité du sujet et l’ennui de descriptions fastidieuses faites par quelqu’un qui n’a pas de style ».
La première partie, conçue selon un plan systématique, relate les antécédents familiaux de Maciel et décrit les traditions religieuses populaires du sertão. C’est à peine si ensuite, dès le troisième chapitre, l’on s’aperçoit qu’une fiction s’amorce, sans transition, qui dans le cours ultérieur du livre alternera avec les passages documentaires et traversera tout le restant du livre ; autrement dit, dans une mesure considérable, la partie documentaire se double d’une fiction littéraire. La seconde partie se développe chronologiquement et dépeint le déroulement de la guerre de la première à la quatrième expédition. L’exposé historique et l’intrigue romanesque alternent alors d’une manière plus décousue. L’auteur intervient inopinément çà et là à la première personne comme commentateur ou narrateur.
L’argument de la composante fictionnelle est semblable à celui du roman d’Afonso Arinos. Une intrigue amoureuse, moins tragique que dans Os Jagunços, donne lieu à de petits tableaux érotiques et à des scènes de la vie quotidienne, au milieu de passages documentaires et de descriptions objectives.
Paru trois ans avant Os Sertões, le livre de Benício poursuivait la même idée de base, à savoir interpréter Canudos comme un phénomène représentatif du sertão et présenter la guerre comme quelque chose de plus qu’un simple événement national : comme un événement de portée nationale. L’auteur supposa que la forme littéraire était la mieux à même de servir ce dessein ; annoncé comme un document, le texte fut cependant lu comme de la littérature et jugé comme tel. La critique n’y voyant qu’un ramassis d’anecdotes mielleuses, le livre ne tarda pas à tomber dans l’oubli, en dépit de la réputation, certes assez controversée, que Benício s’était acquise en tant que journaliste par ses reportages acérés et critiques sur la guerre de Canudos pour le compte du Jornal do Commércio et par son éloignement forcé du lieu des opérations militaires, et en dépit du fait, ainsi qu’on peut le supposer, qu’une bonne partie de l’intelligentsia de l’époque lut le livre. Bartelt note toutefois que, pas davantage qu’Afonso Arinos, Benício ne réussit à donner forme de manière convaincante au tragique des événements, à leur portée sociale et au potentiel qu’ils renfermaient pour l’avenir de la nation brésilienne.
Dans les passages documentaires, Canudos offre une surprenante diversité ethnique et sociale, en attente d’intégration nationale. Les personnages sont façonnés selon des types socio-raciaux, sans toutefois déboucher dans le racisme biologique, ordinaire pour l’époque, avec l’idée concomitante de la dégénérescence des métis. Comme dans Os Jagunços, mais plus systématiquement et plus radicalement, Canudos incarne le sertão comme sous-espace national. Au contraire du roman d’Afonso Arinos, Canudos représente ici, loin des atours romantiques, la normalité enracinée du sertão. Benício cependant procède de façon désordonnée, en alternant les différentes perspectives et sémantiques, comme signe d’une ambivalence fondamentale où l’action du roman et le nous républicain se font face, se succèdent et se neutralisent partiellement. Ainsi des marques d’empathie alternent-elles avec des jugements fortement dénigrants contre les sertanejos. Maciel est dépeint comme un fanatique insane, un exorciste rigoriste et un tacticien politique, pratiquant un catholicisme populaire acculturé, et plus apte que le clergé officiel décadent à satisfaire les besoins religieux des campagnards. Sa folie remonterait à son père Vicente Maciel, atteint d’une « démence intermittente », dont son fils était inexorablement prédestiné à hériter. Le titre du livre, ainsi que plusieurs métaphores à l’intérieur du récit (tels que calife de Canudos etc.), mettent en évidence la domination personnelle directe et autocrate exercée par Maciel. Le système politique se caractérise par la prédominance du pouvoir privé et de codes d’honneur rigides, des traditions orales et d’une profonde religiosité.
Toutefois, Benício affirme que Canudos a été criminalisé sans fondement. L’hostilité à toute forme de modernisation s’explique selon l’auteur par l’attitude conservatrice fondamentale du sertanejo, qui de plus voit dans tout changement la tentative subreptice d’introduire des hausses d’impôt, et par son incapacité à saisir l’idée qui sous-tend les réformes politiques et sociales et le progrès ; en particulier, la séparation de l’Église et de l’État heurta leurs convictons.

#### Os Sertões/Hautes Terres(Euclides da Cunha)

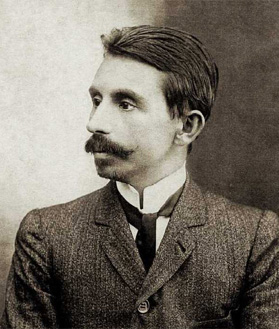
Euclides da Cunha, auteur de Os Sertões.

Euclides da Cunha, ingénieur militaire de formation, républicain convaincu, se rendit à Canudos en qualité de journaliste et rédigea pour le journal O Estado de S. Paulo une série d’articles sur le conflit en cours. Cependant, il dut, pour cause de maladie, quitter Canudos quatre jours avant la fin de la quatrième et dernière expédition, et n’assista donc pas au dénouement dudit conflit début octobre 1897. Néanmoins, il eut l’occasion de rassembler, en plus de ses notes personnelles prises sur le vif, tout le matériel nécessaire pour élaborer sur ces événements, durant les trois à quatre années qui suivirent, un ouvrage qui fera date dans l’histoire des lettres brésiliennes, Os Sertões: campanha de Canudos, publié en 1902 (trad. fr. sous le titre Hautes Terres. La guerre de Canudos). Dans cette œuvre hybride, qui se veut un texte à la fois scientifique (mettant à contribution tout le savoir humain : géographie physique, botanique, climatologie, et aussi anthropologie, sociologie etc.) et littéraire (recourant aux procédés du lyrisme et de l’épopée), Da Cunha entend analyser tous les tenants et aboutissants de cette guerre. Ce vaste ouvrage (six centaines de pages dans sa version française) se décompose en trois parties principales, la Terre, l’Homme, et la Lutte, dans lesquelles l’auteur expose, respectivement : les caractéristiques géologiques, botaniques, zoologiques, hydrographiques et climatologiques du sertão ; la vie, les coutumes, la culture orale, les travaux et la spiritualité religieuse des sertanejos, en particulier du vaqueiro, le gardian du sertão, qui concrétise le mariage de l’homme avec cette terre ; et enfin, les péripéties, contées avec force détails et aperçus militaires, des quatre expéditions dépêchées par les autorités contre le village dirigé par Antônio Conselheiro.
Dans cet ouvrage, Da Cunha rompit totalement avec son point de vue antérieur, c'est-à-dire avec l’idée préconçue et alors généralement admise qui voulait que Conselheiro caressât un grand dessein politique et que le mouvement de Canudos fût une tentative, pilotée à distance par les monarchistes, de restaurer le régime impérial au Brésil. Mais il lui fallut abandonner une autre idée préconçue encore, empruntée au positivisme et au darwinisme : la certitude absolue que la « civilisation supérieure » implantée dans les villes du littoral brésilien se trouvait, avec le mouvement messianique de Canudos, face à une survivance de la barbarie et du fanatisme qui devait être éradiquée. Certes, Da Cunha présente Canudos comme une révolte de retardataires, comme une irruption du passé dans le présent, un accès de particularisme, une singularisation, à rebours de sa propre vision linéaire de l’histoire et de l’idée de progrès ; en particulier, le messianisme de Conselheiro est vu comme régression du christianisme vers son antique source, vers un stade arriéré, le judaïsme (il établit un lien implicite entre ce messianisme et la condition sociale des paysans et à leur exploitation, mais cet aspect reste pour lui secondaire et ne sera pas approfondi). Mais, s’étant avisé que la société du sertão était radicalement différente de celle du littoral, et que la réalité des terres de l’intérieur correspondait fort peu aux représentations que l’on s’en faisait habituellement dans les villes, il fut amené à réinterpréter le conflit pour en faire, ainsi qu’il le précise dans sa note préliminaire, une variante du sujet général qui le préoccupe désormais, à savoir : la guerre de civilisation ayant alors cours au Brésil. La guerre de Canudos, dépouillée du sens politique qui lui fut à tort donné initialement, c’est la confrontation de deux mondes, deux civilisations, deux ères de l’histoire. Os Sertões exprime le besoin de rechercher dans l’intérieur, dans la lutte entre barbarie et civilisation, les sources ambiguës, et la véritable identité du pays en train de se faire ou de se défaire. Il importe donc de briser l’image artificielle que l’État se donne de lui-même à partir des modèles européens. La conviction de Da Cunha est que le Brésil ne peut réaliser son homogénéisation (nécessaire à sa survie en tant qu’État indépendant) que par le progrès de la civilisation. Les sertanejos, chez qui, selon l’auteur, prédominerait nettement le sang tapuia (tribu indienne), et qui vécurent pendant trois siècles en cercle fermé, plongés dans un abandon complet, surent ainsi « conserver intactes les traditions du passé » et présentent aujourd’hui, écrit-il, « une remarquable uniformité, offrant l’impression d’un type anthropologique immuable » ; c’est une sous-catégorie ethnique constituée, consolidée, stable, disposant par là — à l’inverse du « métis protéiforme du littoral », type instable, fragile — d’une base solide le rendant réceptif à une action civilisatrice progressive. Au lieu de massacrer les révoltés de Canudos, il eût donc été plus judicieux de les instruire, par degrés, d’envoyer des maîtres d'école aux sertanejos fourvoyés dans la barbarie, en assurant d’abord, comme préalable, la garantie de l’évolution sociale. Da Cunha finalement renvoie dos à dos le mysticisme rétrograde et la modernité brutale s’imposant sans égards, et postule que les contradictions culturelles entre le sertão porteur d'une synthèse des forces vives issues de l'histoire, et la « civilisation » factice du littoral héritière de la colonisation, tournée vers l'Europe et l'Atlantique, pouvaient se résoudre dans une troisième voie : celle de l'intégration politique de ces « rudes compatriotes » provisoirement écartés du « progrès » et « plus étrangers dans ce pays que les immigrés européens ». Par le récit qu’en fait Da Cunha, la guerre de Canudos peut ainsi se transfigurer en mythe fondateur de la nation brésilienne, mythe toutefois polyvalent et complexe, paradoxalement fondé sur un crime originel ; cette transfiguration est du reste favorisée par un parti-pris stylistique amalgamant expression poétique et métaphorique d’une part, et précision et rigueur scientifiques d’autre part. (Le rôle que joua, ou qu'ambitionnait de jouer, cet ouvrage dans la formation de la conscience nationale brésilienne a été exposé plus en détail ci-dessus).

#### La Guerre de la fin du monde(Mario Vargas Llosa)

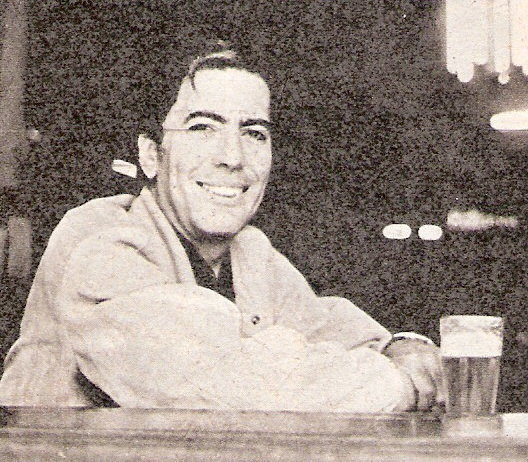
Mario Vargas Llosa en 1982.

Mario Vargas Llosa, qui participait en 1972 avec le metteur en scène portugais Ruy Guerra à un projet cinématographique ayant pour sujet la guerre de Canudos, fut amené, pour se documenter, à lire Os Sertões, directement en portugais, et devait plus tard en tirer la matière de son roman la Guerre de la fin du monde. Contrairement à Os Sertões, il s’agit d’une œuvre de fiction ; en l’occurrence, le travail de l’imagination consistera notamment à faire entrer en scène des personnages fictifs (entre lesquels se déroulent toutes sortes d’intrigues politiques et sentimentales) et à introduire la biographie de différents jagunços (que l’on laisse agir et raisonner comme des individus concrets, avec leurs sentiments et leurs idées particulières). Les principaux personnages fictifs sont Galileo Gall, anarchiste et phrénologue écossais, un journaliste myope, un guide de la région et son épouse, un grand propriétaire terrien, un politicien républicain détenteur d’un journal influent, etc. À la composition chronologique de Os Sertões s’oppose ici une structure éclatée, fragmentée, avec d’incessants décalages temporels et changements de plan, dans l’intention de mettre côte à côte des actions très distantes les unes des autres dans le temps, de greffer sur l’action en cours un ensemble d’éléments de contextualisation (cadre socio-économique, arrière-plan historique etc.), de donner un aperçu des conditions sociales et de la mystique religieuse des jagunços, de brosser un tableau de la situation politique de ces régions, et de décrire les péripéties de cette guerre sous des angles d’approche différenciés : celui des militaires, des rebelles, et d’autres intéressés agissant en coulisse (presse, politiciens, grands propriétaires, etc.), le tout visant à donner le comment et le pourquoi de Canudos selon une multiplicité points de vue, et de présenter une image caléidoscopique de la société brésilienne. Alors que Da Cunha ne pouvait observer les événements que depuis le dehors, Canudos peut ainsi être vu de l’intérieur autant que de l’extérieur, pour autant que les passages qui se passent parmi les jagunços soient réellement de nature à nous éclairer sur le mystère de Canudos, et de nous rendre compte p.ex. de ce que des bandits de grand chemin ont pu se convertir au conselheirisme (d’une manière plus satisfaisante que d’indiquer qu’ils ont été touchés par l’ange). Cependant les intrigues politiques qui s’étalent en toile de fond dans le roman n’ont plus guère de rapport avec Canudos. L’opinion publique, qui est raillée dans Os sertões pour croire à un vaste complot monarchiste et ne joue aucun rôle chez Da Cunha, est ici au contraire un élément essentiel, le moteur de l’action, en ceci entre autres qu’elle est instrumentalisée à des fins politiques par le protagoniste républicain, lequel notamment se sert du personnage écossais pour faire croire à un appui britannique aux insurgés de Canudos. C’est aussi un roman à idées, puisqu’on y suit la trajectoire intellectuelle parcourue par le journaliste myope, trajectoire semblable à celle de Da Cunha, c'est-à-dire de républicain convaincu, à observateur sceptique et critique du régime républicain. La plupart des personnages du reste (militaires, médecins, etc.) finissent par être envahis de doutes : à propos de leur mission, de la nature réelle de l’insurrection de Canudos, de la stratégie militaire mise en œuvre par le commandement, etc.

#### Autres
L’ouvrage de Da Cunha, considéré comme l’une des œuvres majeures de la littérature brésilienne, inspira partout dans le monde des créations littéraires basées sur les événements de Canudos. Les plus notables sont (par ordre chronologique) : A Brazilian Mystic (1919), de l’homme politique et écrivain britannique Robert Bontine Cunninghame Graham, simple démarquage du récit de Da Cunha, sans jamais du reste en faire la moindre mention ; le Mage du Sertão (1952), de l'écrivain et historien belge Lucien Marchal, que l’on accusa, en particulier au Brésil, de n’être qu’un « démarquage romanesque » de Hautes Terres, ou au mieux un « démarquage astucieux », reproches faits à tort, car l’auteur, même s’il suit la même chronologie linéaire que Da Cunha, s’y livre à une réorganisation du matériau originel, afin de produire un roman historique dans la tradition classique du XIXe siècle, dramatisant donc les événements, introduisant du suspens (absent chez Da Cunha), s’autorisant mainte entorse à la vérité historique, introduisant çà et là des épisodes de son propre cru, et surtout, donnant de l’épaisseur (biographique et psychologique) aux différents protagonistes, à commencer par le Conselheiro lui-même, dont il développe longuement les antécédents, et à ses lieutenants, qui pour la plupart ne sont que mentionnés dans Os Sertões (tout étoffement des personnages est superflu dès lors que, selon le crédo de Da Cunha, le déterminisme du milieu et du temps suffit à rendre compte totalement des personnages) ; Verdict à Canudos (1970), de l’écrivain hongrois Sándor Márai ; le Premier Vêtement (1975), de l’écrivain géorgien Guram Dotchanachvili ; et la Guerre de la fin du monde (1980), déjà évoqué, de l’auteur péruvien Mario Vargas Llosa.
L’œuvre O Pêndulo de Euclides de l’écrivain et enseignant universitaire bahianais Aleilton Fonseca est la dernière en date à prendre Canudos pour thème. Dans ce roman, paru en 2009 (et en traduction française en 2017, sous le titre La Guerre de Canudos. Une tragédie au cœur du sertão), trois hommes — un professeur d’université brésilien, qui se propose de rédiger un ouvrage sur le sujet, un Français et un poète —, qui se connaissent à peine, mais qui ont en commun une passion intellectuelle et sentimentale pour Canudos et une admiration sans bornes pour Euclides da Cunha, entreprennent un court voyage dans le sertão du Vaza-Barris. À leur arrivée à Monte Santo, le professeur, au-delà de son premier sentiment d’intense dépaysement culturel, est bientôt ravi des informations qu’il recueille de la bouche des habitants du lieu, où tout tourne autour du mythe du Conselheiro, et plus particulièrement de la part du personnage d’Ozébio, qui se révèle posséder une connaissance approfondie et détaillée du conflit. À partir de ses renseignements se déploie ensuite, sous la forme d’un texte largement dialogué, qui se veut aussi un hommage à Guimarães Rosa, toute une réflexion sur ce qui s’est réellement passé dans le sertão nordestin à la fin du XIXe siècle,.

### Au cinéma

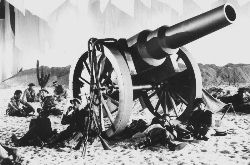
Image tirée du film A Matadeira de Jorge Furtado, montrant une réplique du canon Whitworth 32 cm employé lors de la dernière expédition militaire contre Canudos.

Canudos a pu faire son apparition sur les écrans de cinéma sous différentes formes, allant d’une adaptation directe d’Os Sertões (Hautes Terres), l’incontournable chef-d’œuvre d’Euclides da Cunha (adaptation directe dont il n’existe à ce jour qu’un seul exemple, à savoir le film de Sérgio Rezende, de 1997), jusqu’à la mise en scène d’éléments disparates empruntés au sertão nordestin (décor, religiosité particulière, personnages de jagunços ou de cangaceiros, beatos, prédicateurs etc.) et renvoyant peu ou prou au conflit de Canudos.
Si l’ampleur et la nature spécifique du texte de Da Cunha, ouvrage inclassable, à la fois essai, texte à thèse, et récit historique, au style baroque mais se voulant en même temps rigoureux, le rendent peu propice à une transposition cinématographique, l’héritage euclidien s’est en contrepartie imposé au Brésil de manière plus profonde et plus diffuse, en fixant le Nordeste comme une référence identitaire incontournable d’un point de vue socio-économique : les tensions nord/sud, rural/urbain, pauvre/riche, l’importance du fait religieux et l’habitude des migrations internes constituent des thématiques récurrentes dans le cinéma brésilien à partir des années 1950, et l’imagerie traditionnelle du sertão, notamment à travers la figure du cangaceiro (hors-la-loi), est devenue emblématique du pays tout entier. En effet, Os Sertões n’a cessé d’être réédité, et fait partie intégrante de la culture générale de tout Brésilien, et notamment de celle des cinéastes nés dans les années 1920-1930. Cette influence d’Euclides Da Cunha sur les cinéastes, ainsi que la prise de conscience par les Brésiliens de la dimension sertaneja qu’aura nécessairement à adopter leur identité en cours de construction, imprègnent plusieurs générations de réalisateurs de cinéma. L’apogée de cette tendance se situe incontestablement dans les années 1960 avec le cinema novo, mais les cinéastes des décennies 1990 et 2000 ont voulu à leur tour se pencher sur leurs racines nationales.
Quoique la volonté de produire un cinéma national ait été une des préoccupations récurrentes du cinéma brésilien, force est de constater que Canudos, et le sertão nordestin en général, n’a fait son apparition que fort tardivement dans le cinéma brésilien, et qu’il a fallu attendre l’année 1997 pour voir sortir sur les écrans une adaptation cinématographique d’Os Sertões. L’explication de ce phénomène réside d’une part sans doute dans le retard du cinéma brésilien tout court, imputable à ce que, selon le critique de cinéma Paulo Emilio Salles Gomes, le cinéma brésilien n’avait pas de terrain culturel propre, distinct de l’occident, où plonger ses racines, et d’autre part dans le refus, affiché par la critique dans l’entre-deux-guerres, de voir portés à l’écran certains aspects de la réalité brésilienne jugés négatifs pour l’image du pays, refus ayant pour corollaire une préférence marquée pour les films étrangers. Ainsi, dès le début du cinéma, et notamment à la suite de la réalisation (entre 1912 et 1930) de plusieurs documentaires régionaux, la revue Cinearte, créée en 1926 par Mario Behring et Adhemar Gonzaga, très soucieuse de l’image qui risquerait d’être donnée du Brésil à l’extérieur, réprouve la mise en scène de la réalité brésilienne, dénonçant « la manie de montrer des Indiens, des caboclos, des noirs, des animaux et d’autres oiseaux rares de cette terre malheureuse » et s’inquiétant de « l’image d’un pays égal ou pire que l’Angola ou le Congo »; « Faire un bon cinéma au Brésil », lit-on encore dans cette revue, « doit être un acte de purification de notre réalité, à travers la sélection de ce qui mérite d’être projeté sur l’écran : notre progrès, nos constructions modernes, nos beaux blancs, notre nature. »
Les choses toutefois changèrent bientôt avec l’avènement dans les années 1950 du mouvement cinema novo, pour qui l’un des enjeux du cinema devait être au contraire de montrer le pays tel qu’il est, et qui réussira à s’imposer sur le plan international en portant à l’écran la société brésilienne dans son ensemble. « La terre lointaine et brûlante, filmée de façon primitive, ayant pour personnages principaux des êtres humains qui vivent dans des conditions précaires mais qui sont détenteurs d’une culture propre, va devenir », si l’on en croit l’essayiste Fernão Ramos, « la matière source d’inspiration de la nouvelle génération. » L’influence du néoréalisme italien fut ici déterminante : dans les deux cas, cinema novo et néoréalisme italien, il s’agit d’un type de cinéma marqué par l’humanisme et la « réalité », porté par des budgets modestes et souffrant de conditions de réalisation précaires, à l’opposé du cinéma hollywoodien — toutes caractéristiques encourageant une démarche de réflexion sur la signification culturelle du cinéma et entraînant les jeunes cinéastes à mettre en scène la réalité brésilienne. Parallèlement, dans la sphère littéraire, le roman régionaliste nordestin des années 1930 fera figure de référence de cette nouvelle quête, qui correspondait à deux ambitions majeures communes des auteurs et des jeunes cinéastes : celle d’abord de renouveler totalement l’expression elle-même, c'est-à-dire d’élaborer un langage national en puisant dans les éléments de la culture et de la mythologie nationales, et celle ensuite d’un engagement politique et social tendant à dresser l’inventaire du sous-développement afin de le dénoncer. À cette époque, pour des raisons idéologiques et sociales, le Nordeste était un des sujets privilégiés au cinéma, avec notamment la sécheresse et ses conséquences comme thématique dominante, le sertão apparaissant alors en quelque sorte comme la métaphore du pays.
Une série de films mettra ainsi le sertão à l’honneur, parmi lesquels en particulier ce qu’il est convenu de nommer la triade sacrée du cinema novo, à savoir : Vidas Secas (Sécheresse), de Nelson Pereira dos Santos, Deus e o Diabo na Terra do Sol (Le Dieu noir et le Diable blond), de Glauber Rocha, et Os Fuzis (Les Fusils), de Ruy Guerra, tous trois sortis en 1963. C’est dans ces trois œuvres qui se note sans doute l’impact le plus significatif de l’œuvre et des idées euclidiennes, et où donc se trouvera indirectement le plus fort écho de Canudos. En effet, si l’on examine brièvement le parcours intellectuel de ces trois cinéastes, nous pouvons y relever une rencontre personnelle entre chaque cinéaste et l’œuvre de Da Cunha, chacun selon ses propres préoccupations politiques. Le Bahianais Glauber Rocha est tout imprégné des représentations de Da Cunha, et, s’il n’a certes jamais fait d’adaptation directe d’Os Sertões, ni mis en images le drame de Canudos, il a mis en scène des dieux, des diables, des conseillers, des cangaceiros, des beatos, des saints guerriers inspirés de l’univers de Da Cunha, plus particulièrement dans Deus e o Diabo na Terra do Sol. Nelson Pereira dos Santos, Paulista installé à Rio de Janeiro, bien qu’il reconnût l’influence de Da Cunha, choisit d’adapter d’autres textes littéraires traitant du Nordeste et du sertão, notamment Vidas secas (1963) et Memórias do Cárcere (Mémoires de prison) de Graciliano Ramos, et Tenda dos Milagres (La Boutique aux miracles, 1977) et Bahia de Todos os Santos (Bahia de tous les saints, 1986) de Jorge Amado.
Dix ans avant la triade sus-évoquée, Vera Cruz, O Cangaceiro, de Lima Barreto, avec des dialogues de Rachel de Queiroz, avait obtenu en 1953 le prix du meilleur film d’aventure à Cannes. Bien que de type hollywoodien, le film laissait nettement transparaître l’indissoluble attachement du sertanejo à sa terre.
Dans les années 1995-2000, le sertão nordestin est de retour sur les écrans brésiliens, avec A Guerra de Canudos de Sérgio Rezende (en 1997) et Central do Brasil de Walter Salles (en 1998). Rezende est le premier et le seul à ce jour (2014) à s’être risqué à une mise en images directe d’Os Sertões et à ne pas s’être laissé effaroucher par l’envergure du chef-d’œuvre de Da Cunha ou encore (principalement faute de moyens financiers) par le nombre de décors et de figurants nécessaires. Auparavant, en 1972, Ruy Guerra avait travaillé sur l’élaboration d’un scénario à partir du texte de Da Cunha en collaboration avec Mario Vargas Llosa, mais ce projet n’a jamais abouti, pour des raisons personnelles. L’adaptation de Hautes Terres par Rezende, malgré un budget imposant (6 millions de reais), sa longueur (2h40) et la participation d’acteurs de renom doit, selon Sylvie Debs, être considéré comme un échec. Au lieu de garder Antônio Conselheiro interprété par José Wilker comme personnage principal, le réalisateur a choisi de se focaliser sur les péripéties d’une famille dont la fille refuse de suivre ses parents à Canudos. Le réalisateur délaisse la dimension religieuse, et le film ne permet pas de saisir la genèse de la communauté de Canudos, ni ce que celle-ci représente. On est frappé d’un certain nombre d’écarts par rapport à l’histoire telle que contée par Da Cunha ; ainsi le caractère même prêté dans le film à Antônio Conselheiro est-il déroutant : il y apparaît comme un être effrayant et hargneux, loin de l’image de pèlerin mystique bienveillant qu’en a donnée Da Cunha.
Le film de Salles, Central do Brasil, quoique loin d’être une adaptation d’Os Sertões, contient pourtant quantité d’éléments appartenant à son univers. Comme Da Cunha, il oppose le nord au sud, le sertão au littoral, mais cette fois de façon inverse : vis-à-vis du sud urbain, corrompu et violent, il place le nord rural, honnête et hospitalier. Sylvie Debs voit dans ce film un chant d’espoir, qui proclame la possibilité d’un changement, non plus par la rébellion mais par la découverte des valeurs humaines et par une révolution des âmes.
Enfin, il y a lieu de signaler également quelques films documentaires consacrés à Canudos : Canudos (1976), d’Ipojuca Pontes, avec Walmor Chagas (Brésil, 1978); Paixão e guerra no sertão de Canudos (1993), d’Antônio Olavo ; Os 7 sacramentos de Canudos (1994, titre allemand Die sieben Sakramente von Canudos, litt. les Sept Sacrements de Canudos), film réalisé par Peter Przygodda pour la ZDF allemande, avec la participation des metteurs en scène brésiliens Joel de Almeida, Jorge Furtado, Otto Guerra, Luís Alberto Pereira, Pola Ribeiro, Ralf Tambke et Sandra Werneck,; Sobreviventes - Os Filhos da Guerra de Canudos (litt. Survivants. Les enfants de la guerre de Canudos), de Paulo Fontenelle, réalisé par Canal Imaginário, 2004/2005.

### Au théâtre
- Le Teatro Oficina de São Paulo tira de cette saga sertaneja une longue adaptation théâtrale, commencée en 2001, et qui s’échelonna ensuite sur 25 heures de représentation au total. Elle se composait de trois parties : la Terre, l’Homme (I et II) et la Lutte (I et II). La pièce fut également jouée en Allemagne, au Festival de théâtre de Recklinghausen et à la Volksbühne de Berlin.
- Une autre adaptation théâtrale de la guerre de Canudos, avec pour titre O Evangelho Segundo Zebedeu (l’Évangile selon Zébédée), fut réalisée en 1971 par le Teatro União e Olho Vivo de São Paulo, sur un texte de César Vieira (pseudonyme d’Idibal Piveta).